# Biserica de lemn din Chieșd

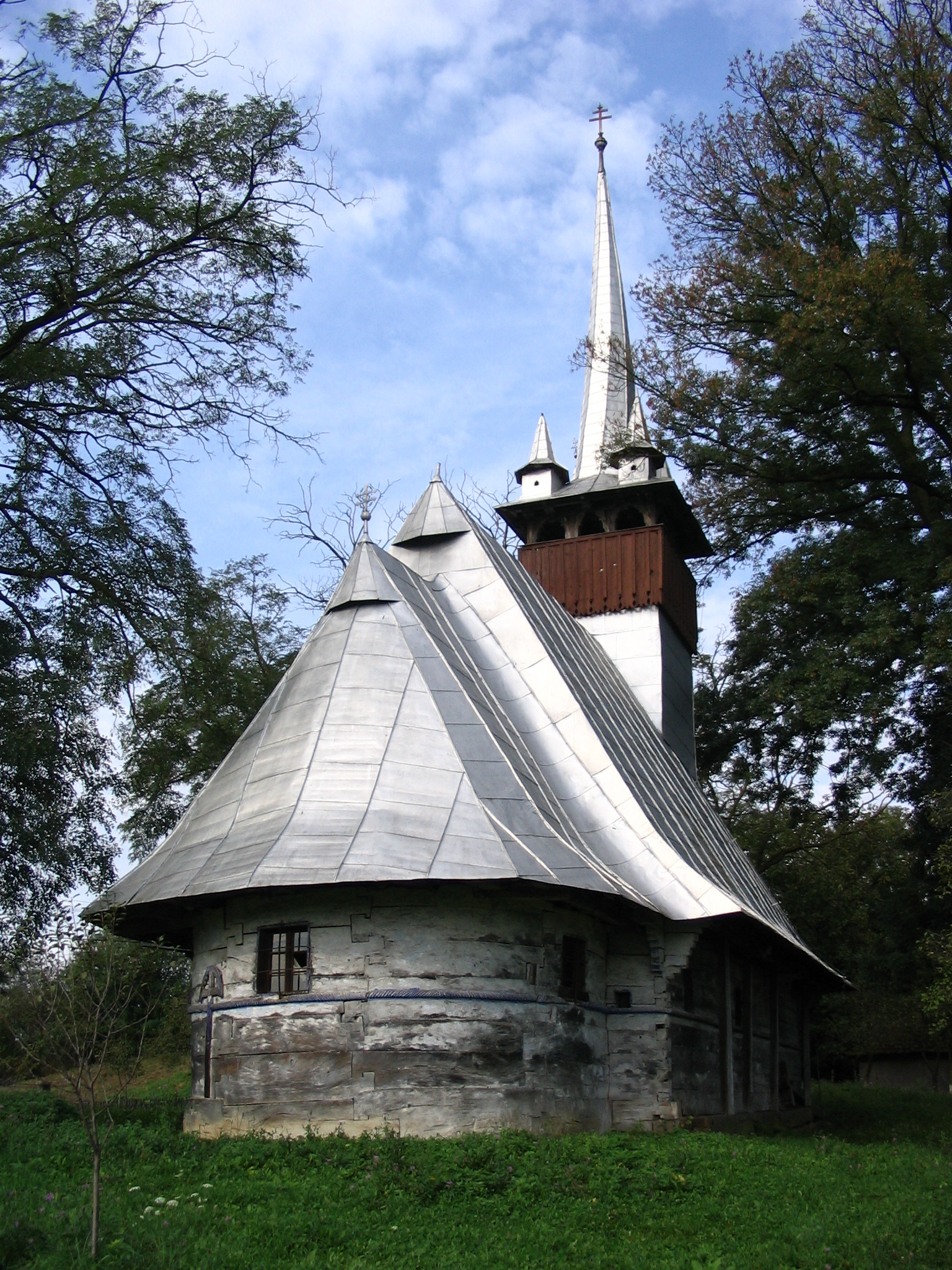
Biserica de lemn „Sfinții Arhangheli Mihail și Gavriil” din Chieșd, județul Sălaj, foto: octombrie 2005.

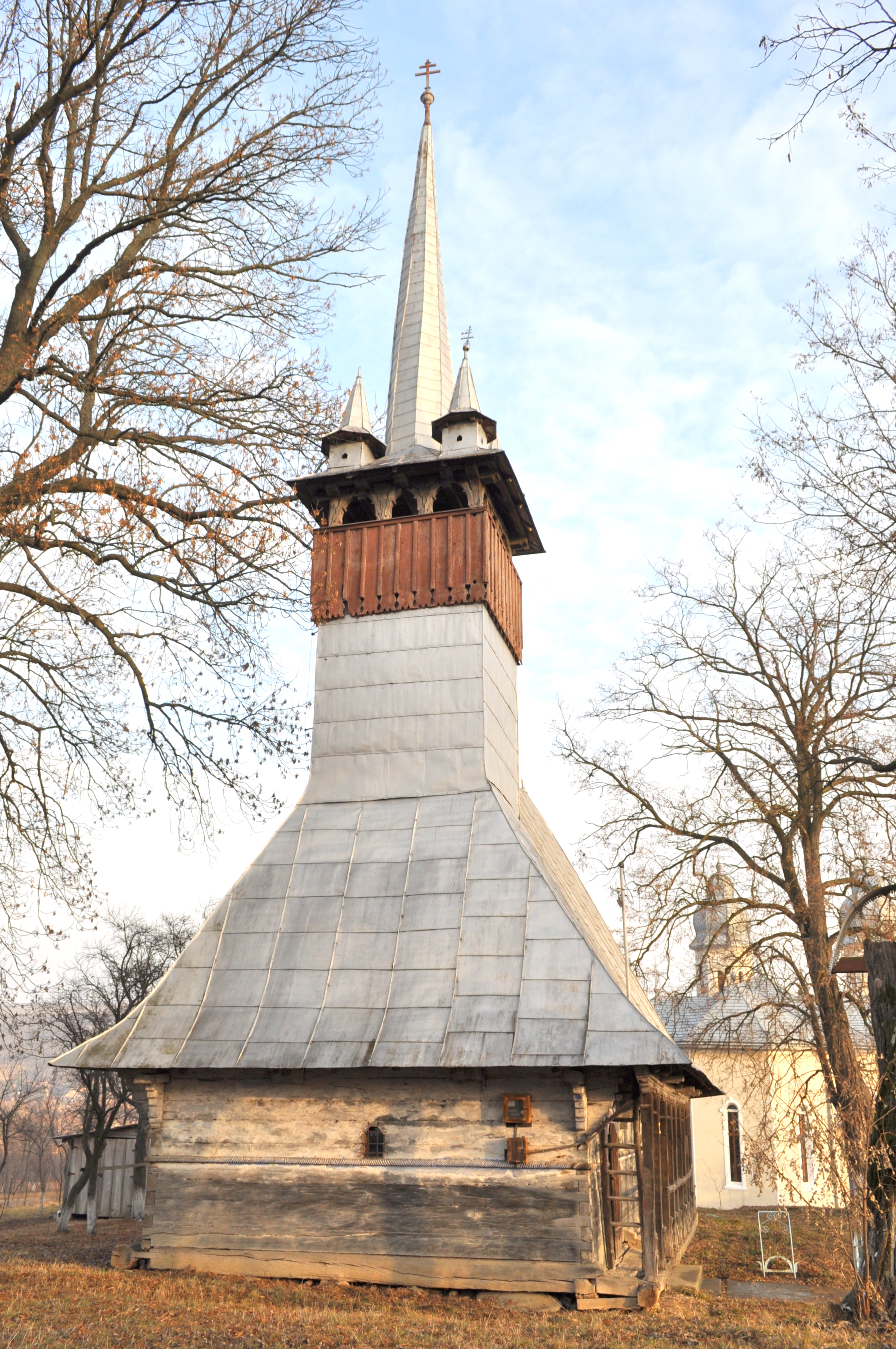
Biserica de lemn „Sfinții Arhangheli Mihail și Gavriil” din Chieșd, județul Sălaj, foto: noiembrie 2011.

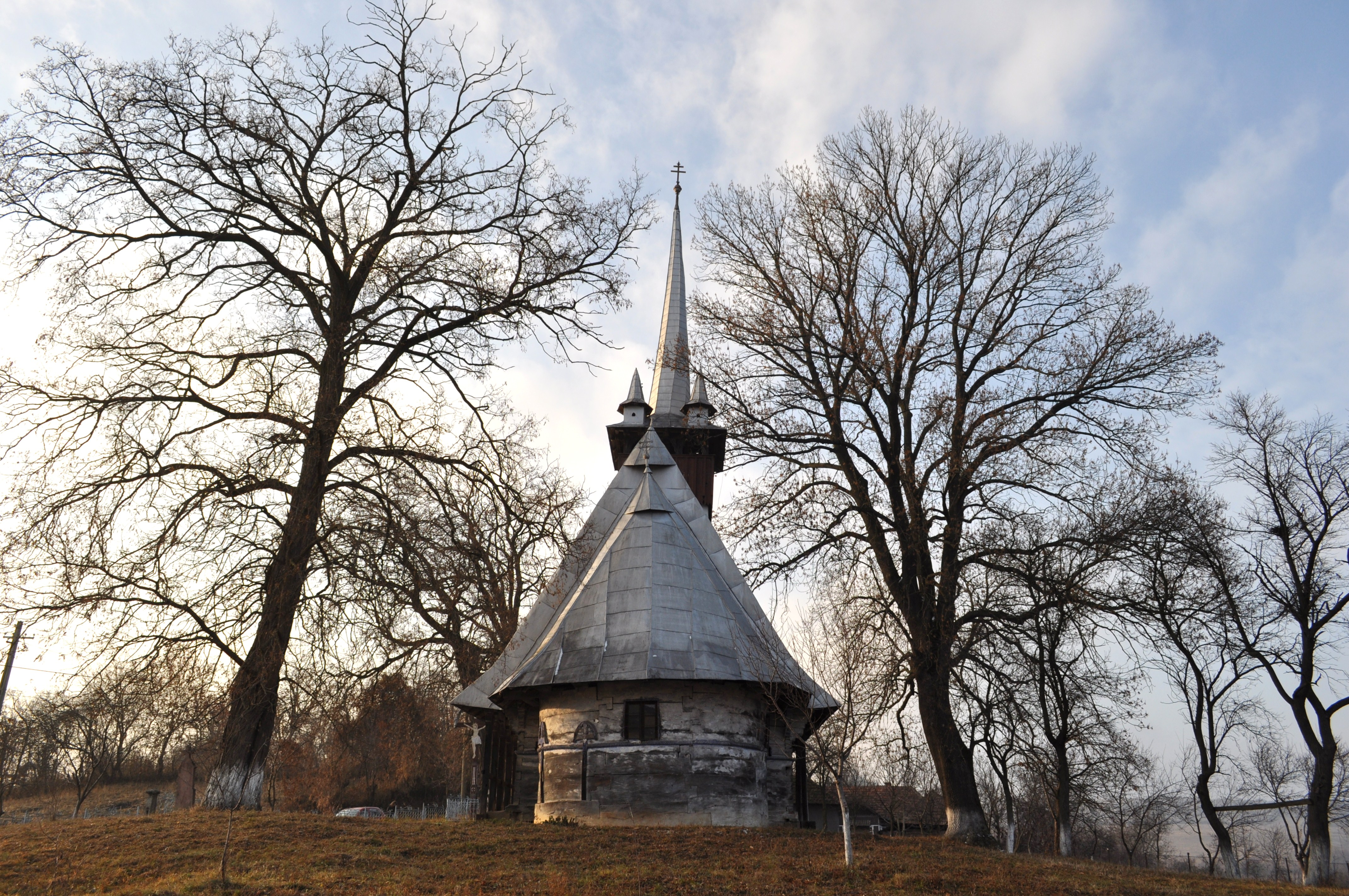
Biserica (est)

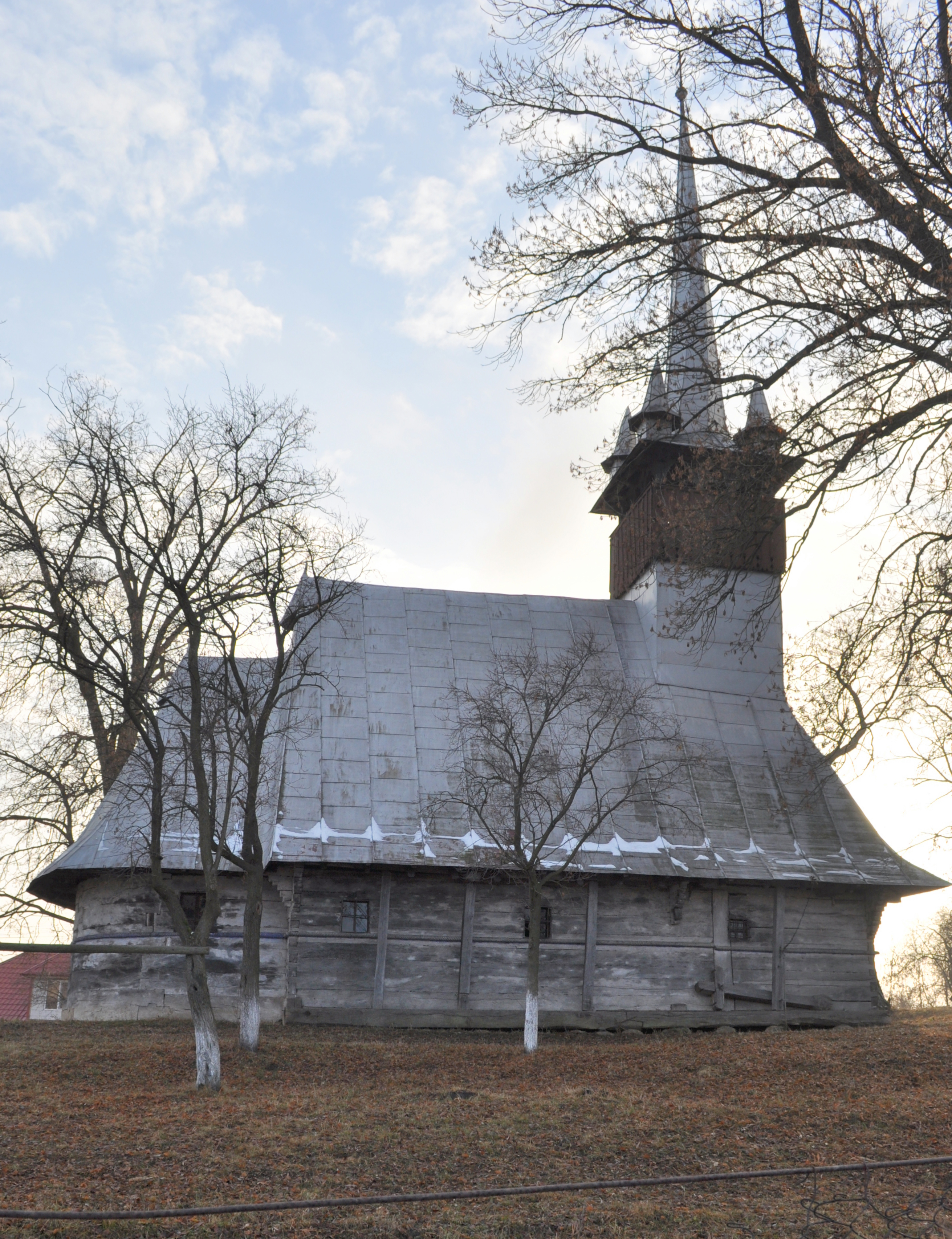
Biserica (nord)

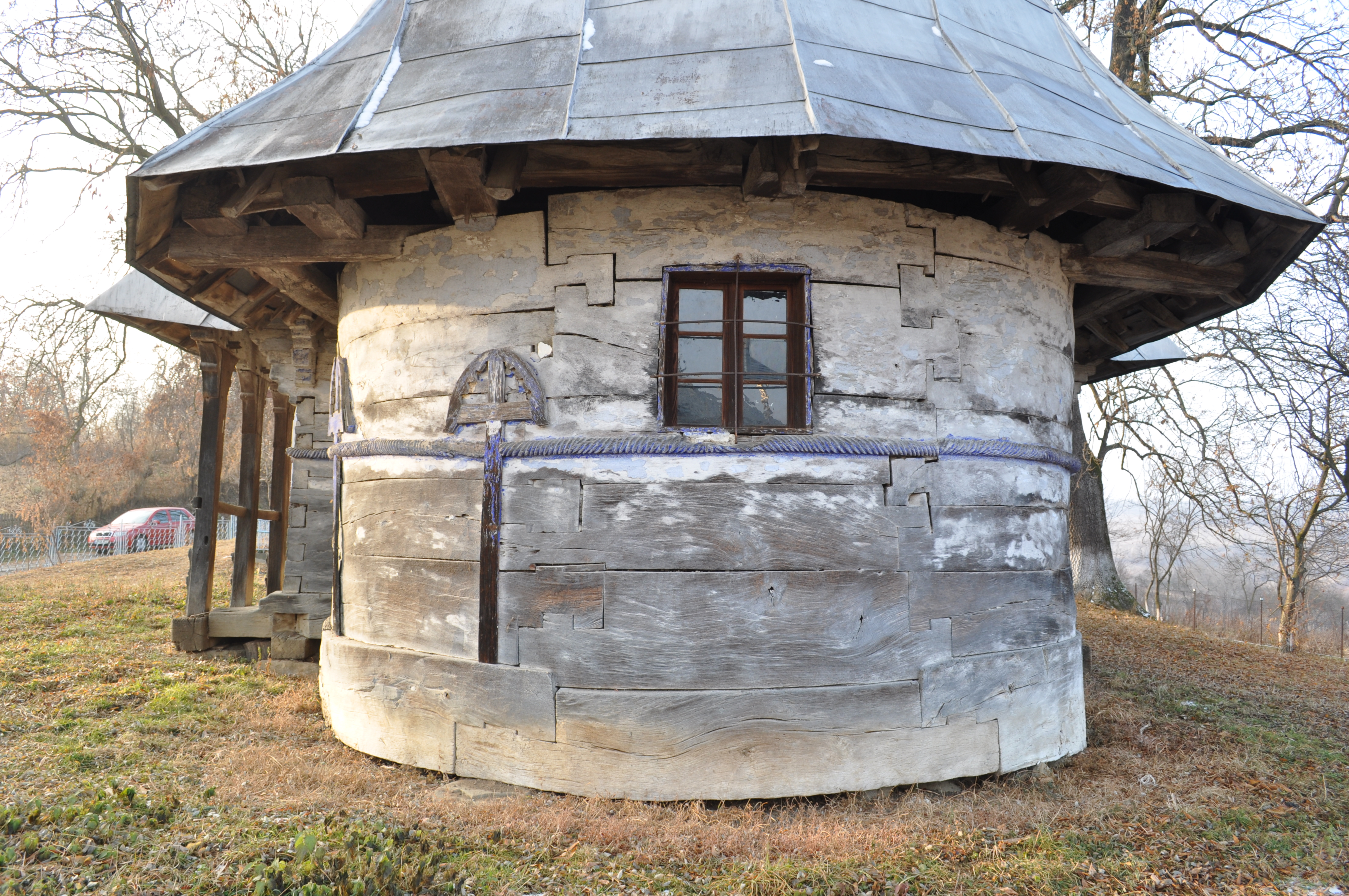
Absida semicirculară

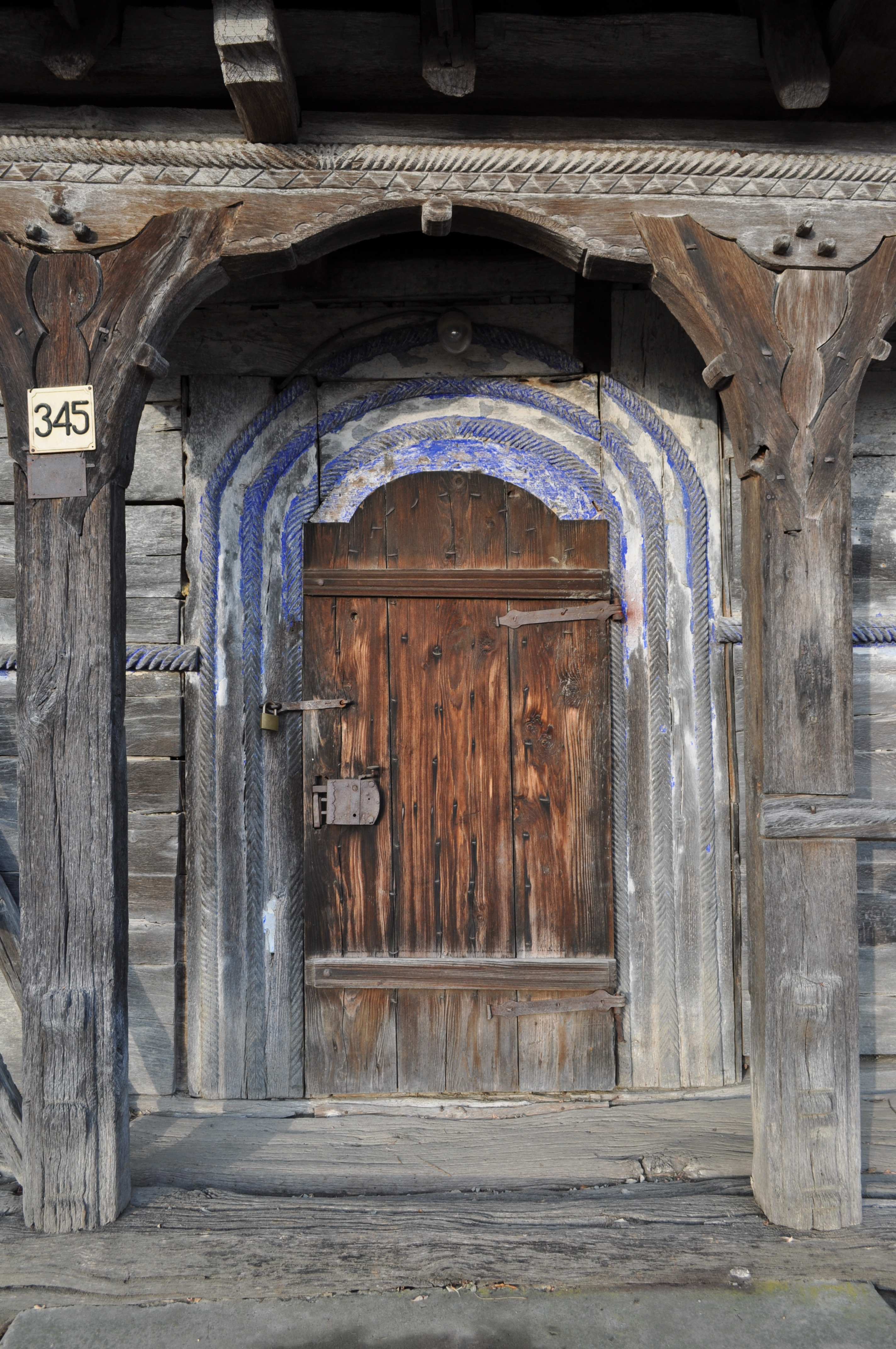
Portalul exterior

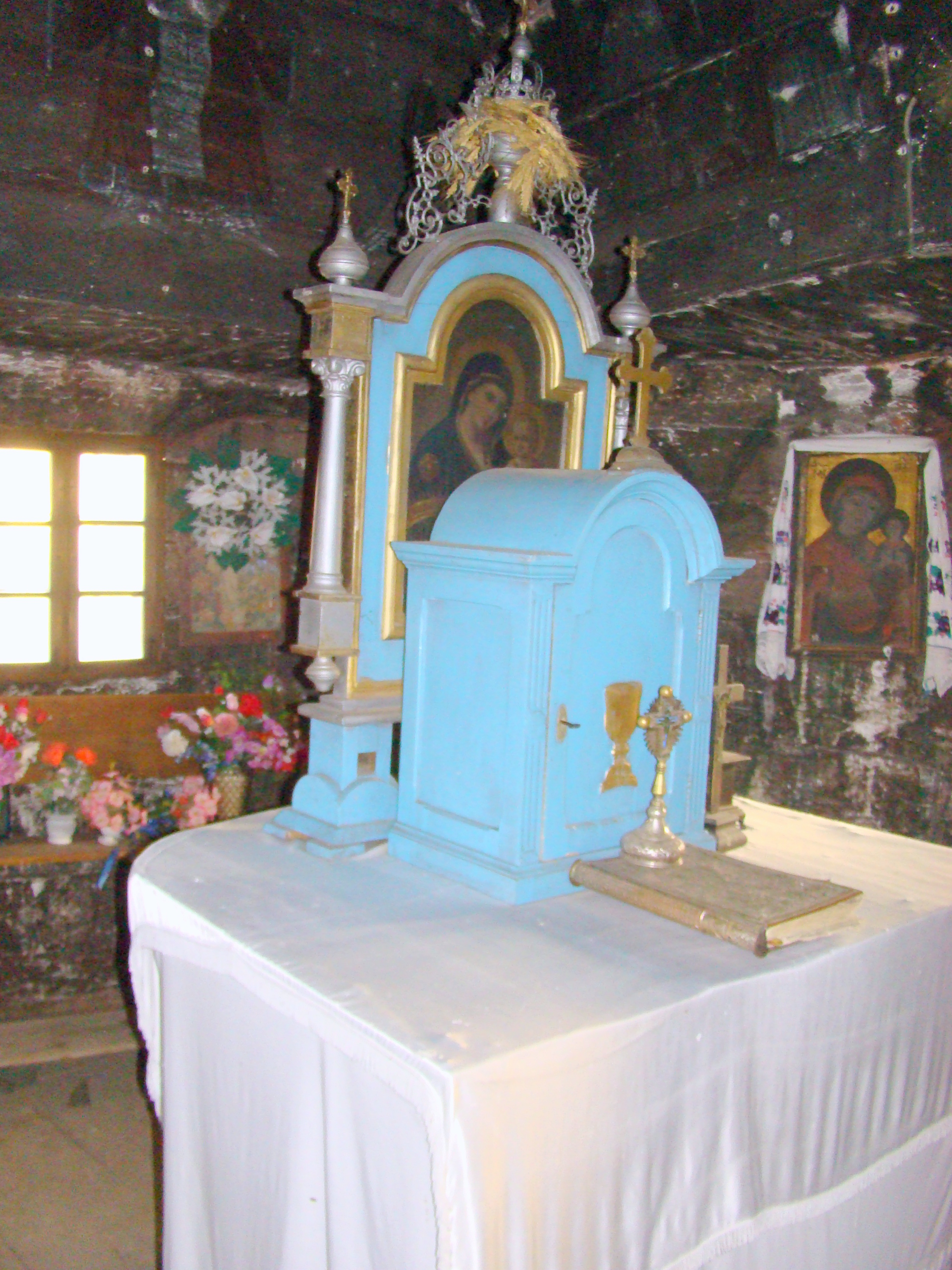
Sfânta Masă

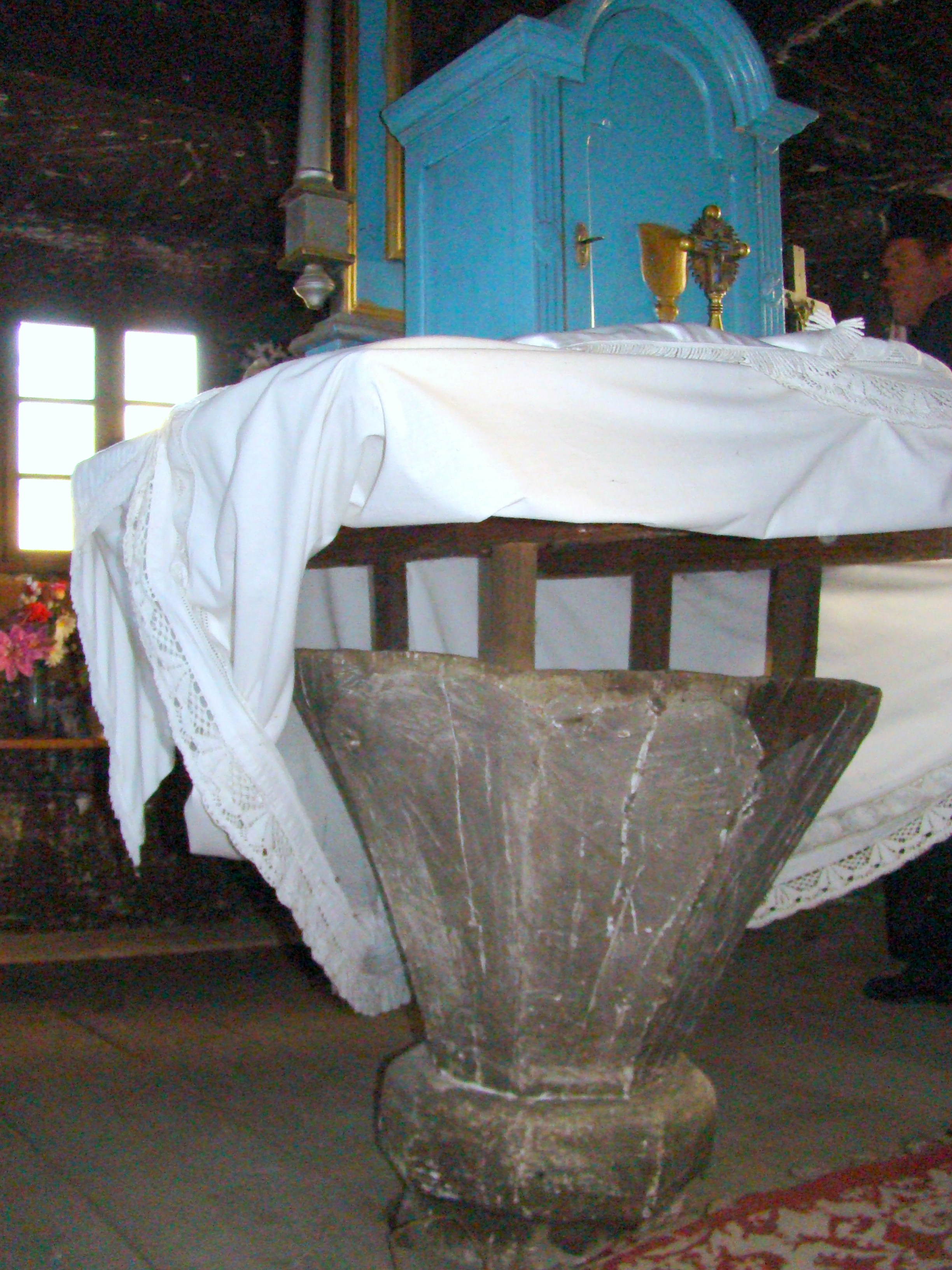
Piciorul mesei altarului

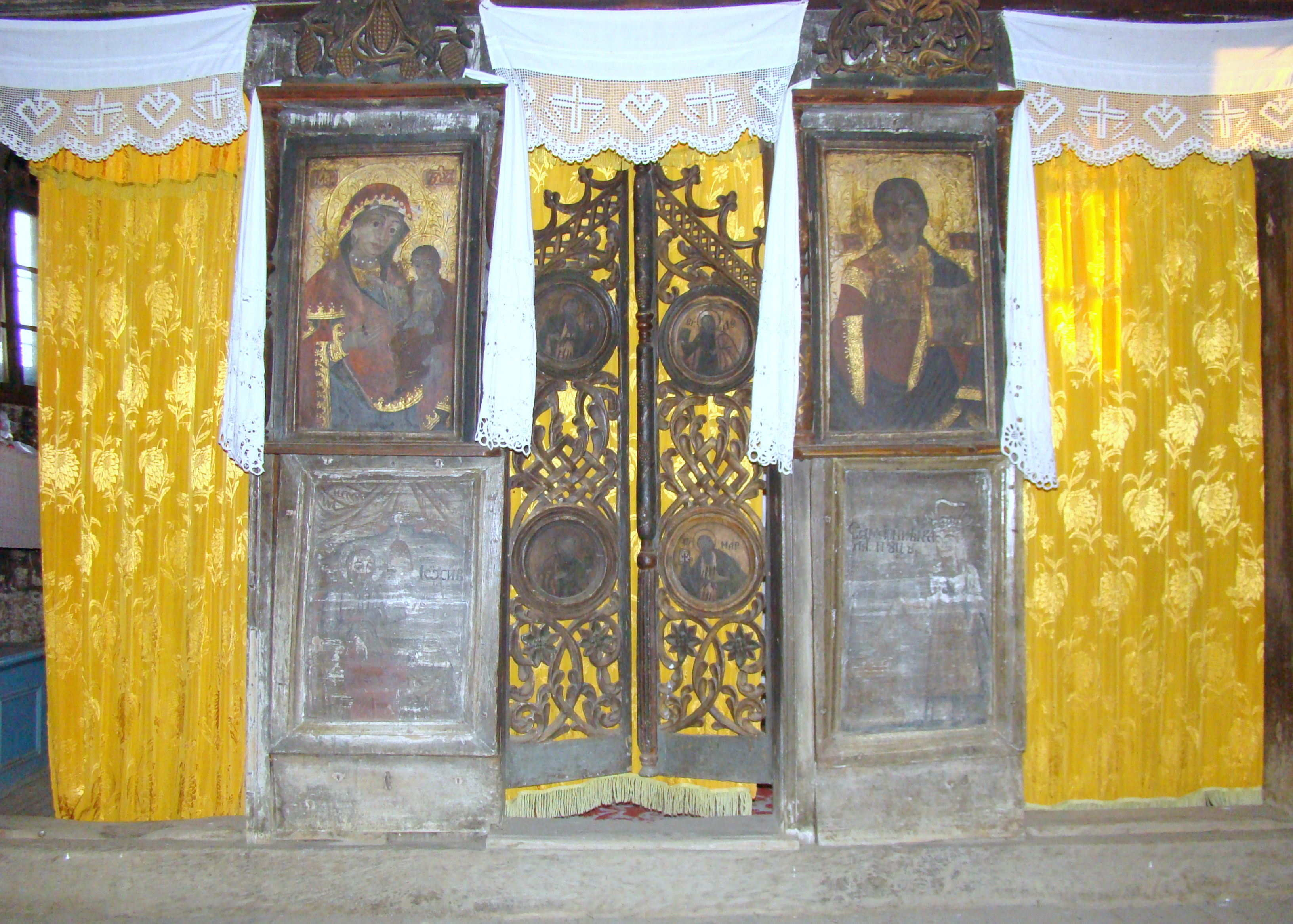
Uși și icoane împărătești

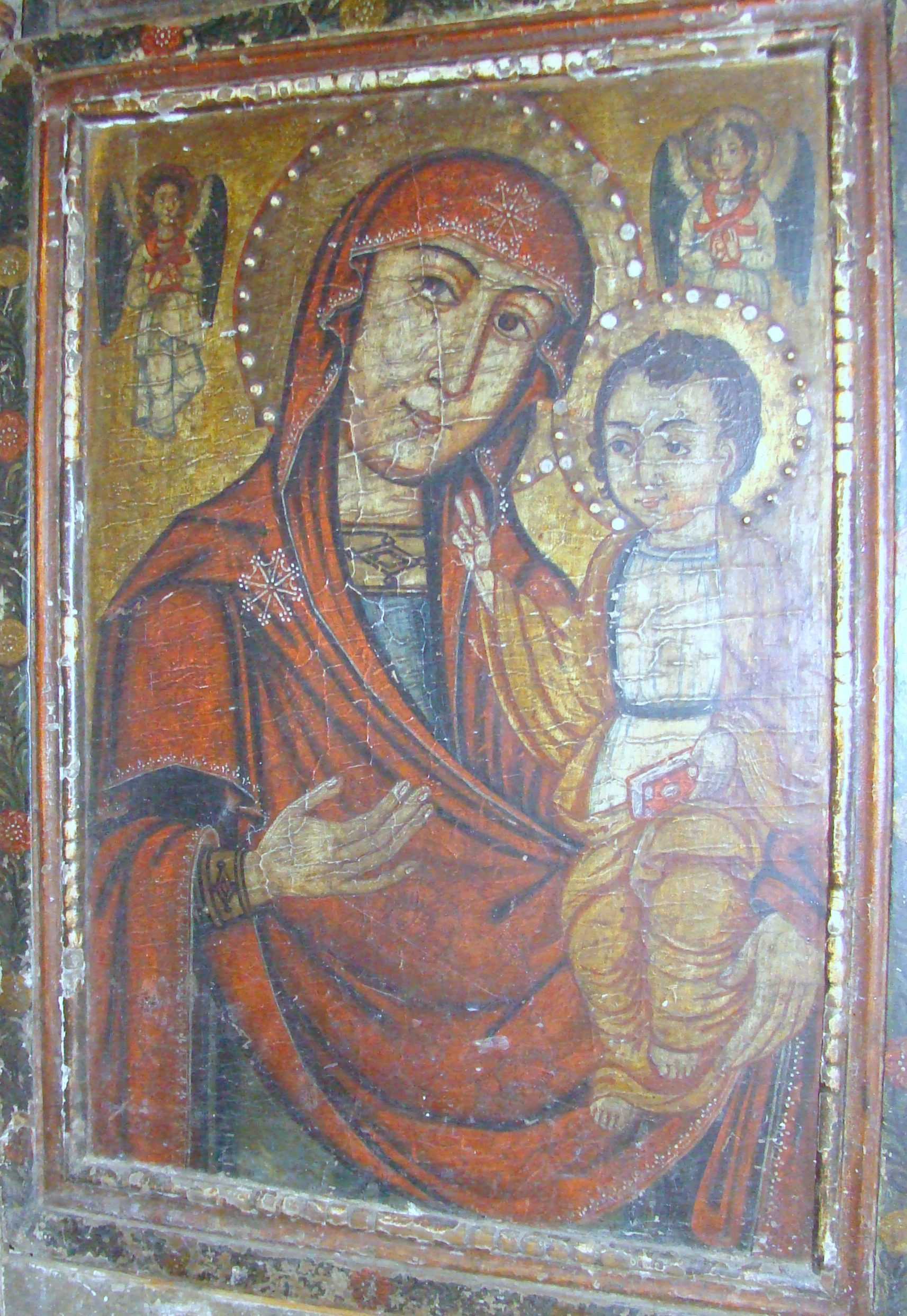
Maica Domnului cu Pruncul

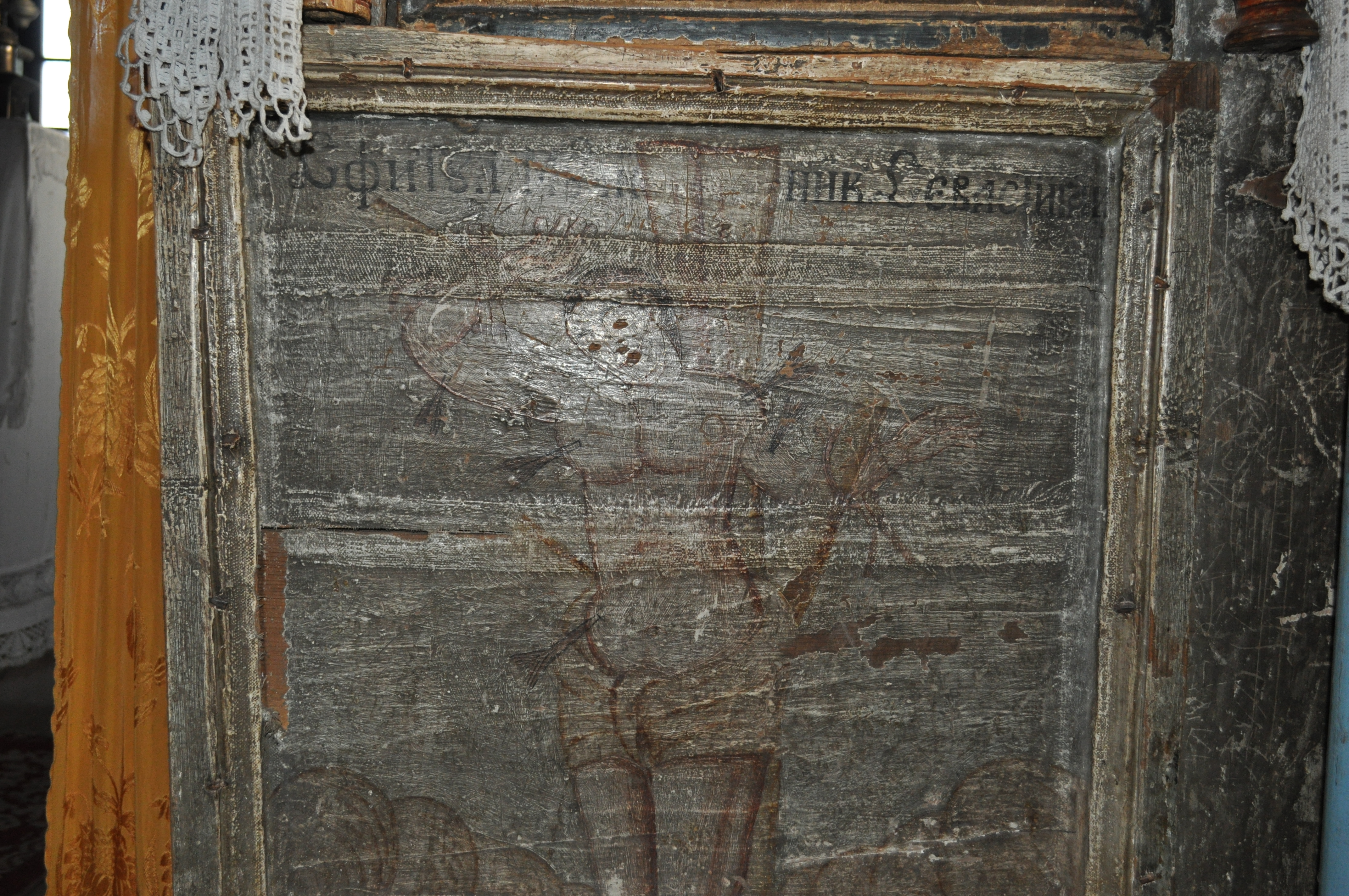
Poală de icoană împărătească

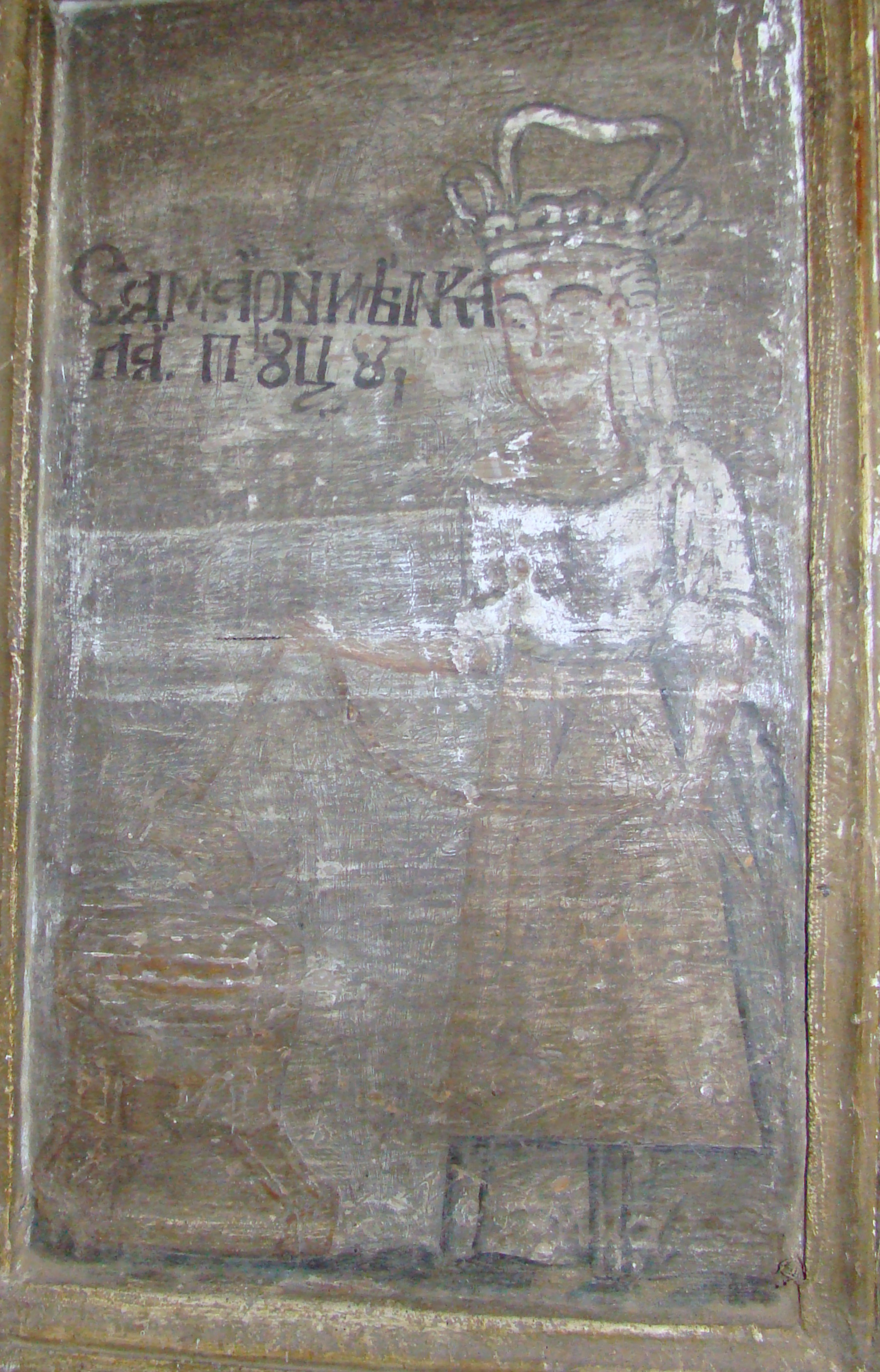
Poală de icoană împărătească

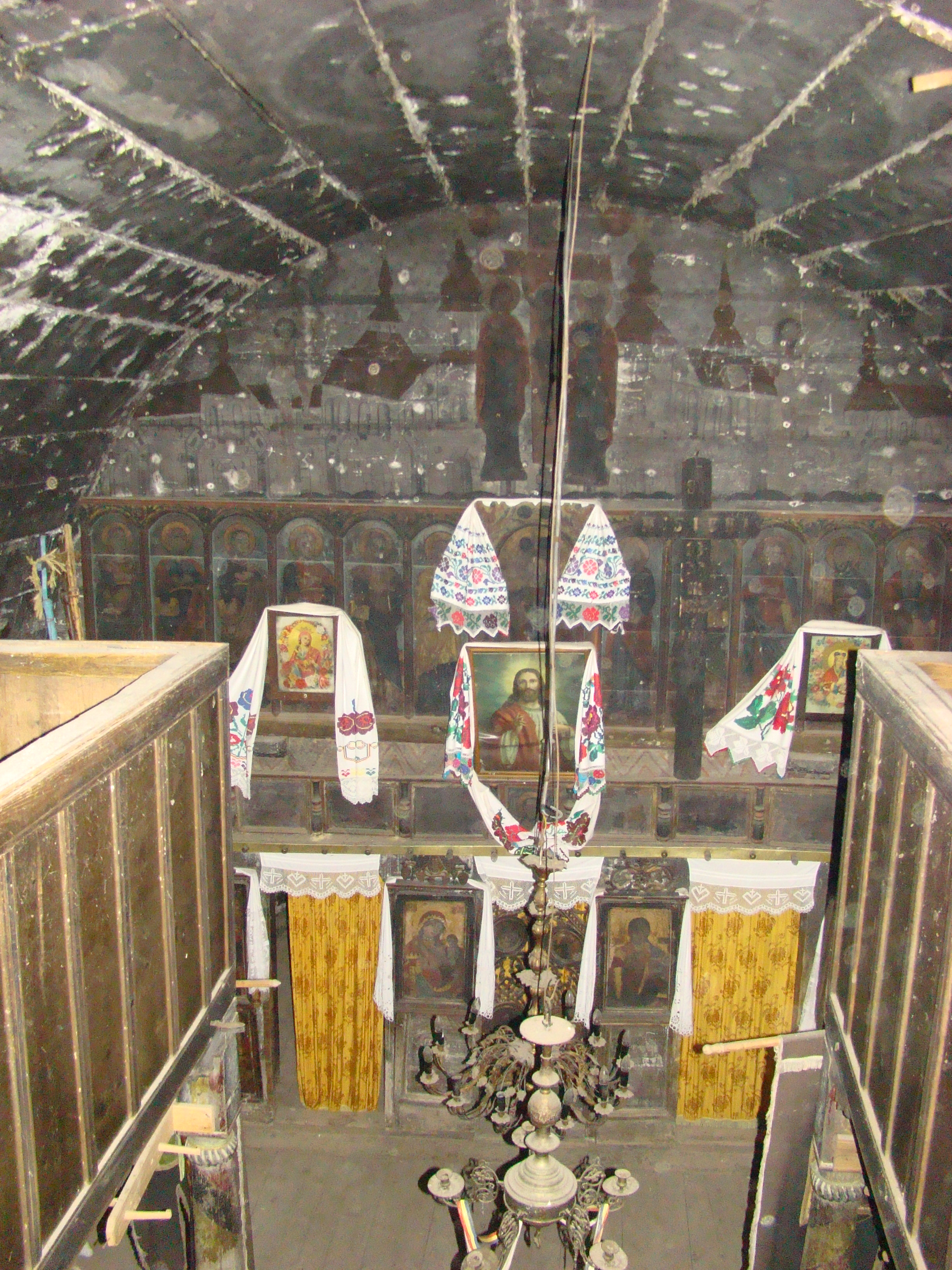
Interiorul navei văzut din corul bisericii

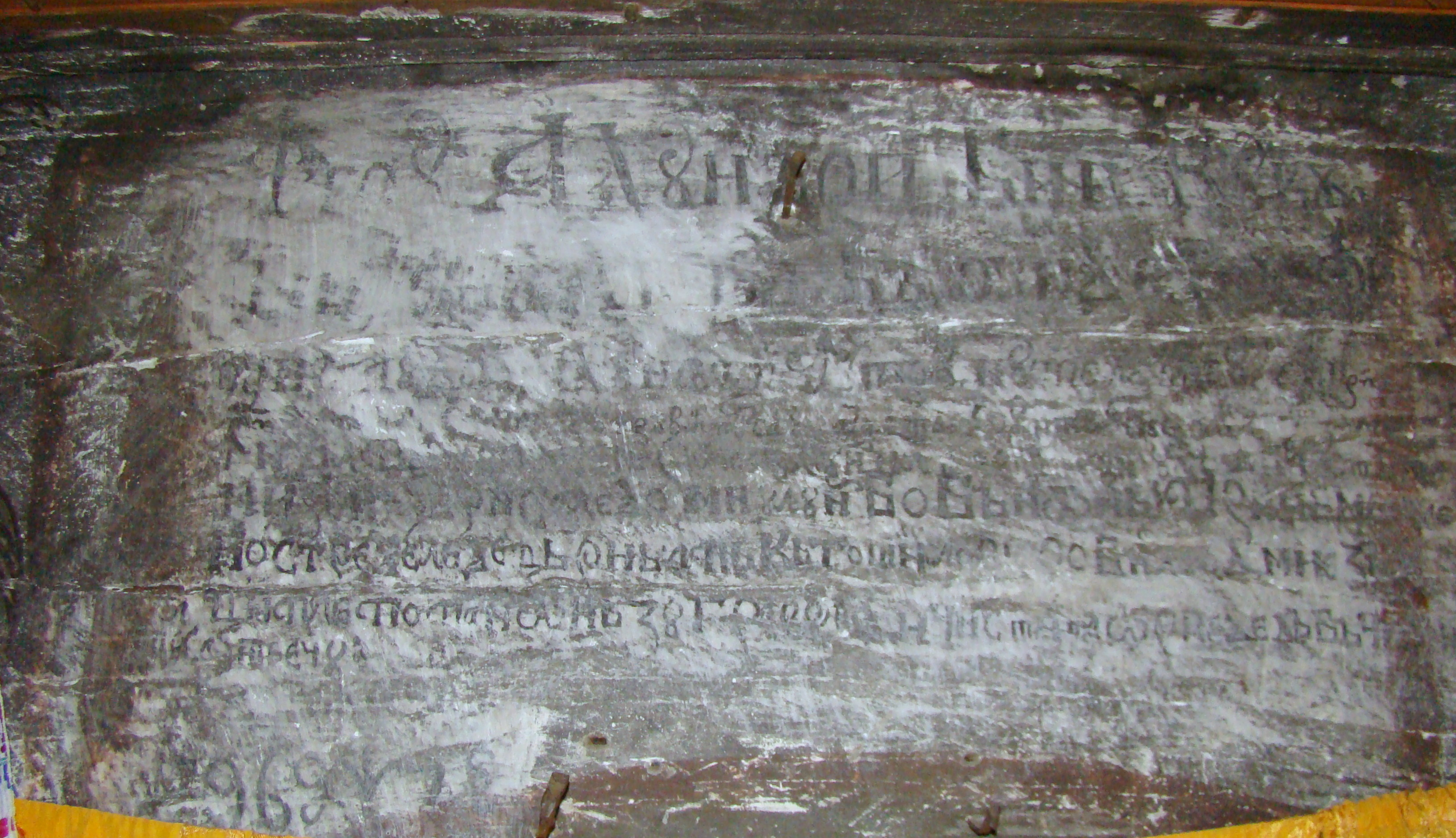
Pisania

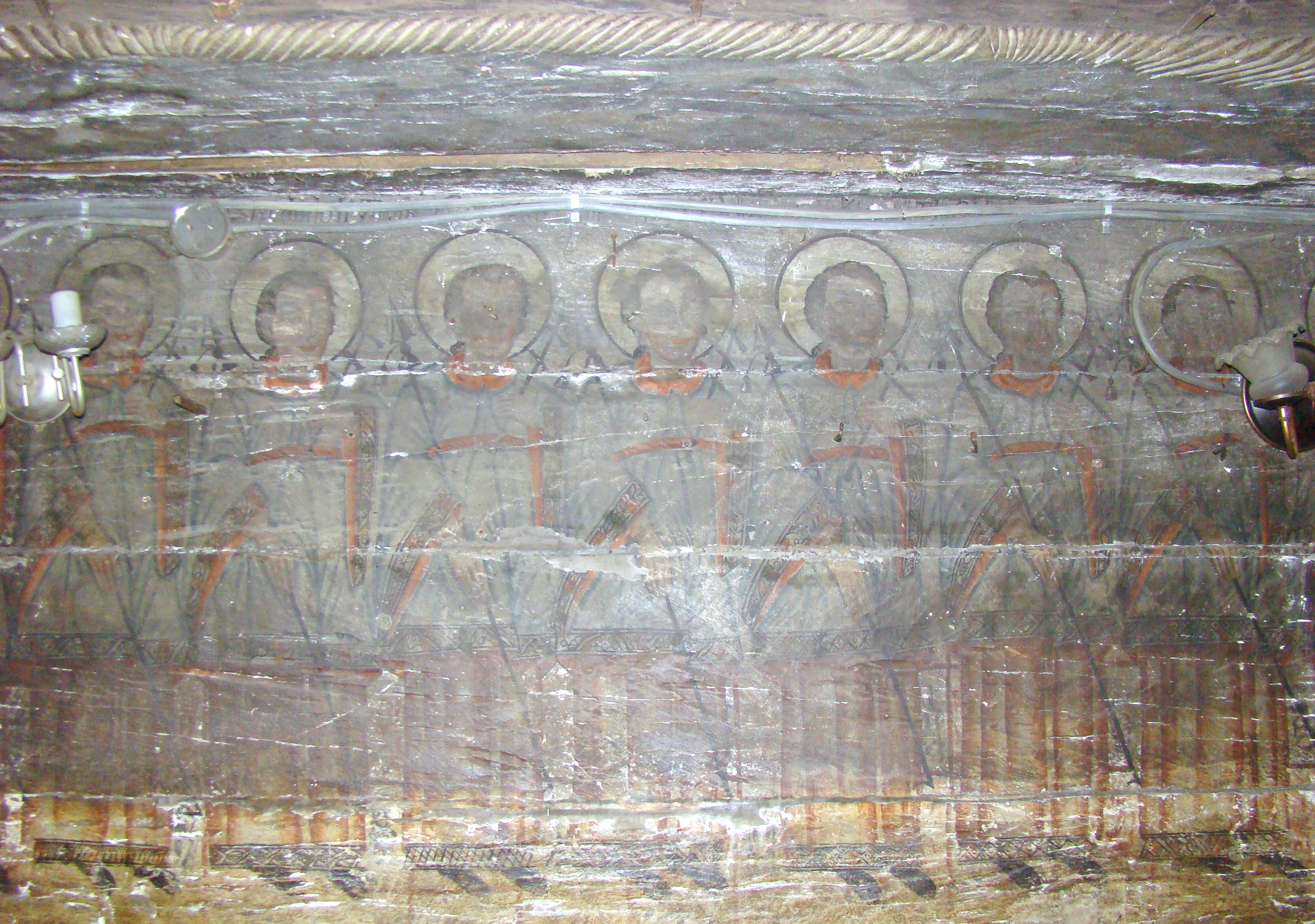
Naos: Friza sfinților militari

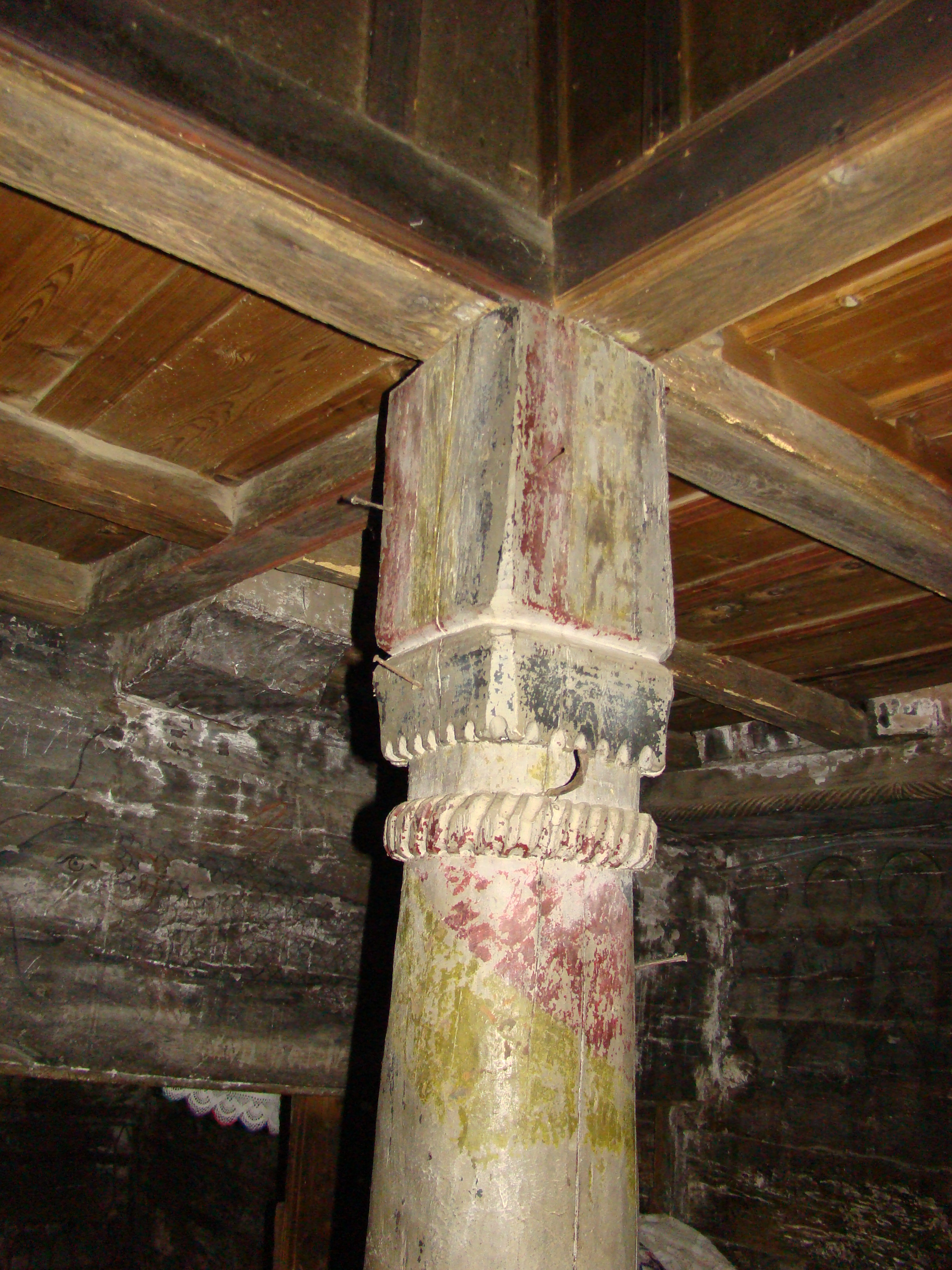
Naos: Capitel la unul dintre stâlpii de susținere ai corului

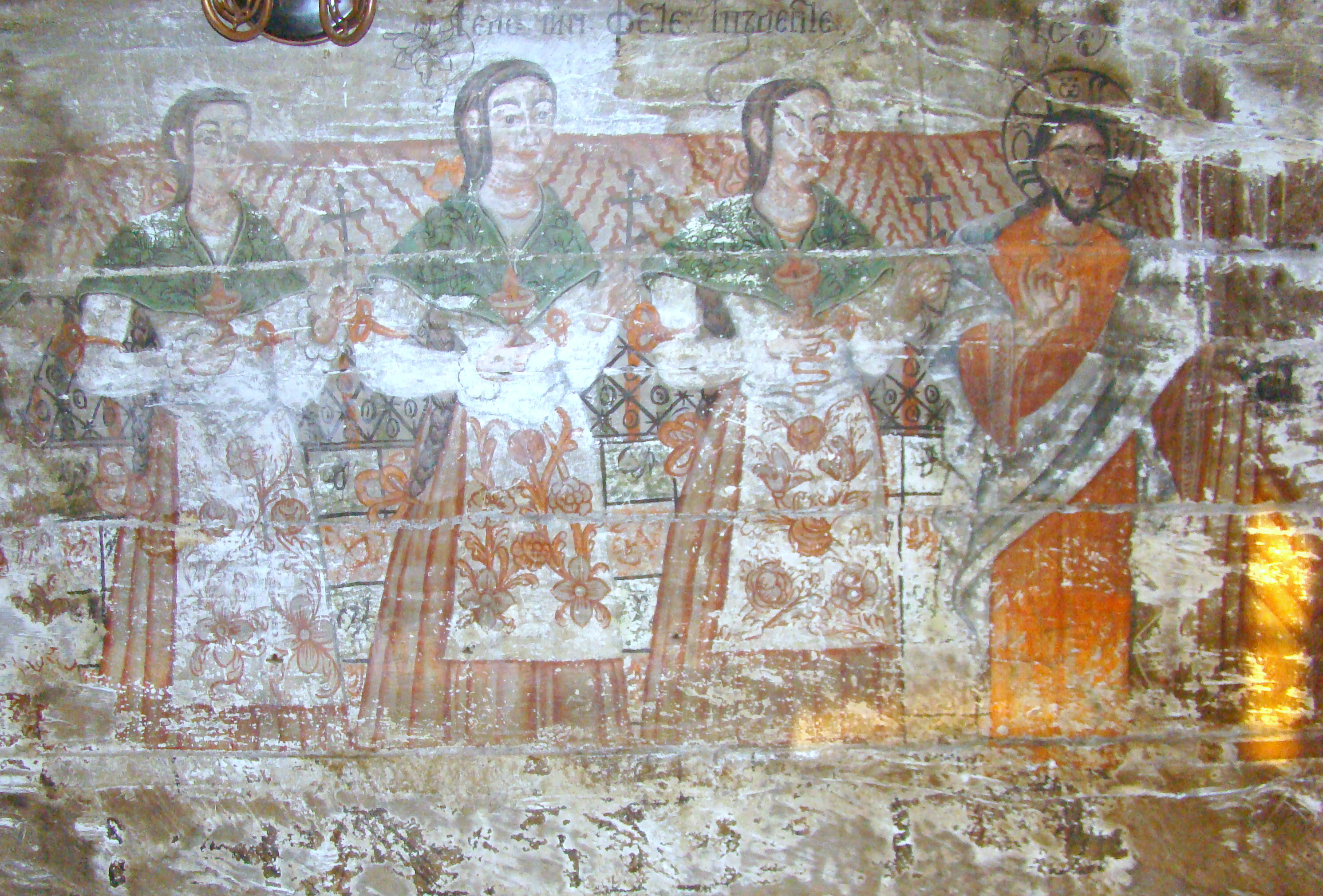
Pronaos: Pilda celor zece fecioare

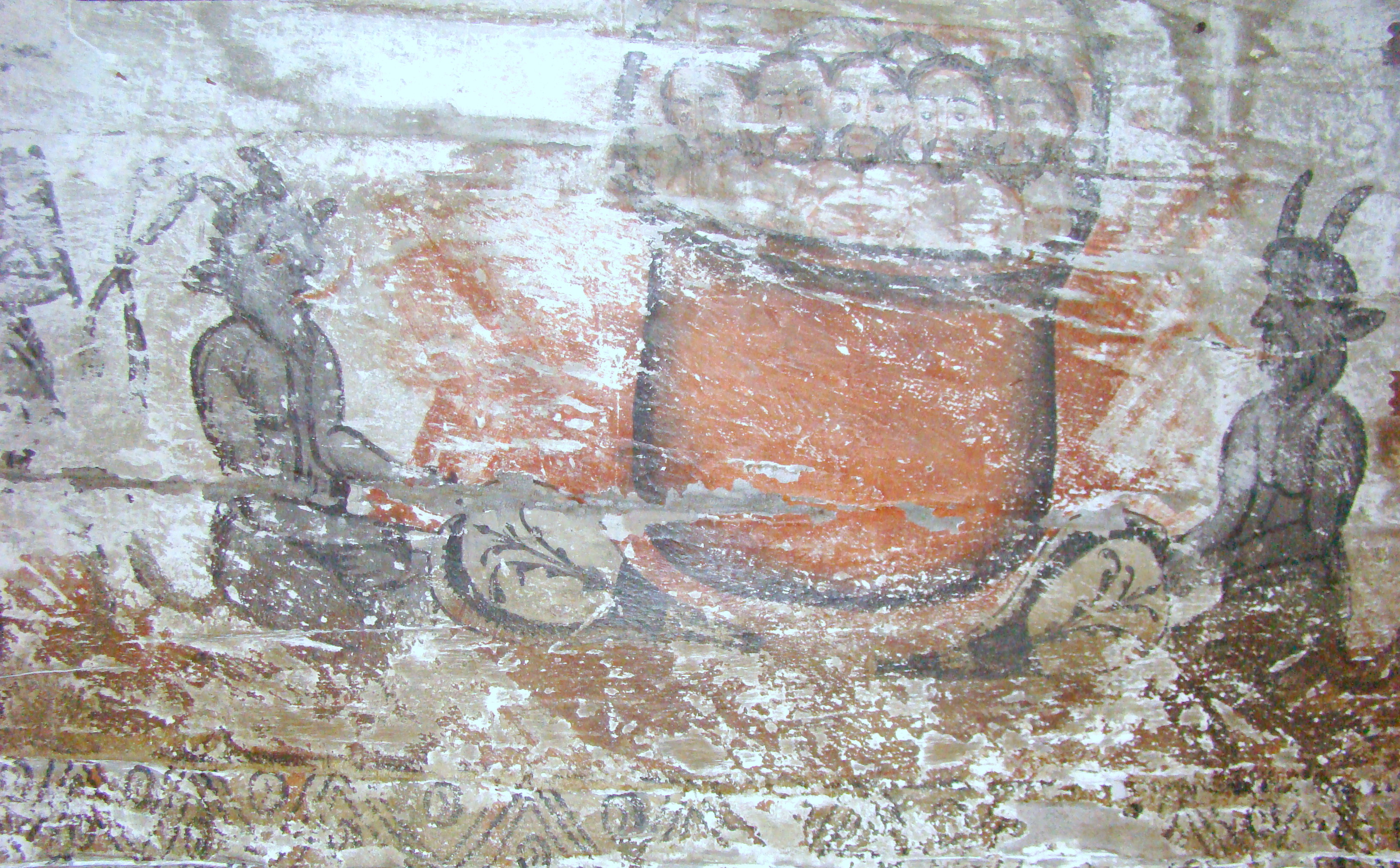
Pronaos: Caznele Iadului

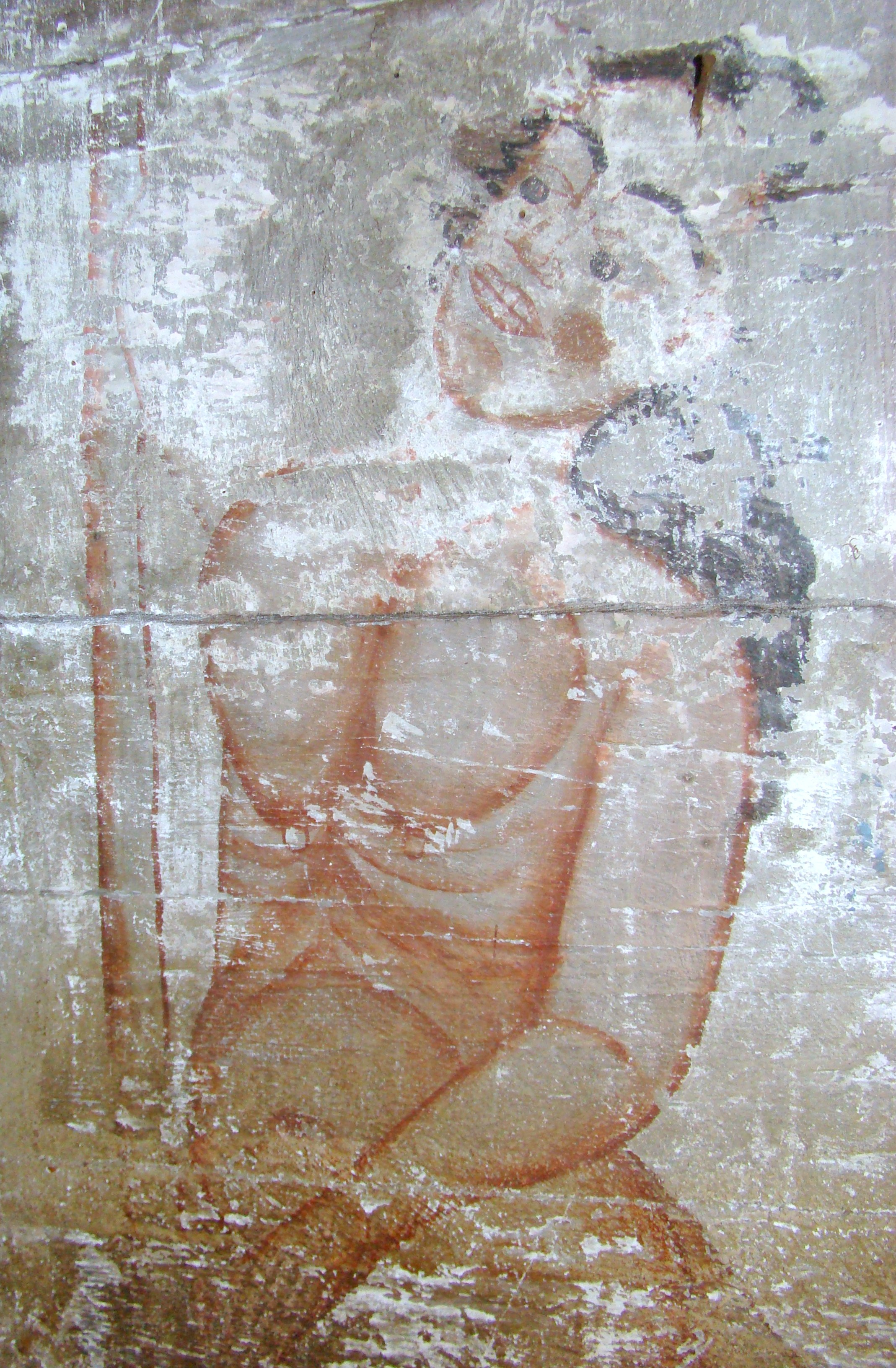
Pronaos: Femeia desfrânată

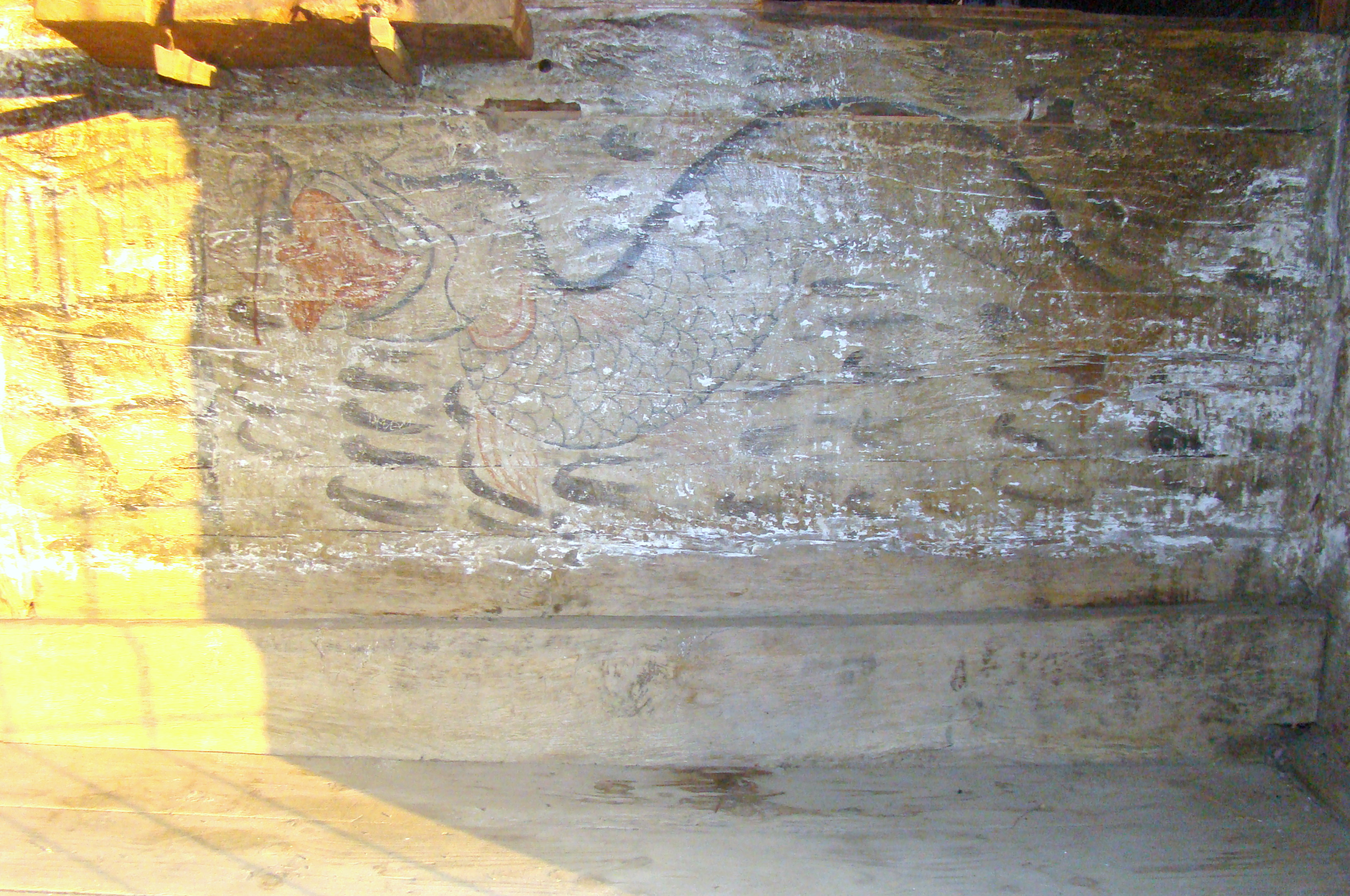
Pronaos: Iona și peștele uriaș

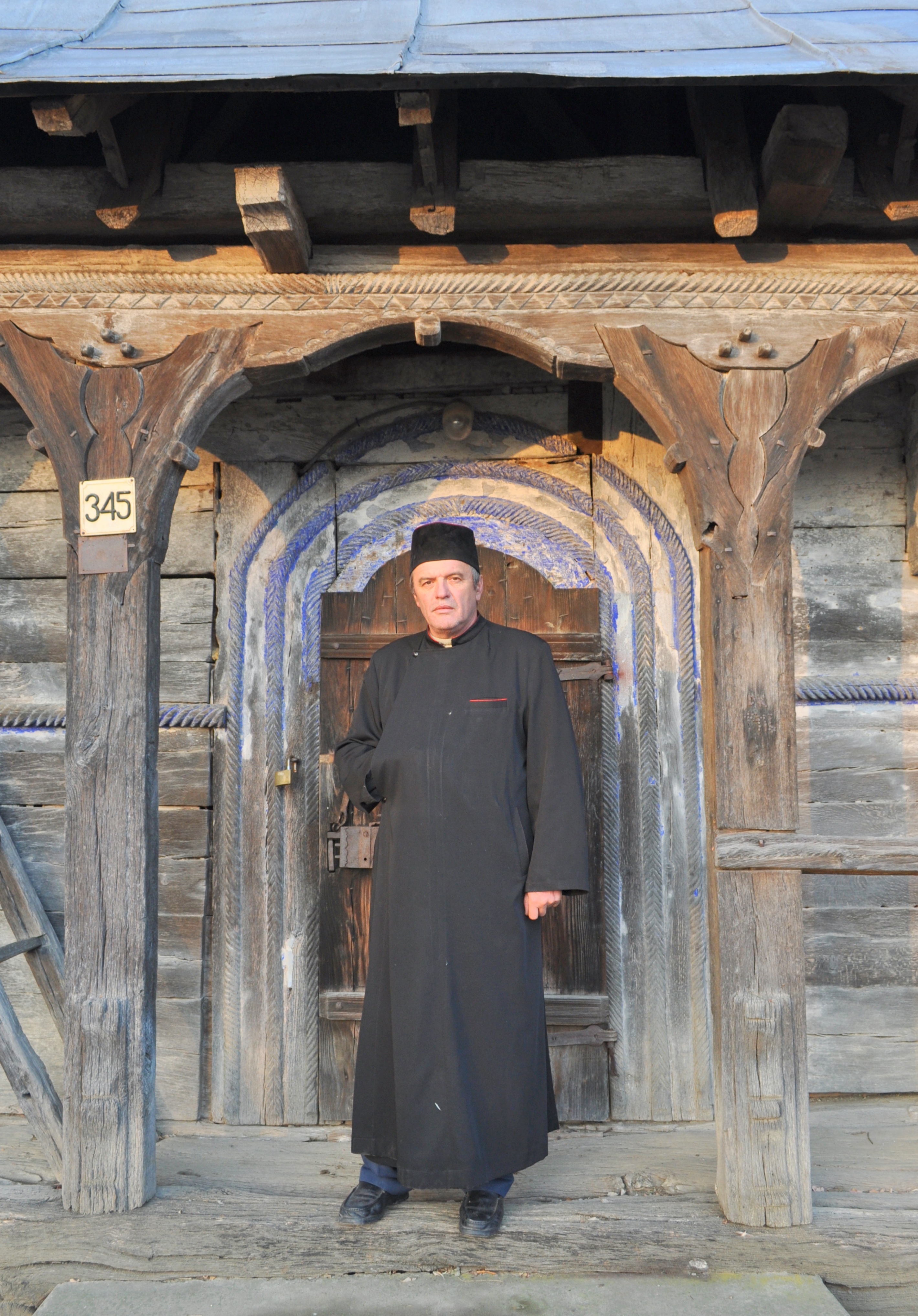
Preotul paroh Supuran Ovidiu

Biserica de lemn din Chieșd se află în localitatea omonimă din județul Sălaj și se presupune că a fost ridicată în secolul al 18-lea. Biserica este cunoscută pentru altarul său rotund. Biserica se află pe noua listă a monumentelor istorice sub codul LMI:  SJ-II-m-A-05038.

## Istoric
Chieșdul este unul din satele cu cea mai veche mențiune documentară din părțile Crasnei. Tradiția orală spune că biserica de lemn a fost construită cu trei secole în urmă, la circa 300 de metri de locul actual, de unde ar fi fost mutată pe butuci de lemn, fără a fi demontată. Operațiunea a durat doi ani, timp în care slujbele se făceau în locul unde se afla biserica.
Absida, caz foarte rar la bisericile de lemn, are contur semicircular, rezultat din cioplirea arcuită a celor cinci rânduri de bârne ce se prind cap la cap în cheotoare de tip „cârlig". 
În anul 1916 biserica a fost renovată, învelitoarea de șindrilă fiind înlocuită cu tablă galvanizată. În naos s-a adăugat „corul" susținut de patru stâlpi fusiformi, cu capiteluri cioplite în forma unor trunchiuri de piramidă inversate, cu baze paralelipipedice. Scara de acces la cor este în naos. Bolta semicilindrica a încăperii este făcută din scânduri groase, prinse de cele trei arcuri exterioare prin cuie de lemn. Deasupra pronaosului se ridică turnul clopotniță cu foișor și 4 turnulețe. Pereții exteriori și ancadramentul ușii de intrare sunt decorate cu motivul frânghiei.
Deasupra intrării în naos se păstrează următoarea inscripție: „În toată această lume fie binecuvântat numele lui Dumnezeu. Ca oriunde vor fi unul sau doi adunați întru numele meu de pre tot locul sfânt. Zugrăvitu-s-au această sfântă biserică în zilele înălțatului împăratului nostru ... și stăpânirii sale Domnului Bob Ioan prin mâinile noastre cele de prea păcătoșilor robi lui Dumnezeu Țiple Pop Ioan Zugravul din cinstita ... de Dabacina numită ... în 1796". Anul este trecut atât cu cifre arabe cât și chirilice. În biserică sunt și câteva icoane pe lemn de valoare, datând din secolul al XVIII-lea.

## Imagini din exterior

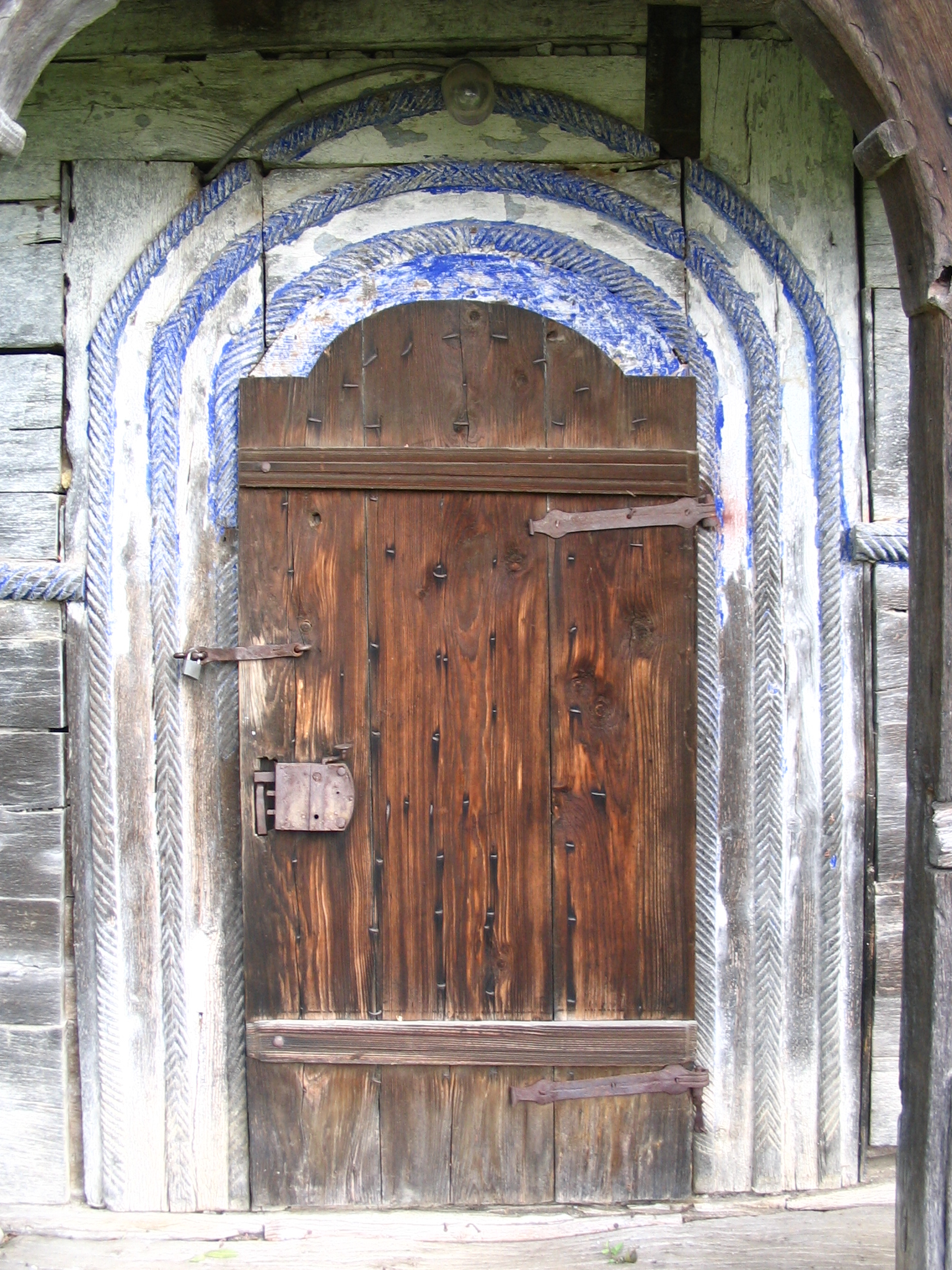
Portalul bisericii de lemn din Chieșd
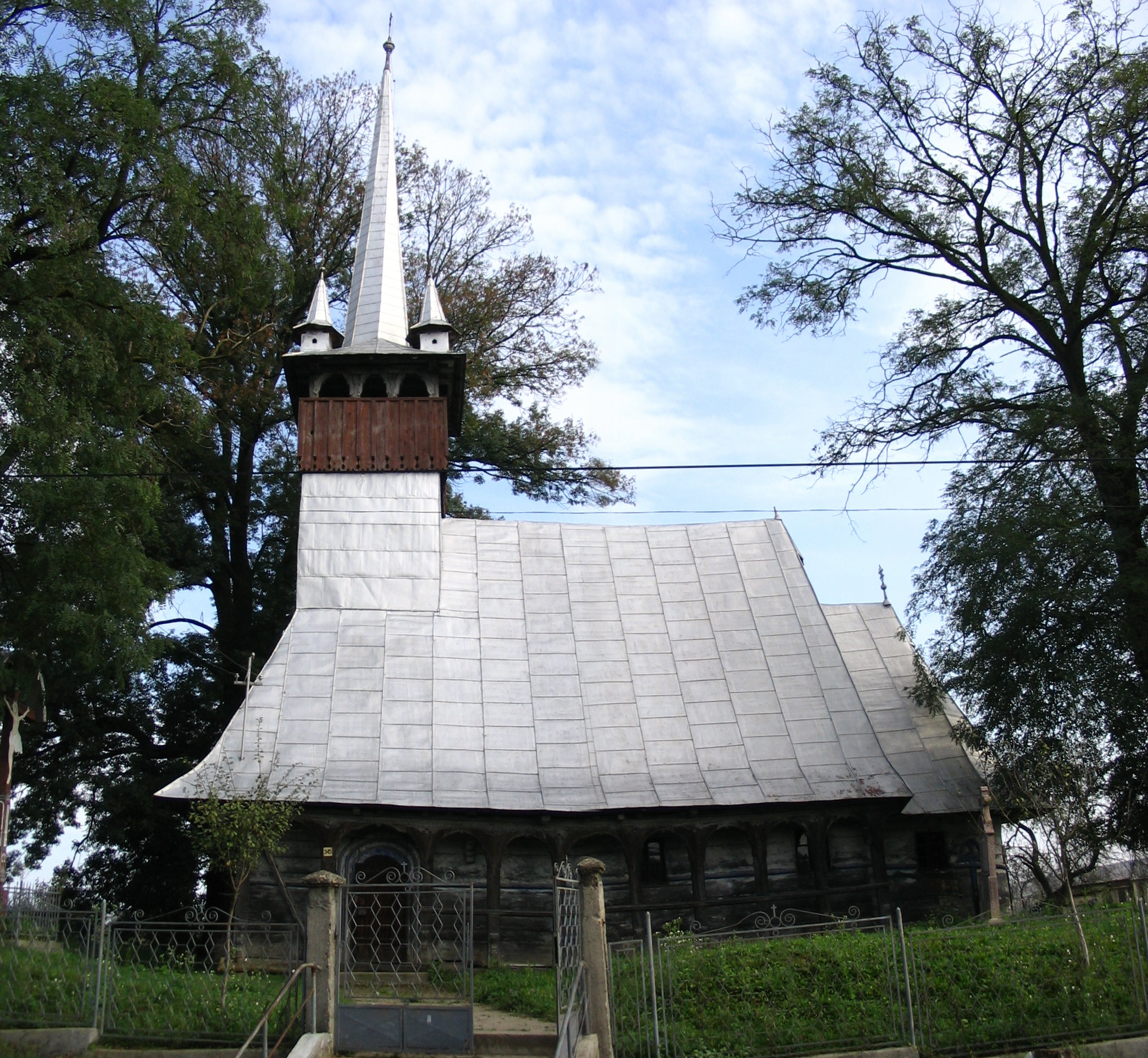
Vedere de sud a bisericii de lemn din Chieșd
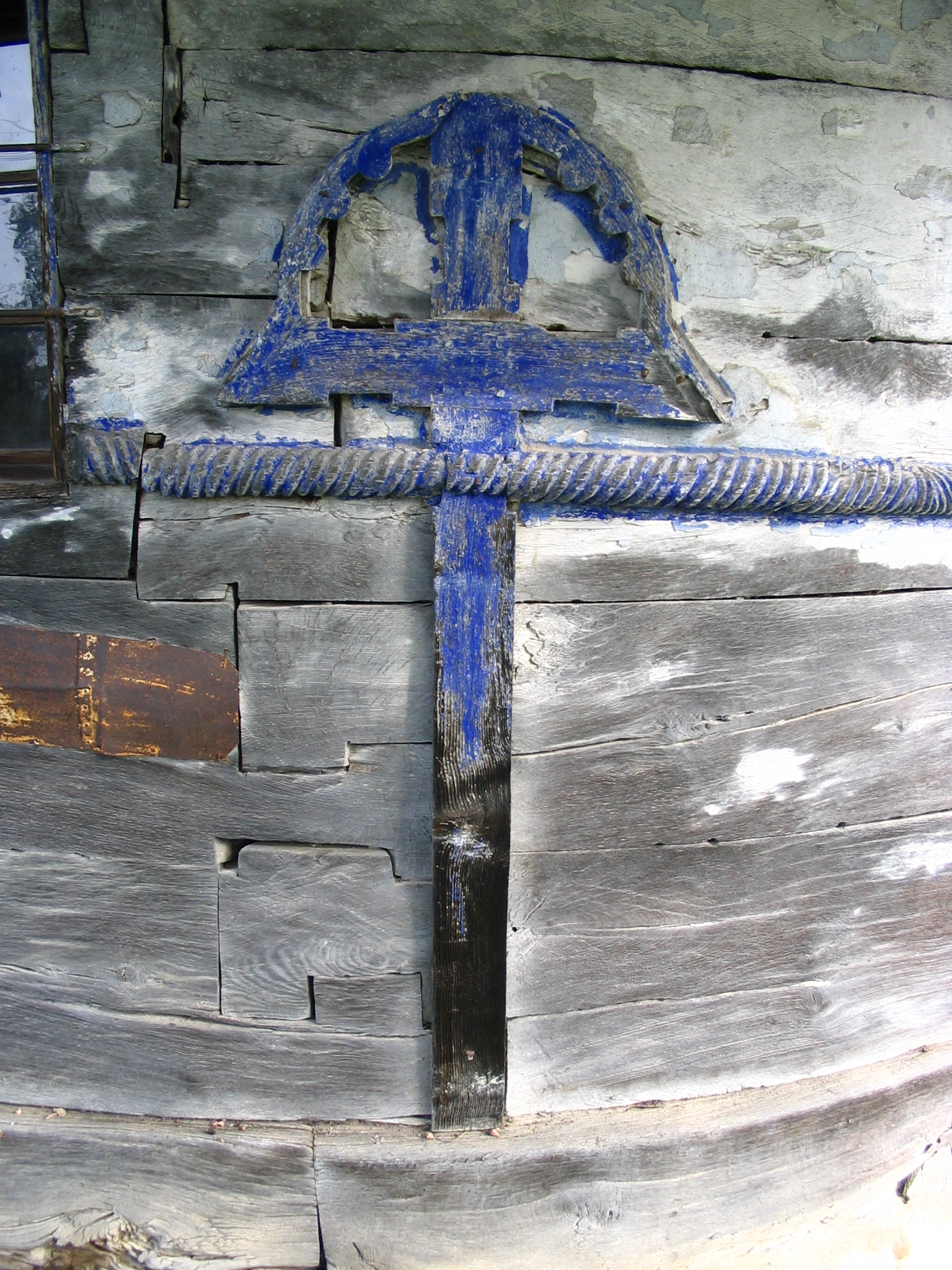
Cruce pe peretele altarului
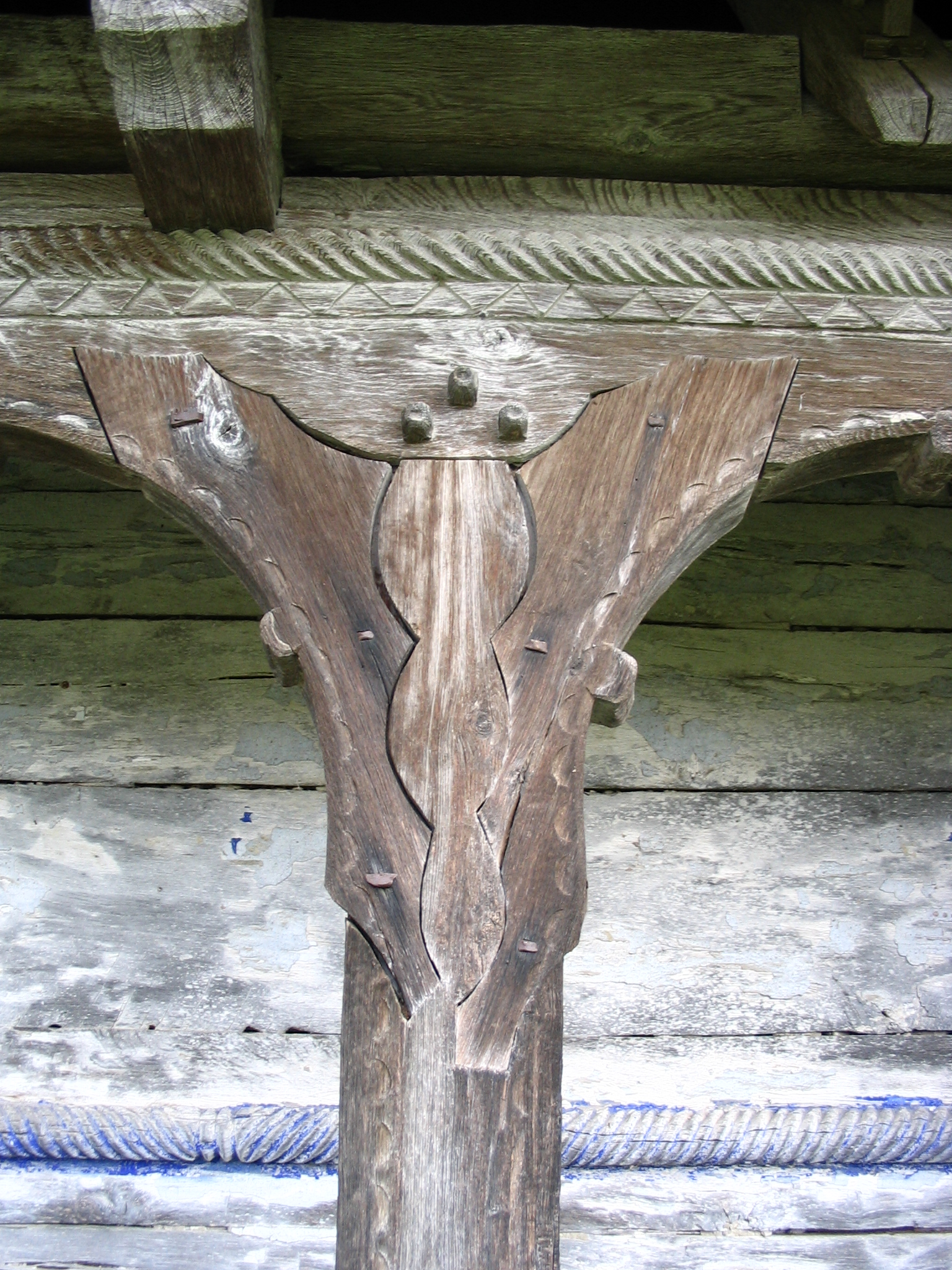
Detaliu la unul din stâlpii prispei
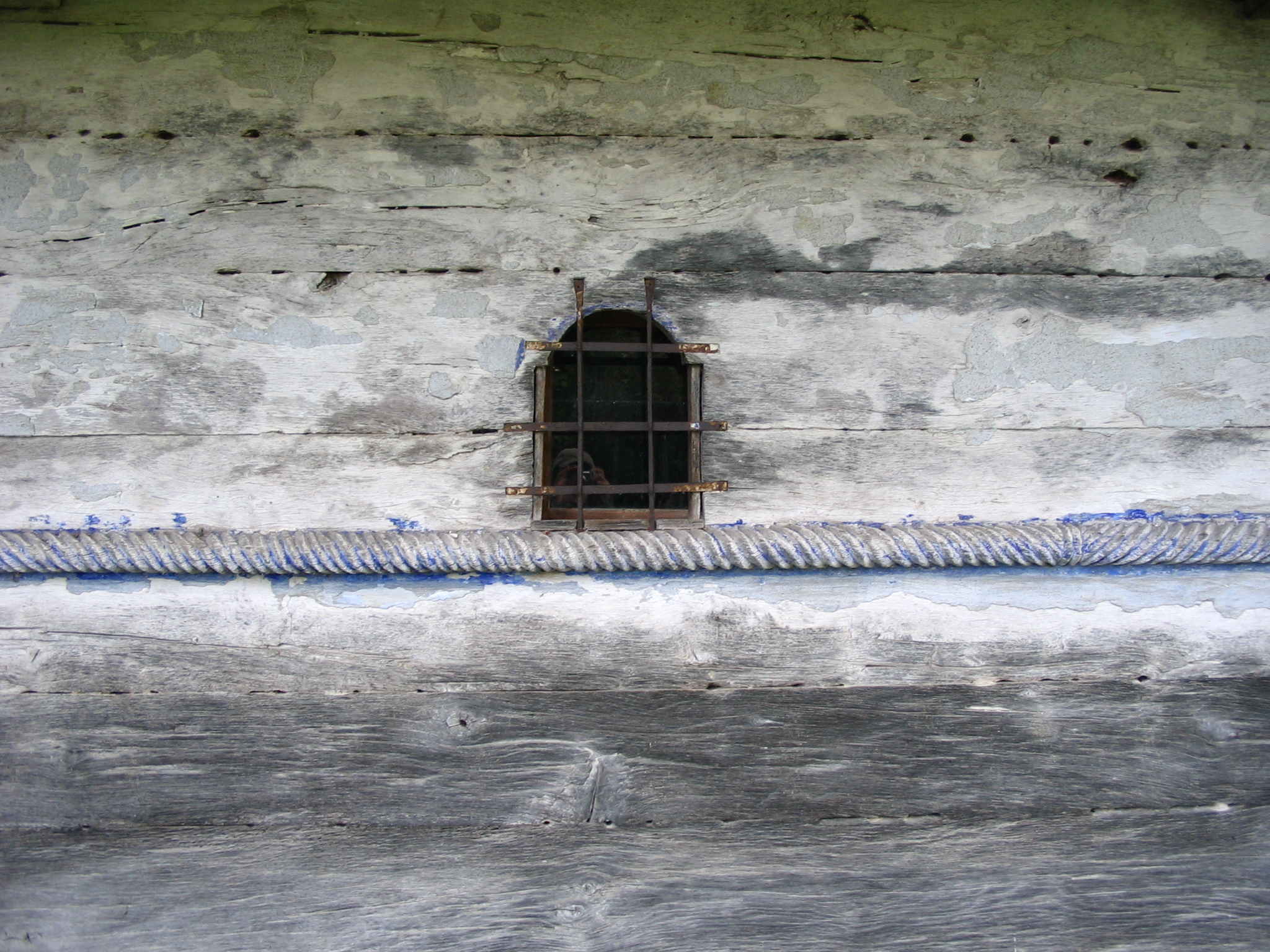
Urme de tencuială pe peretele de lemn
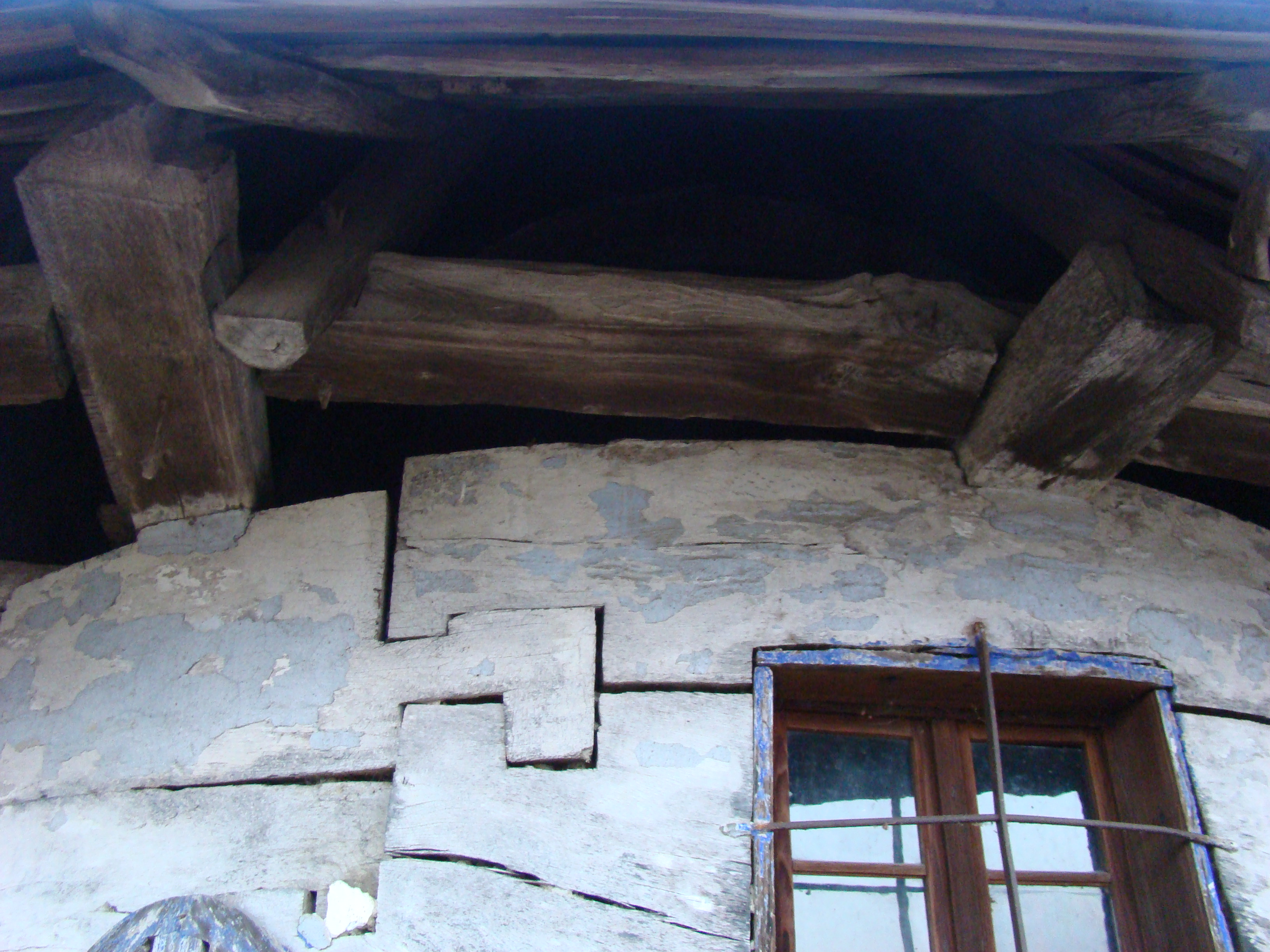
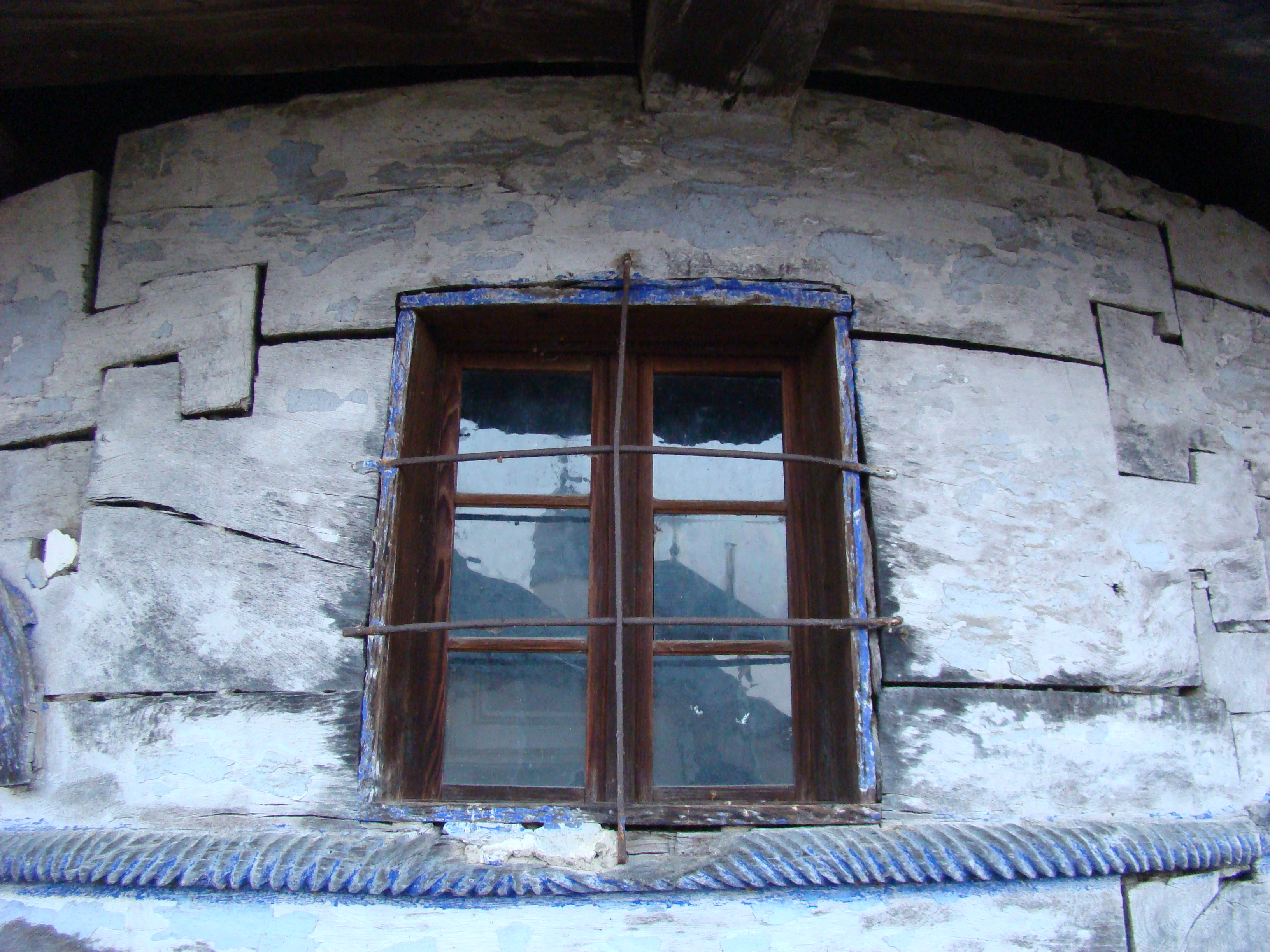
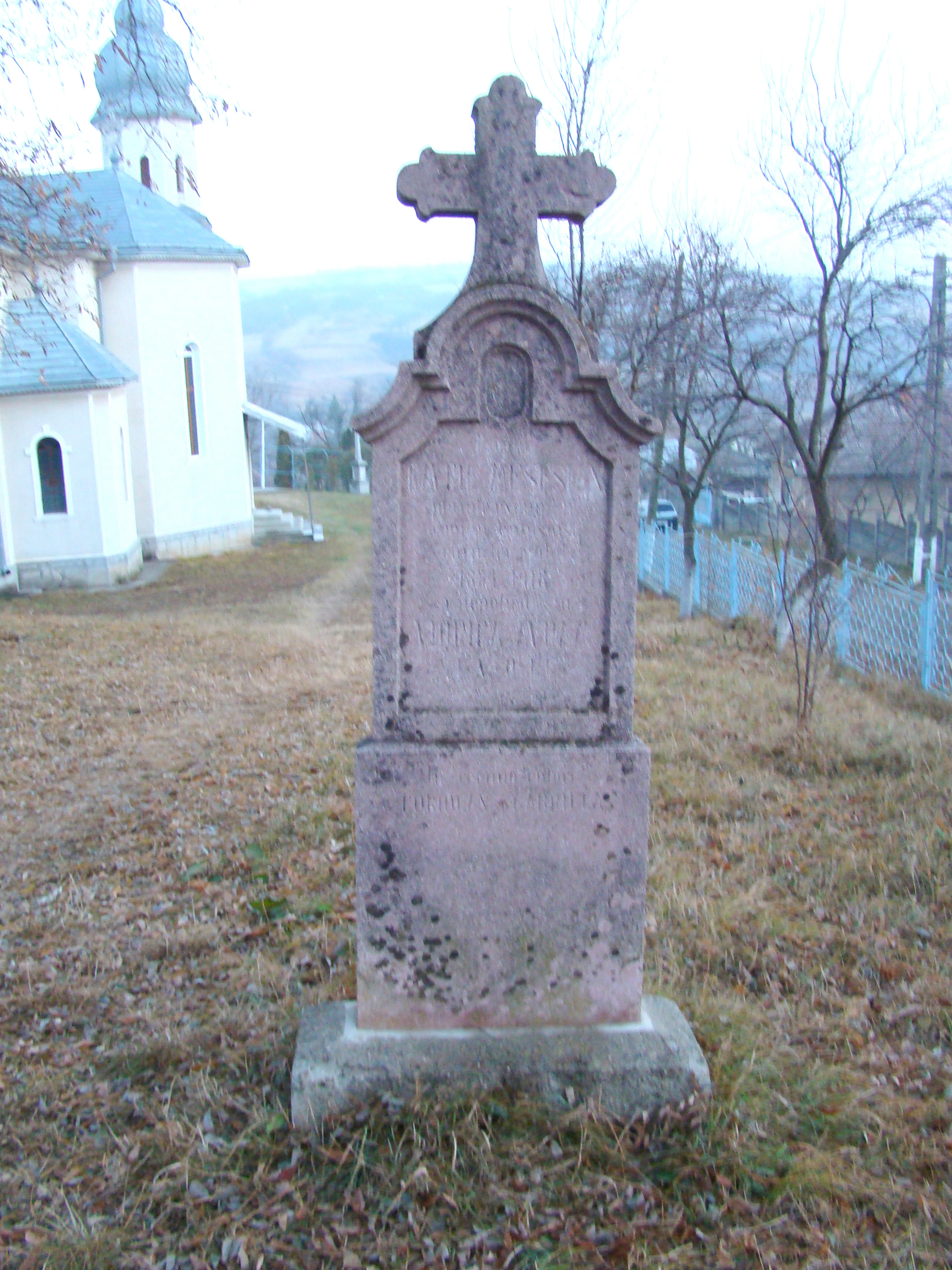
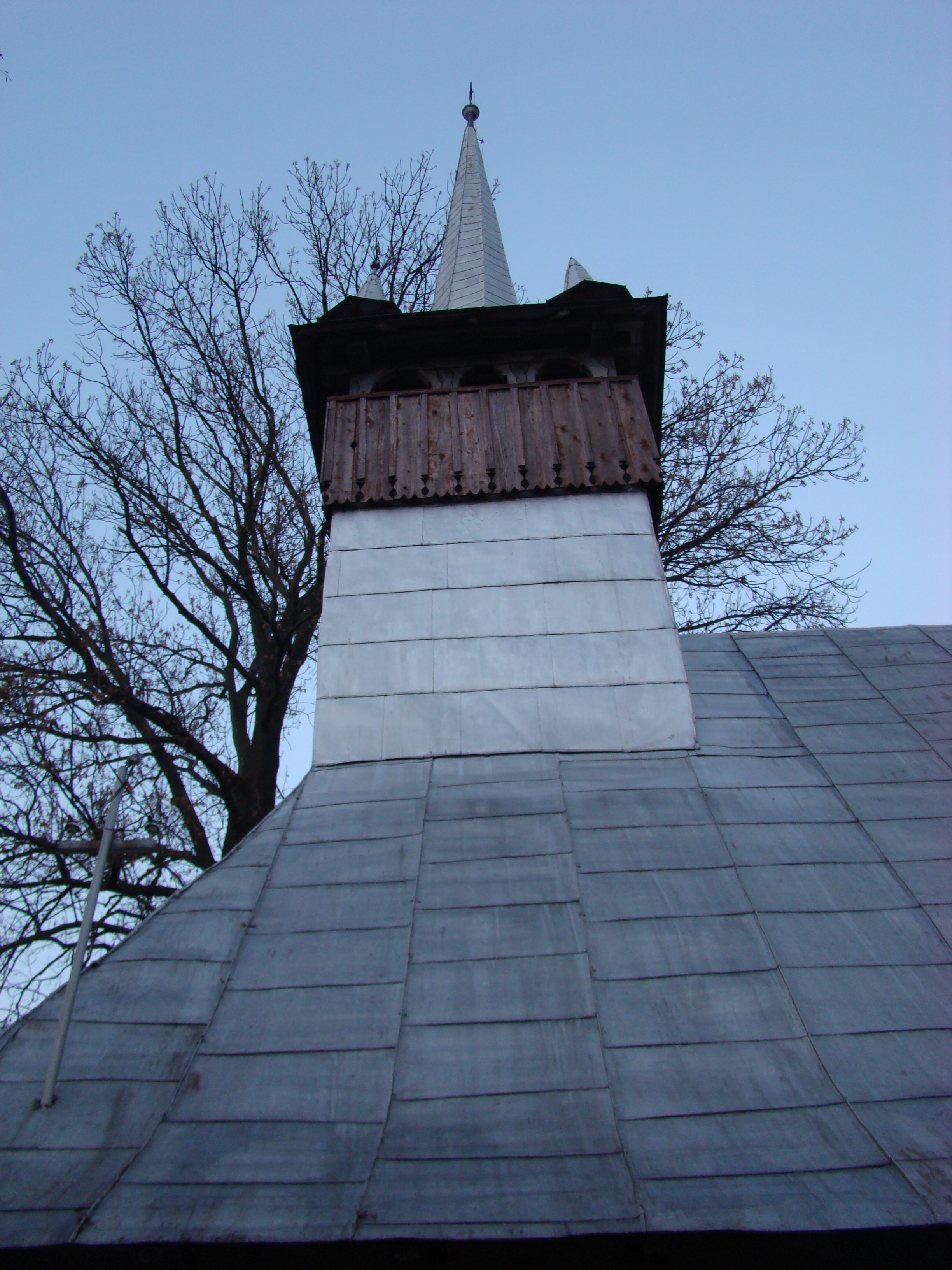
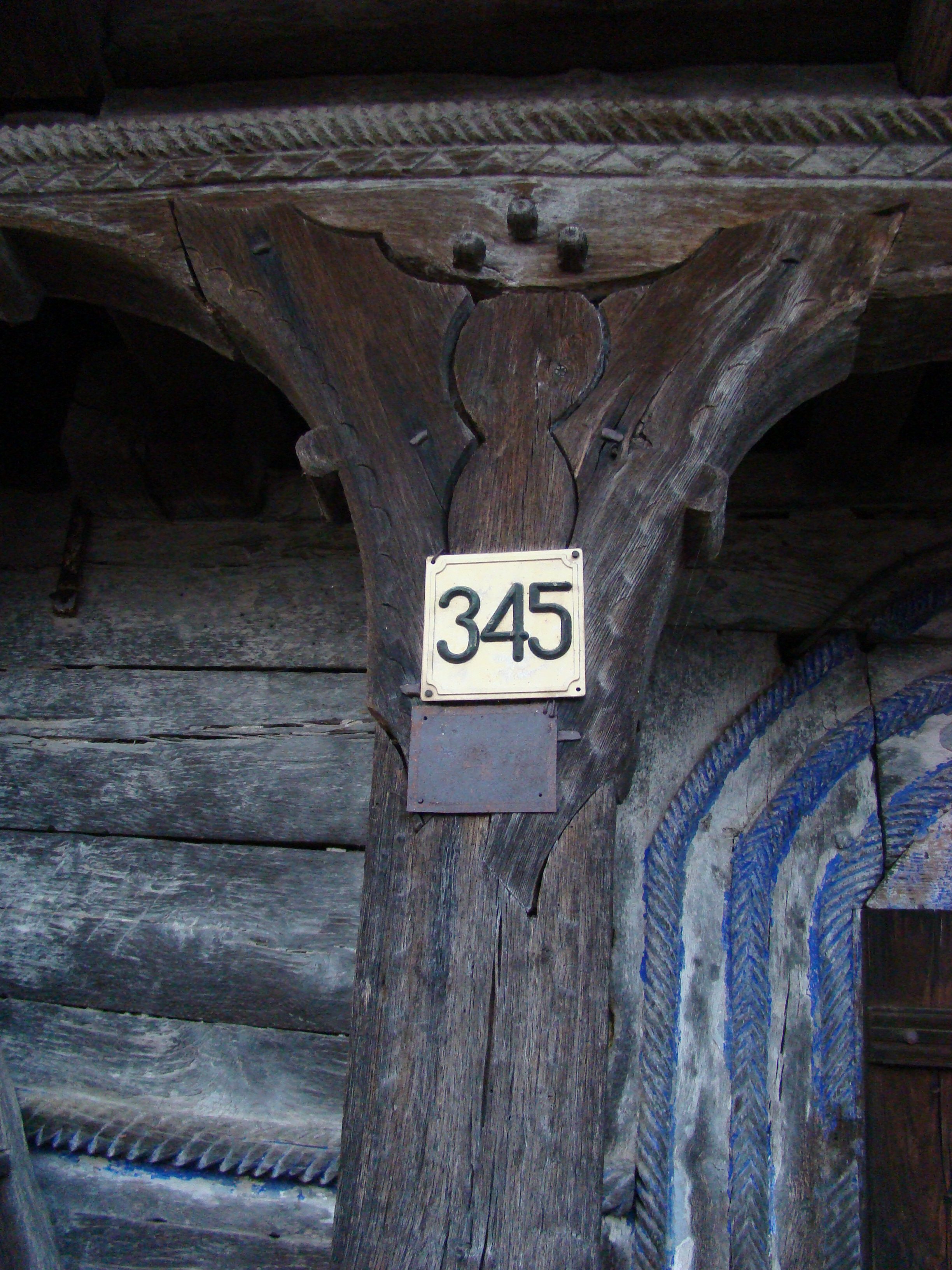
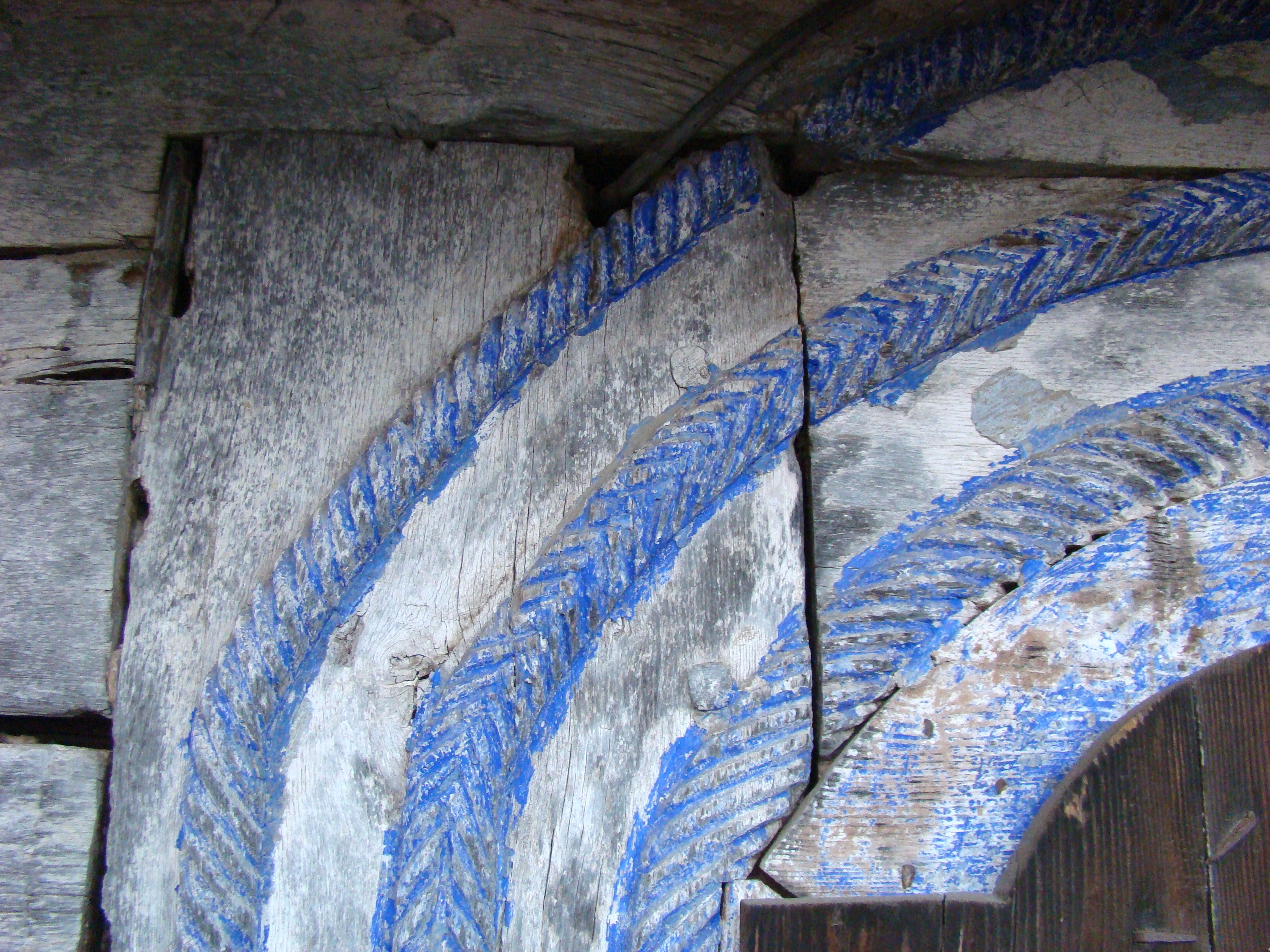
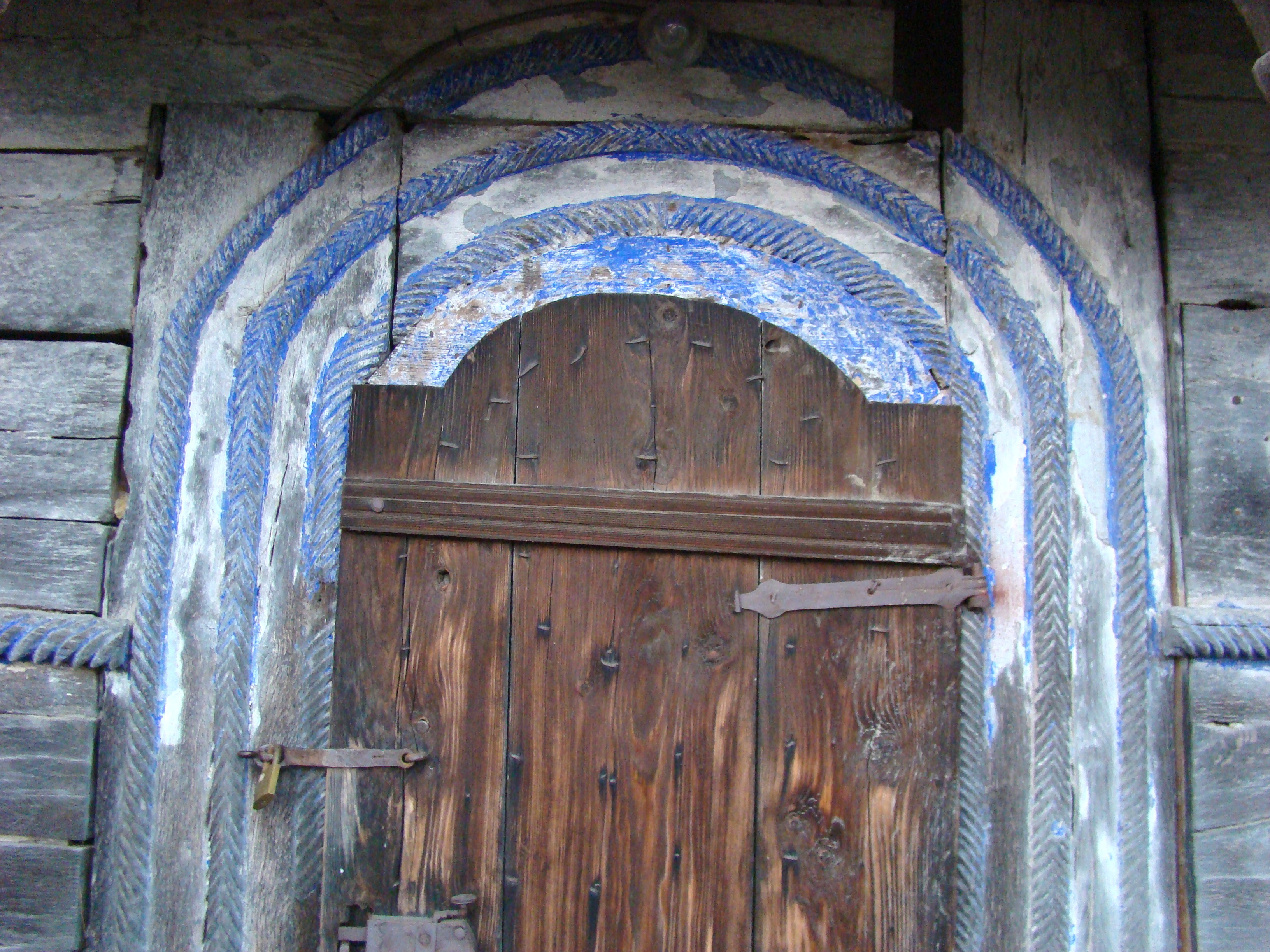
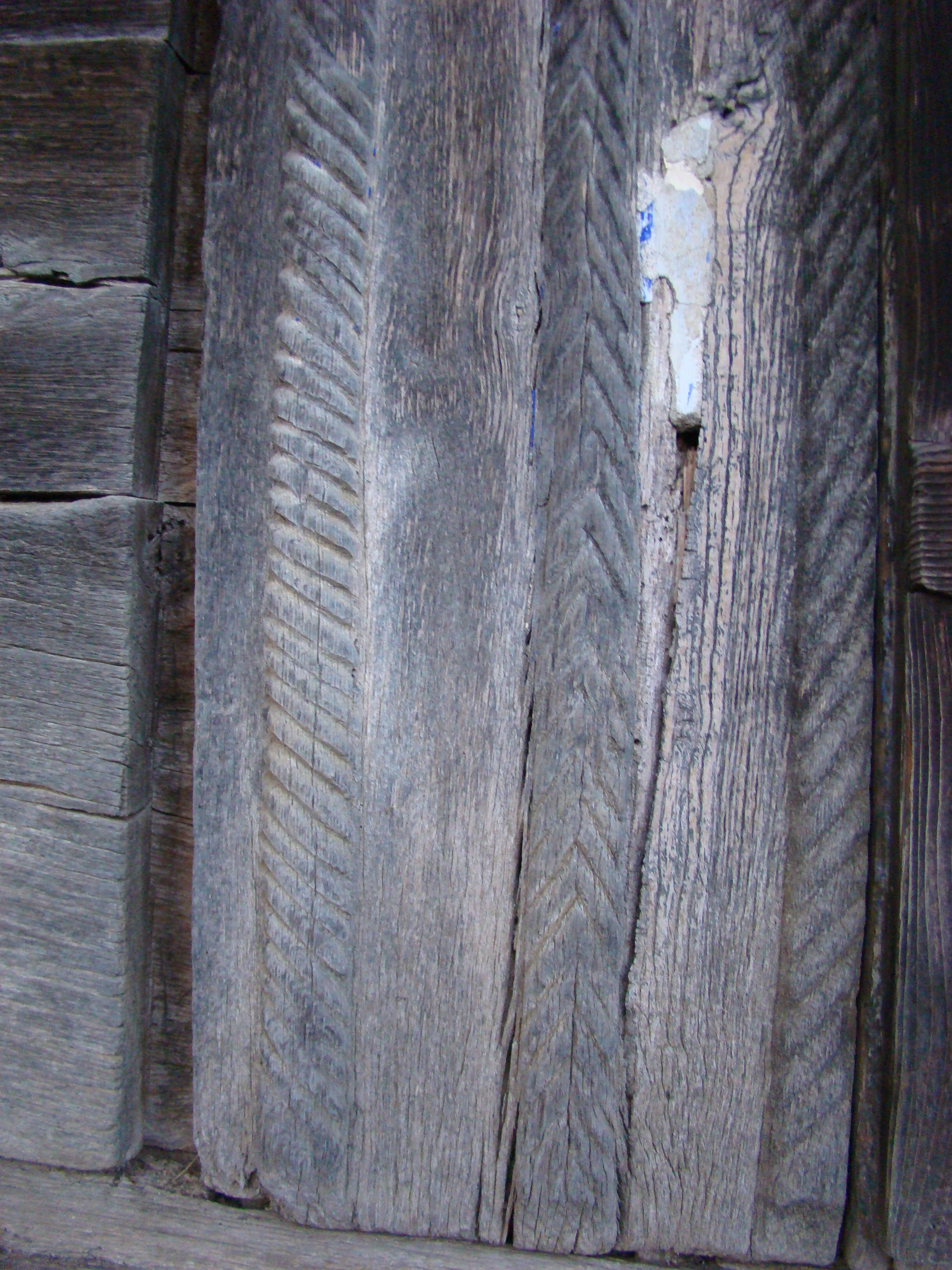
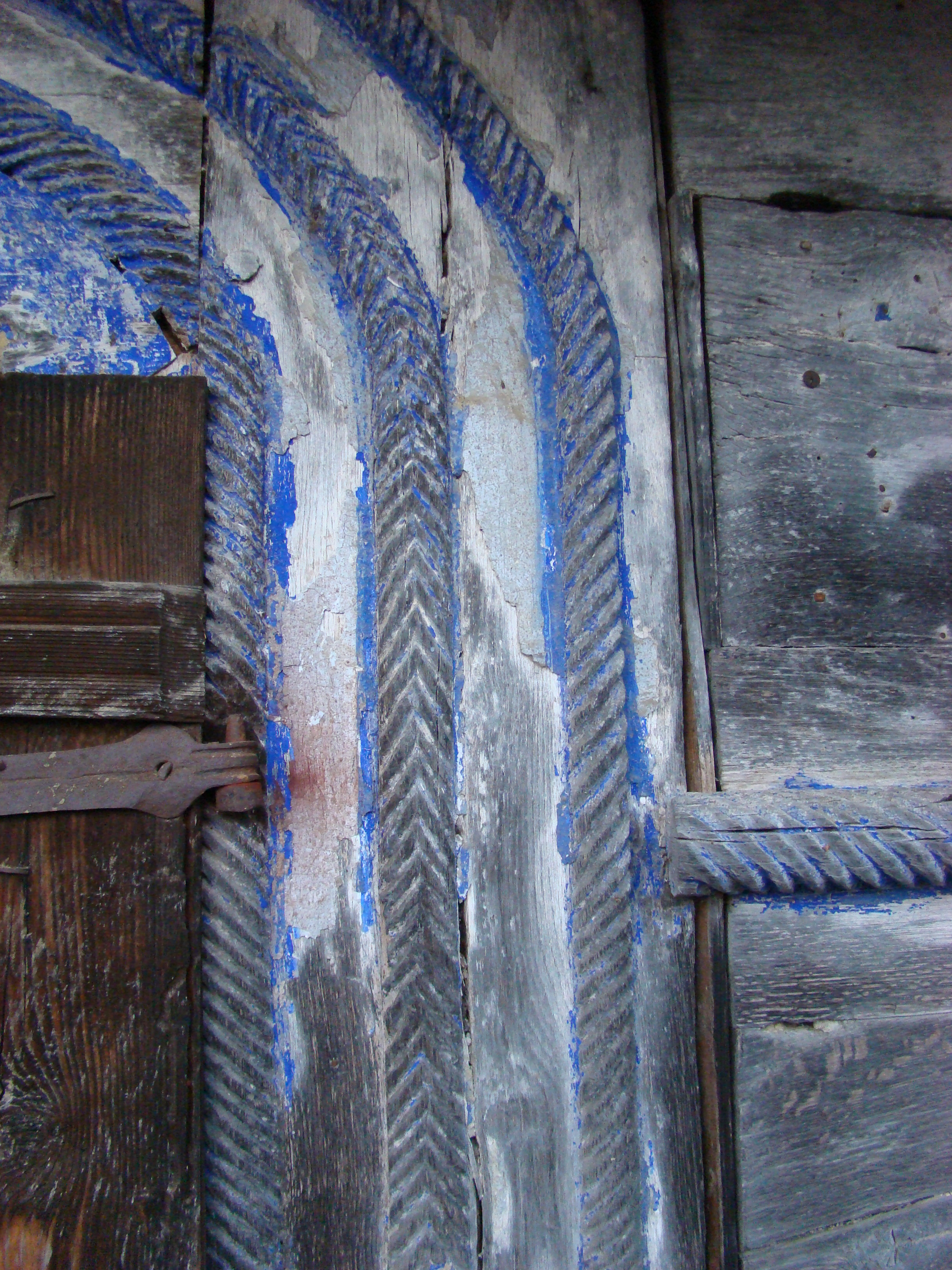
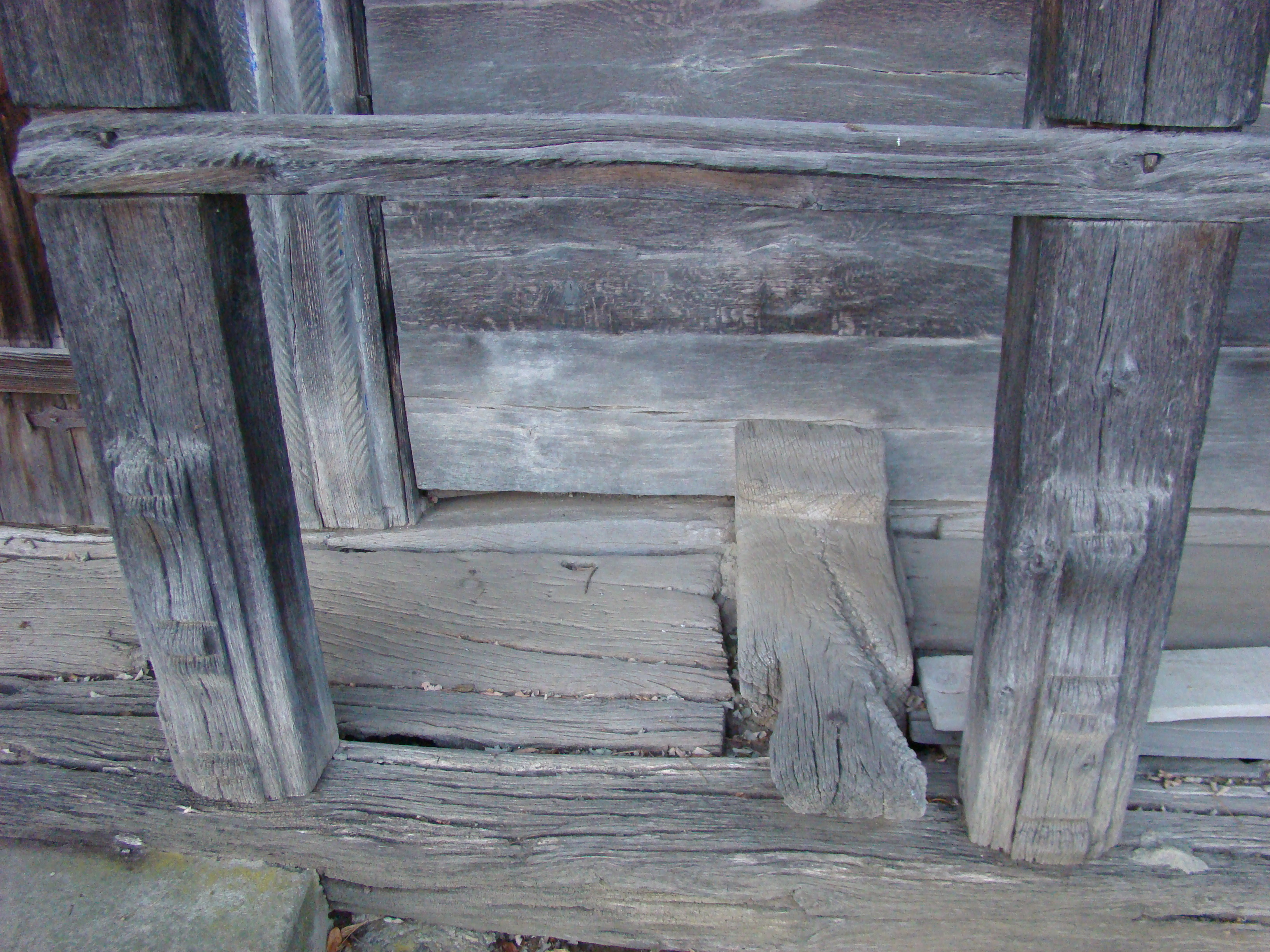
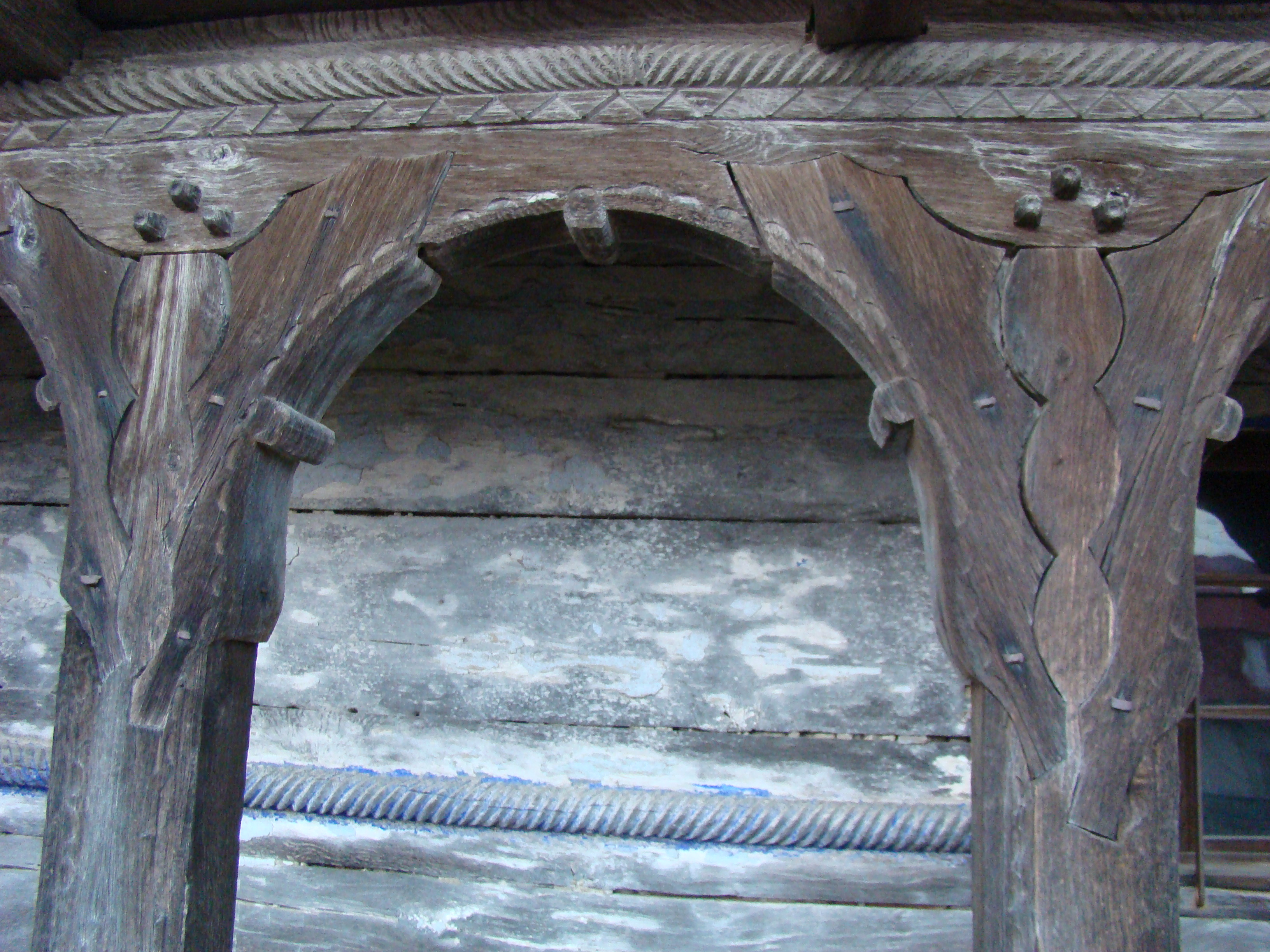
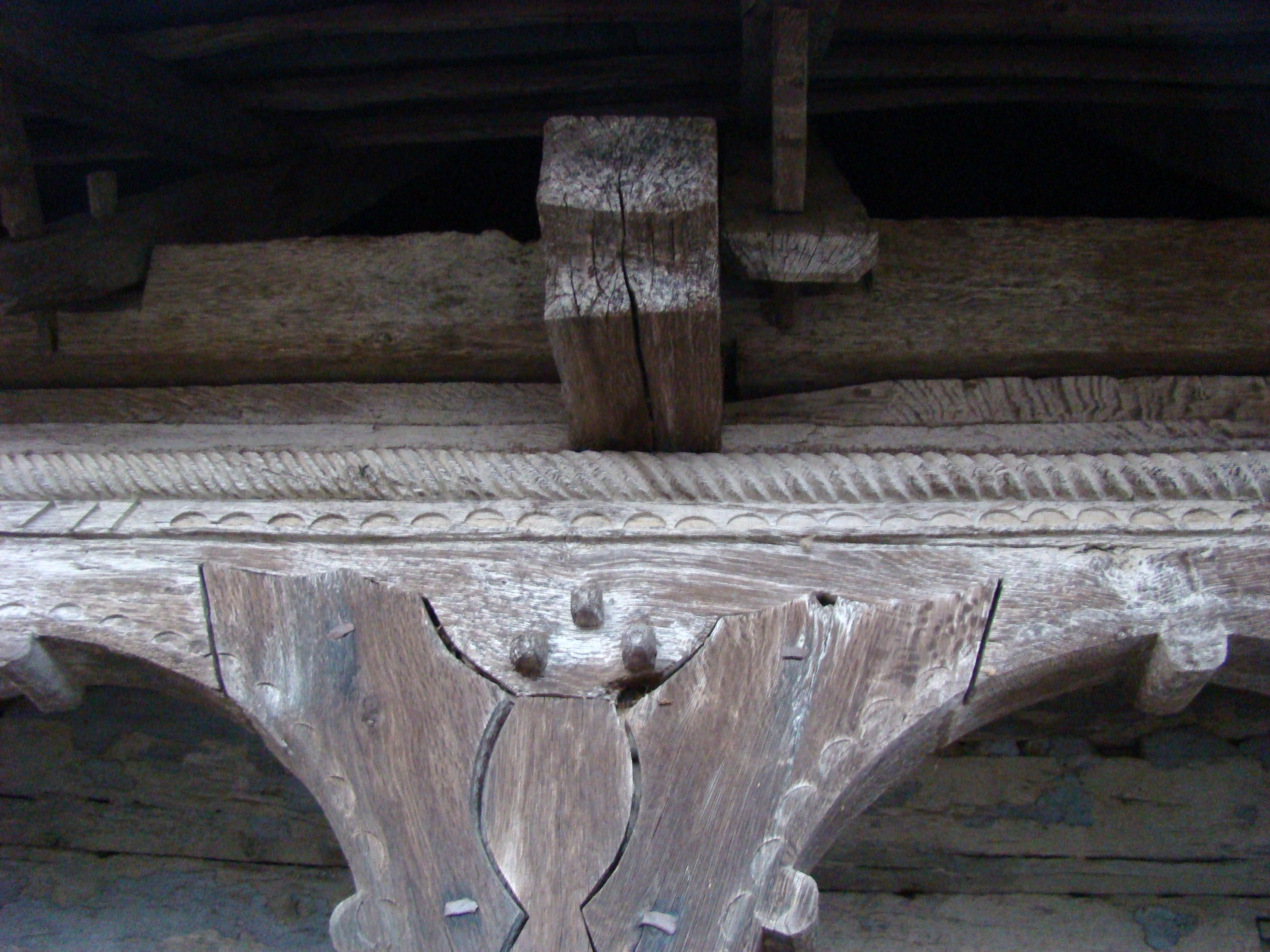
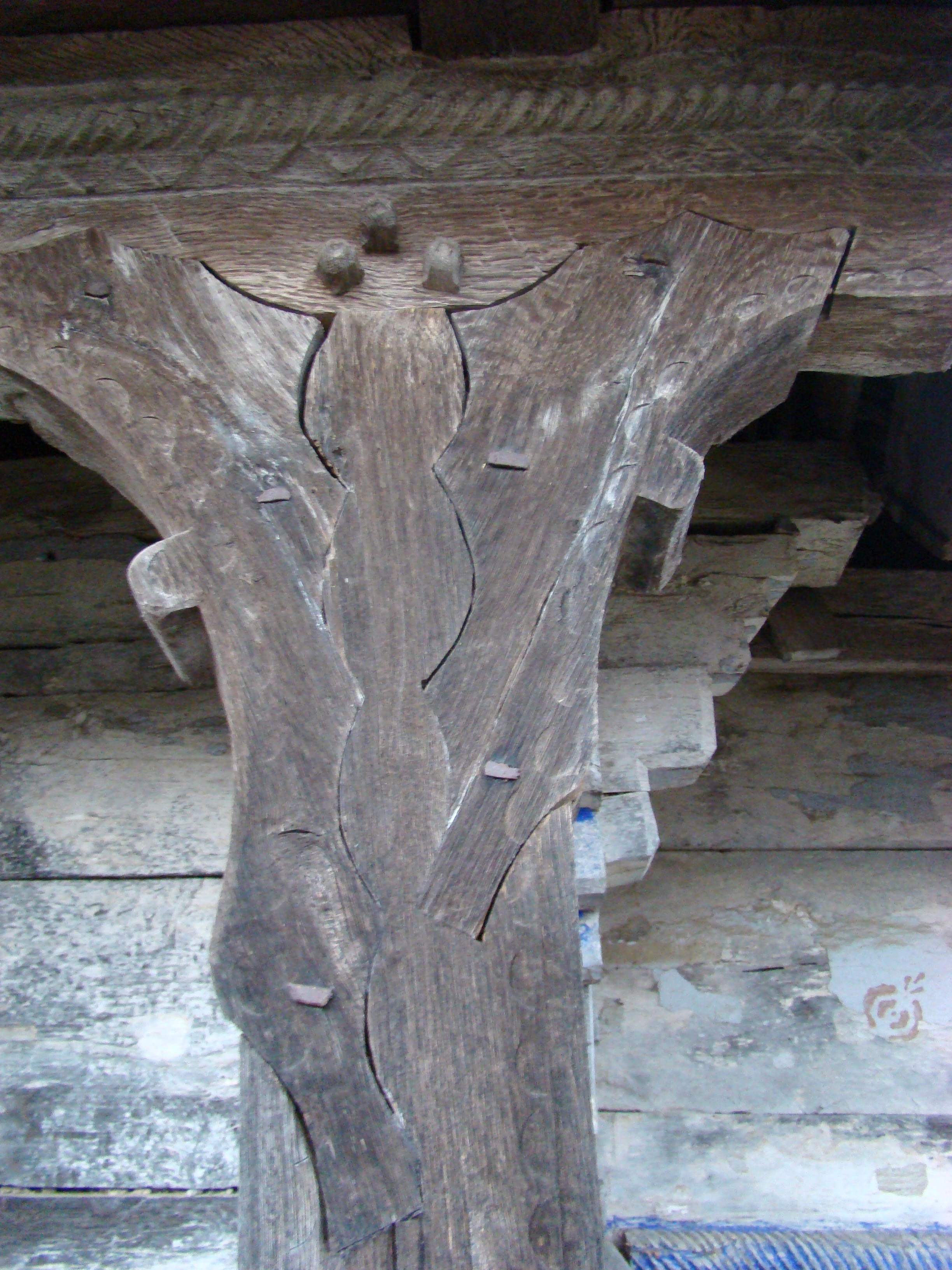
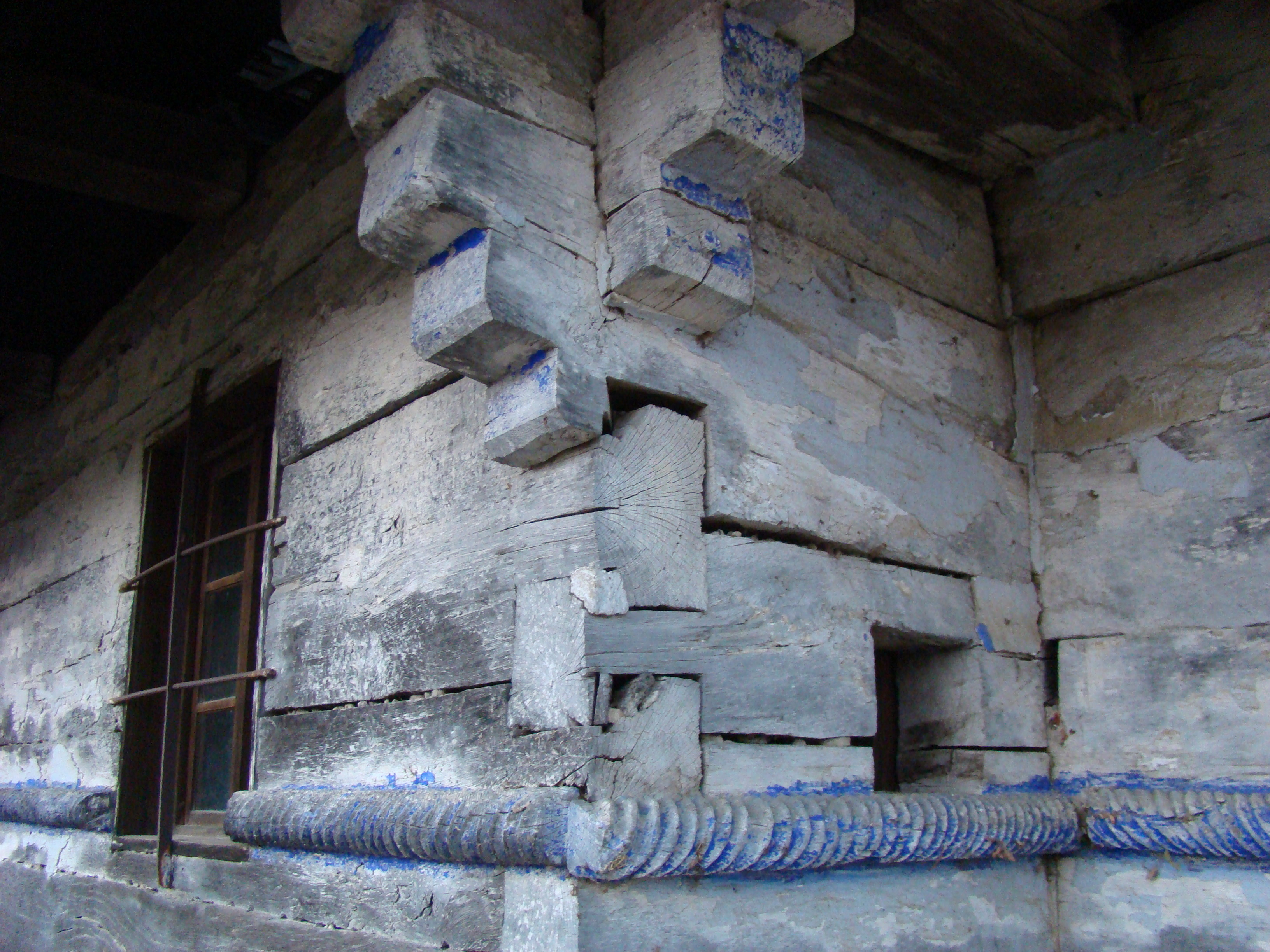
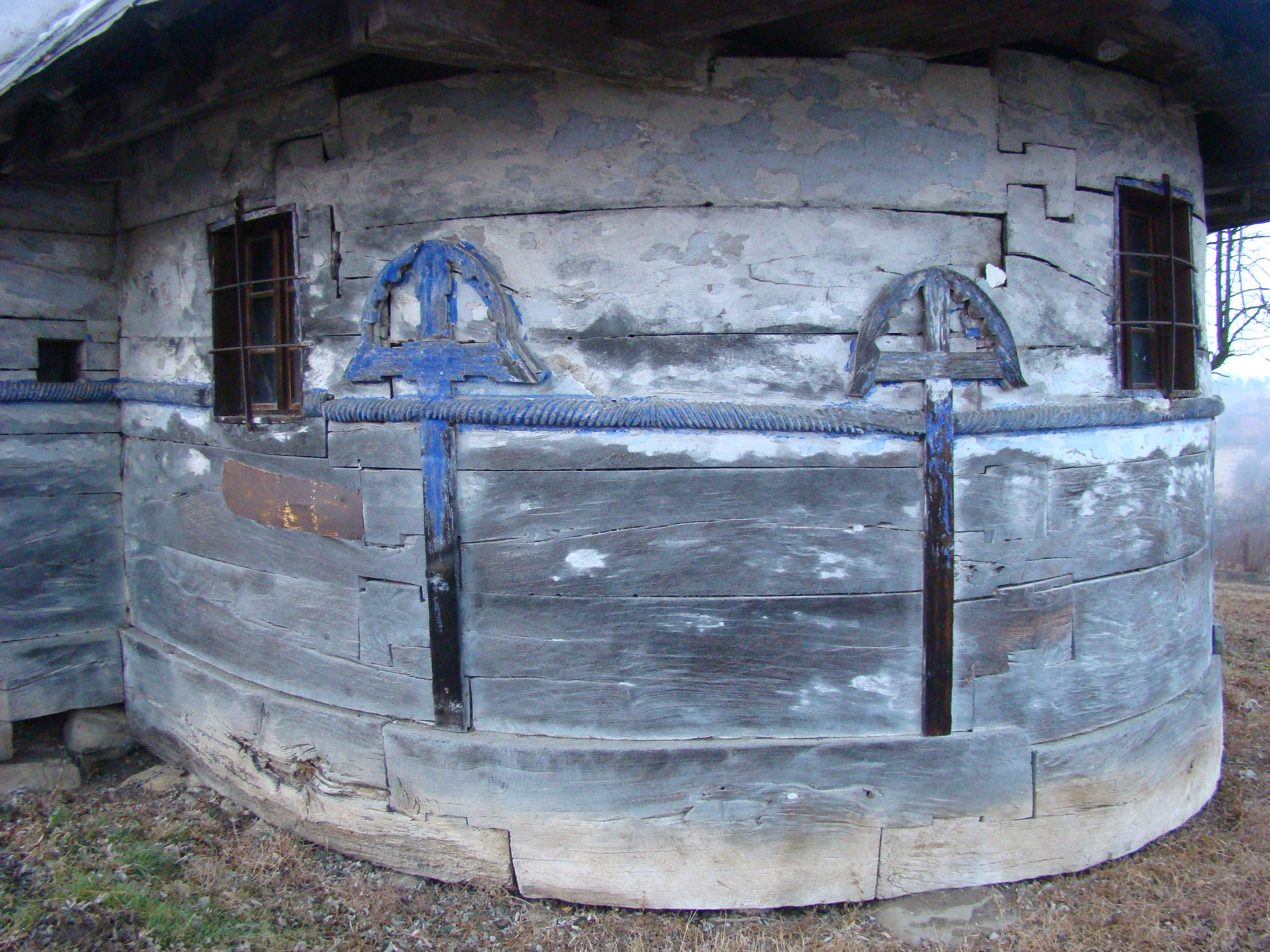
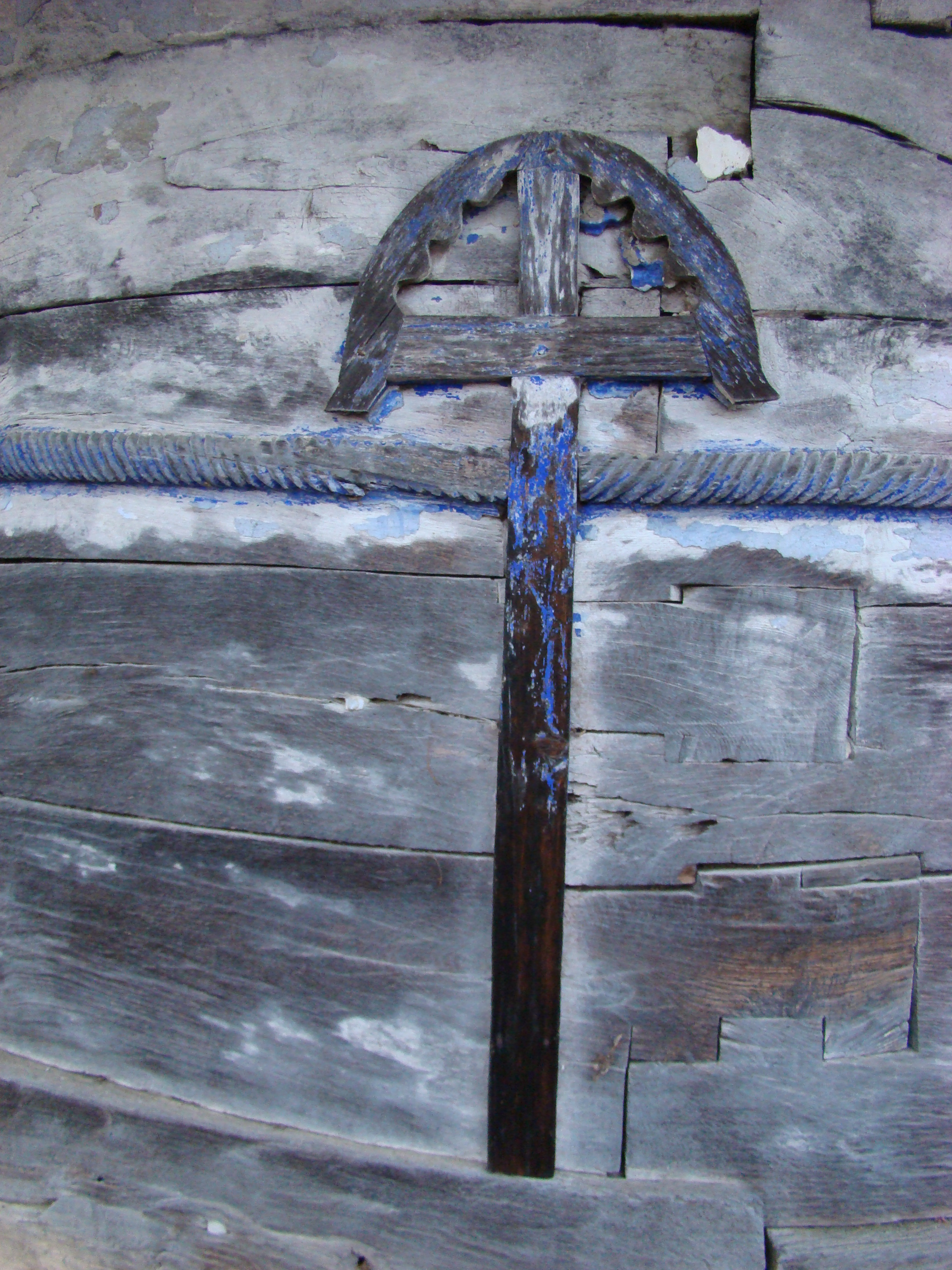
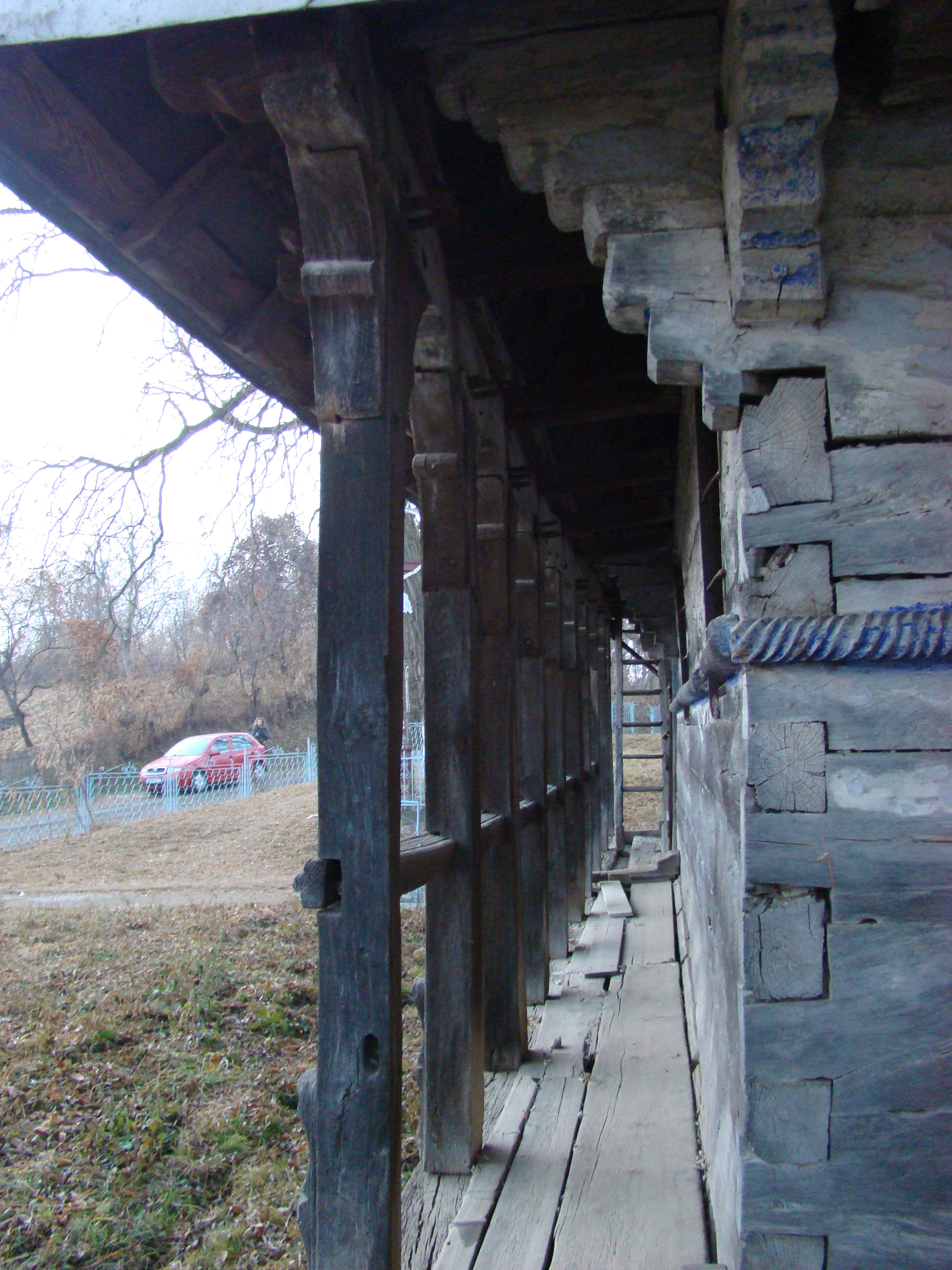
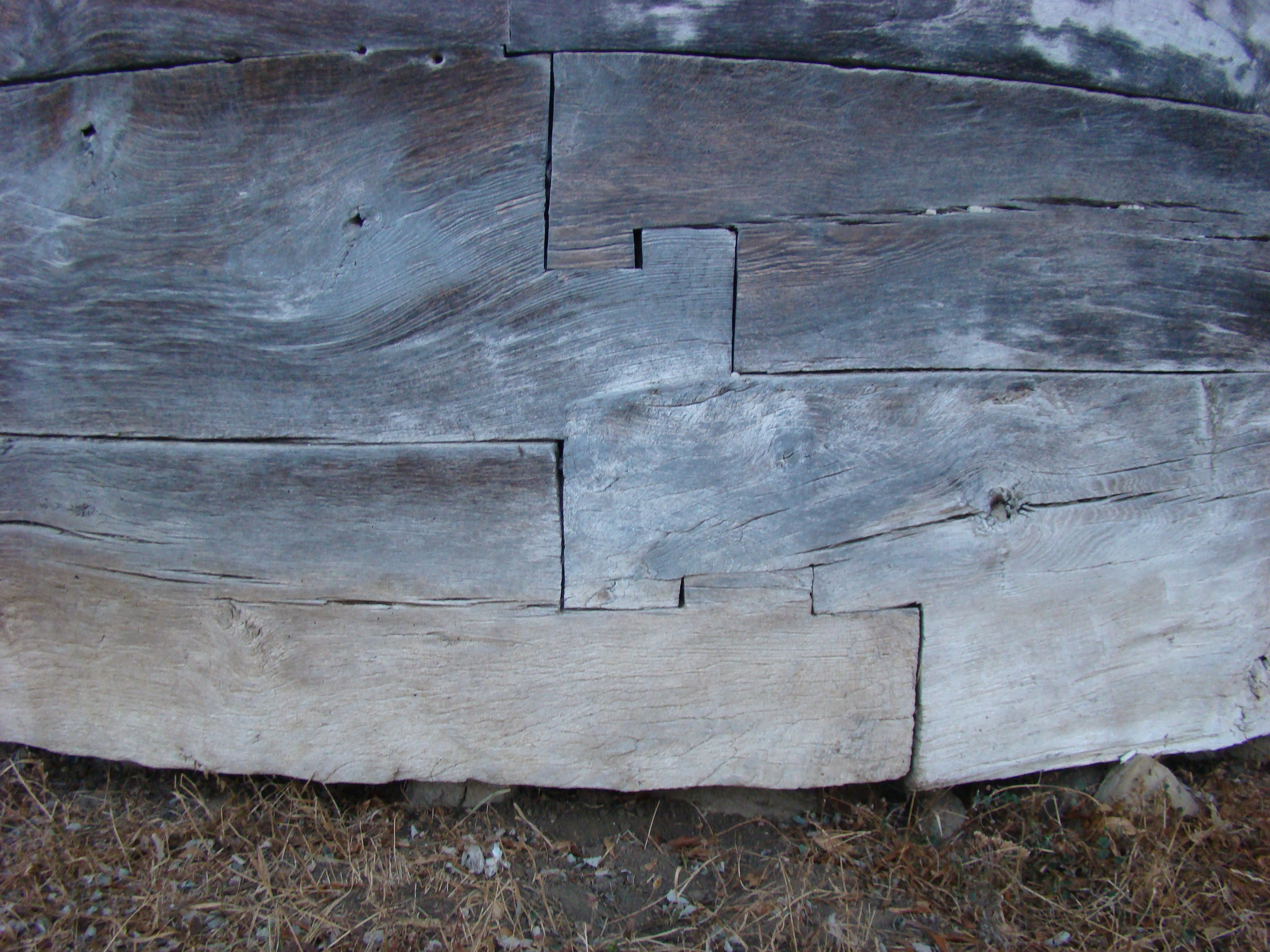
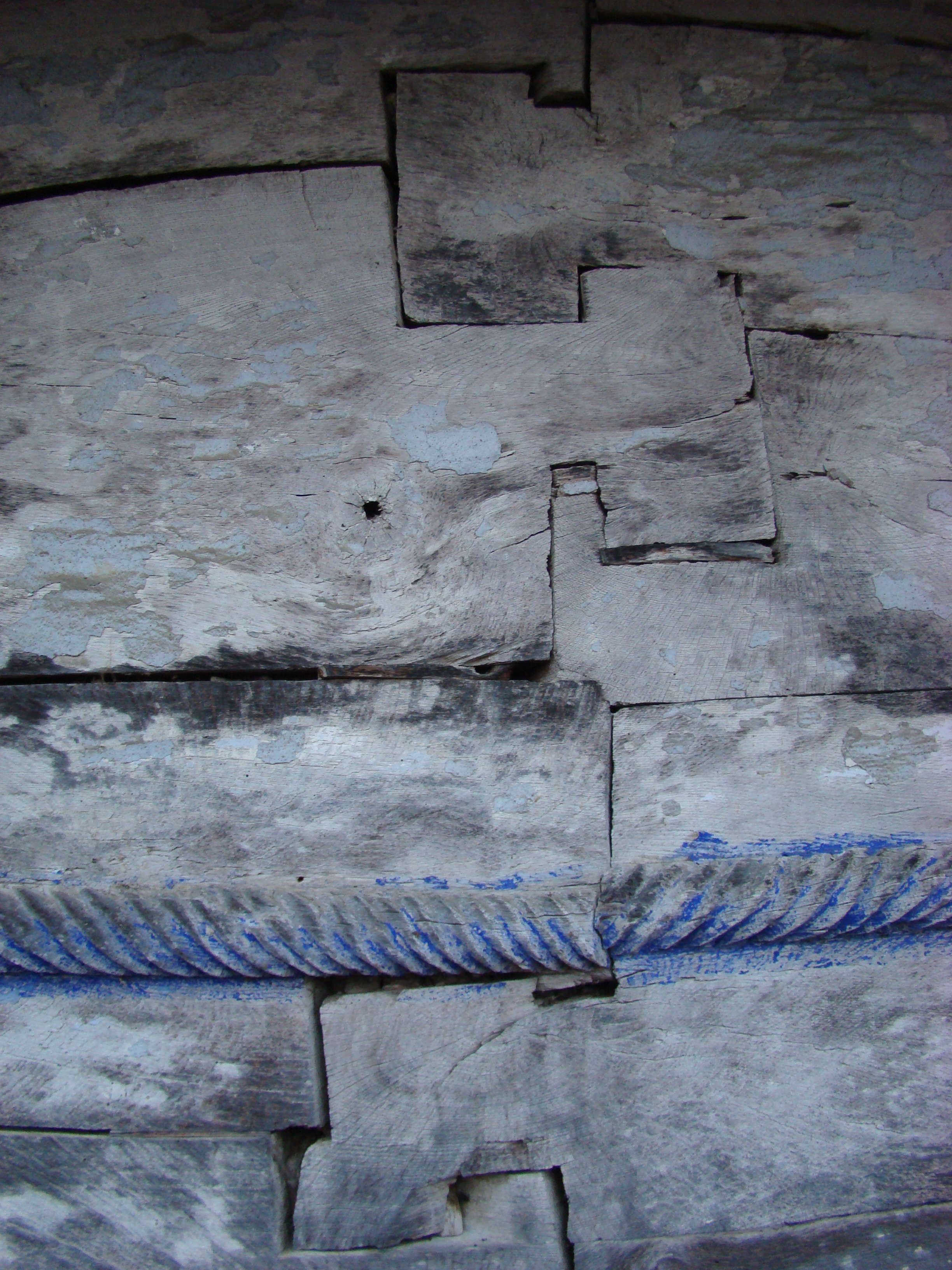
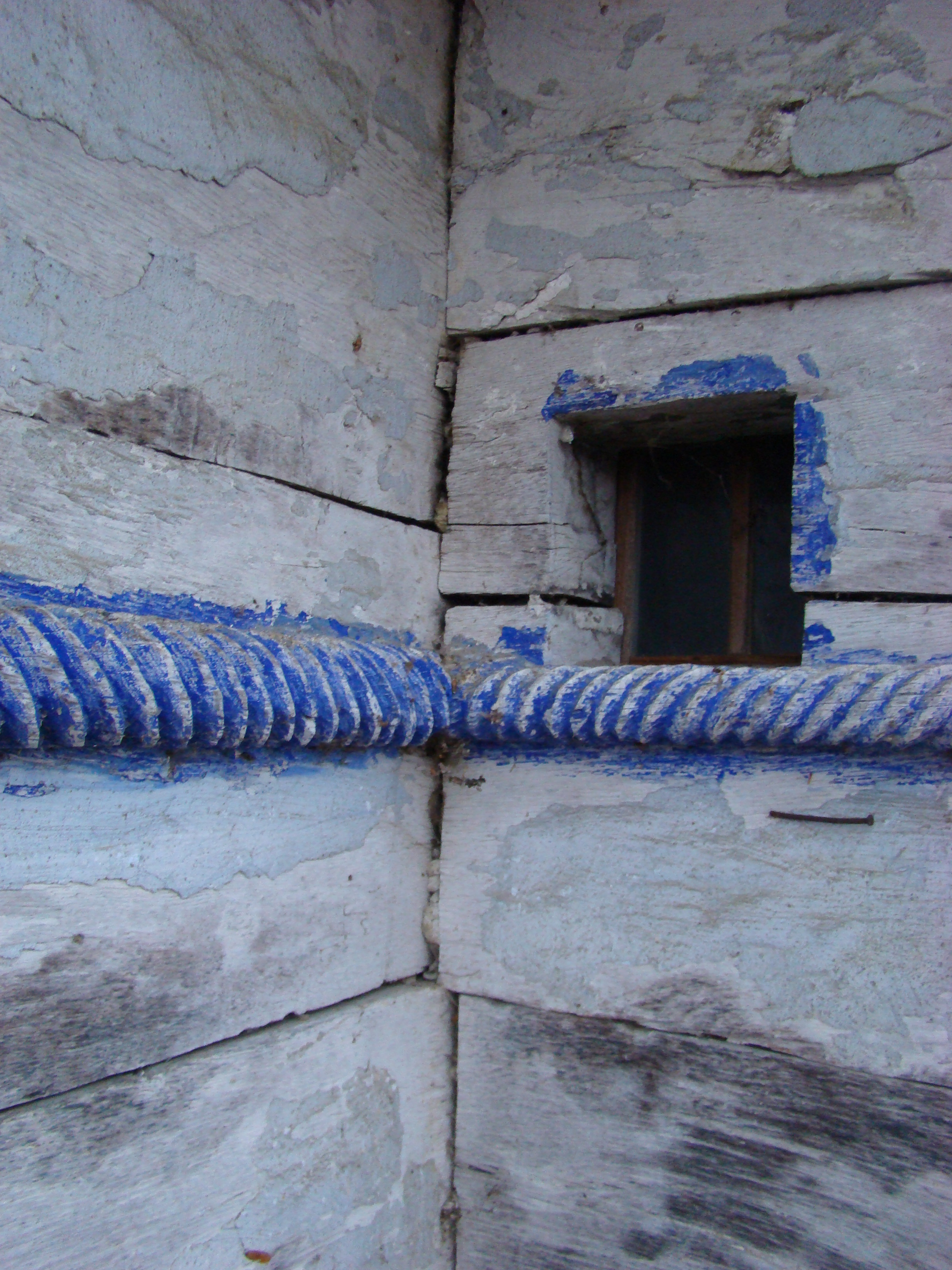
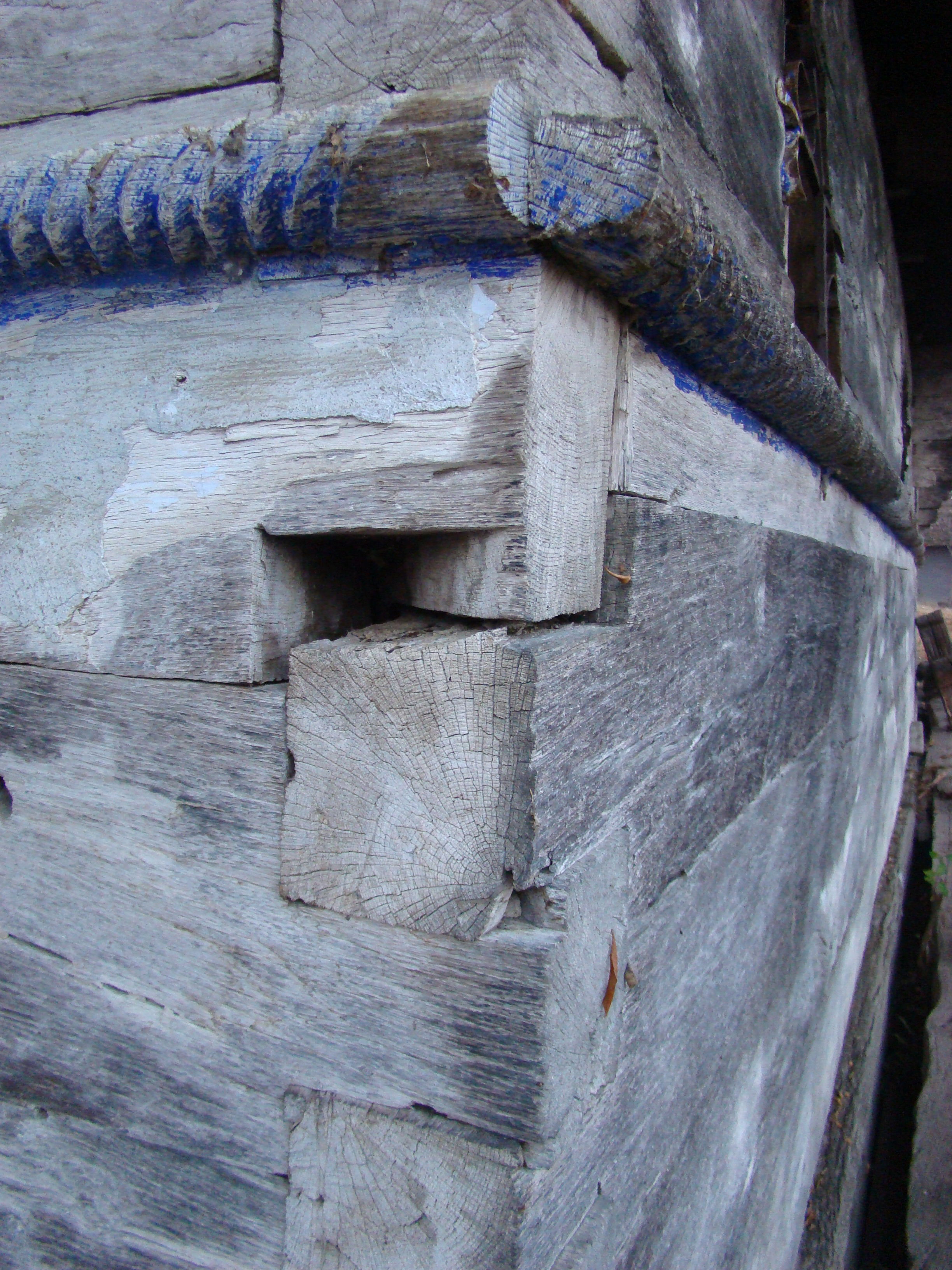
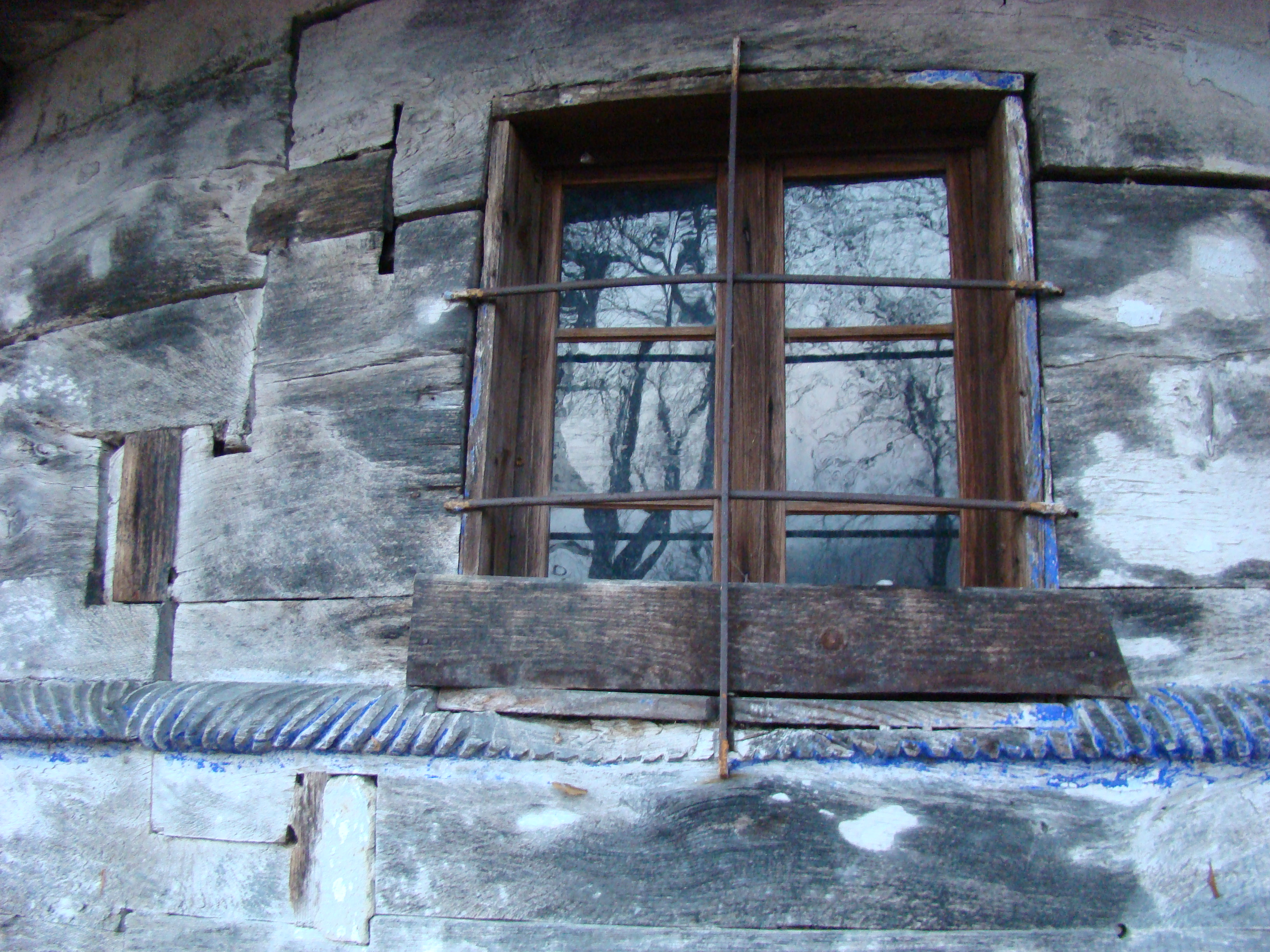
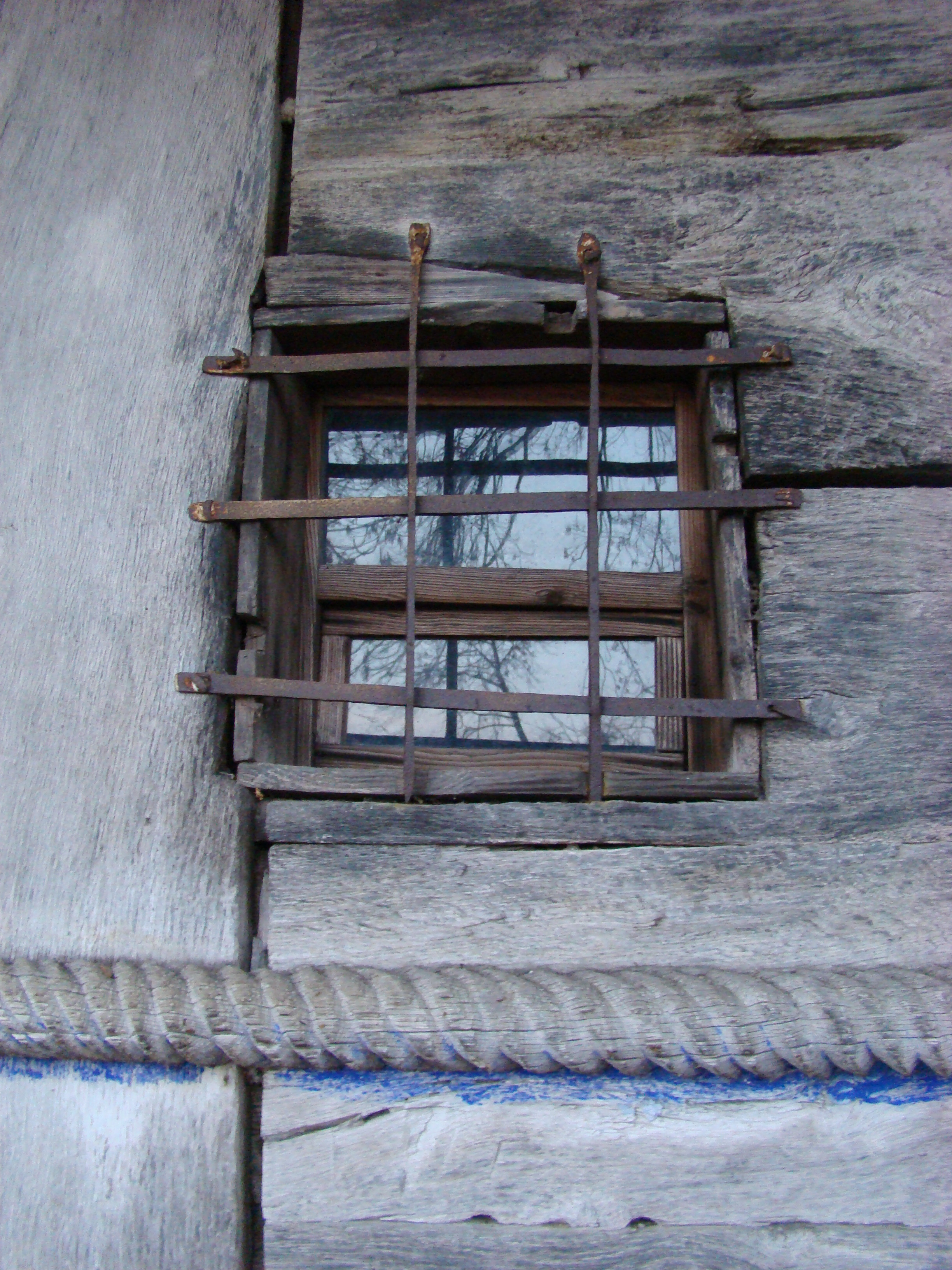
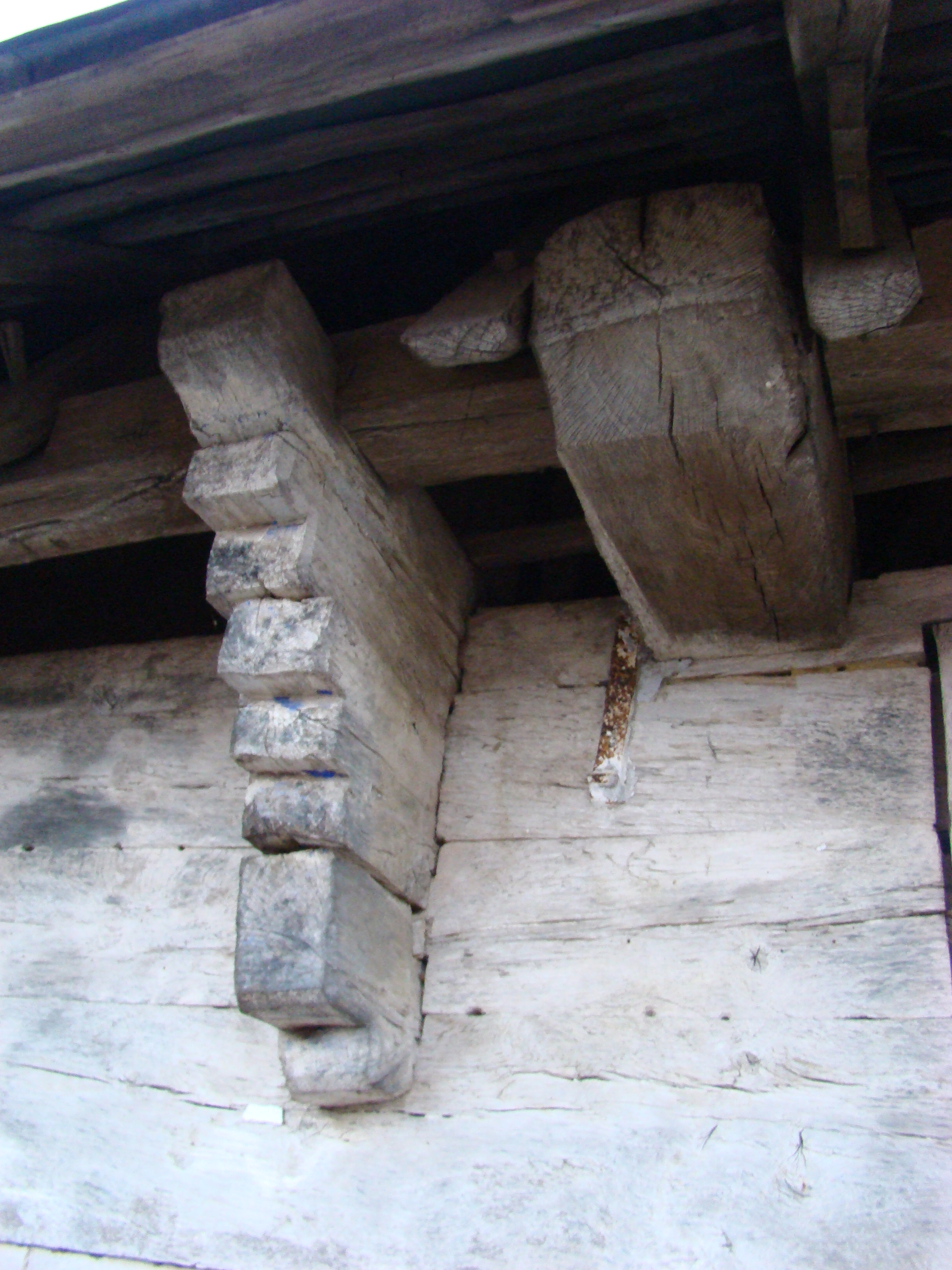
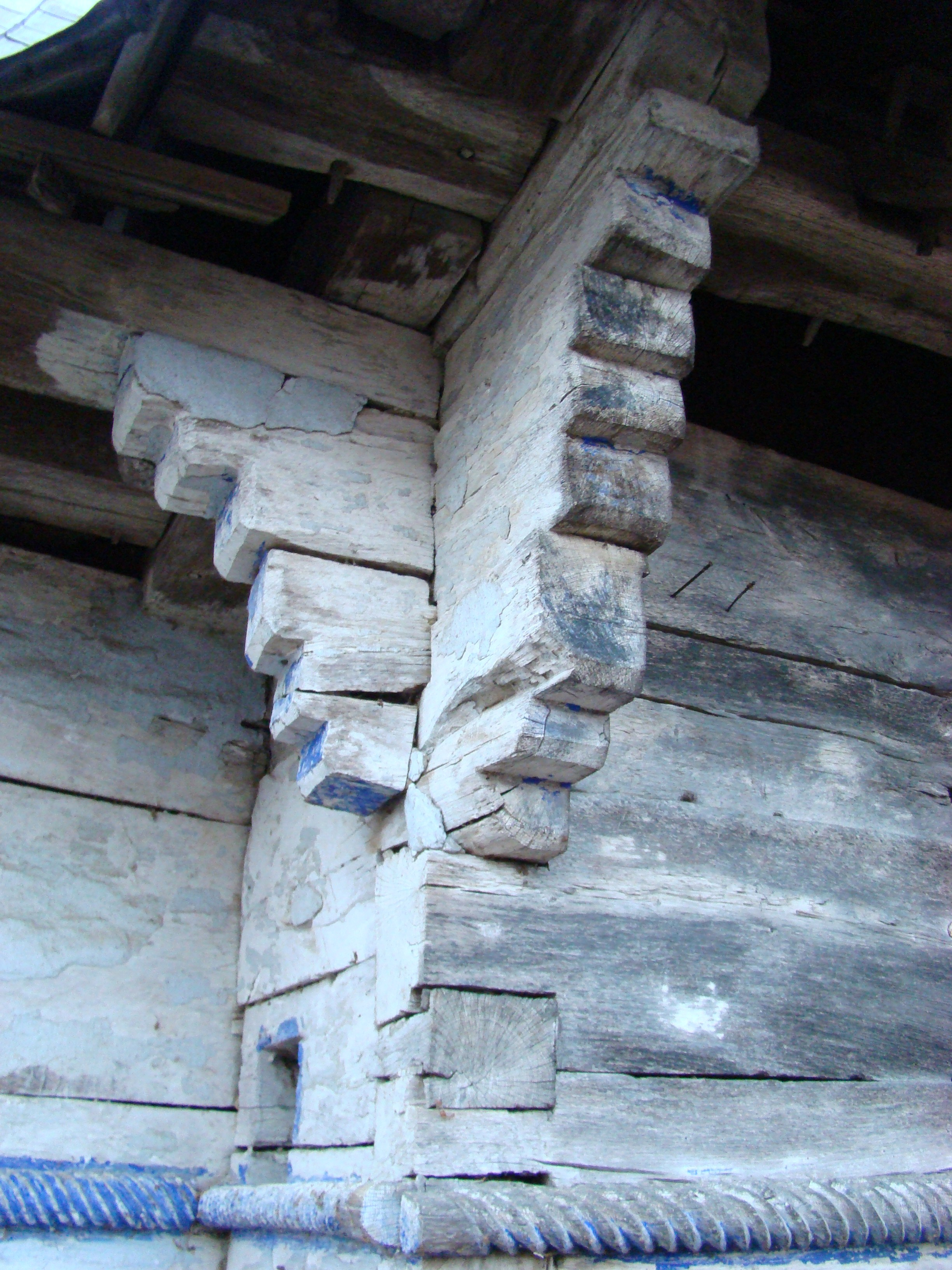
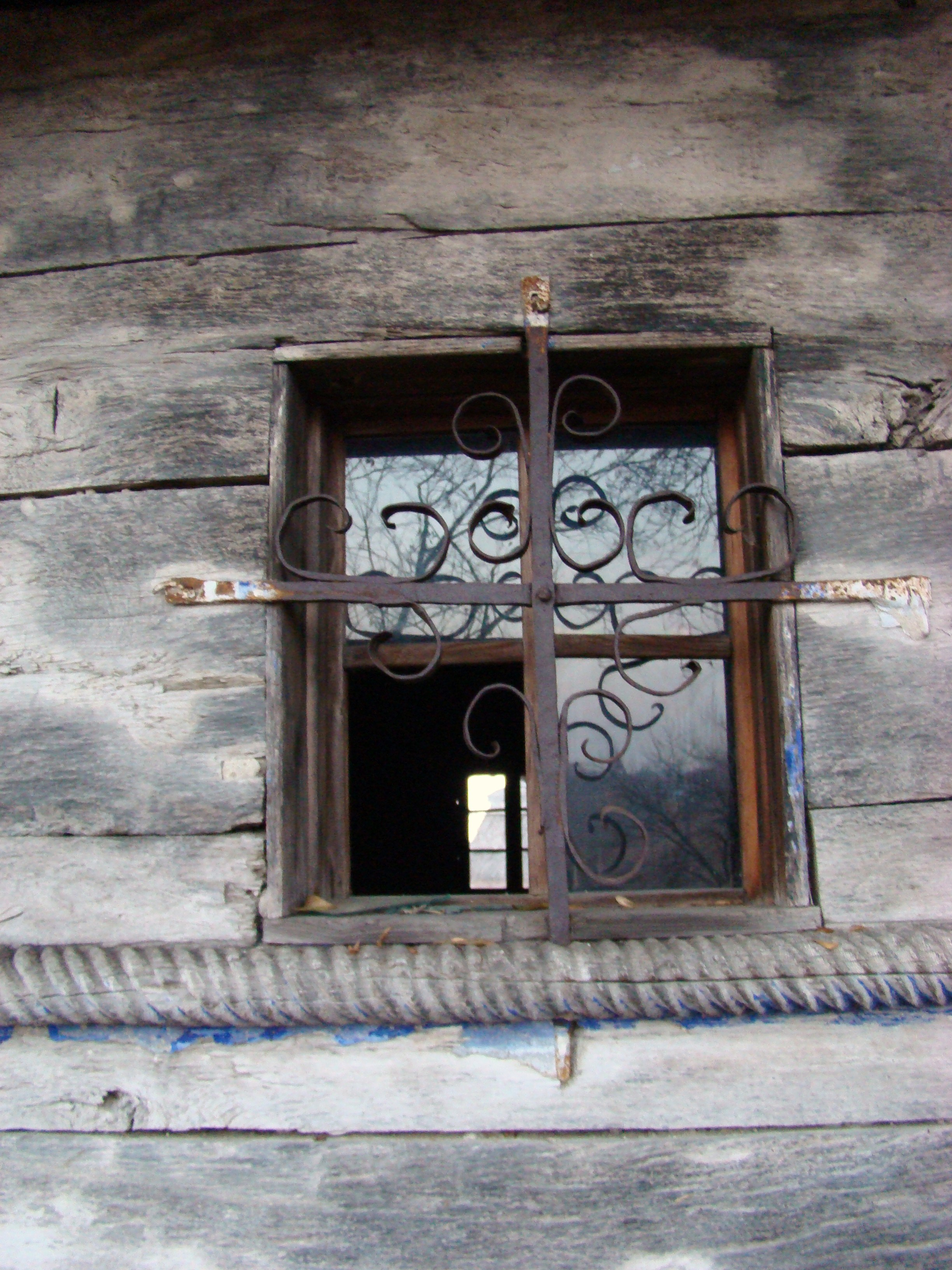
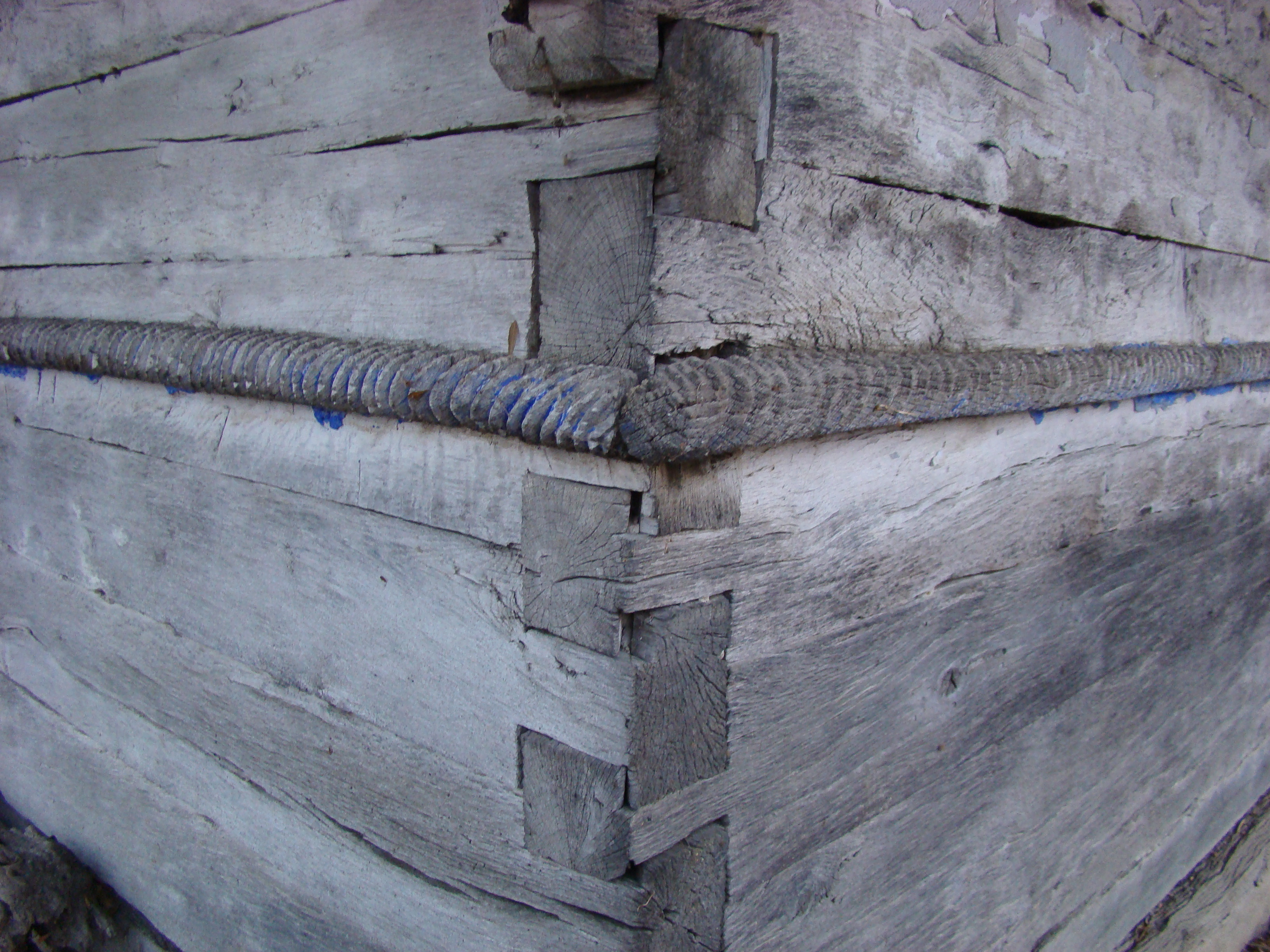
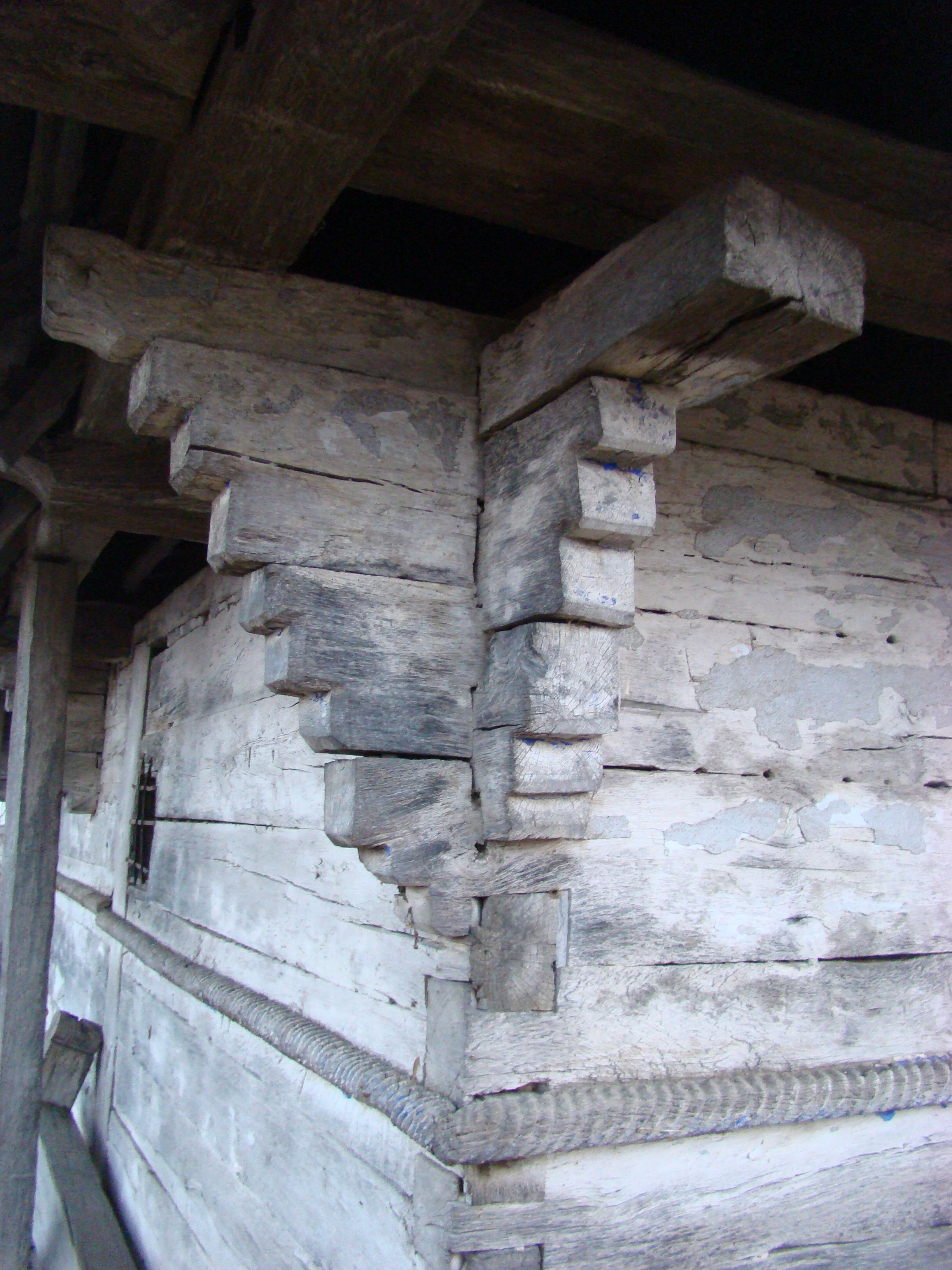
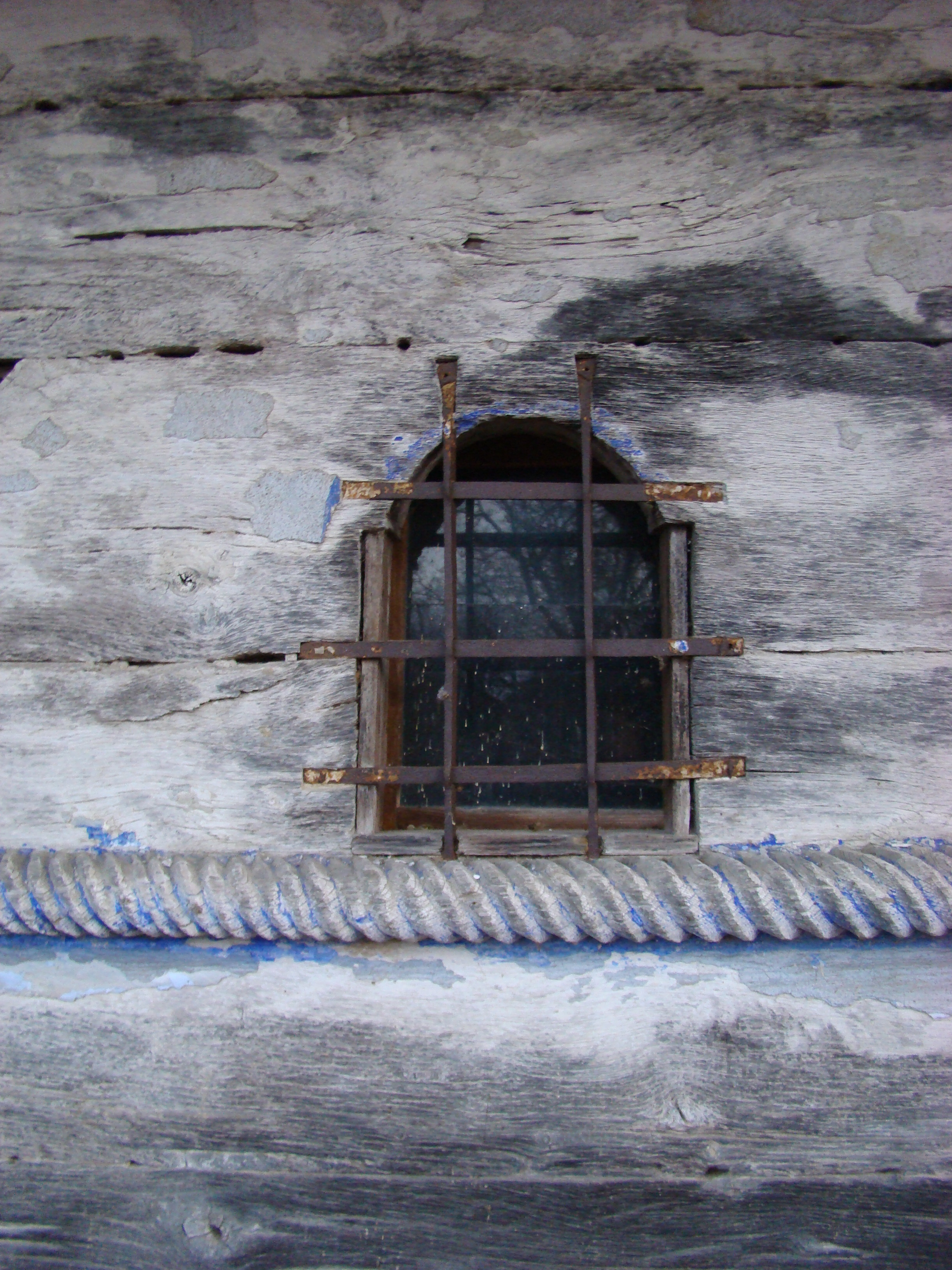
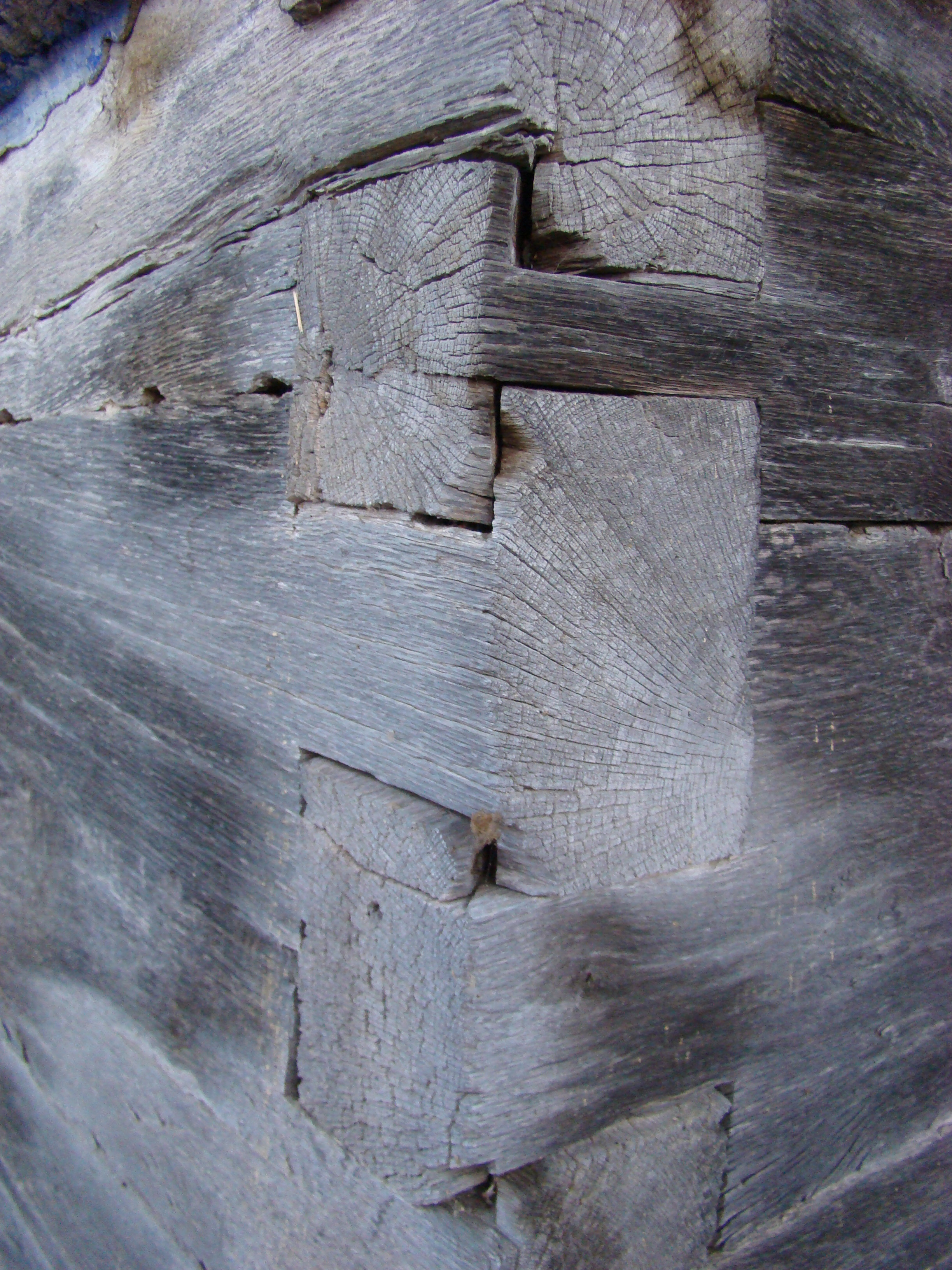
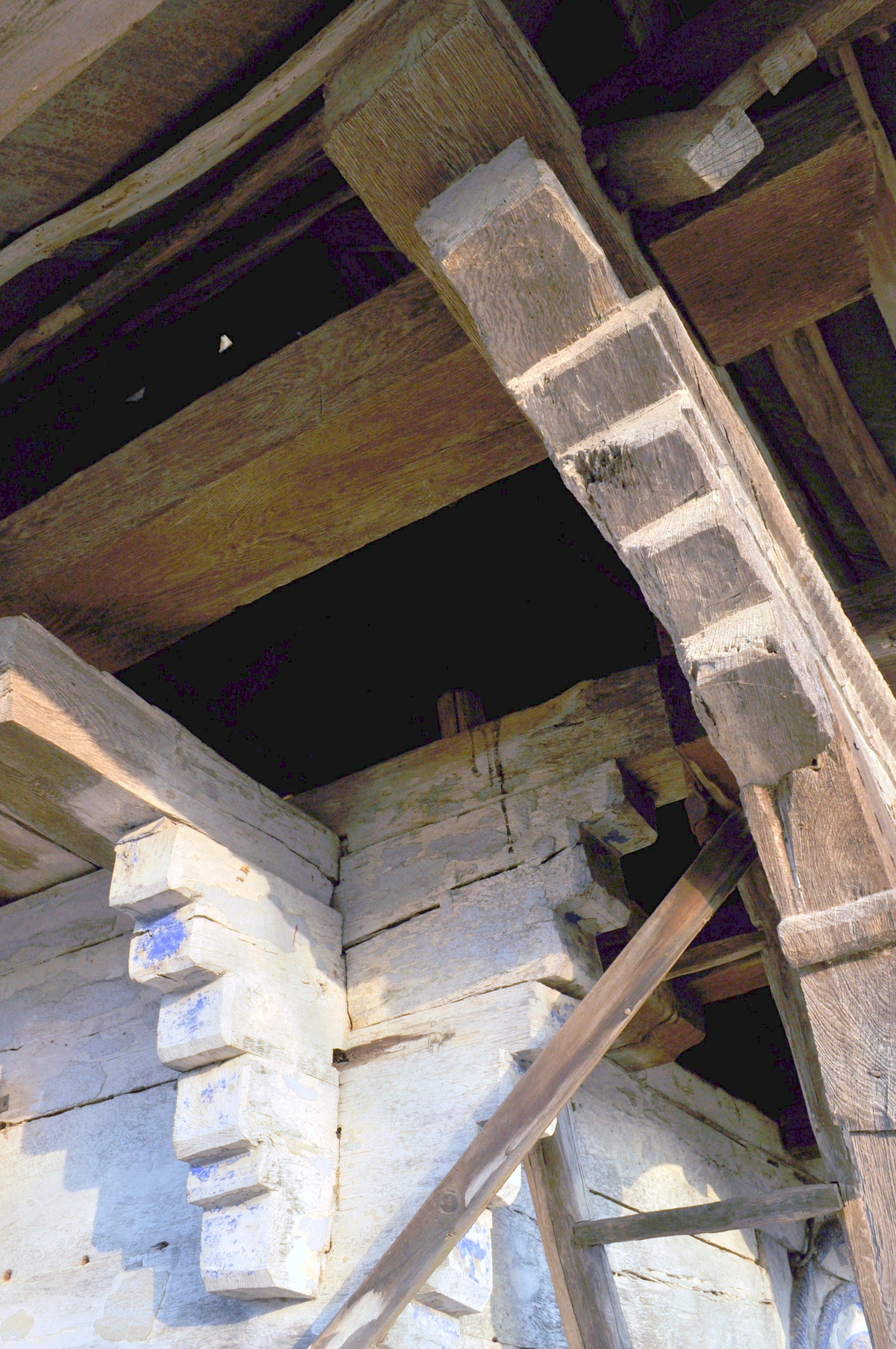
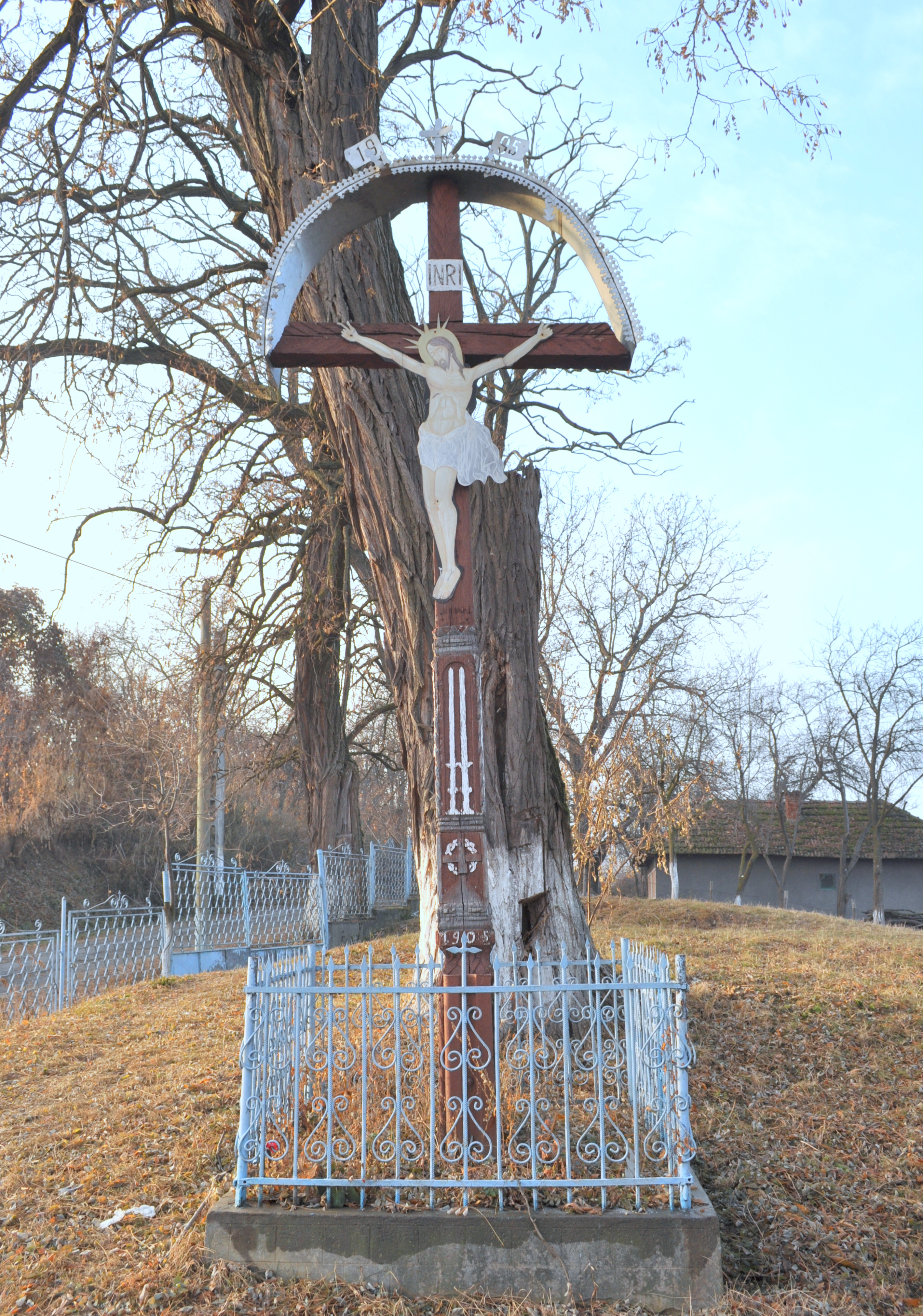
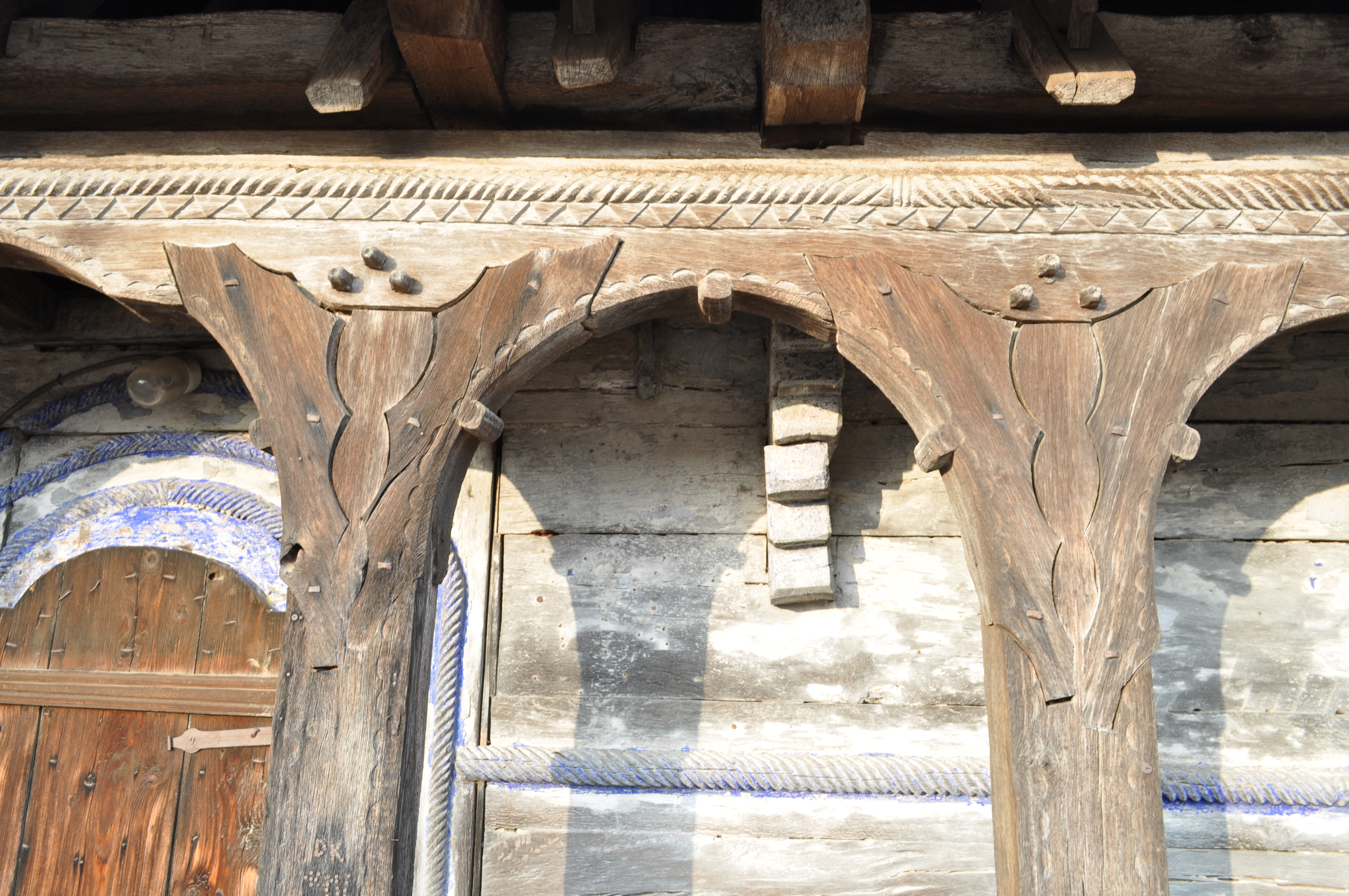
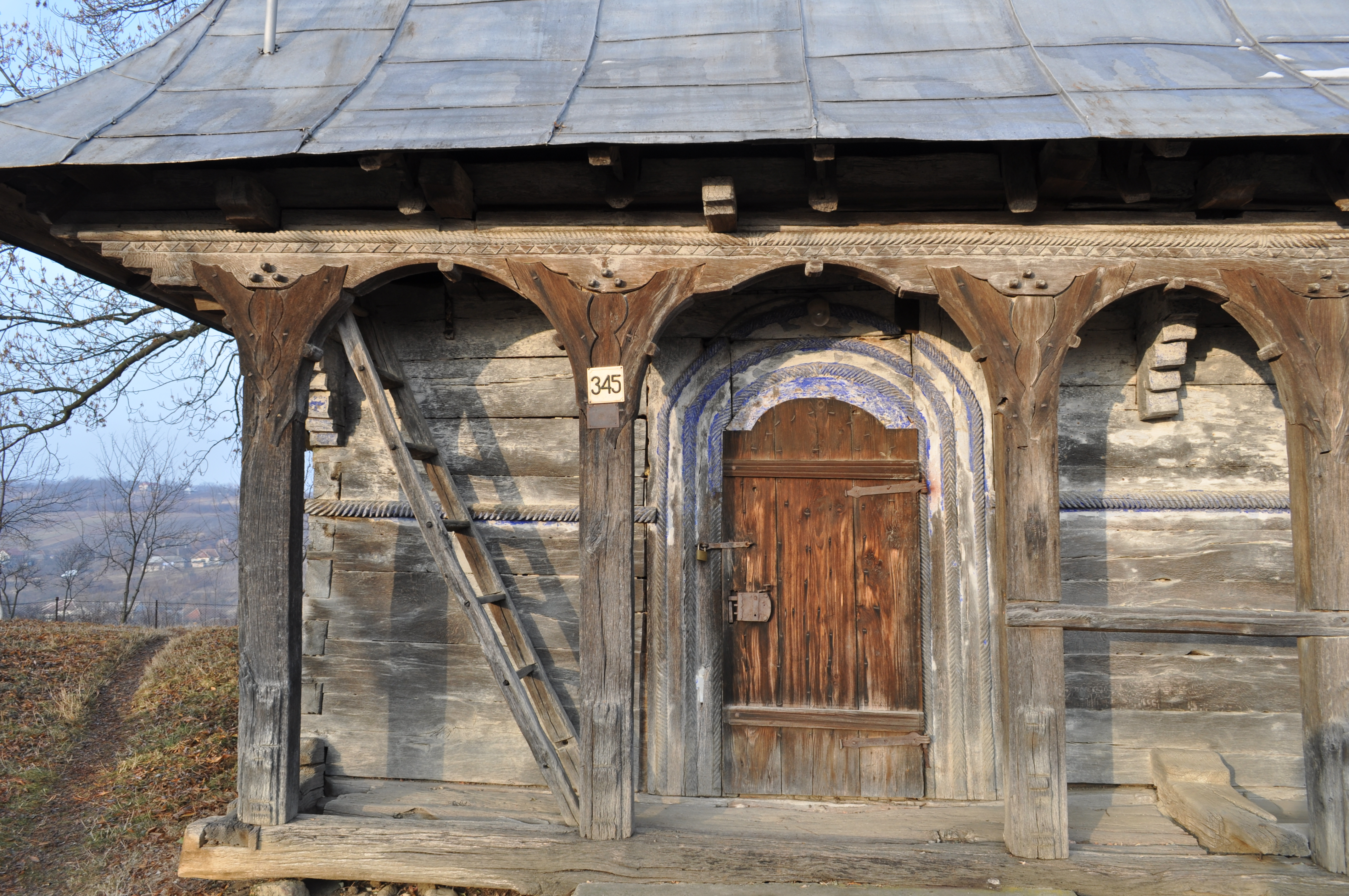
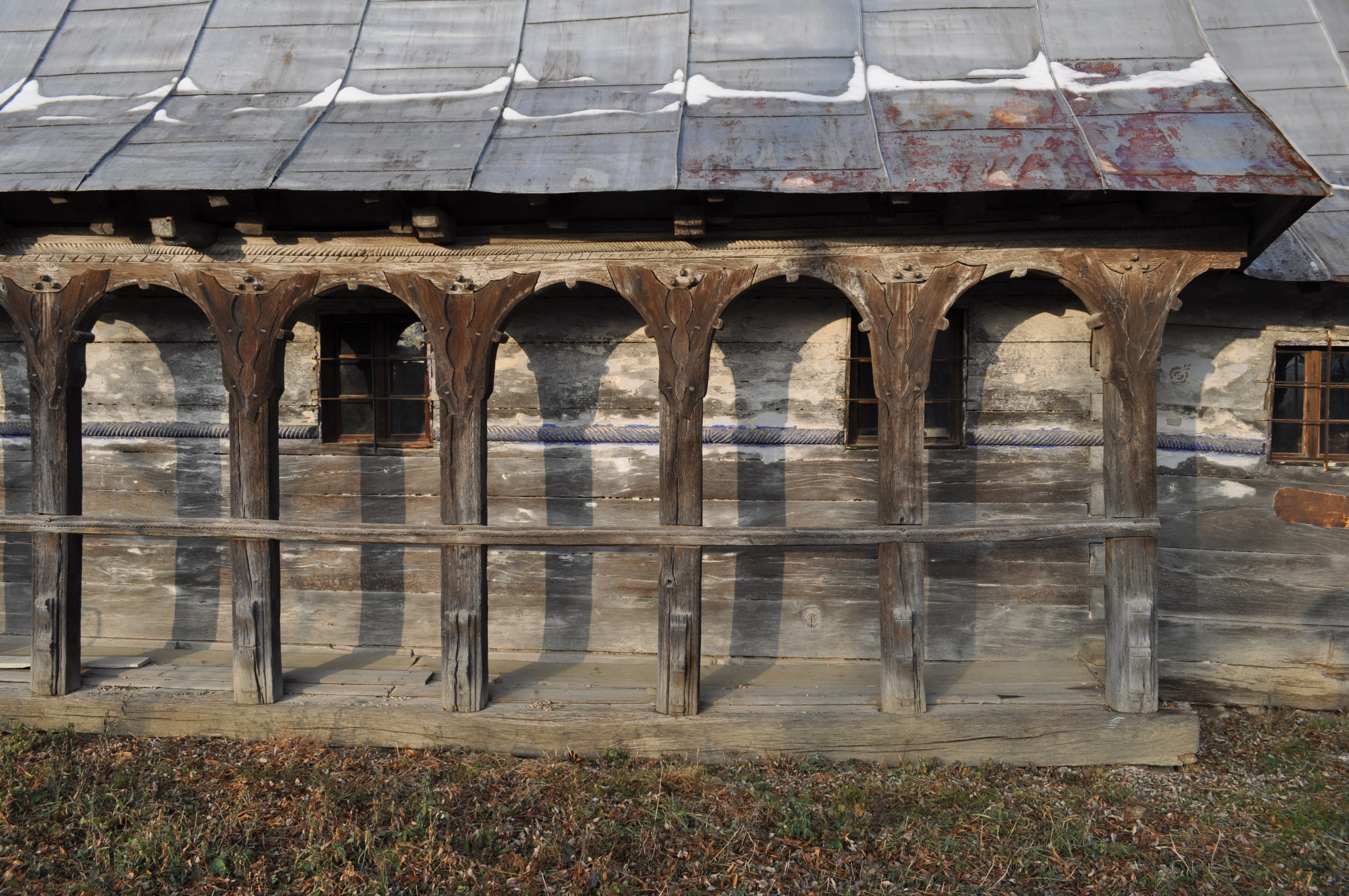
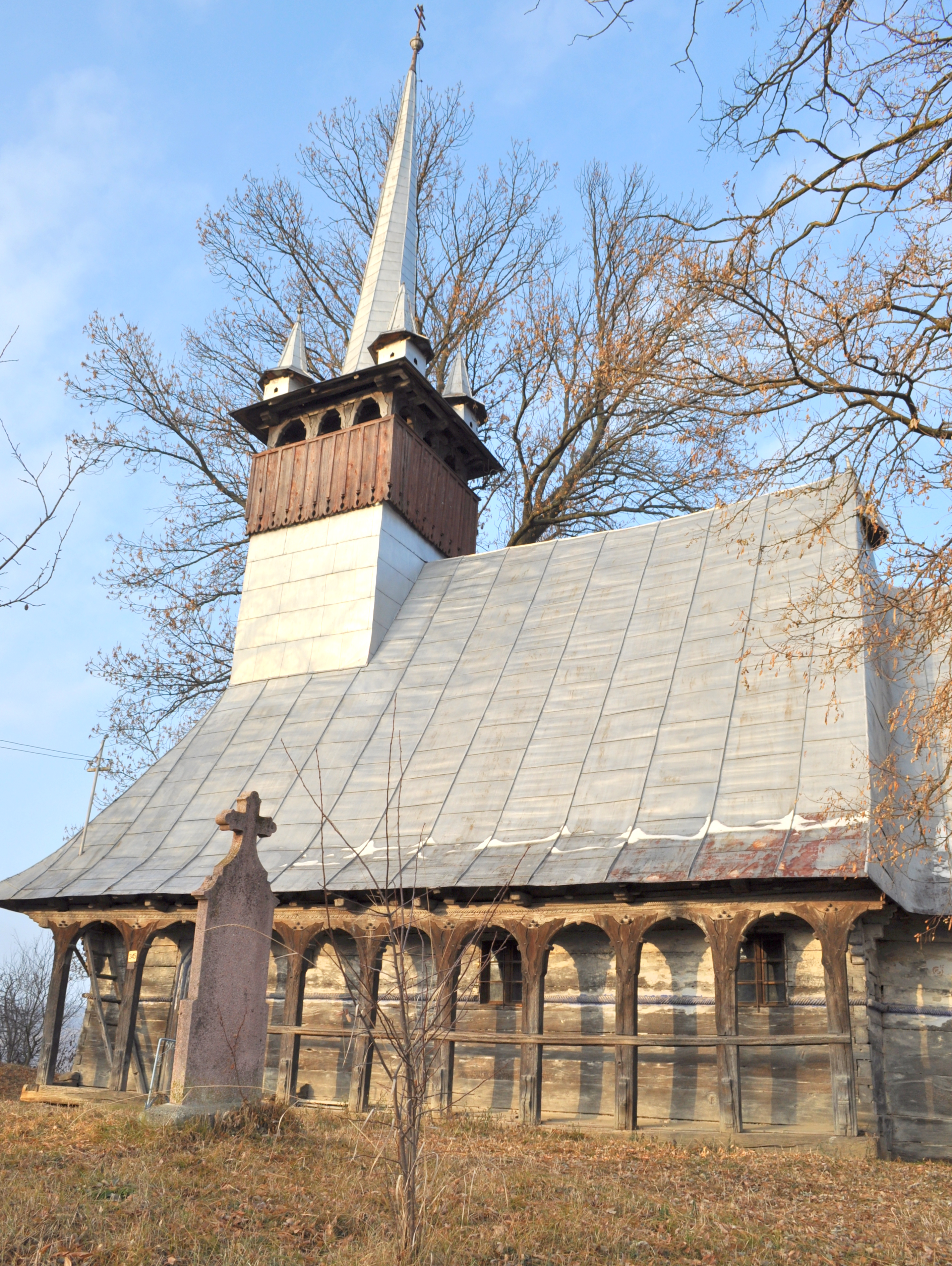
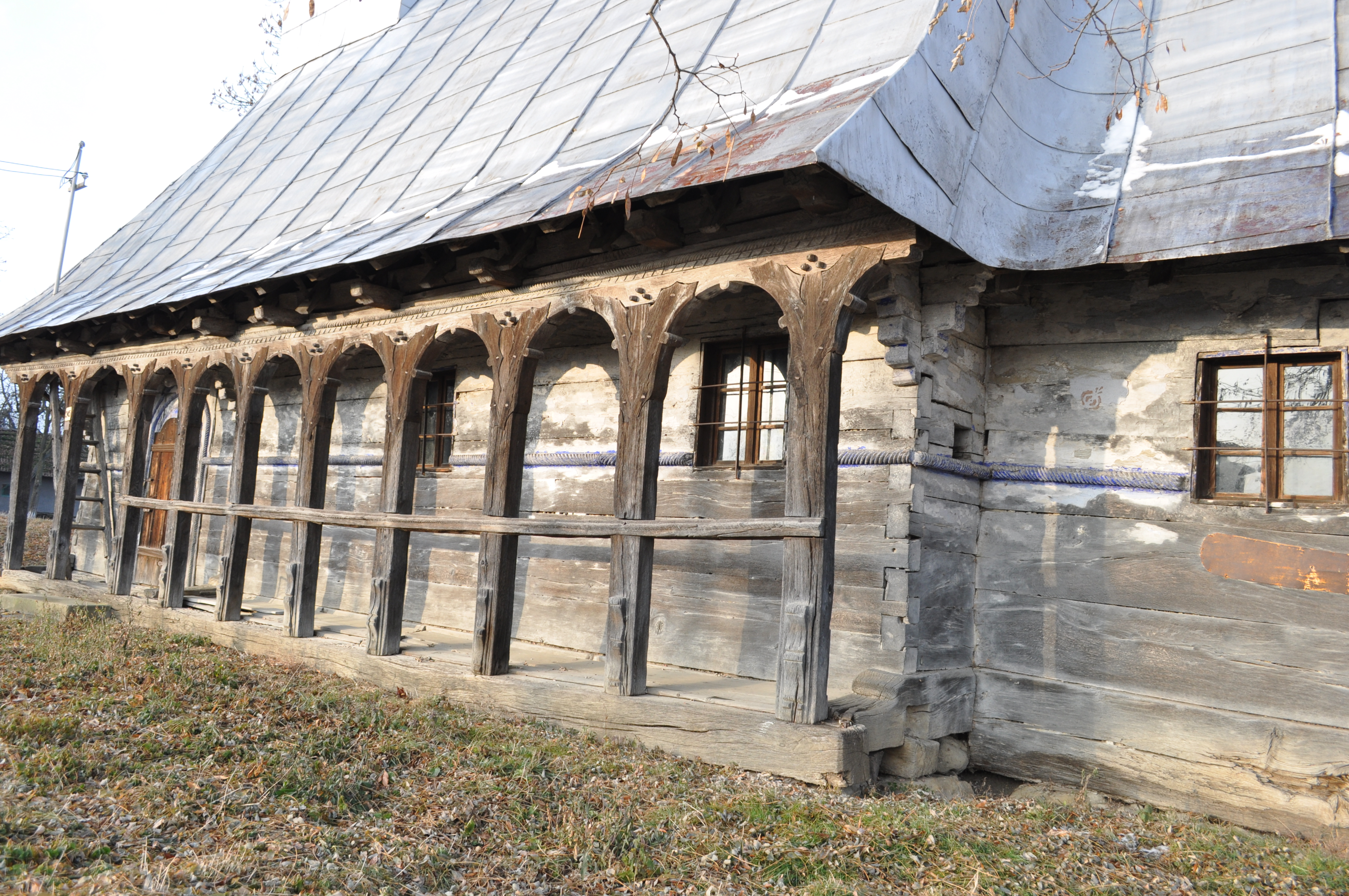
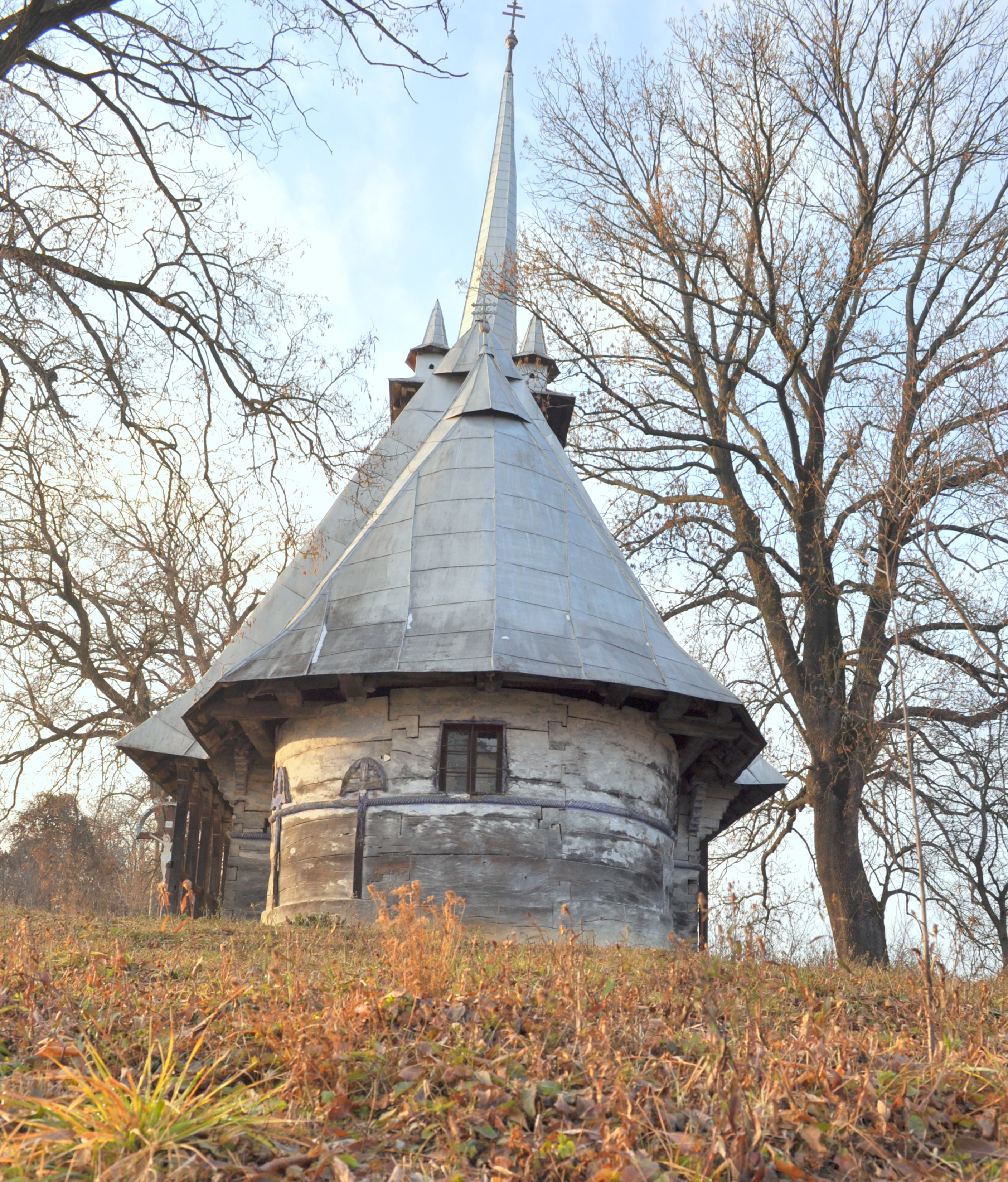
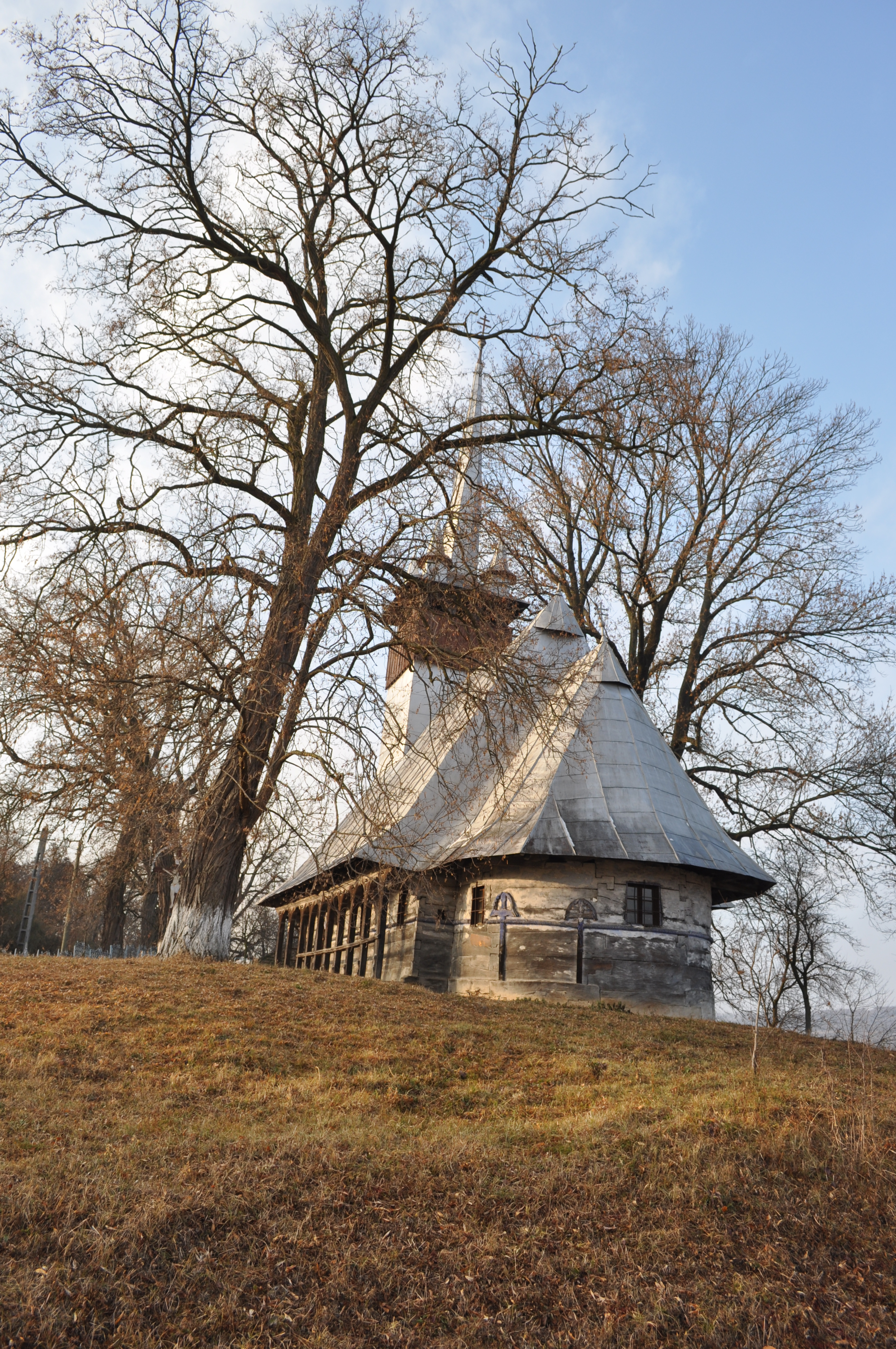
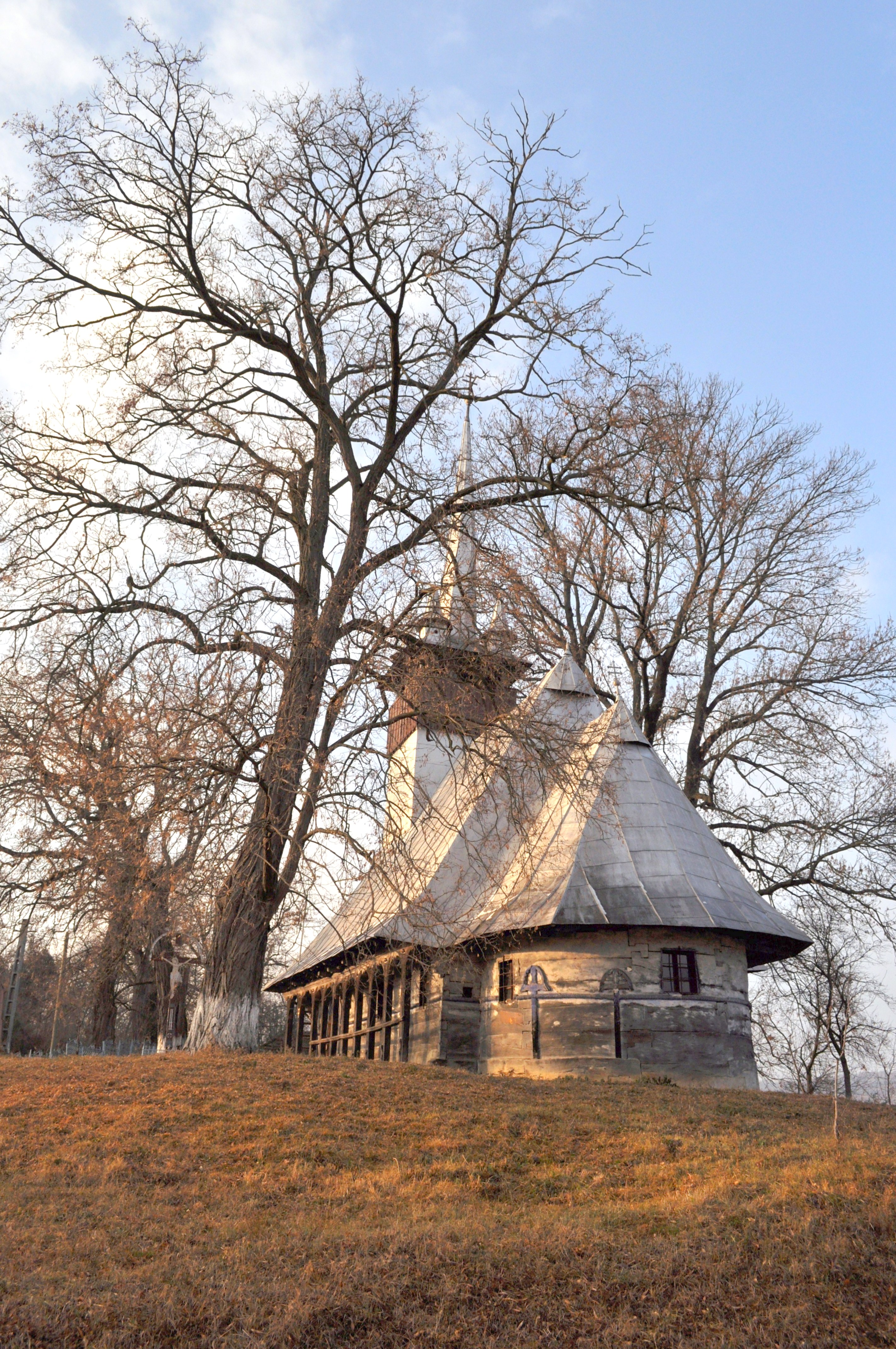
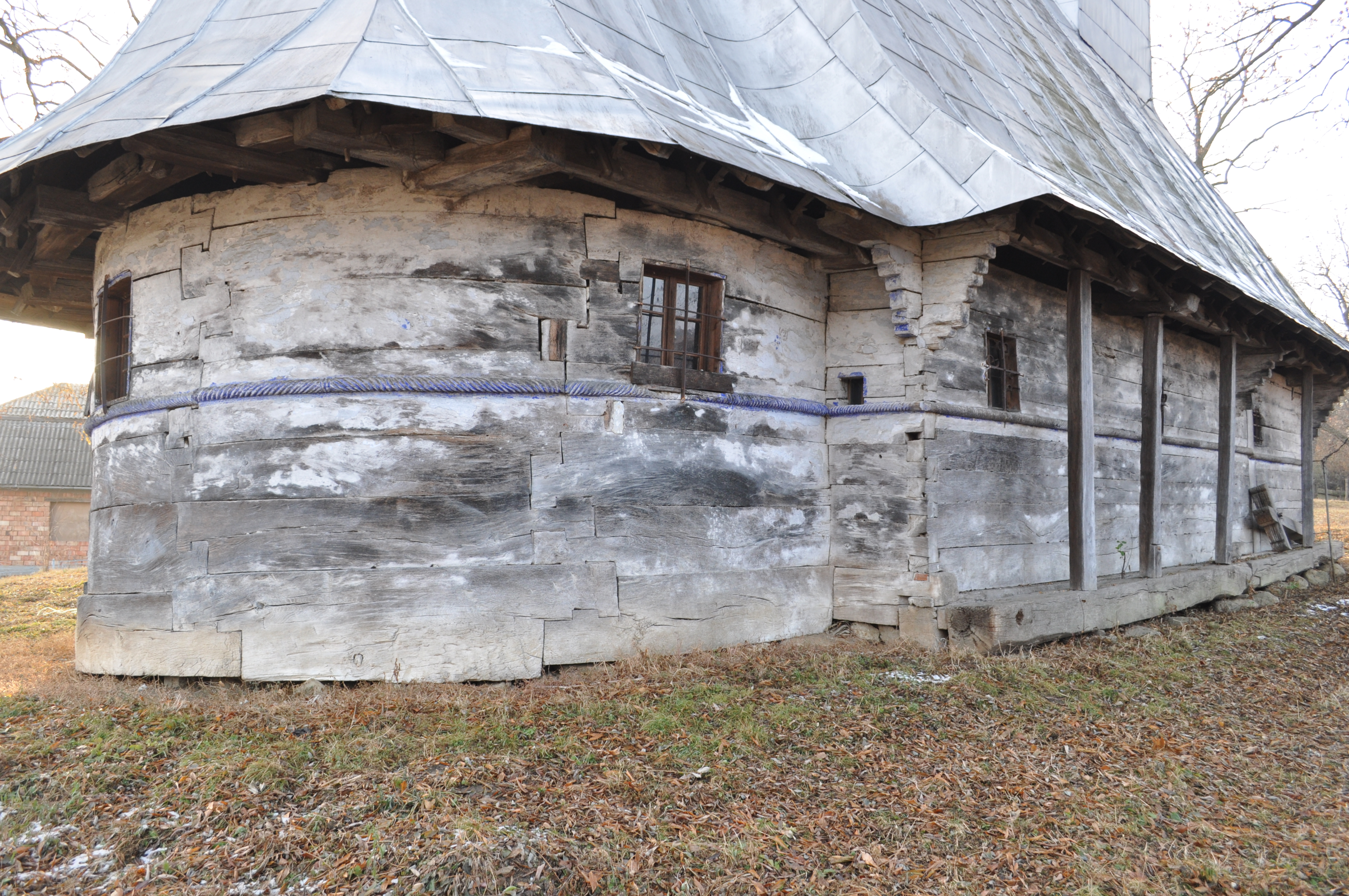
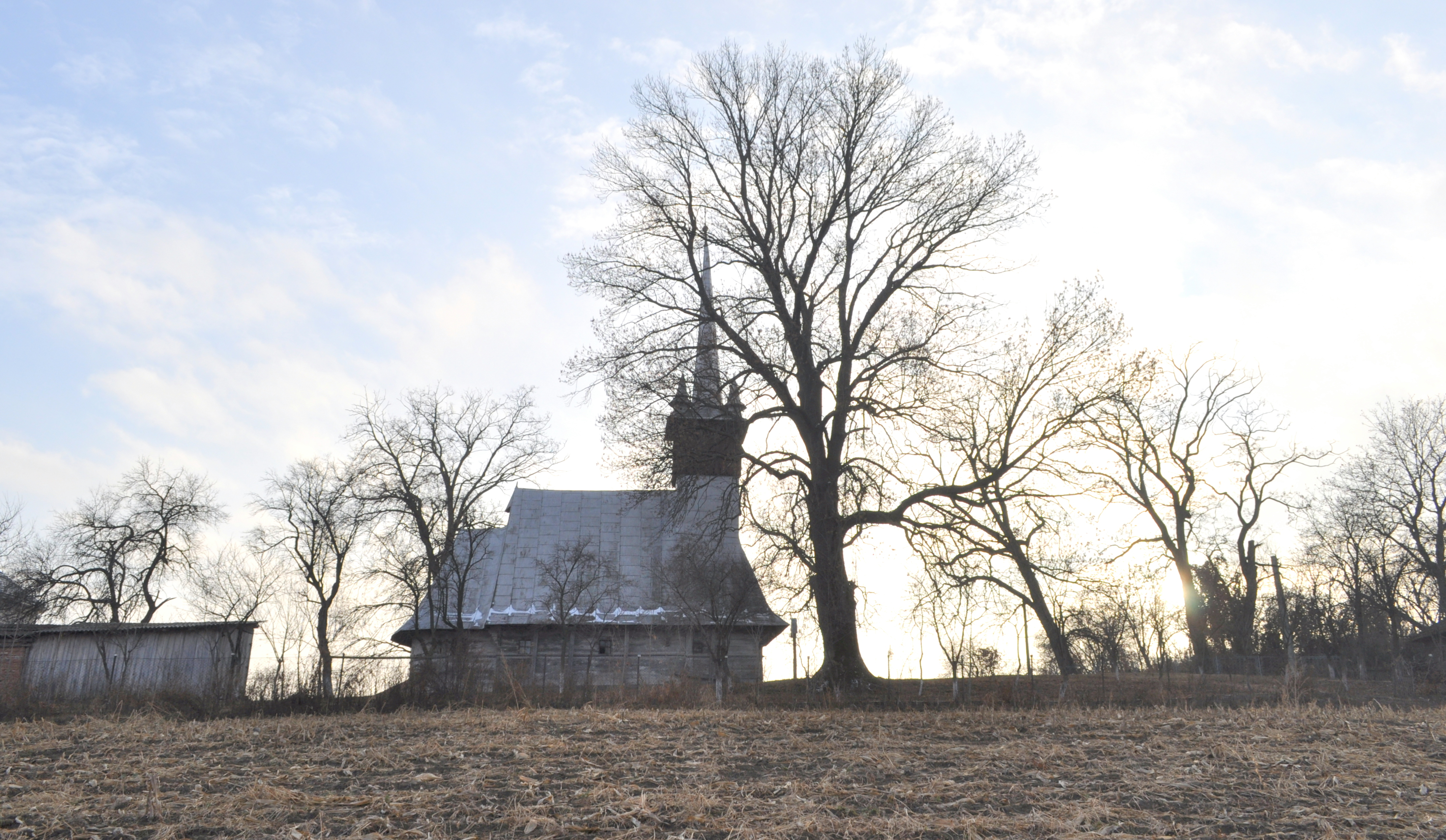
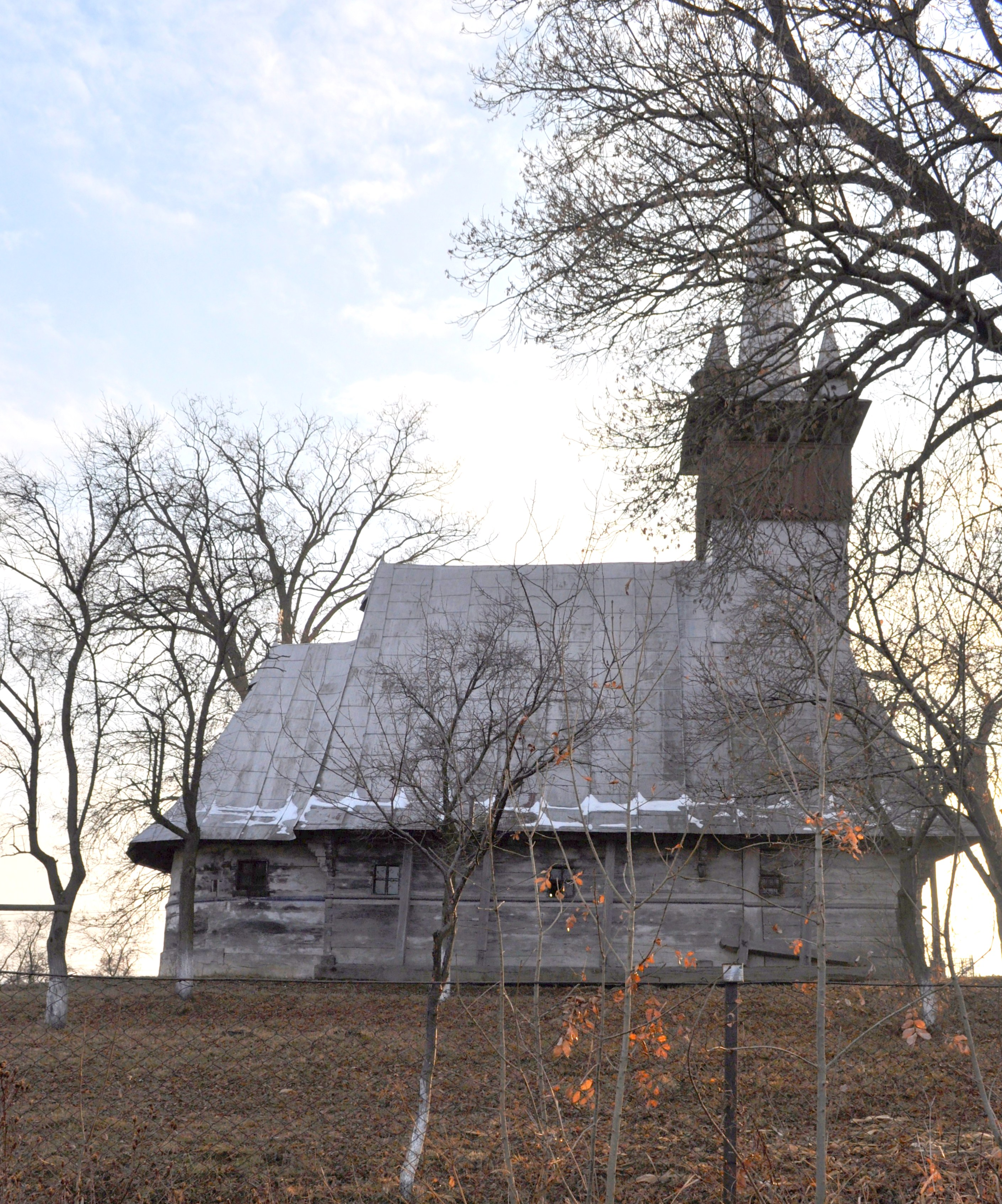
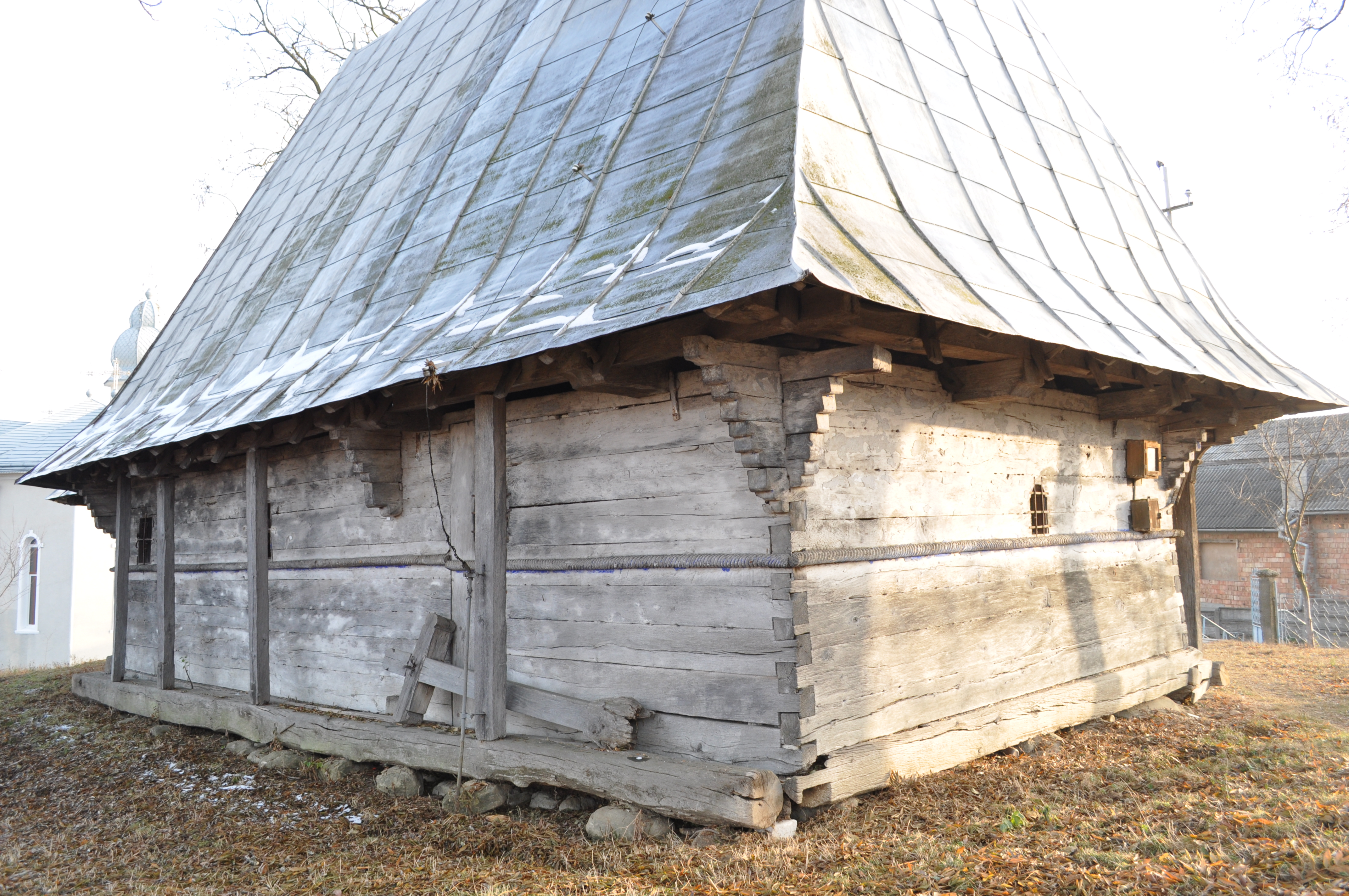
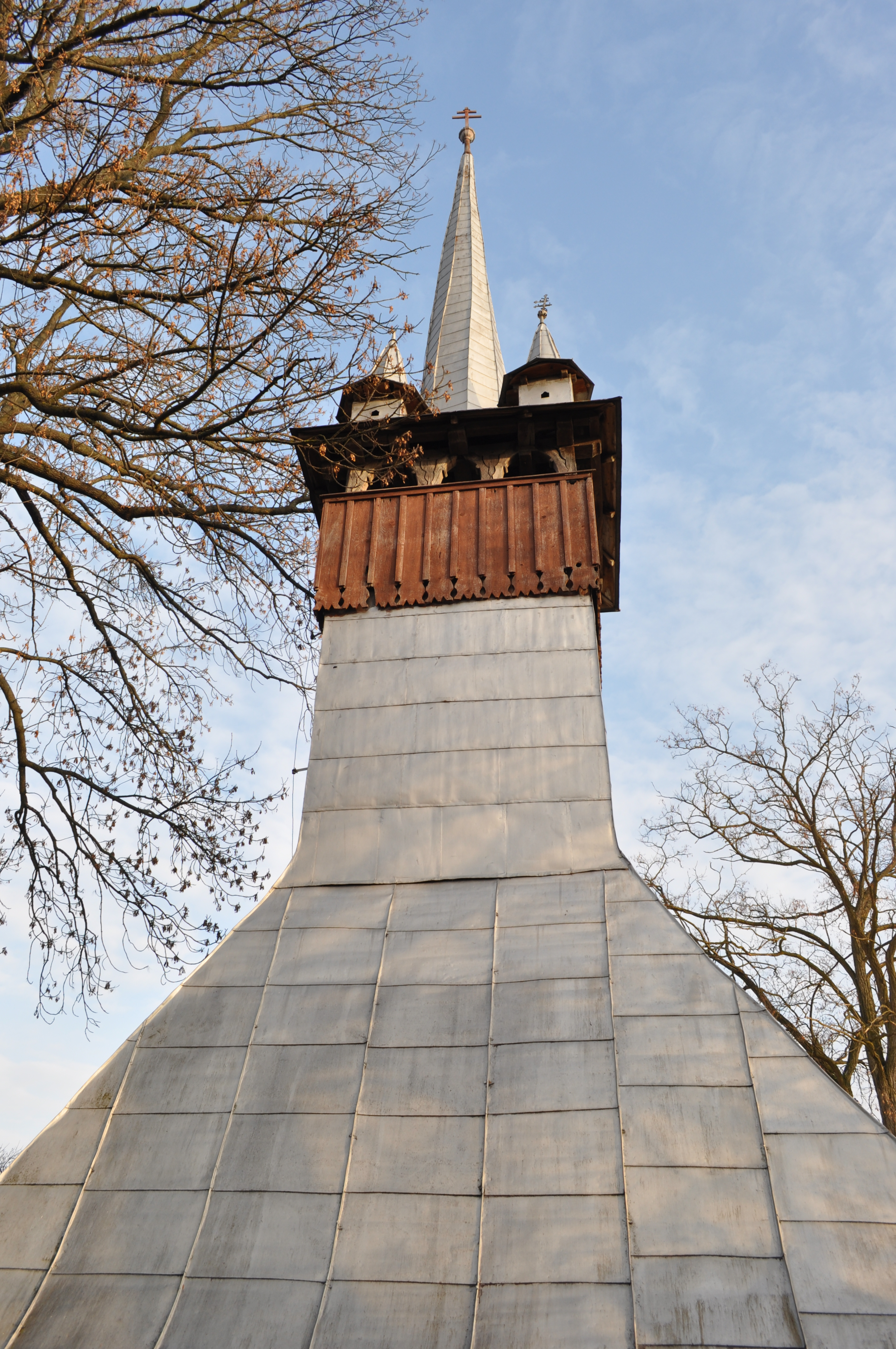
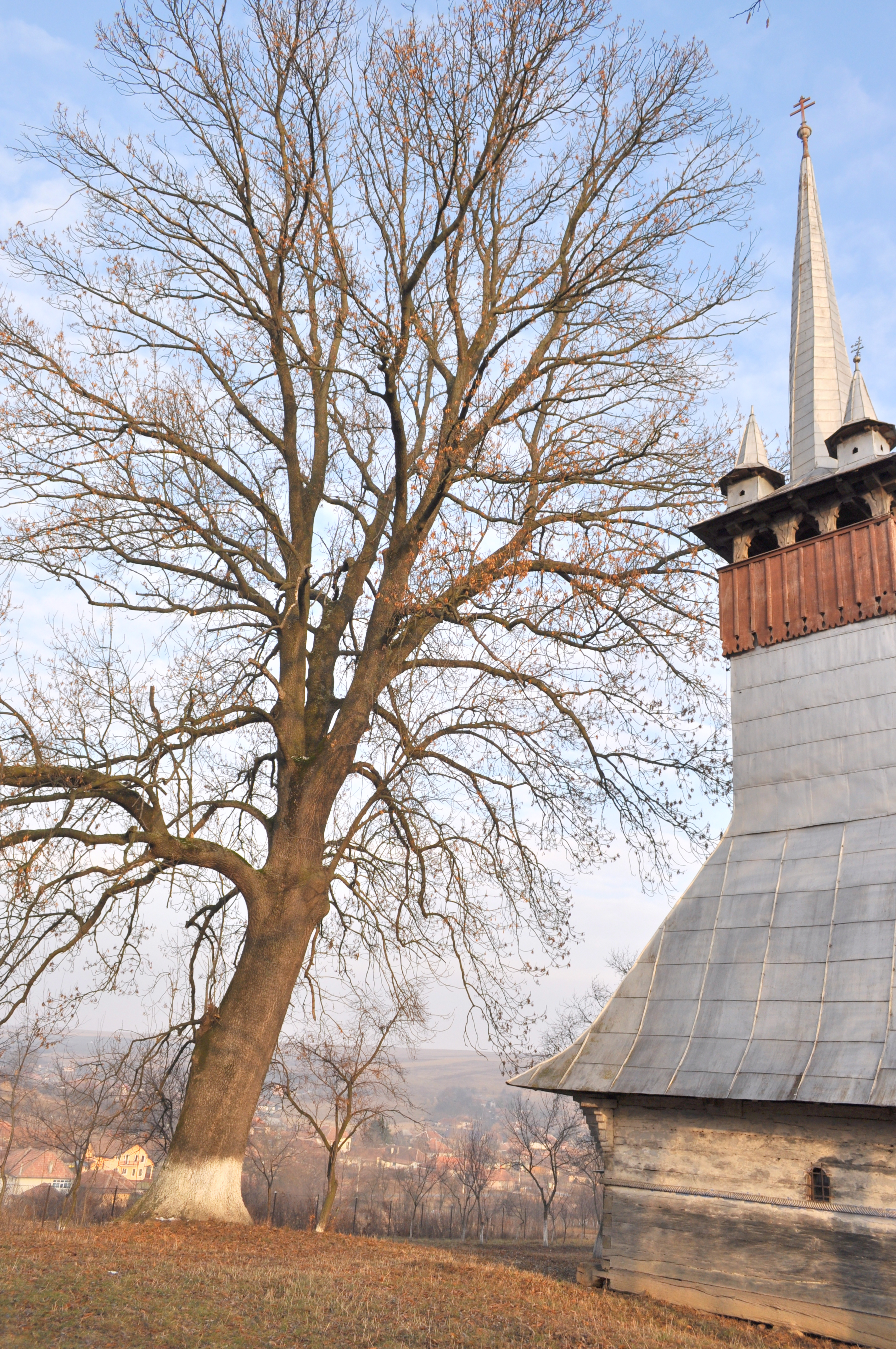
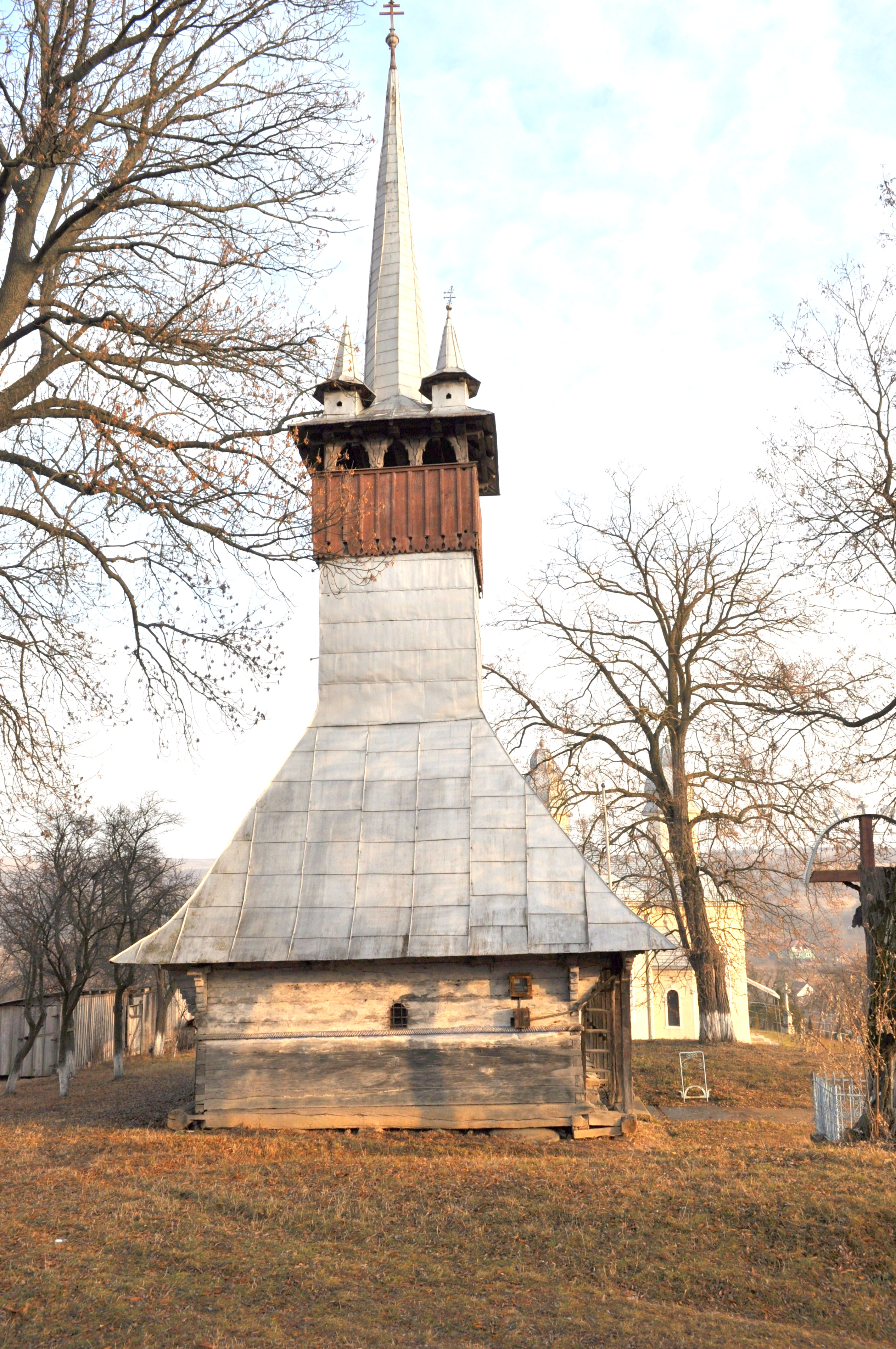
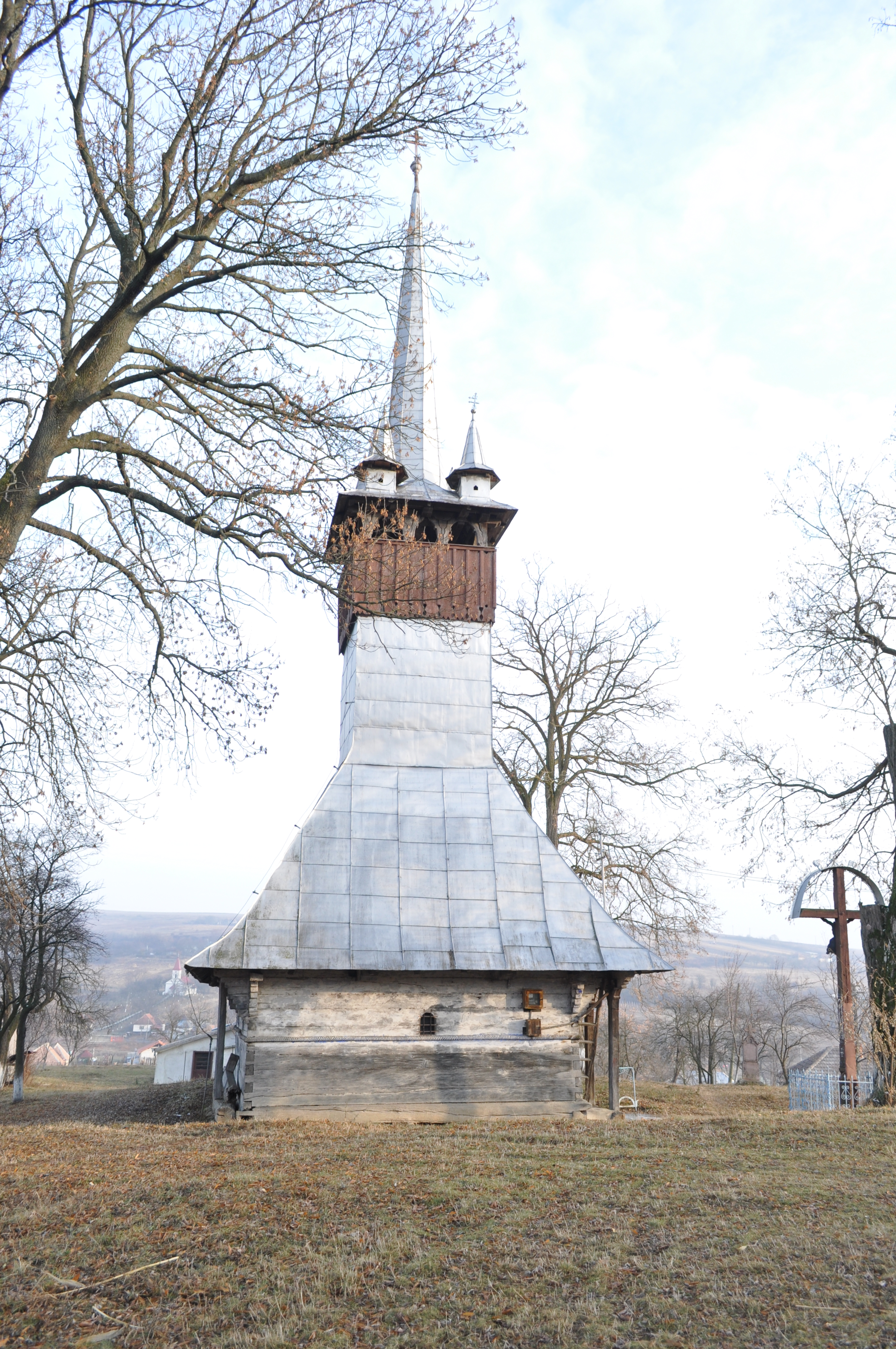
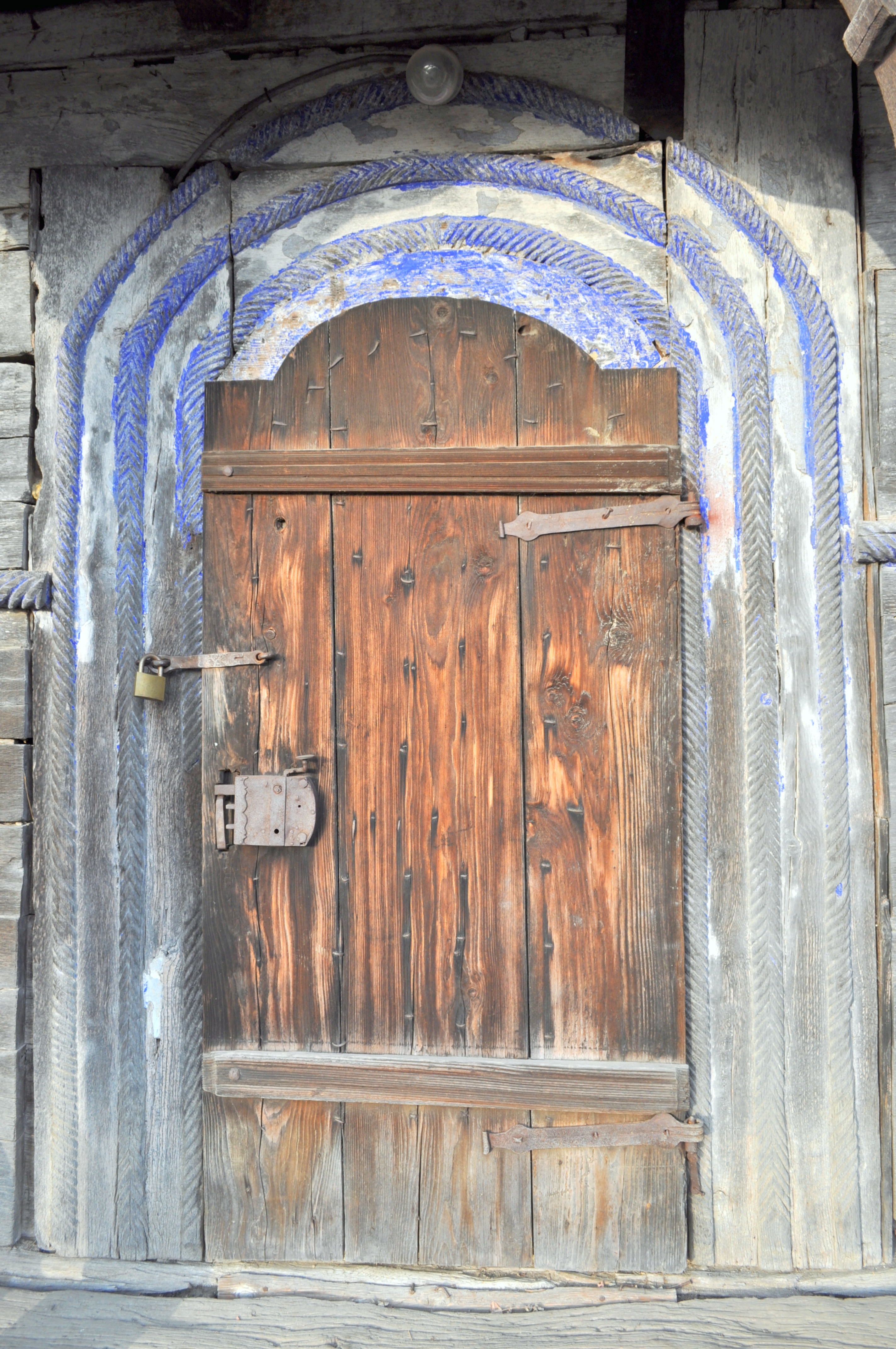
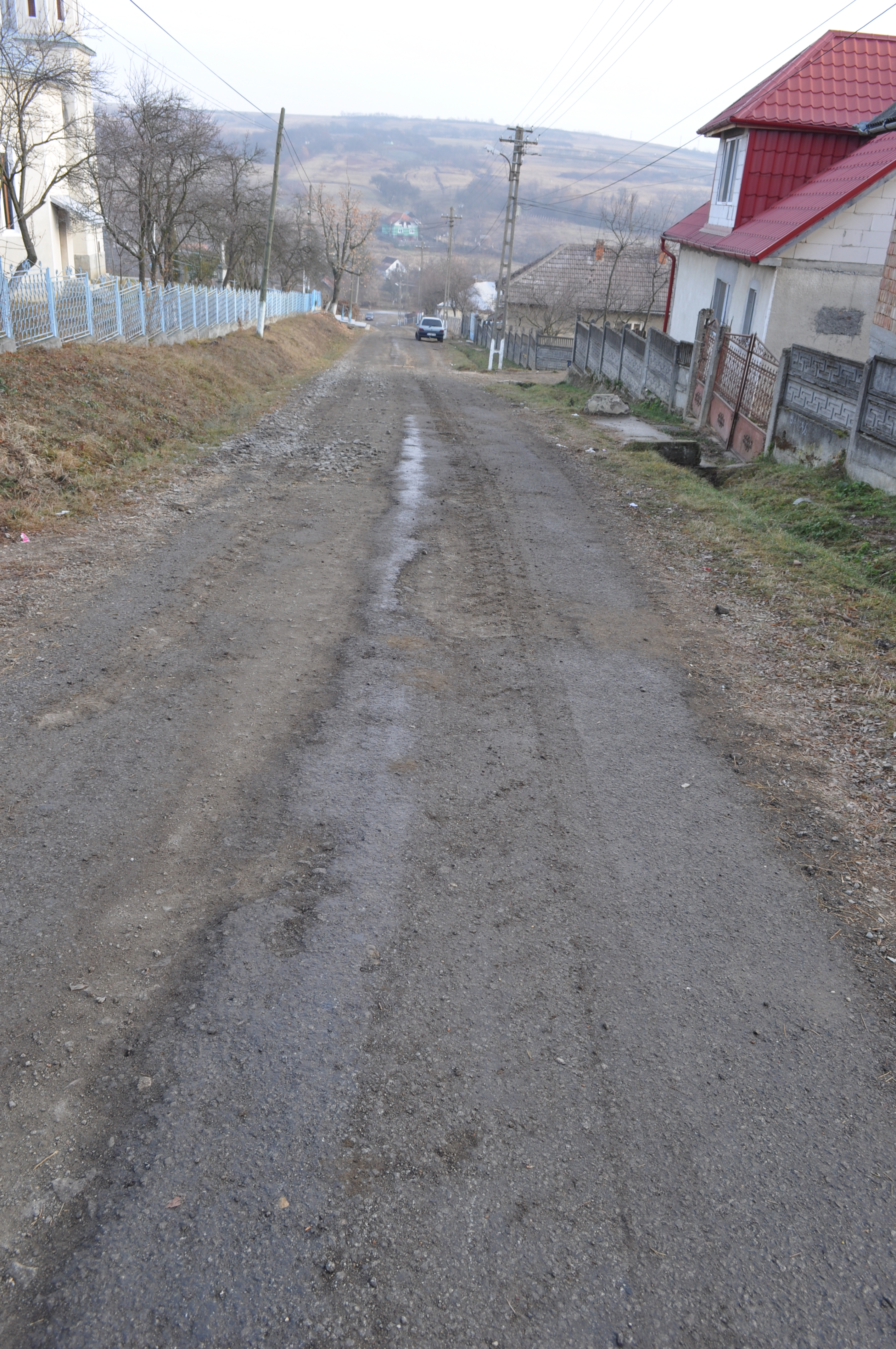

## Imagini din interior

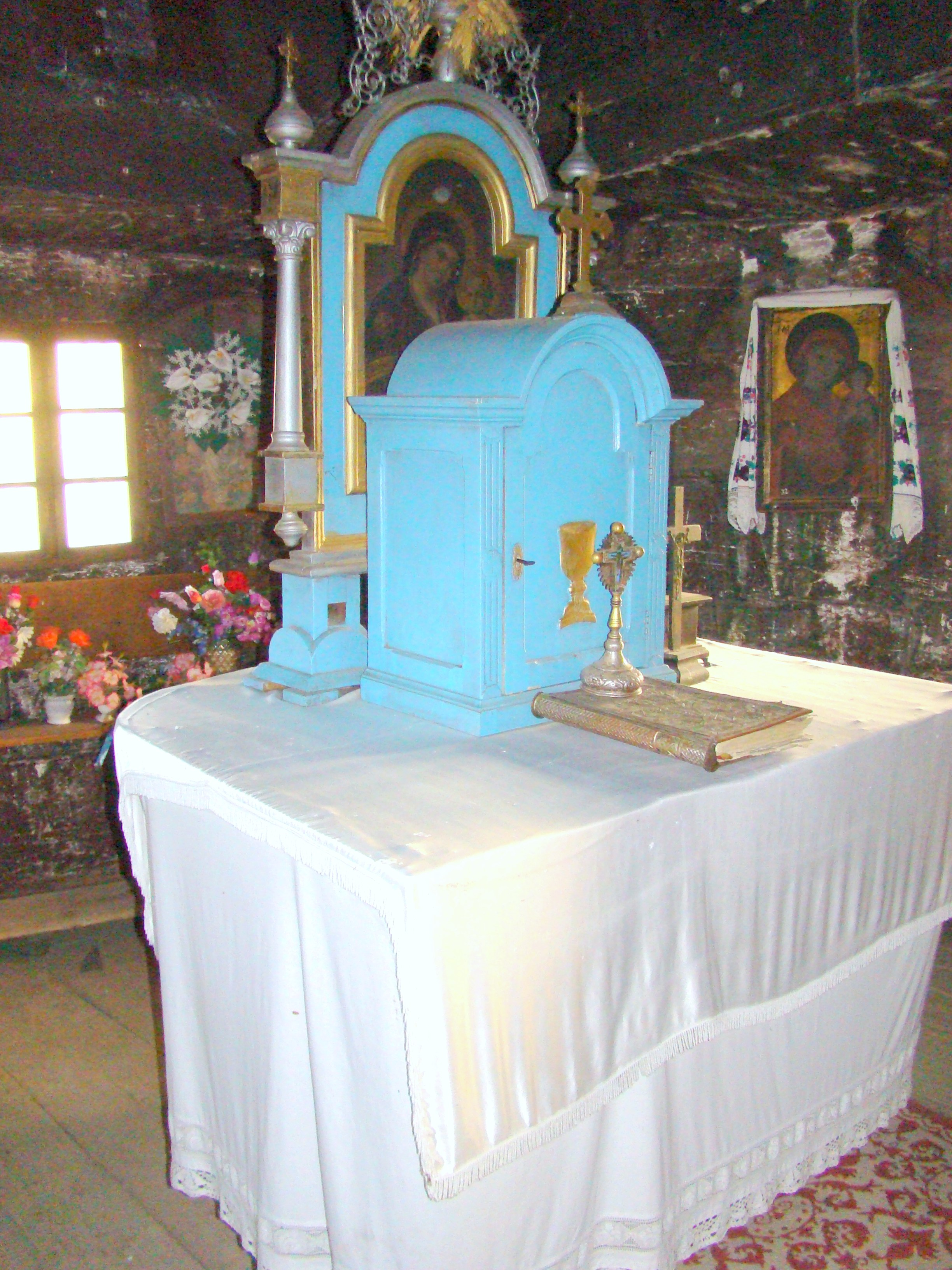
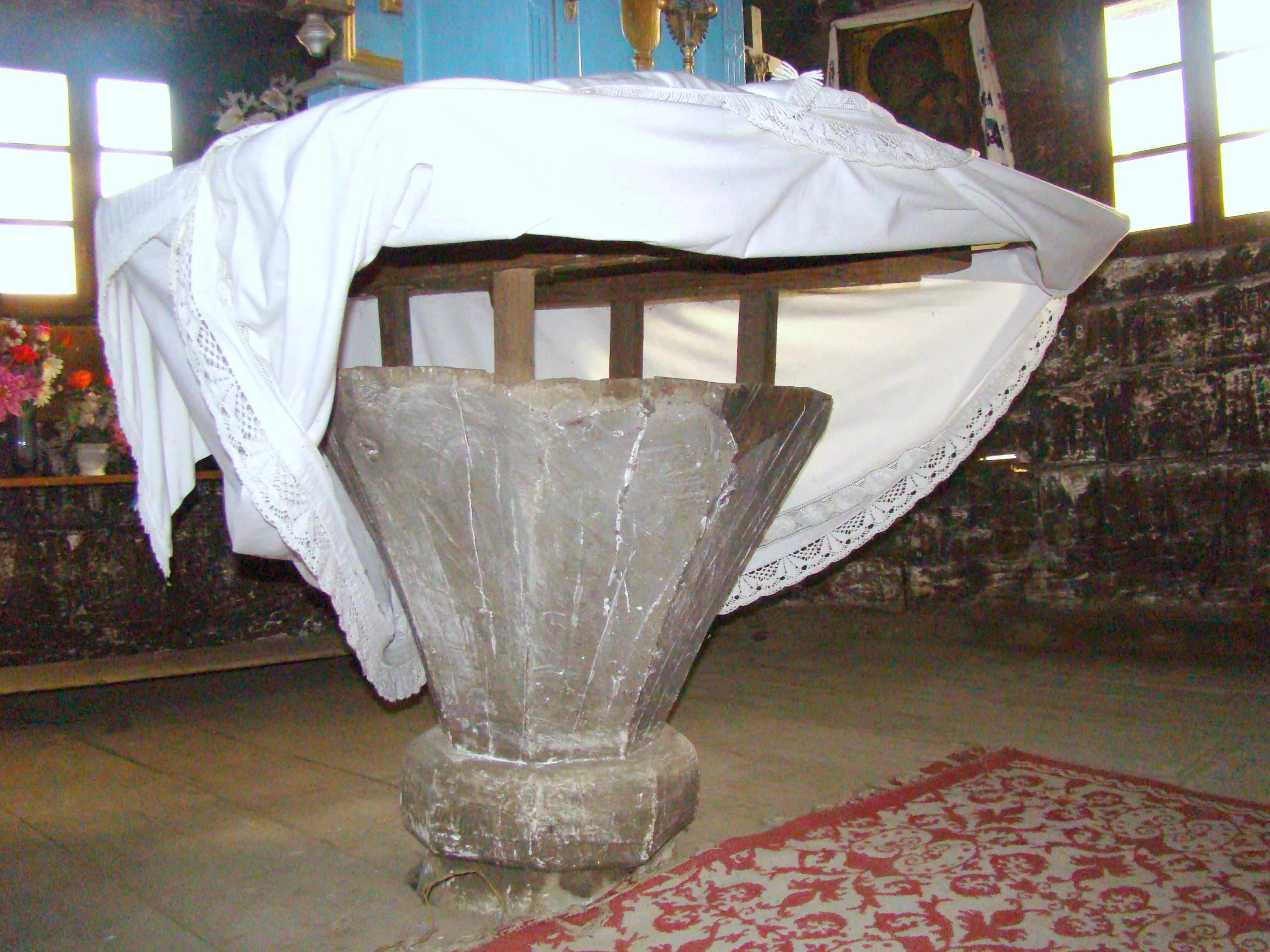
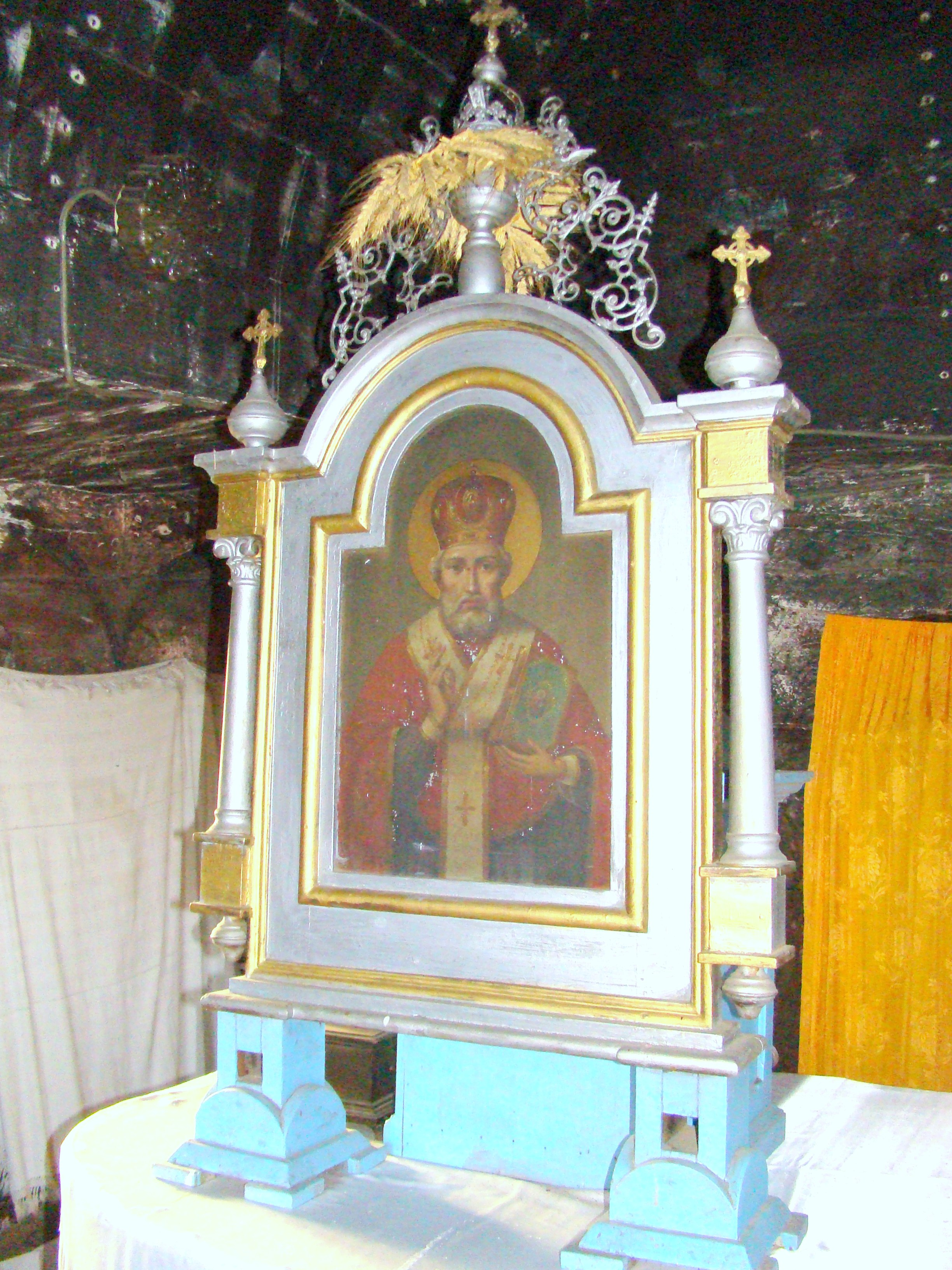
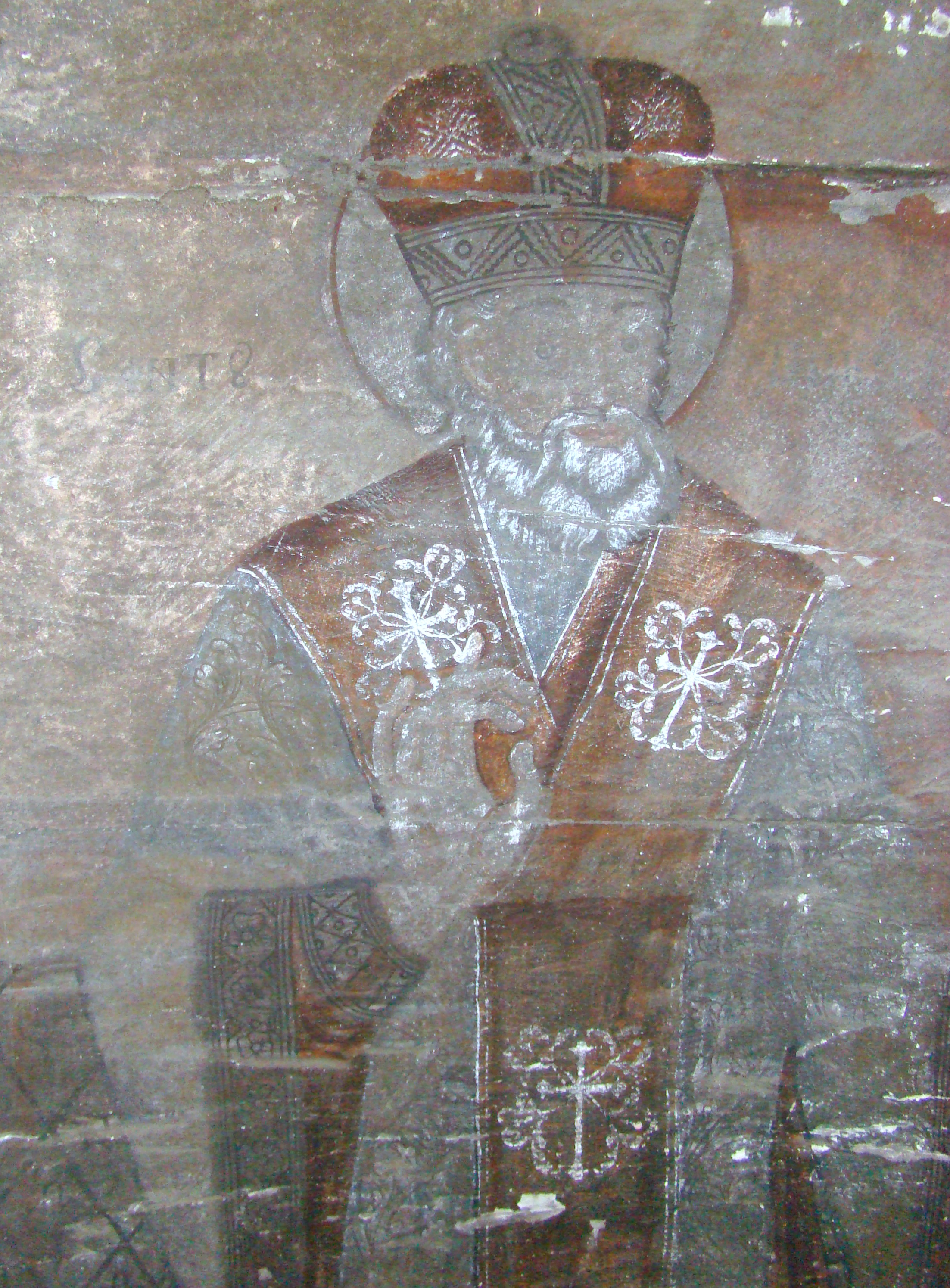
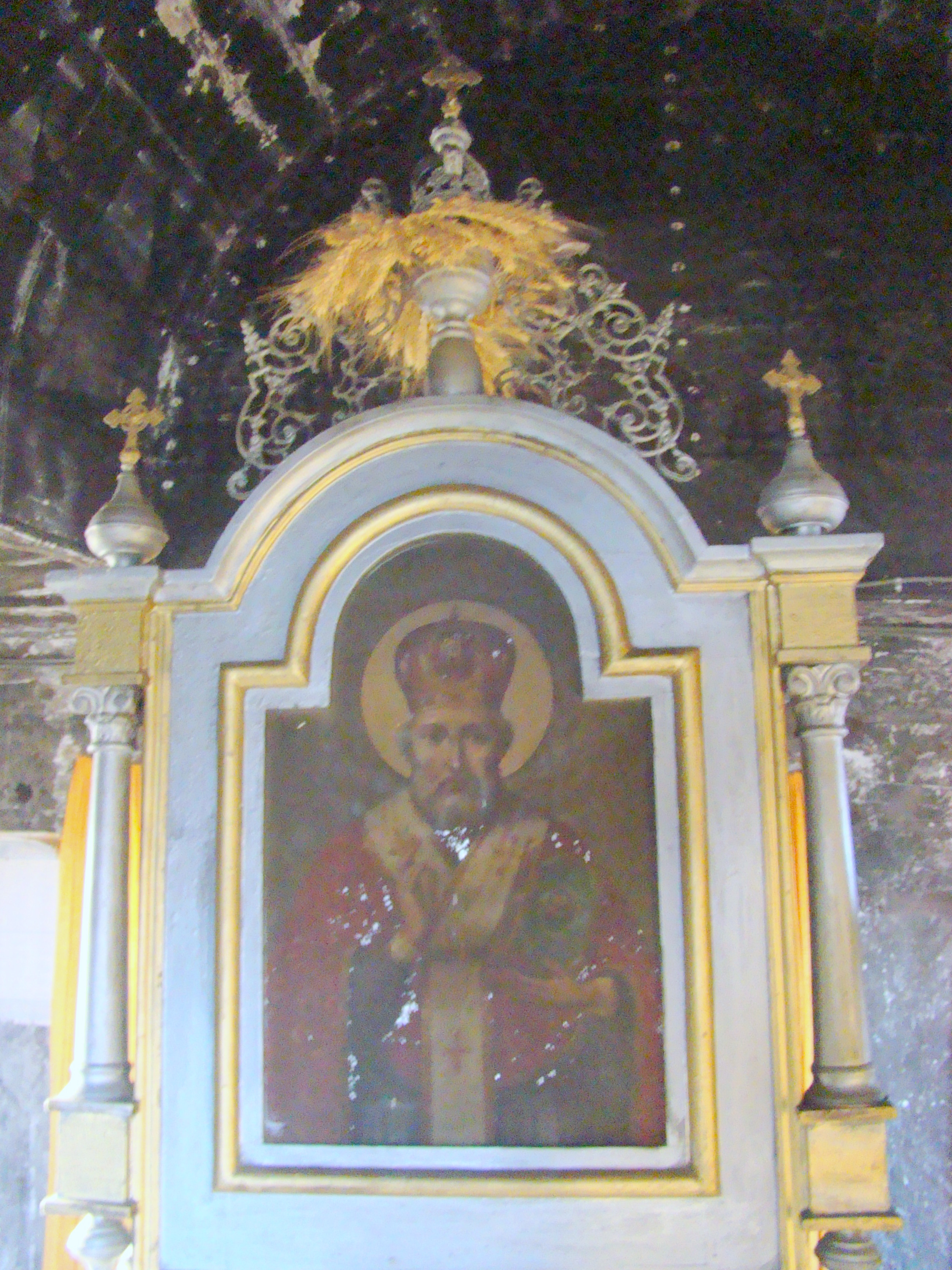
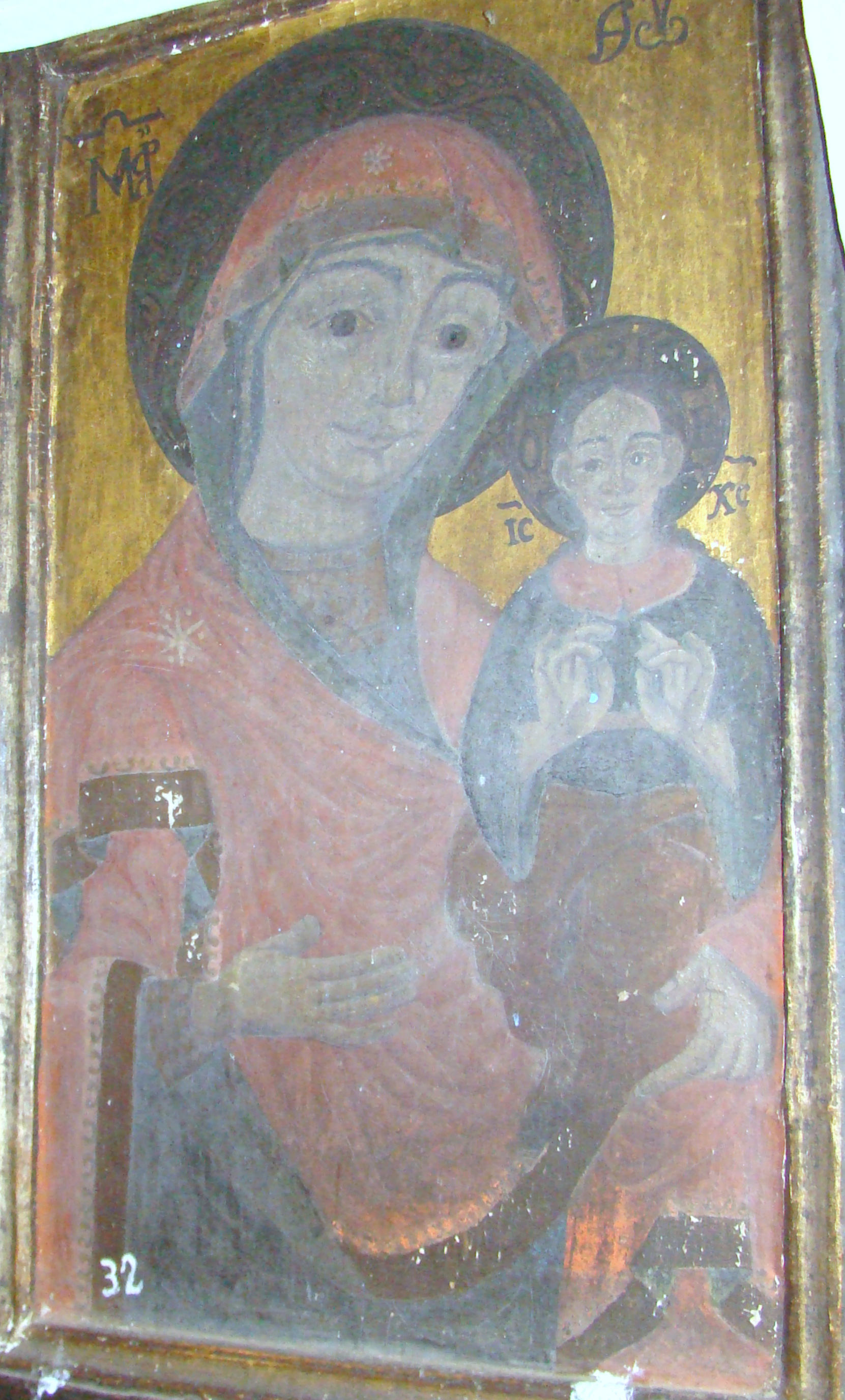
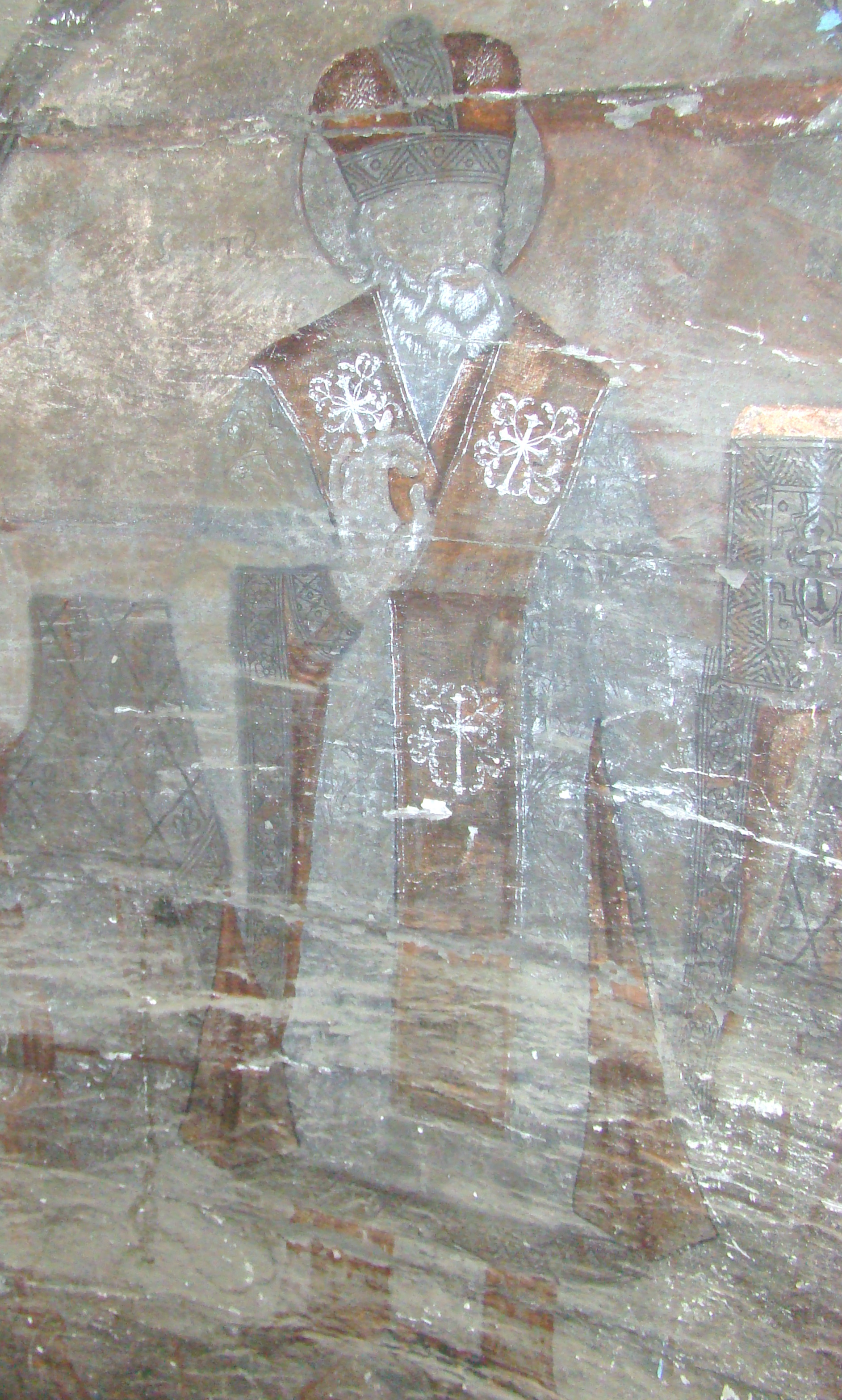
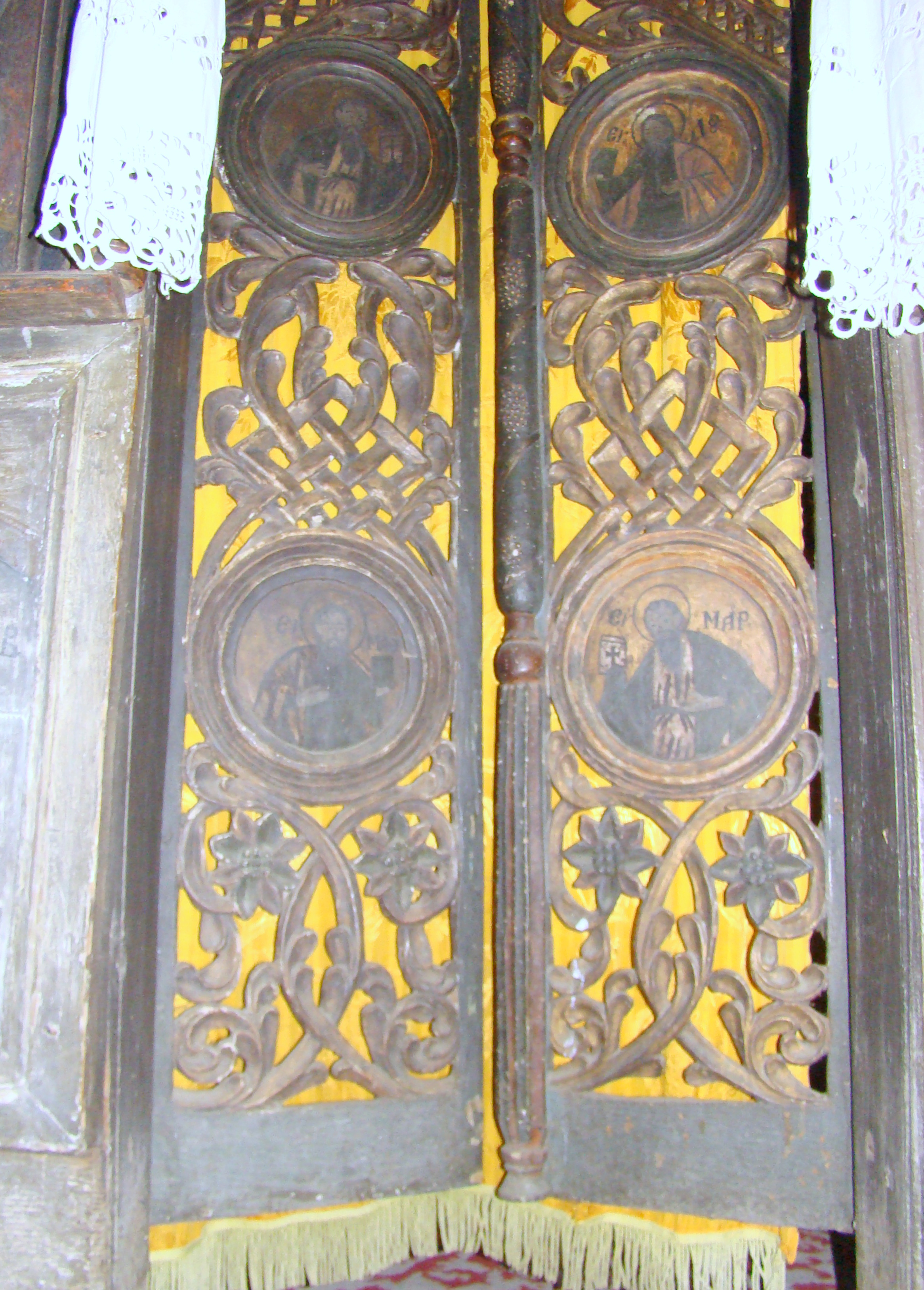
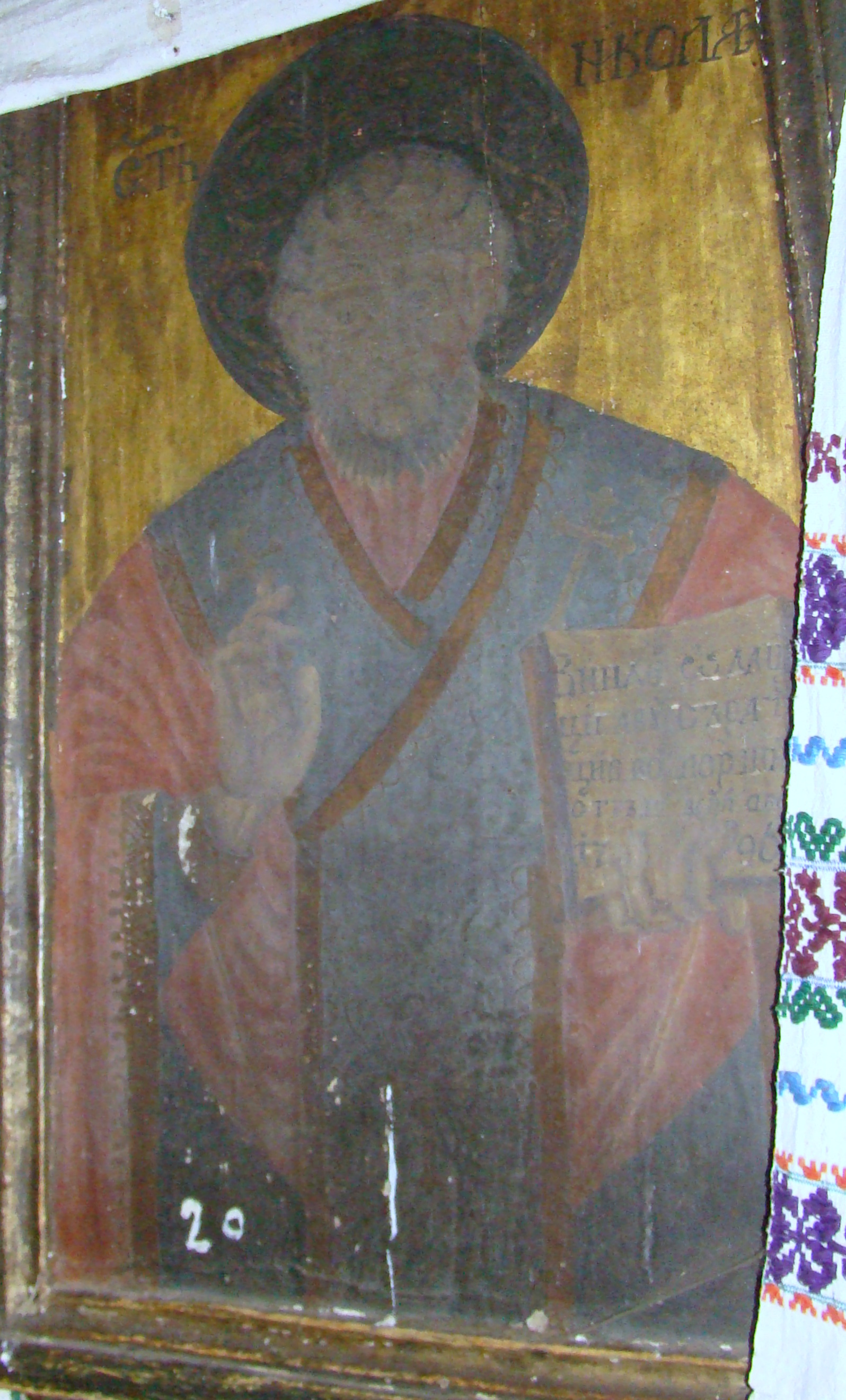
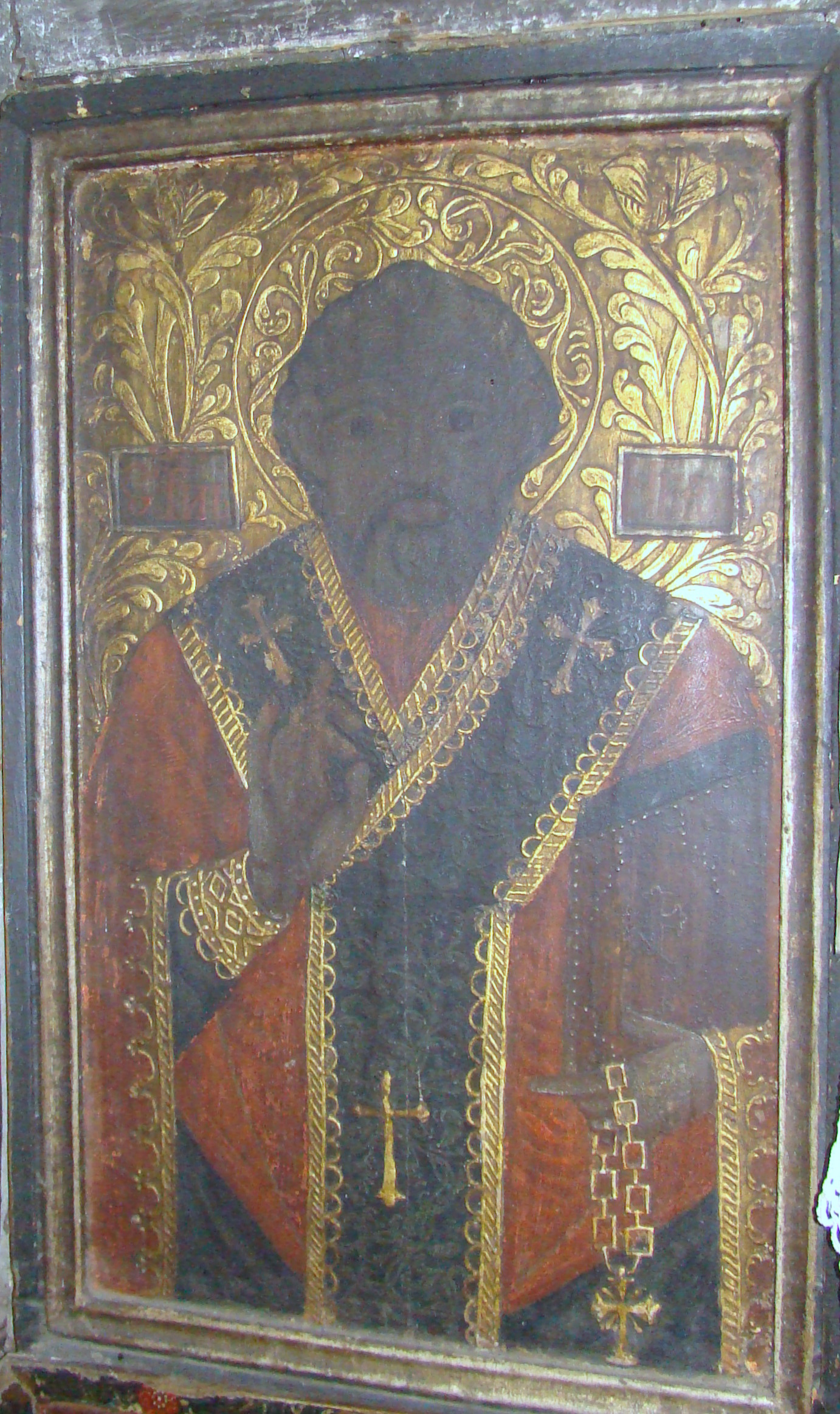
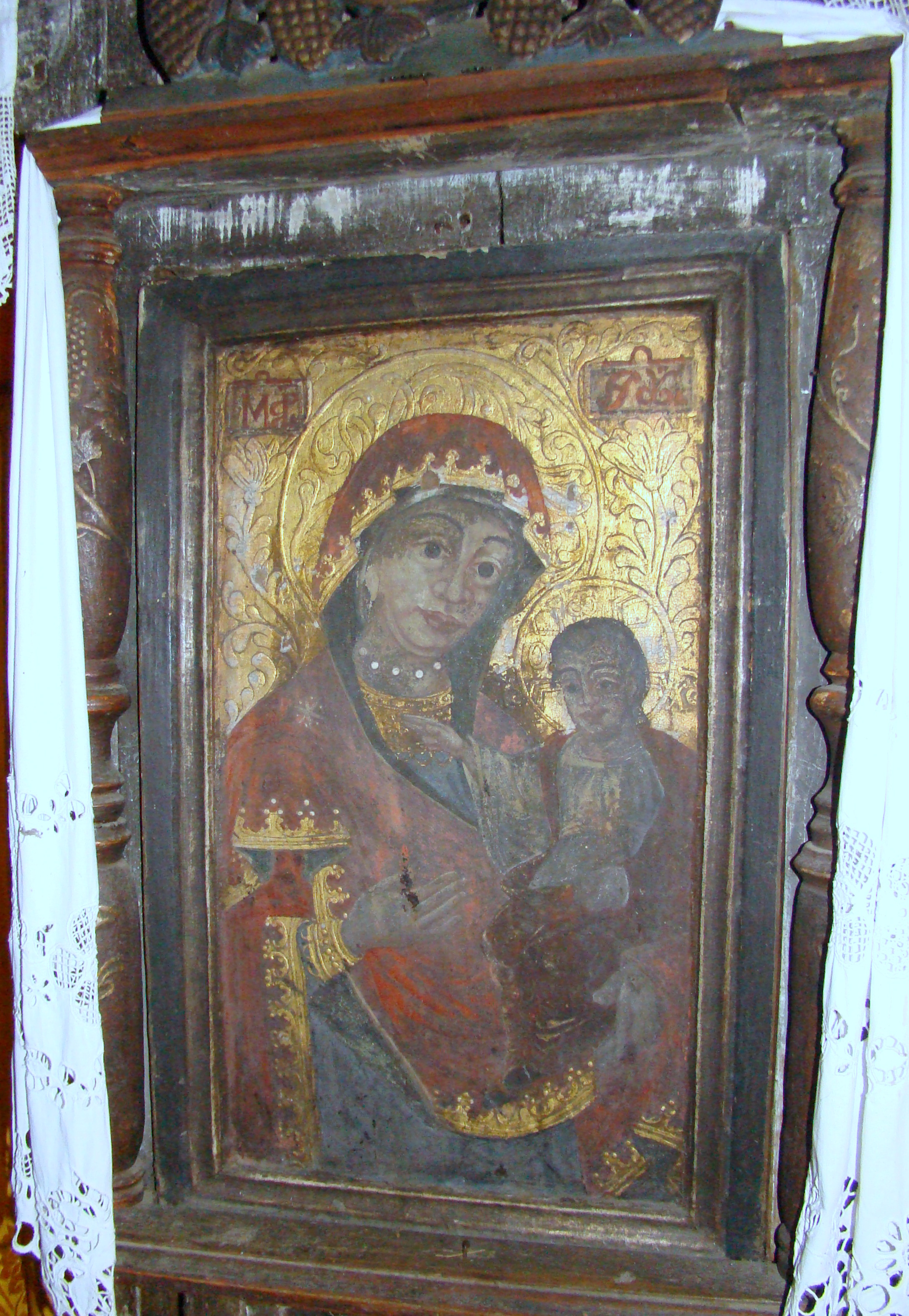
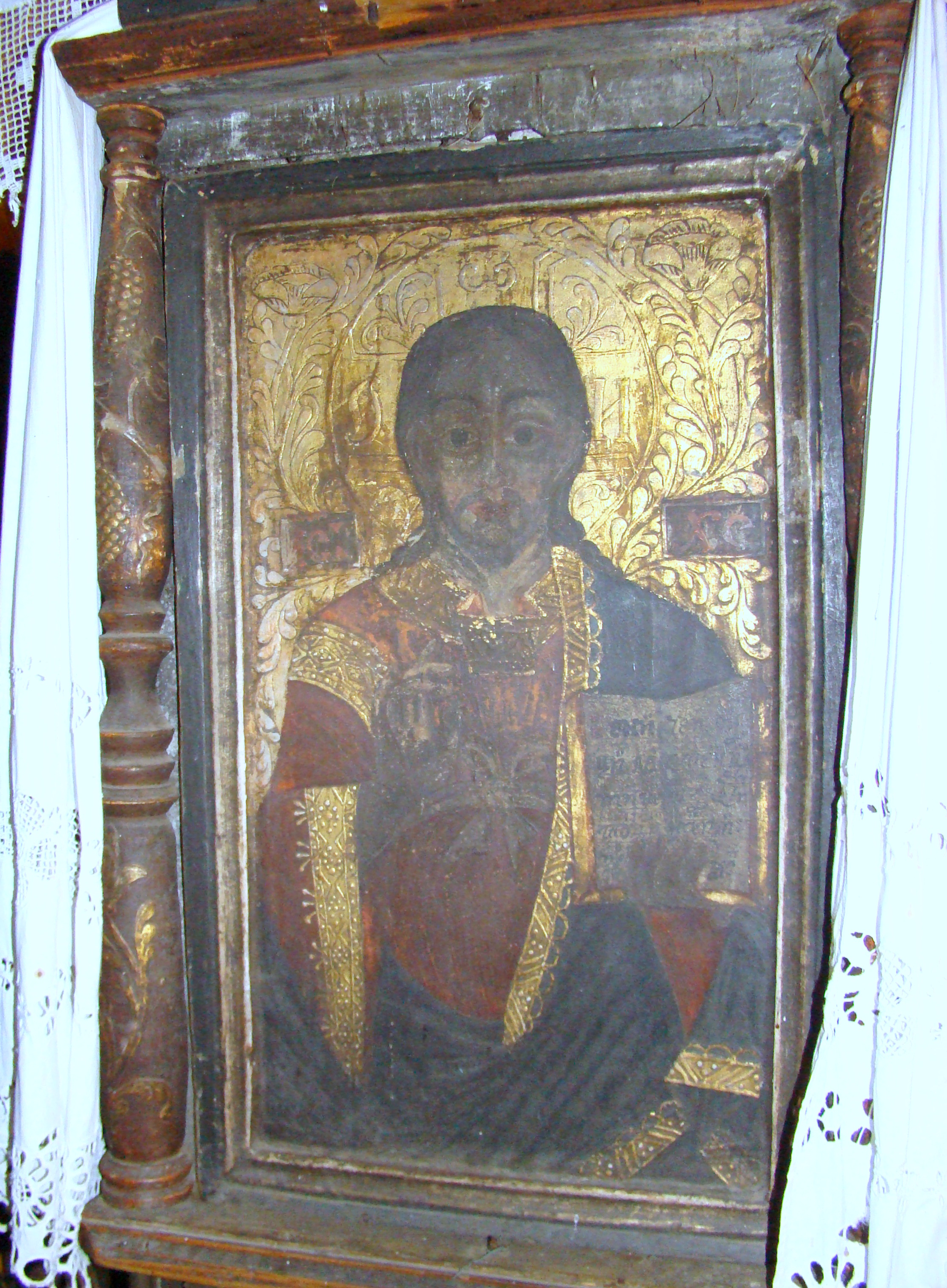
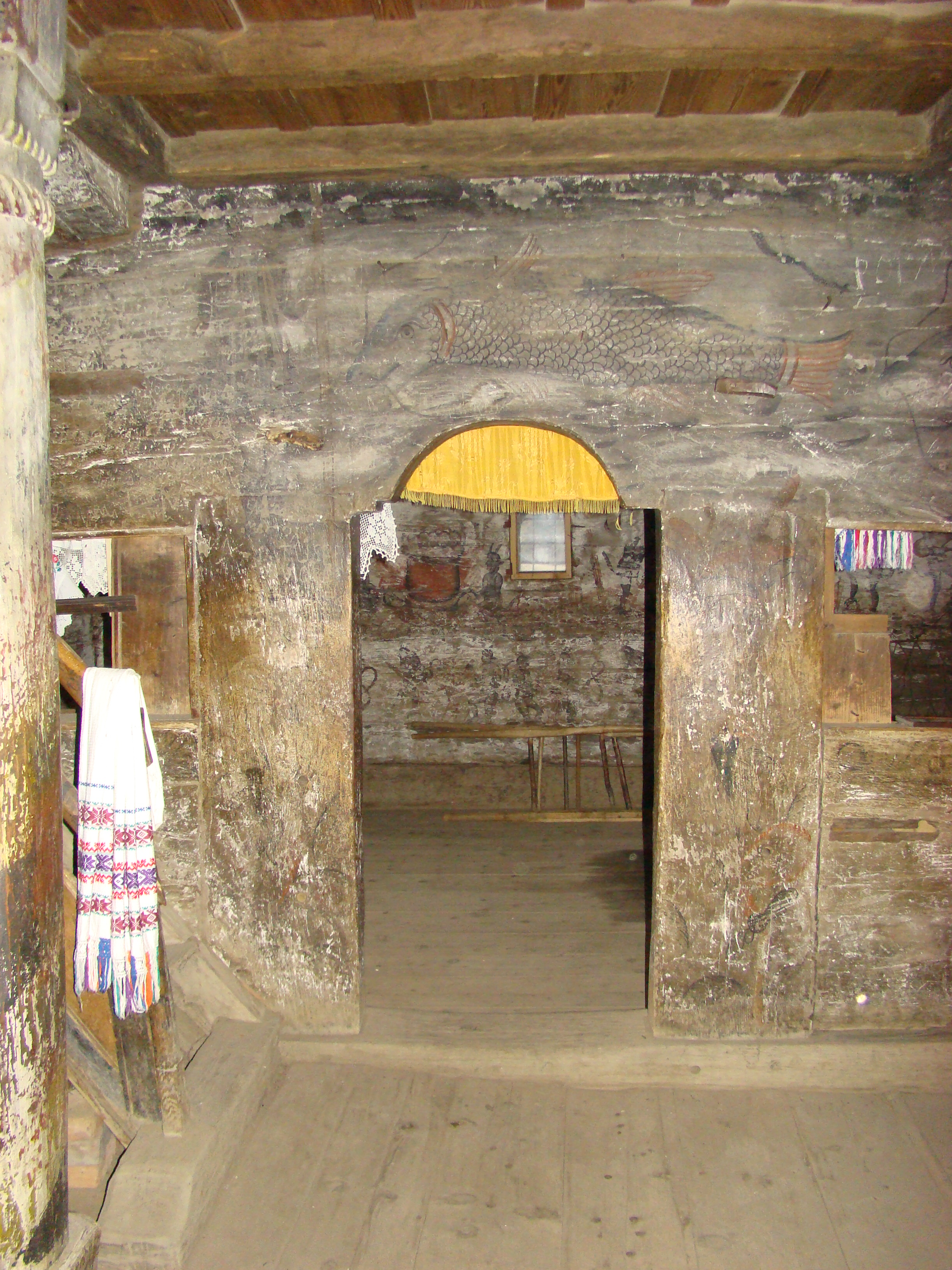
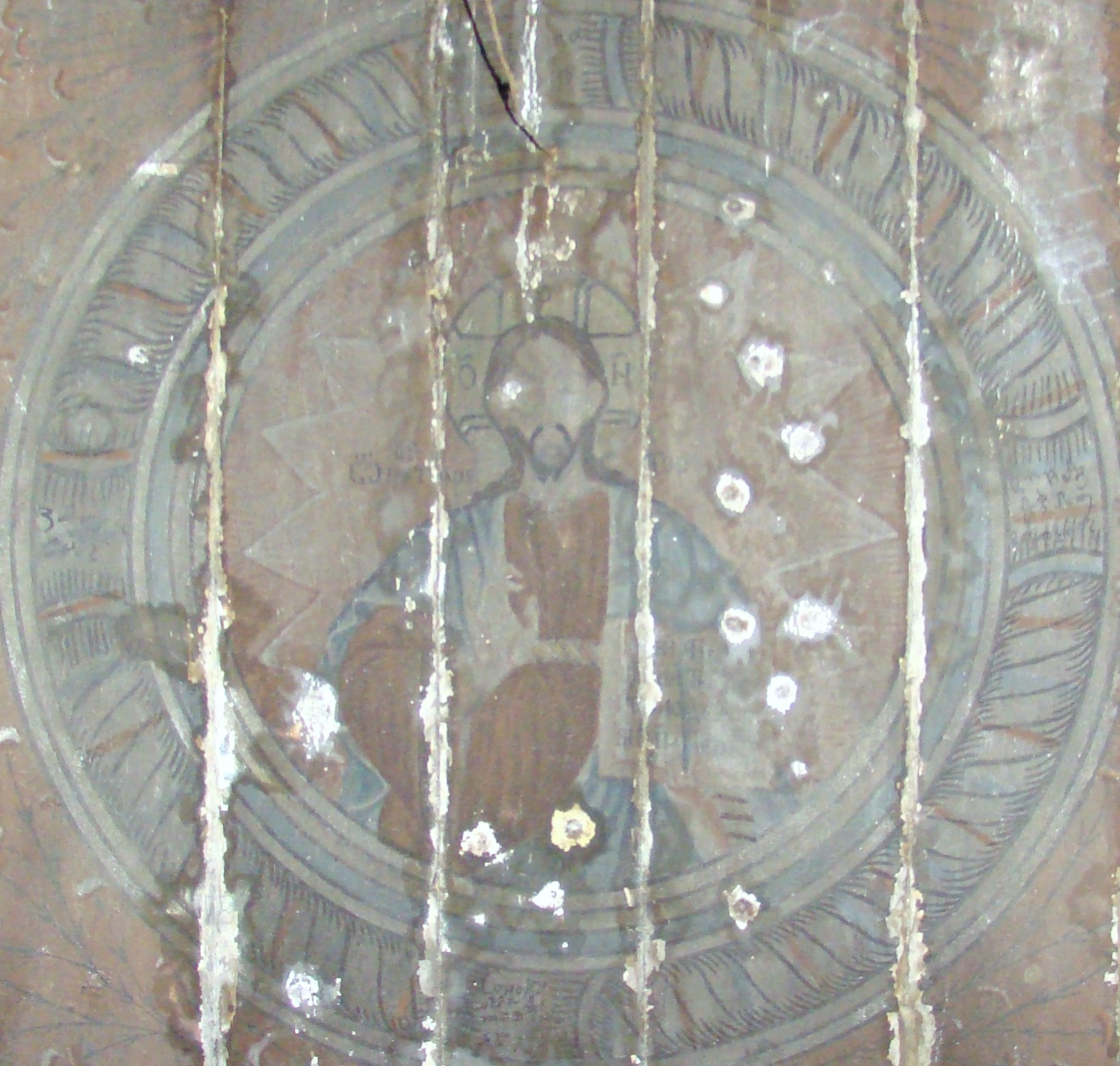
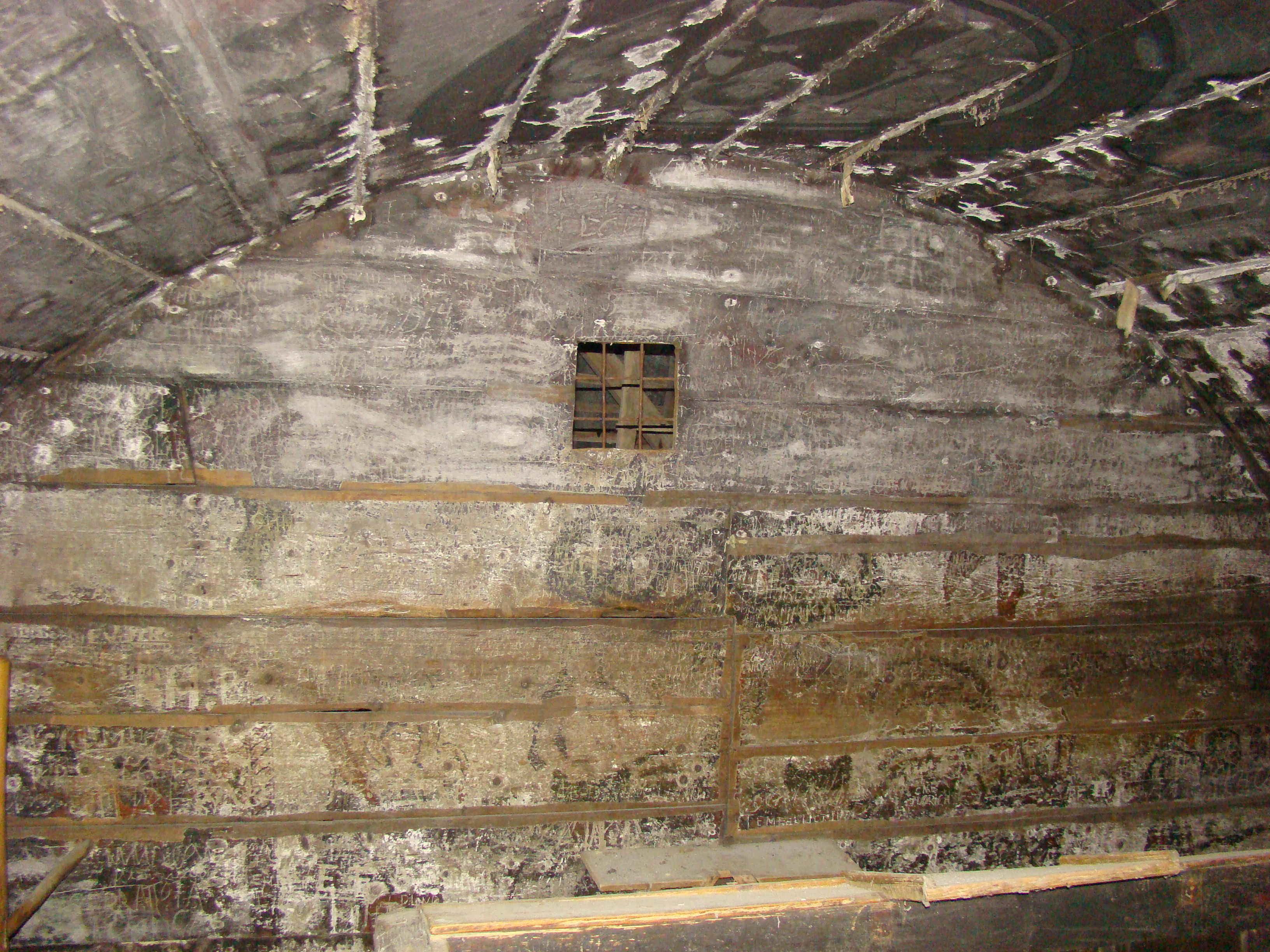
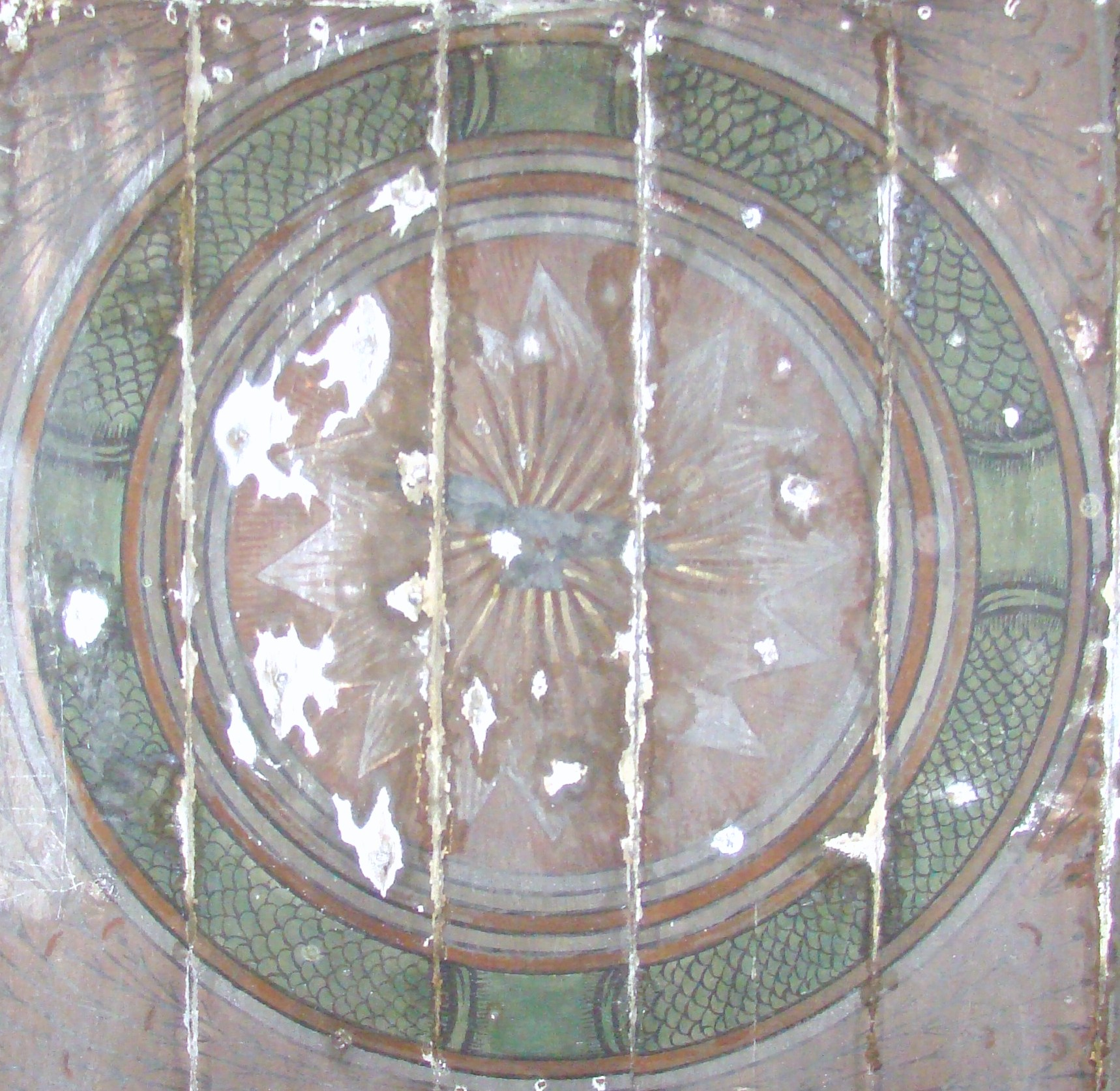
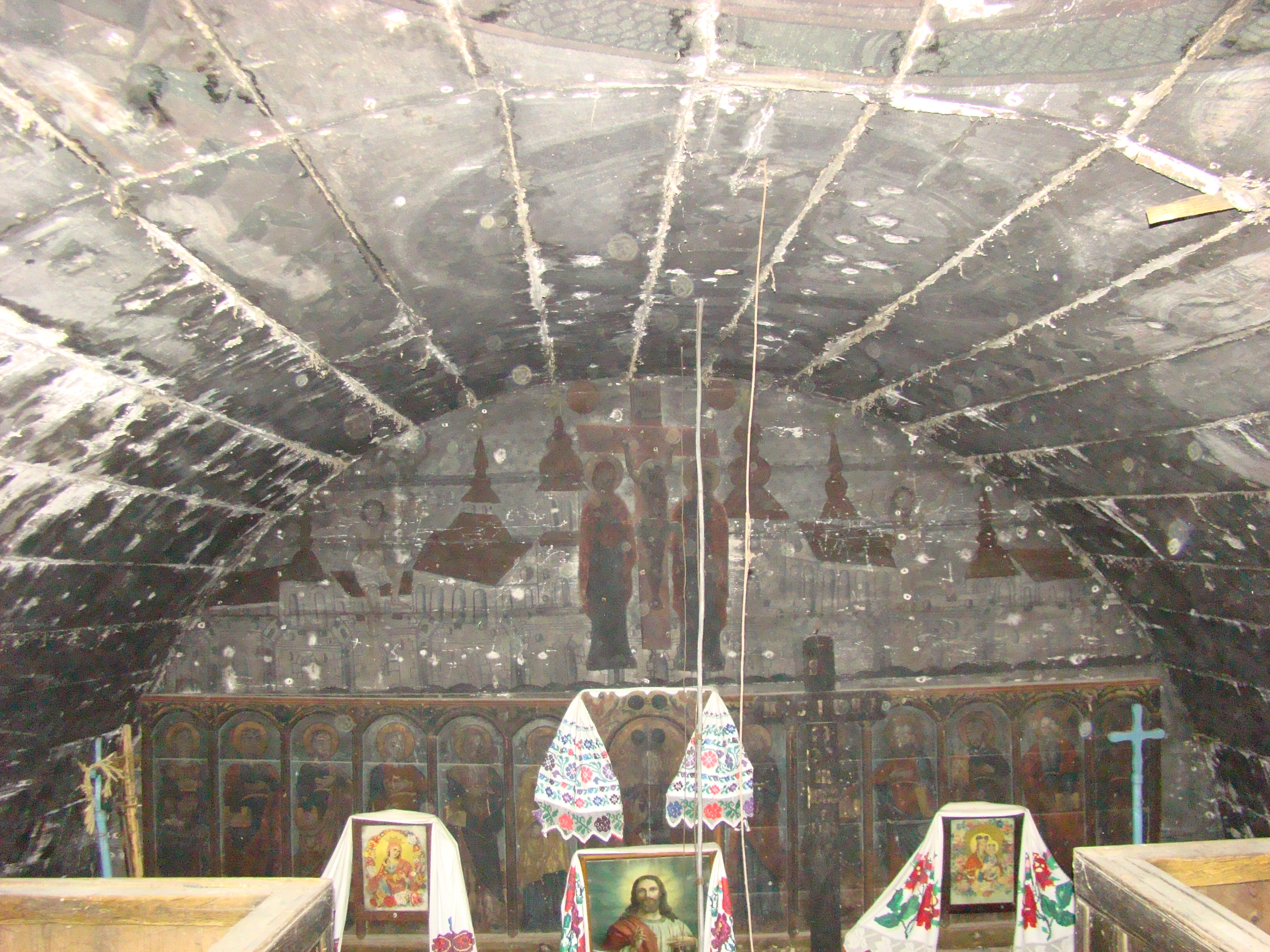
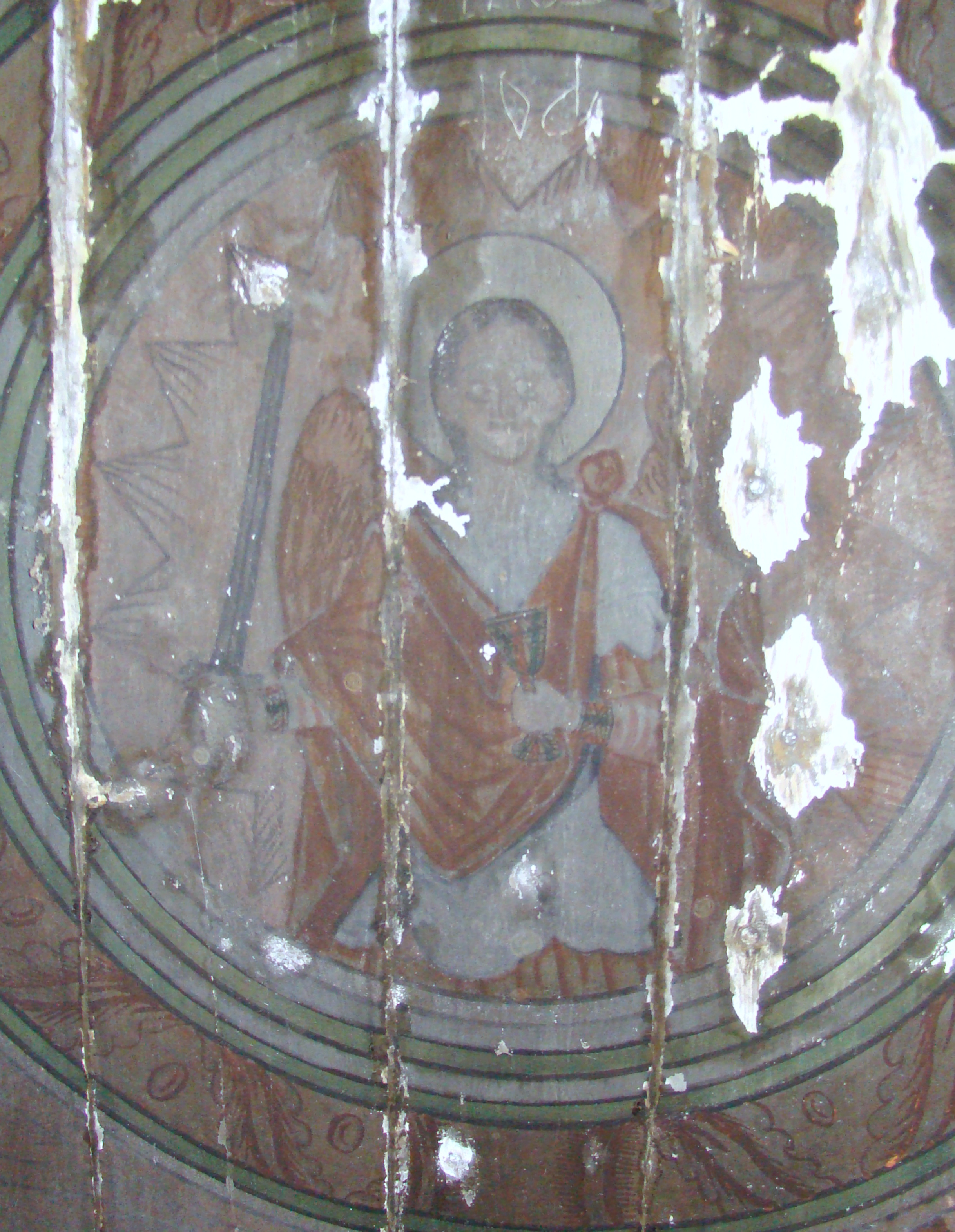
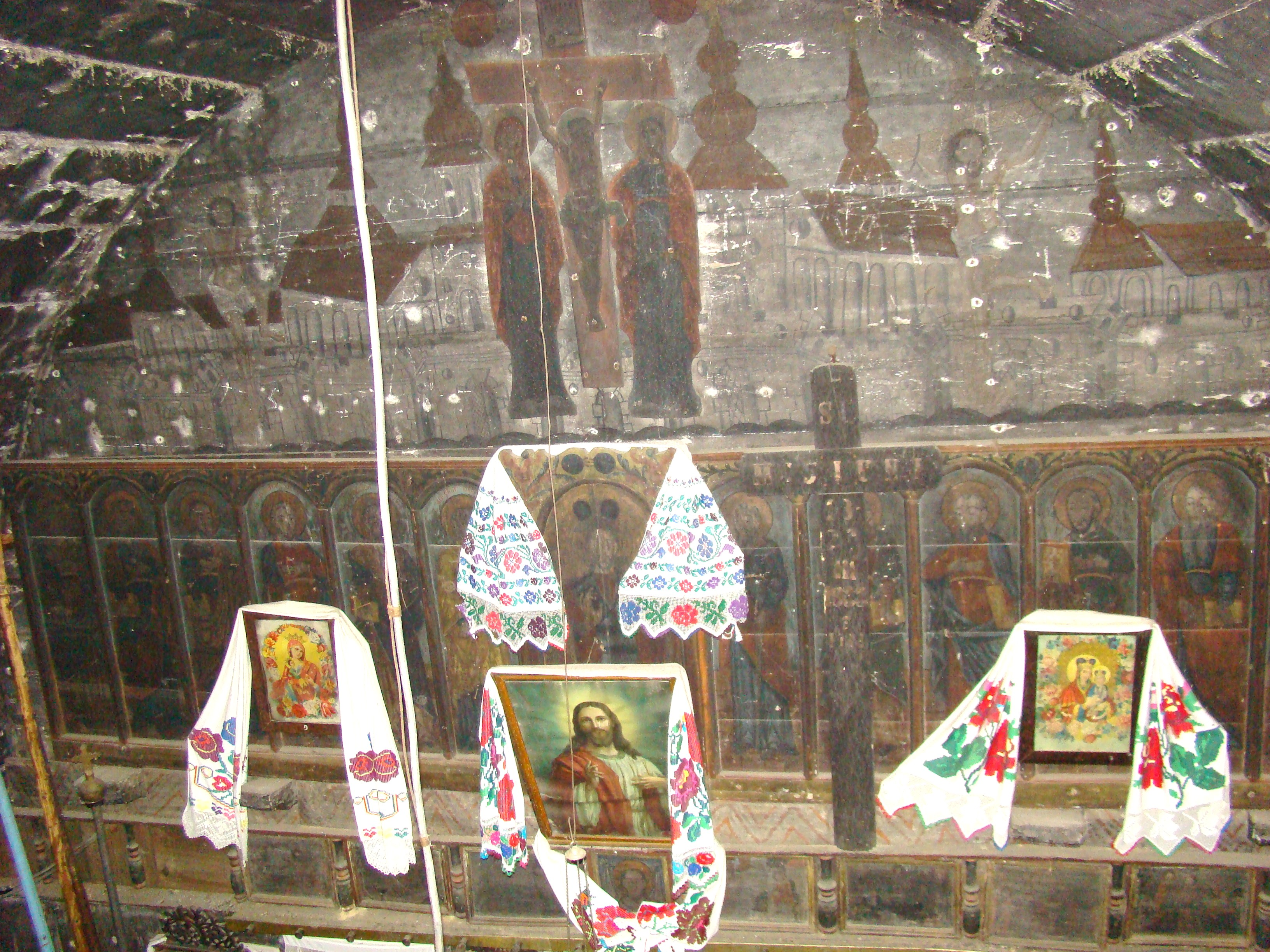
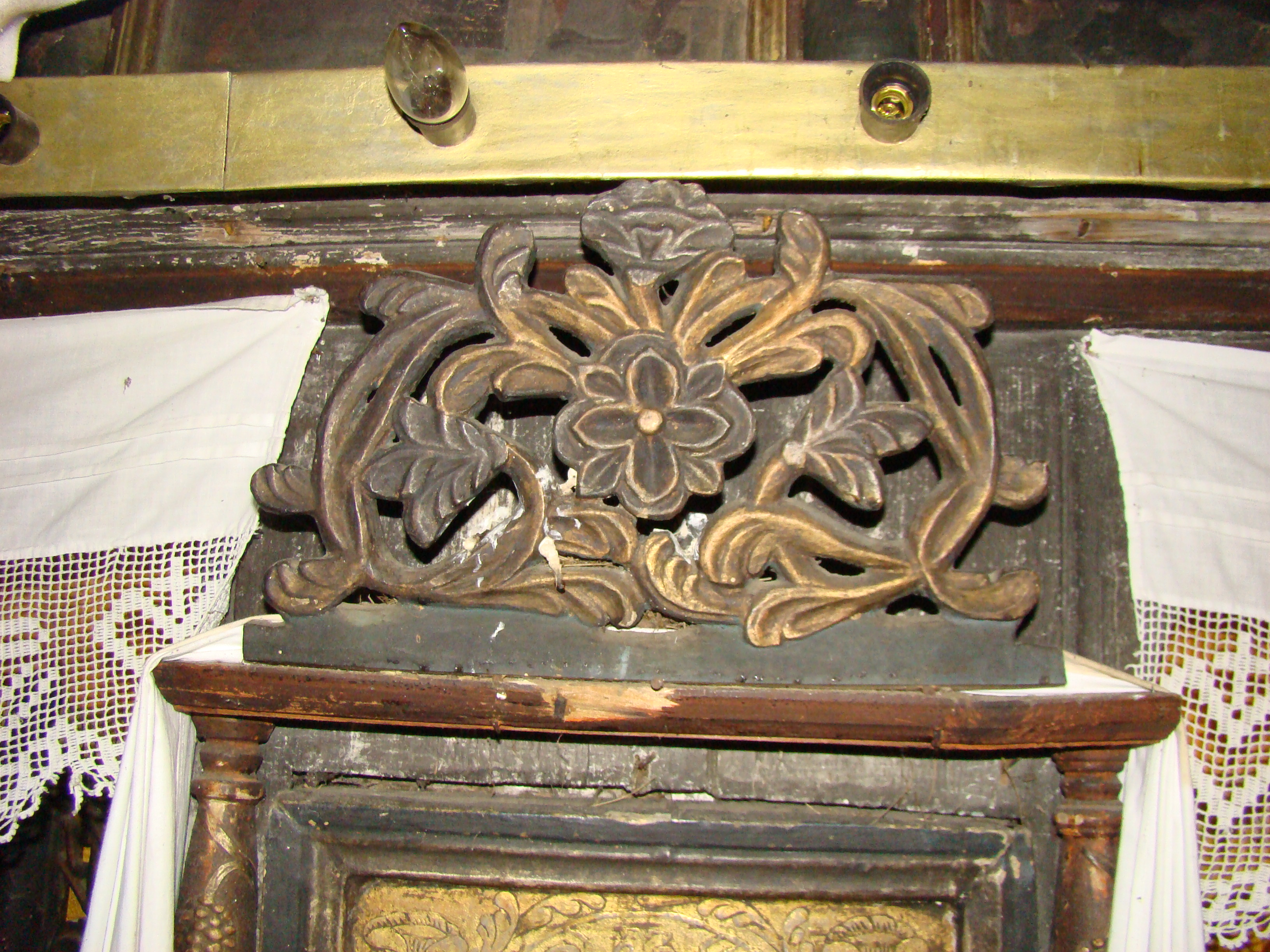
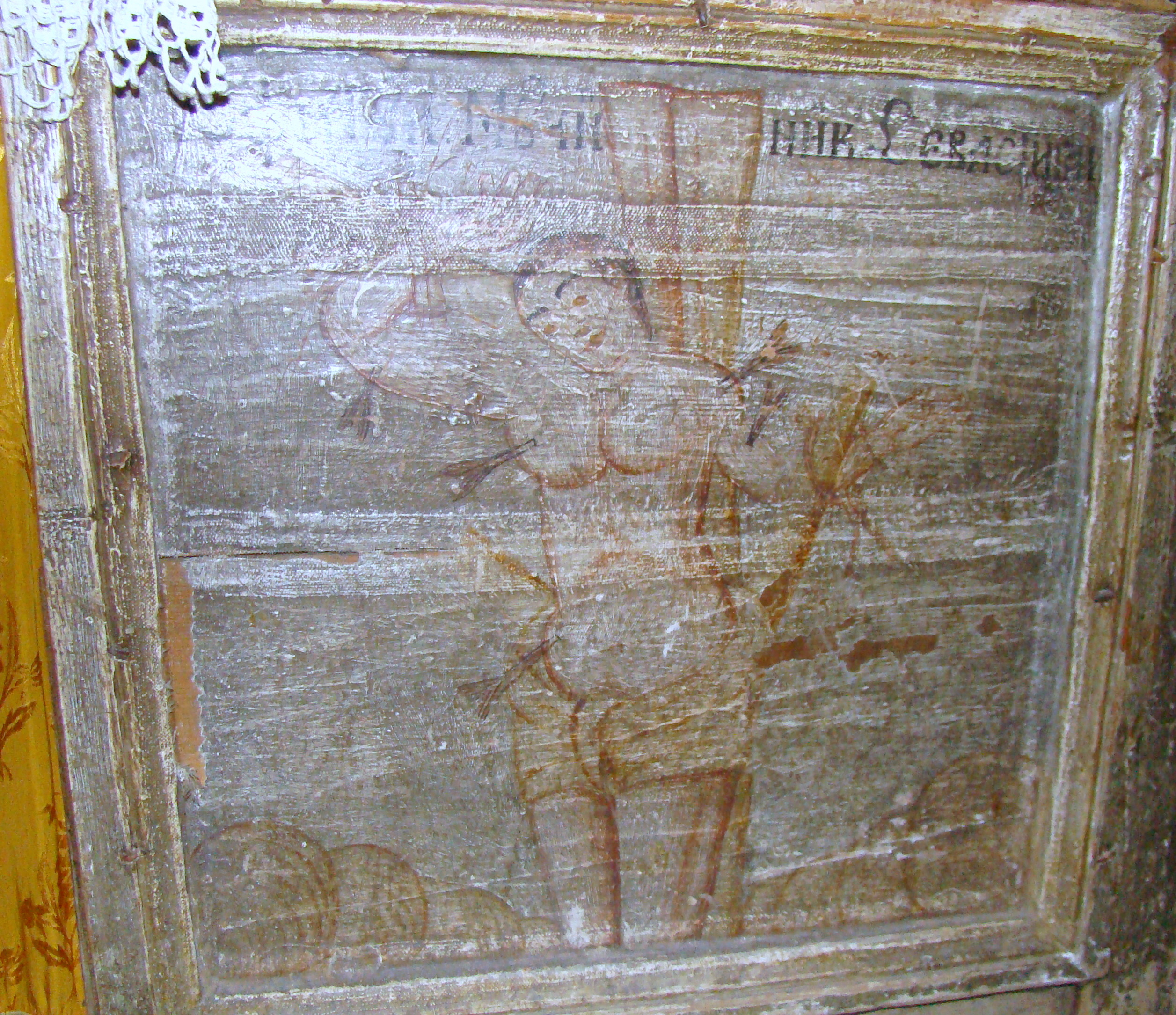
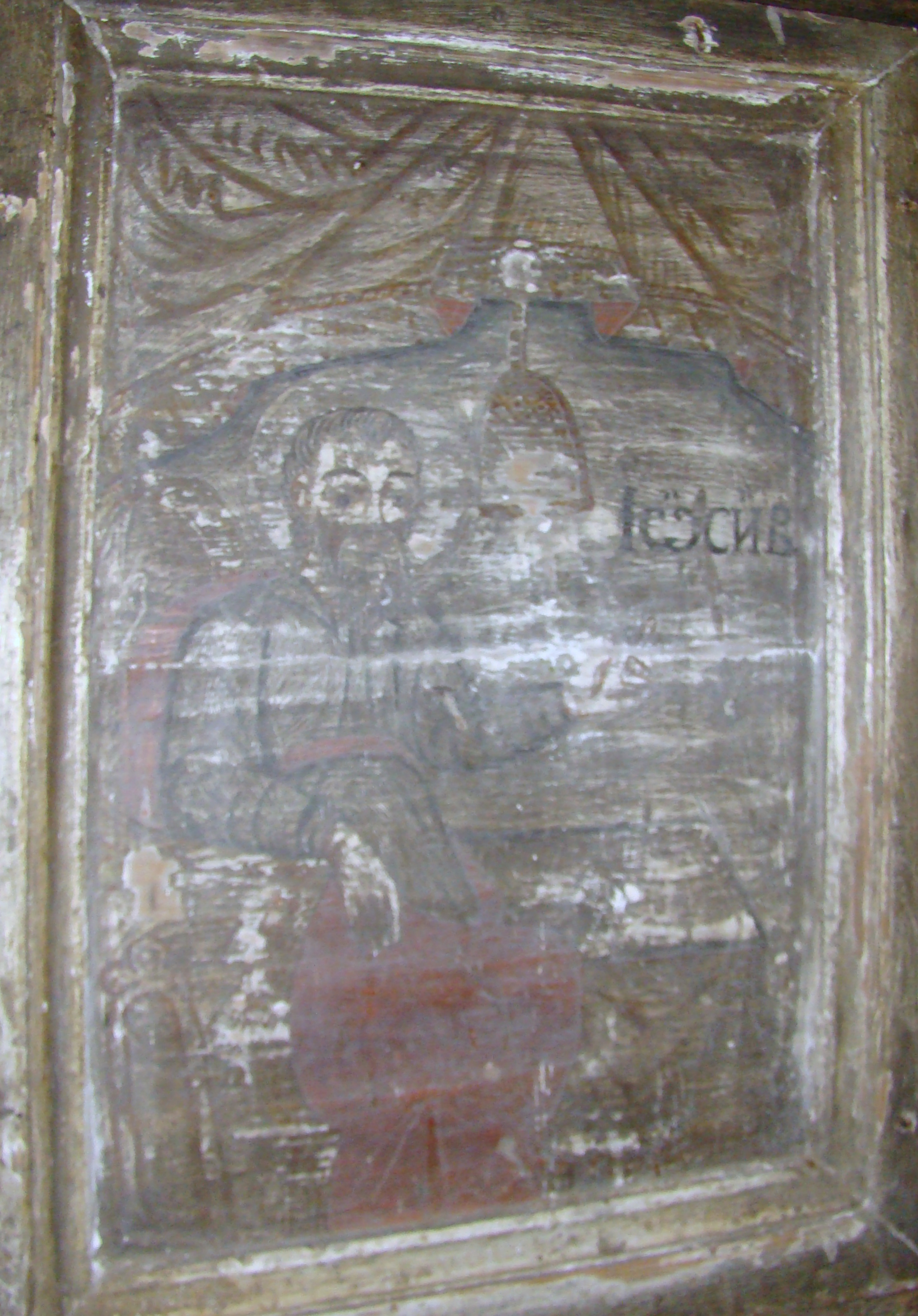
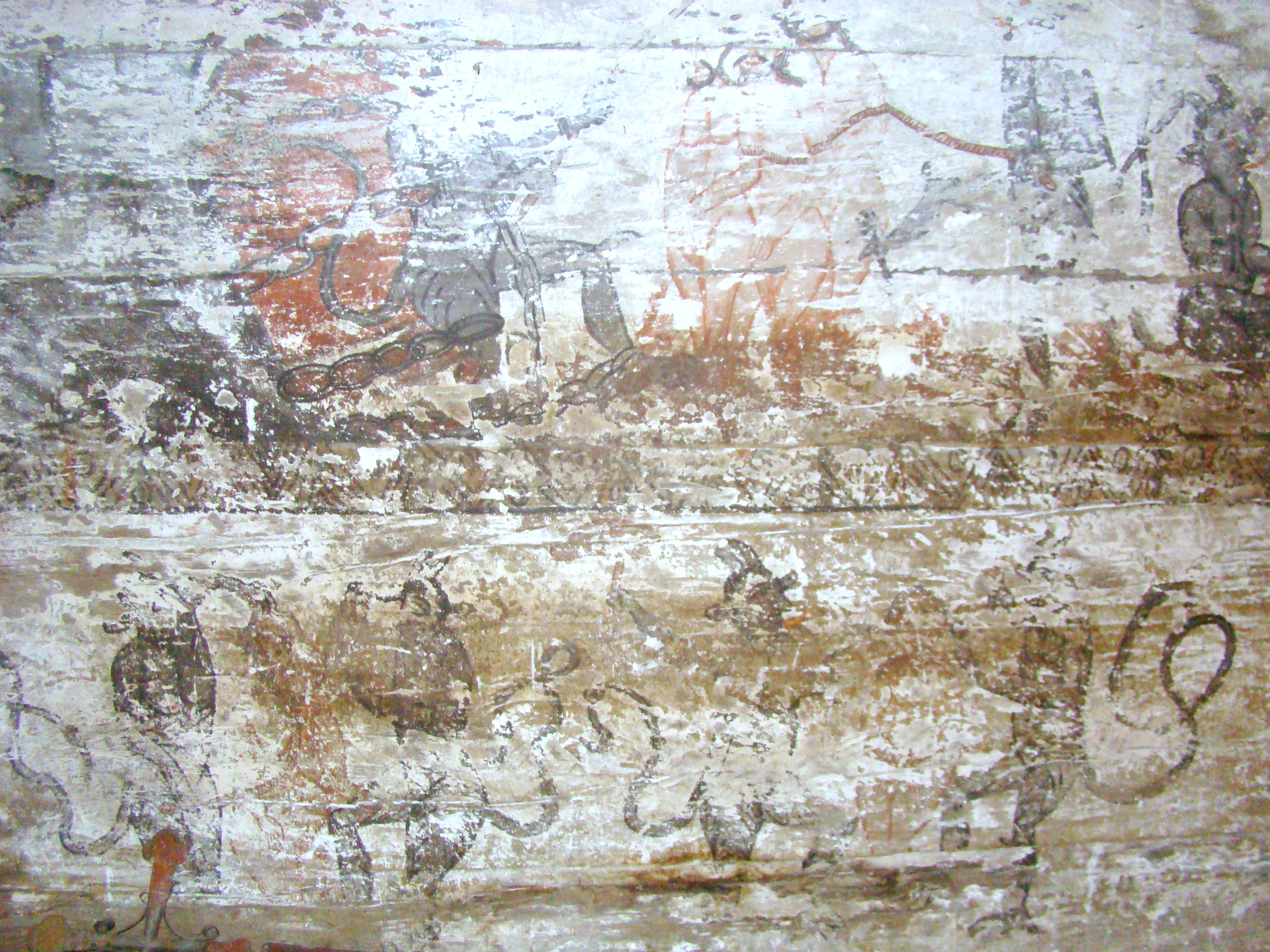
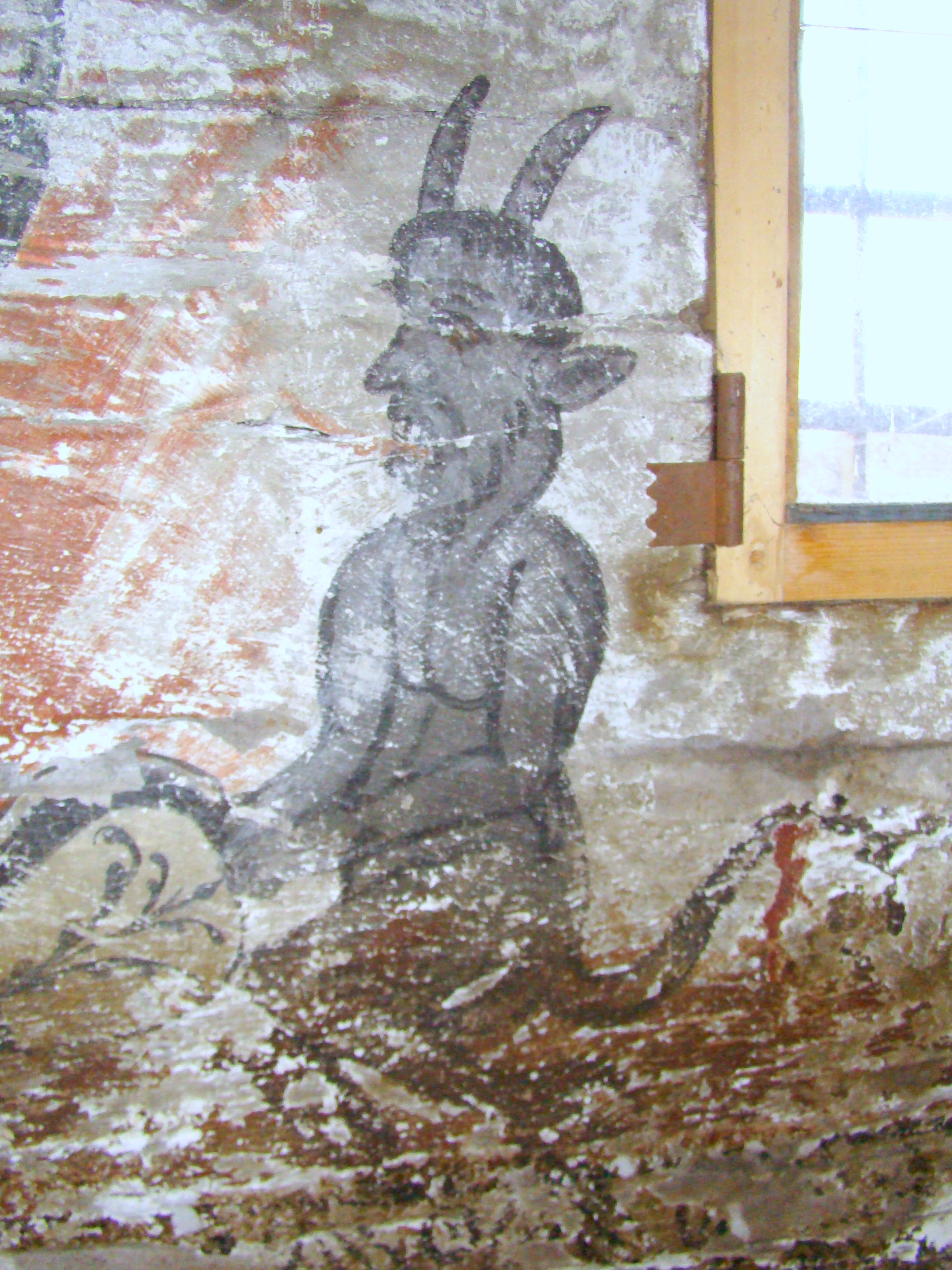
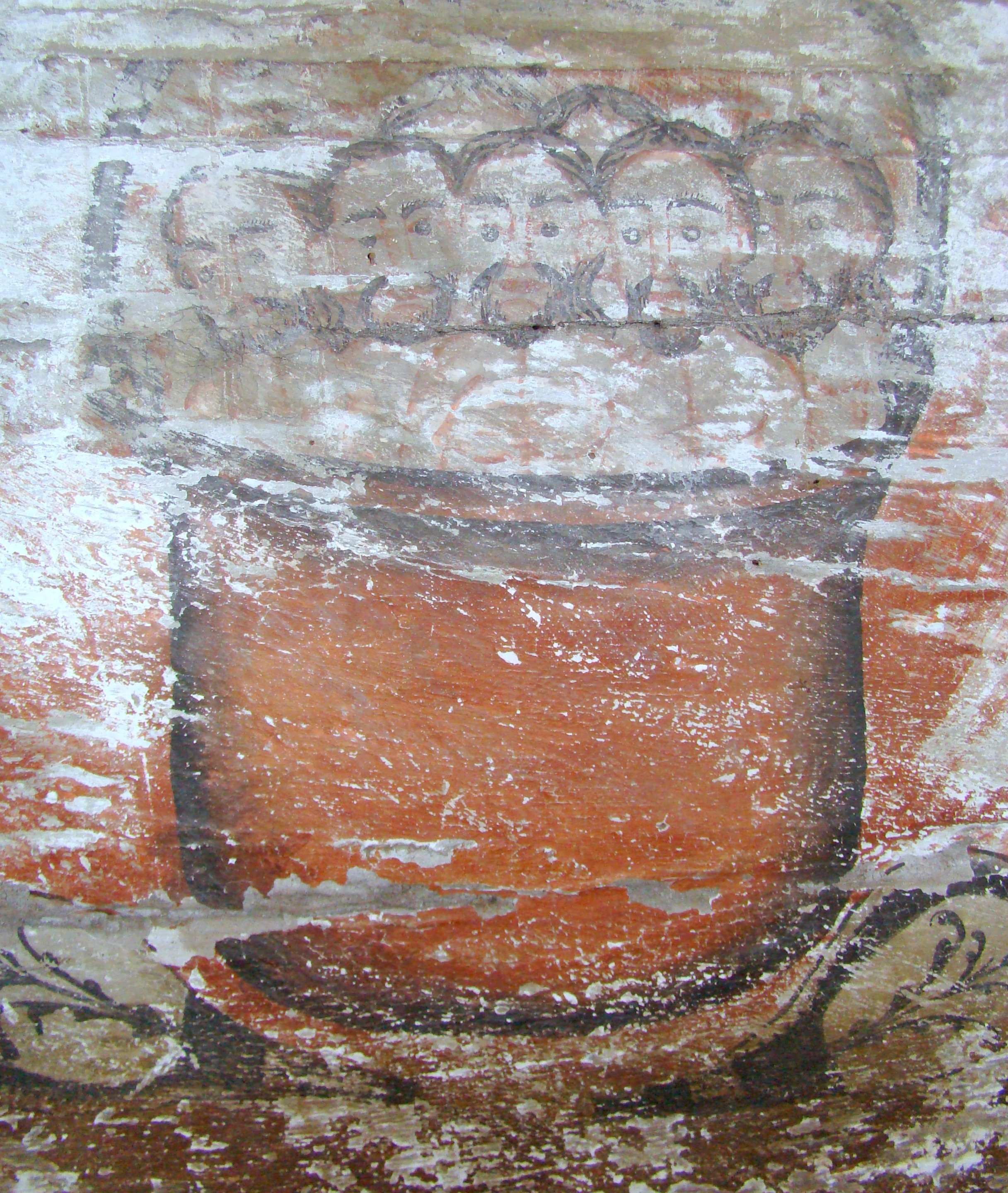
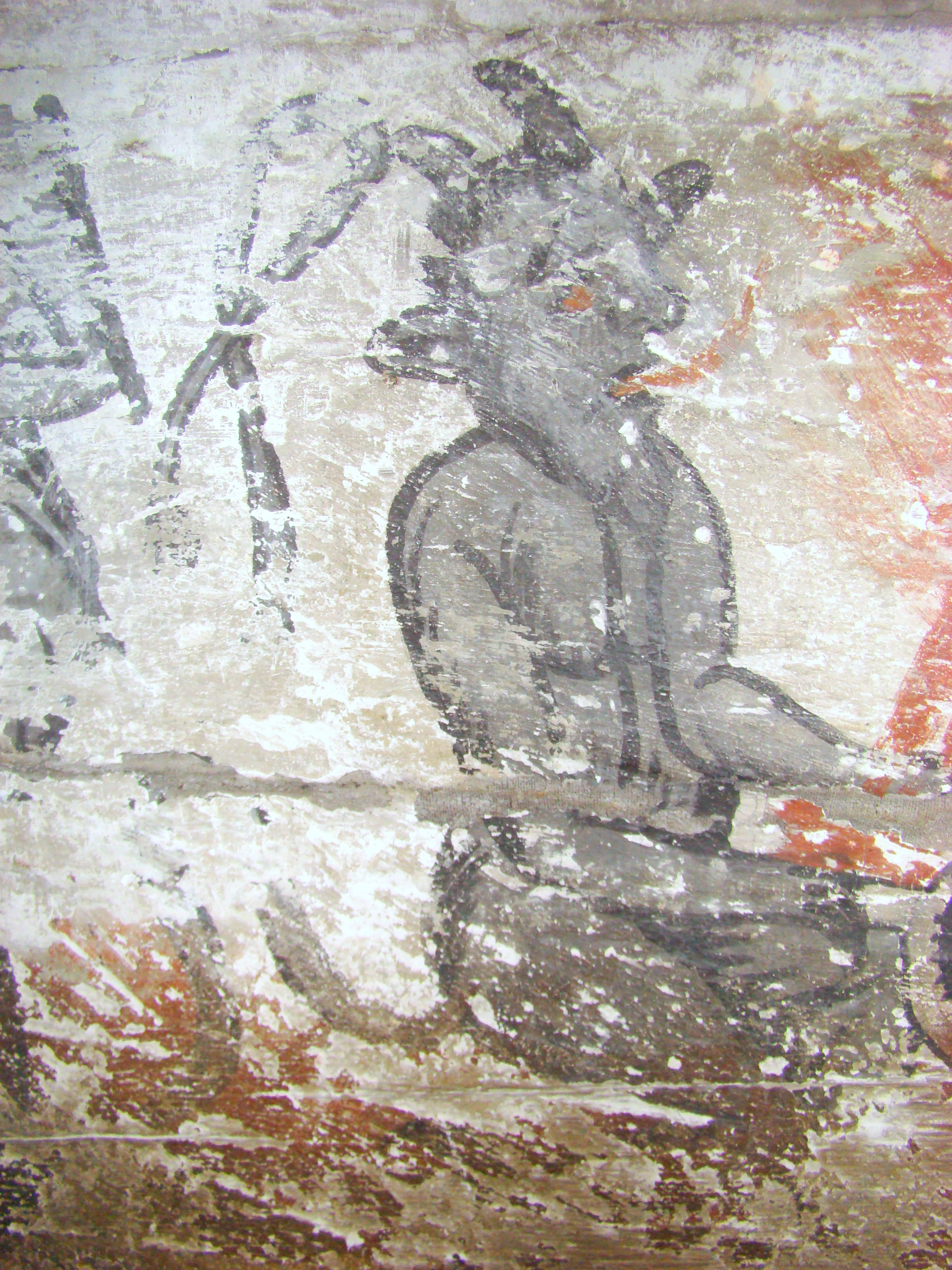
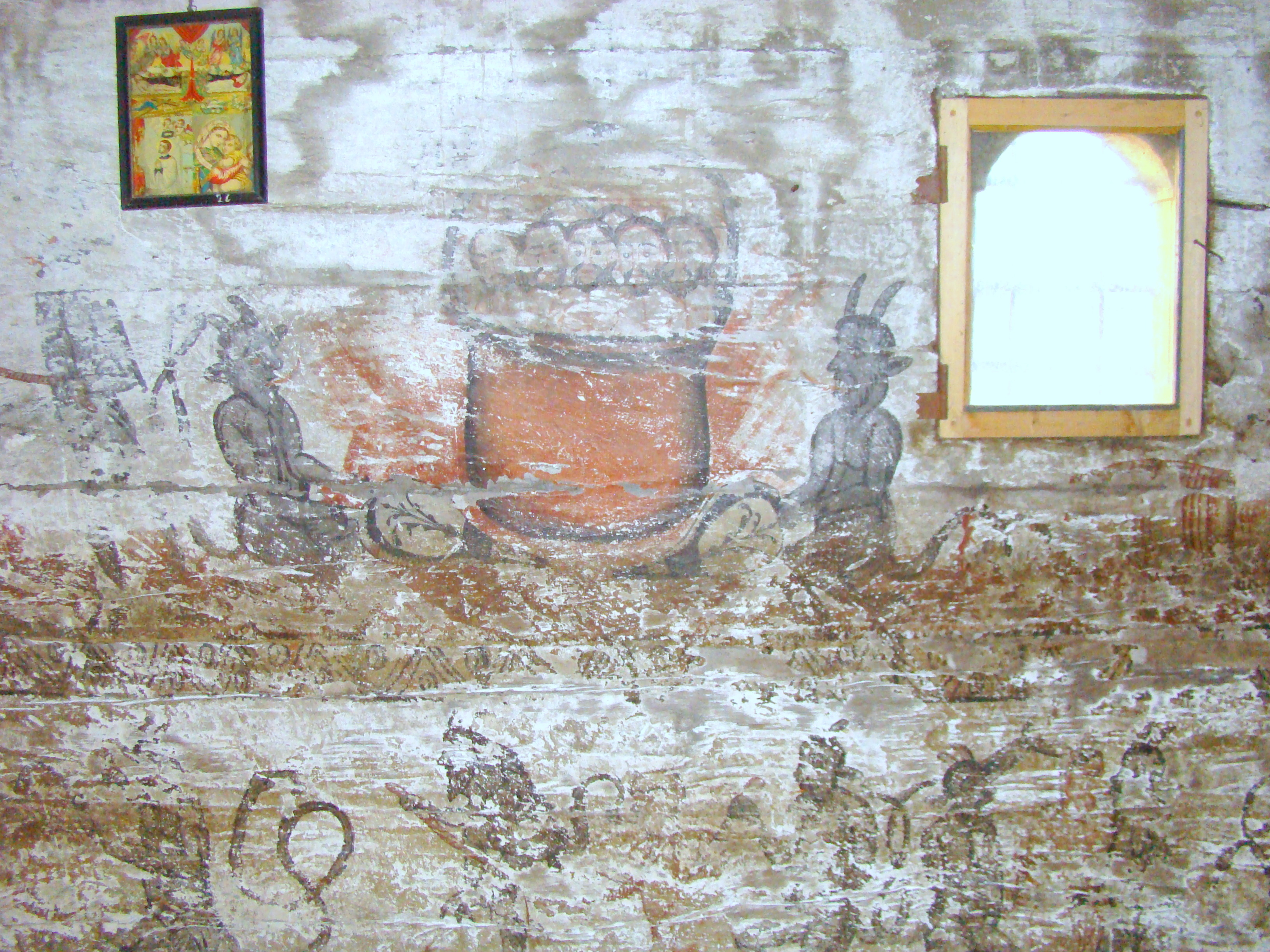
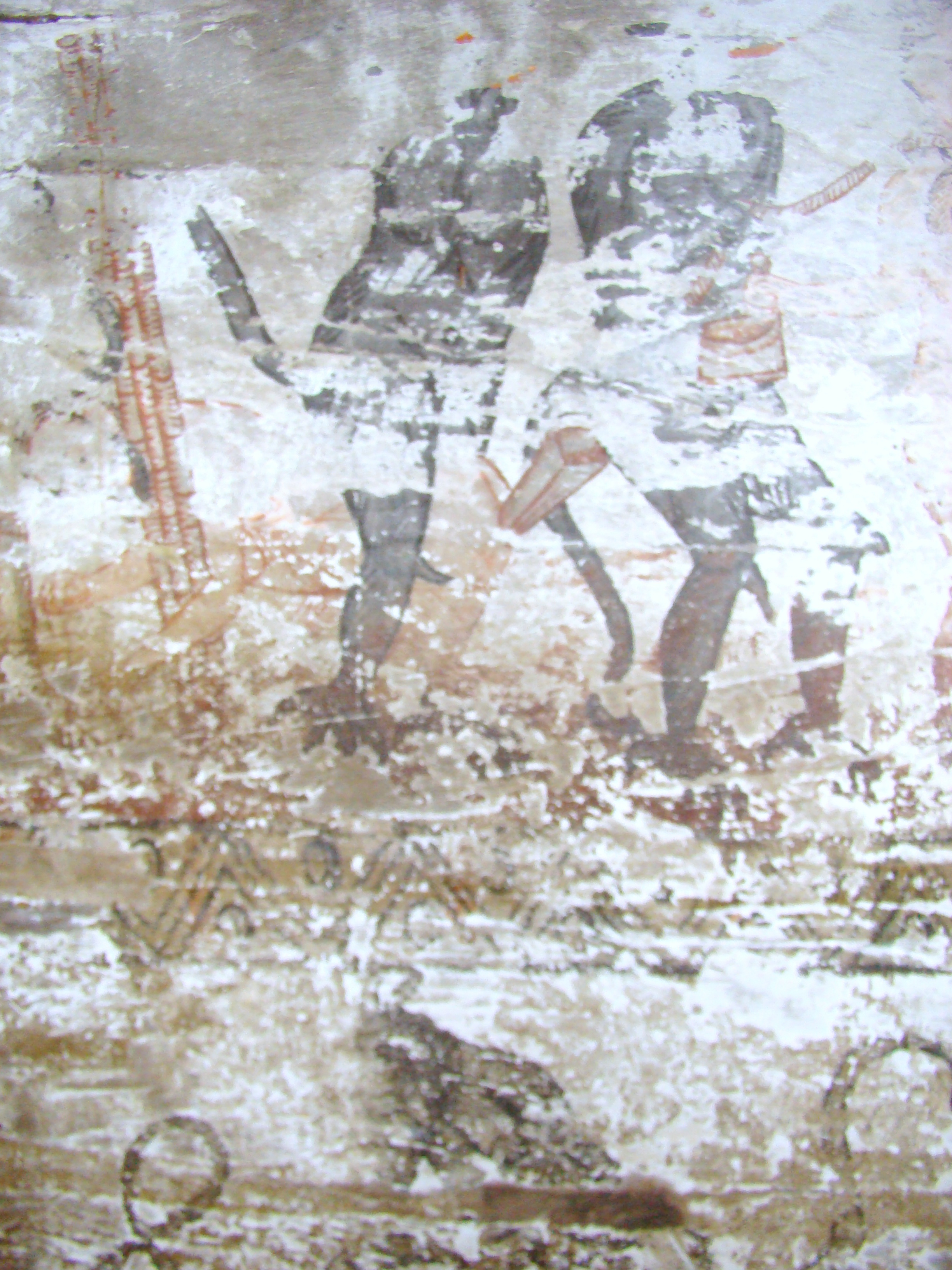
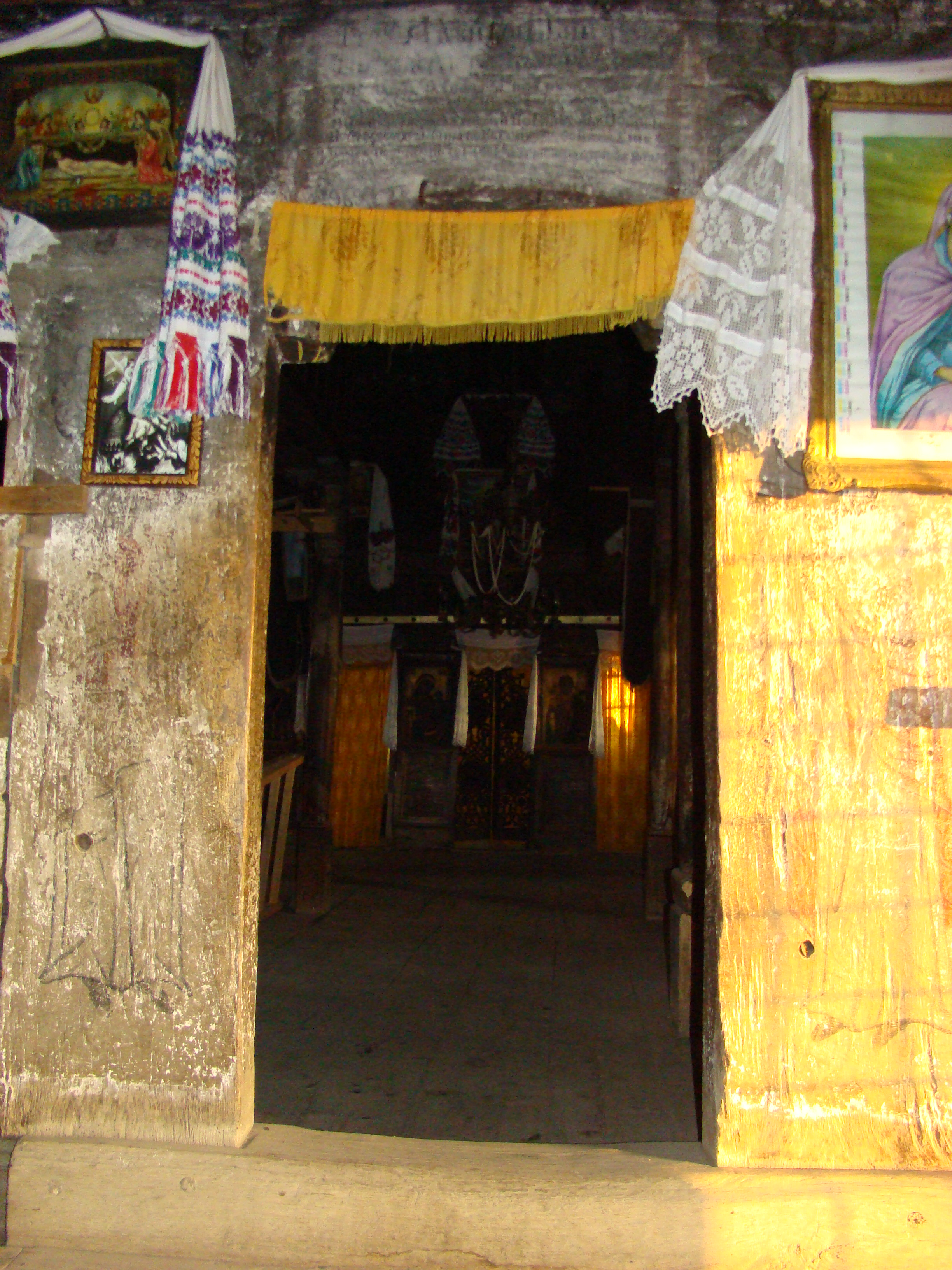
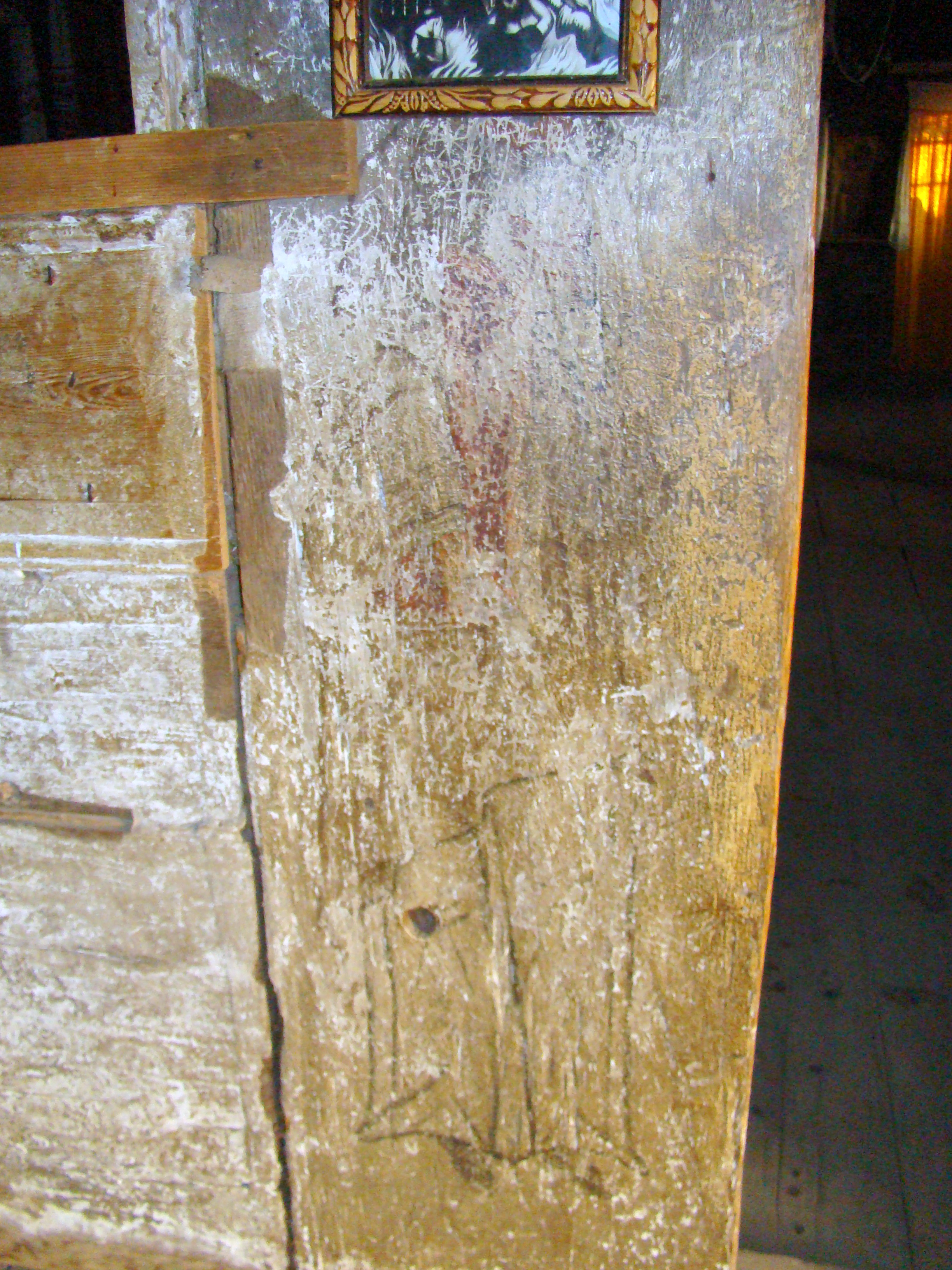
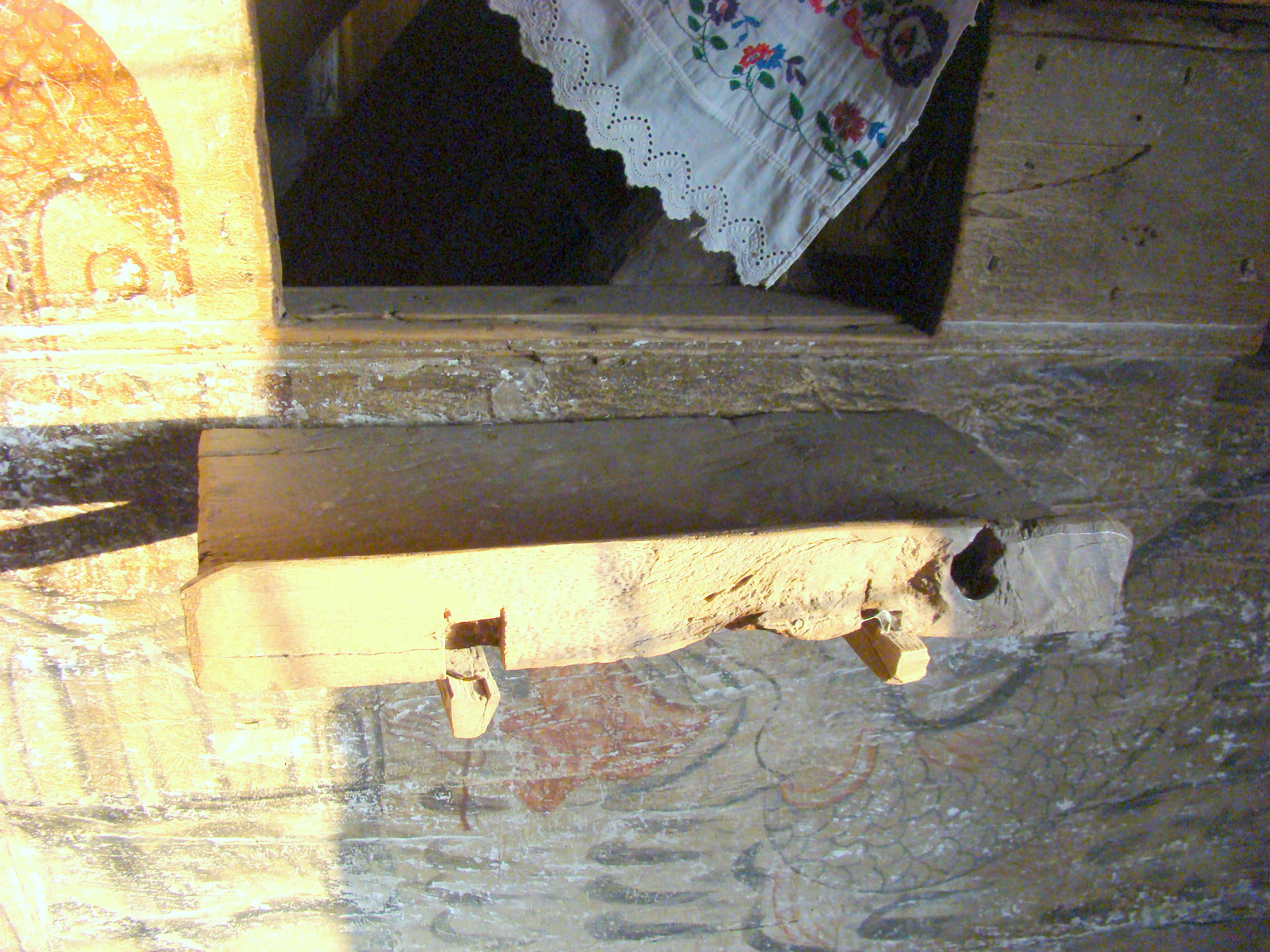
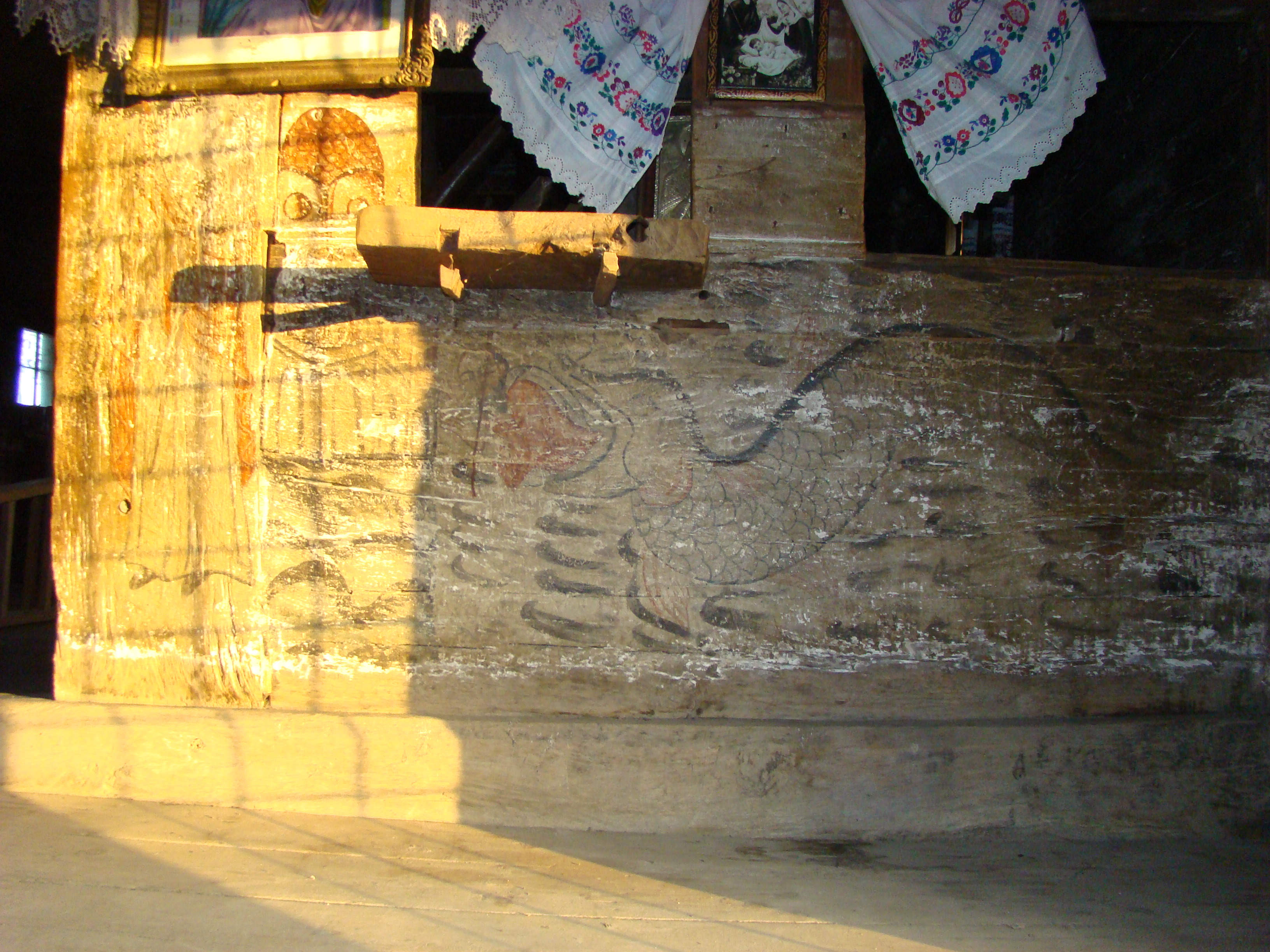
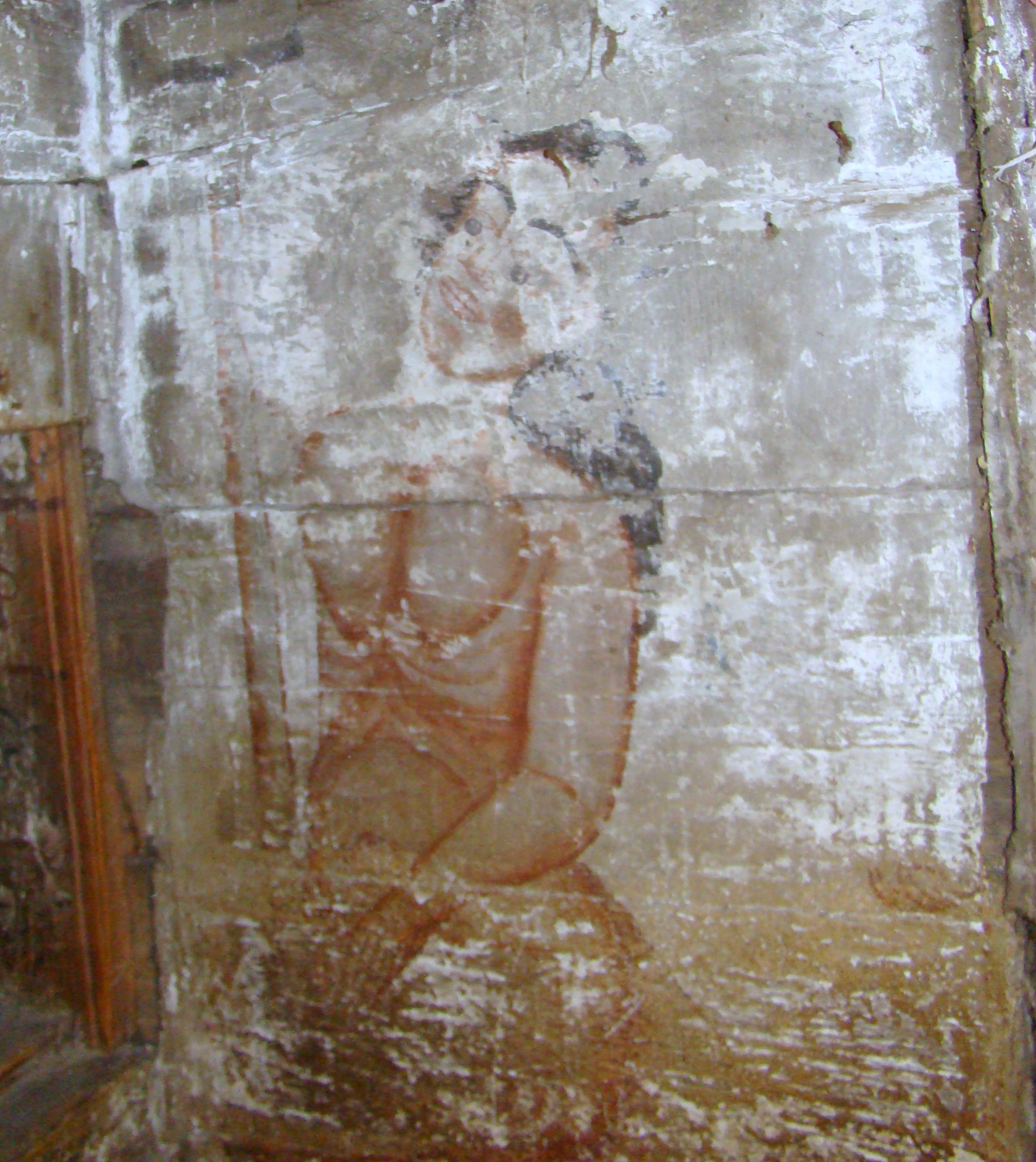
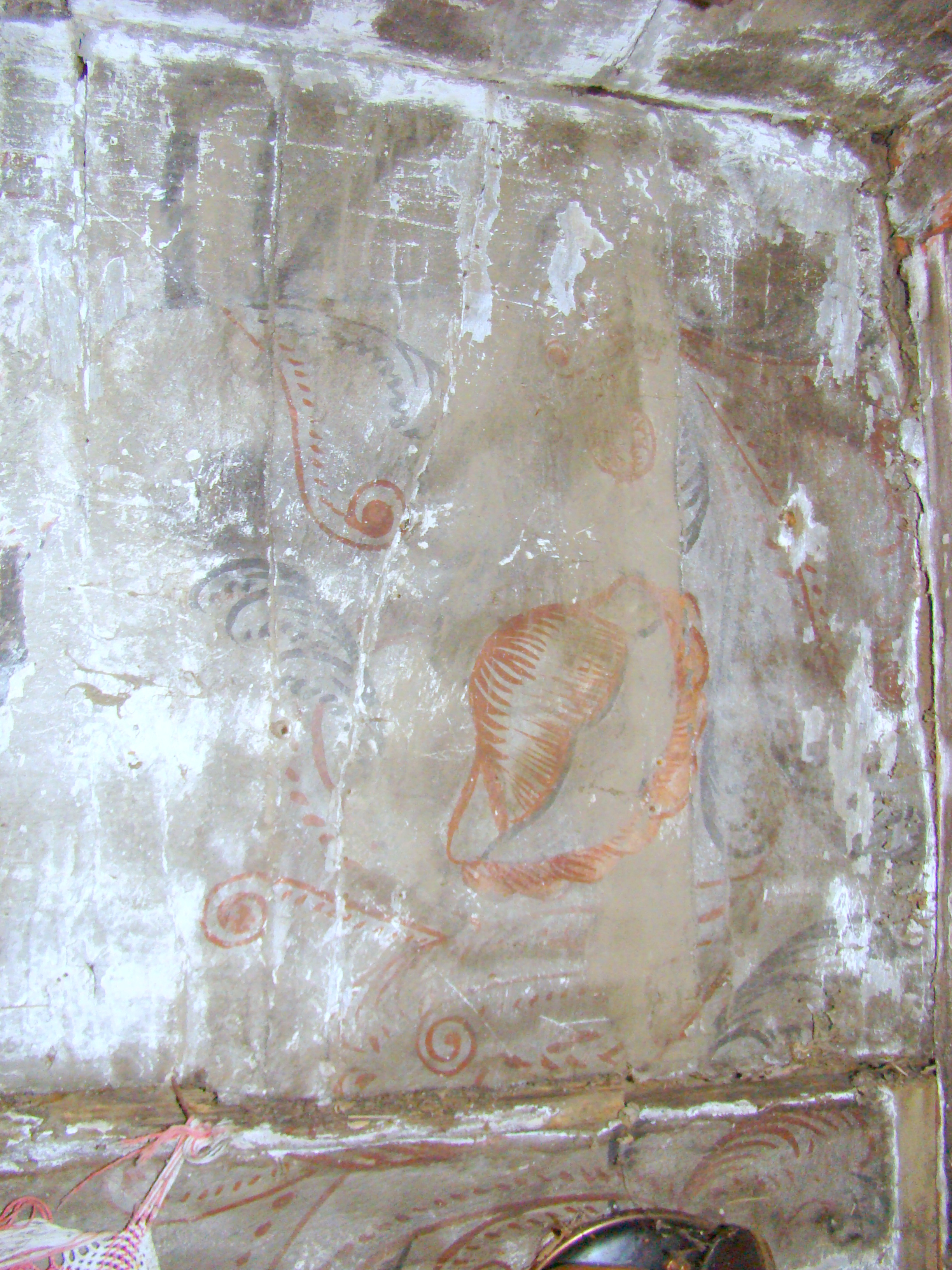
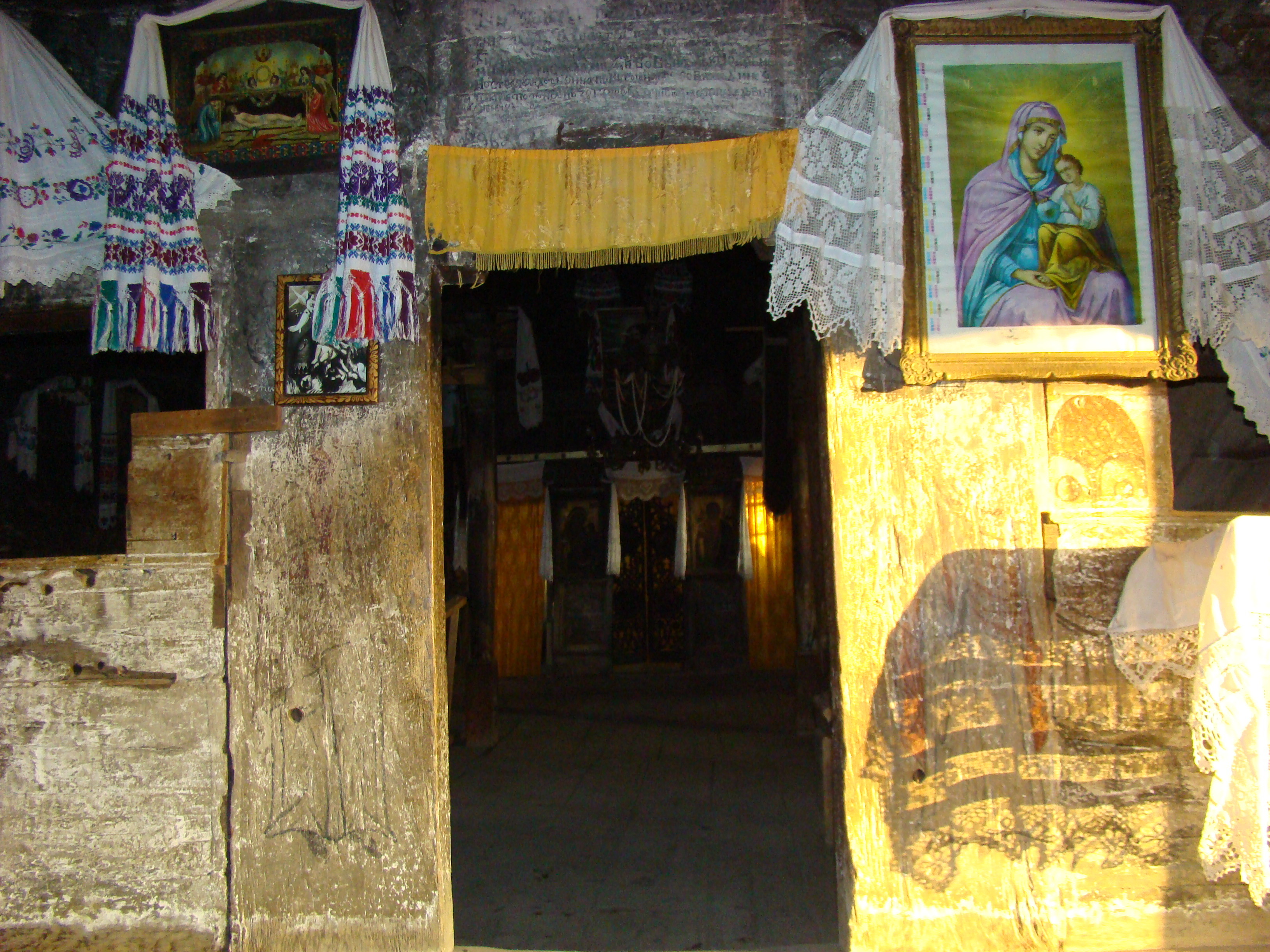
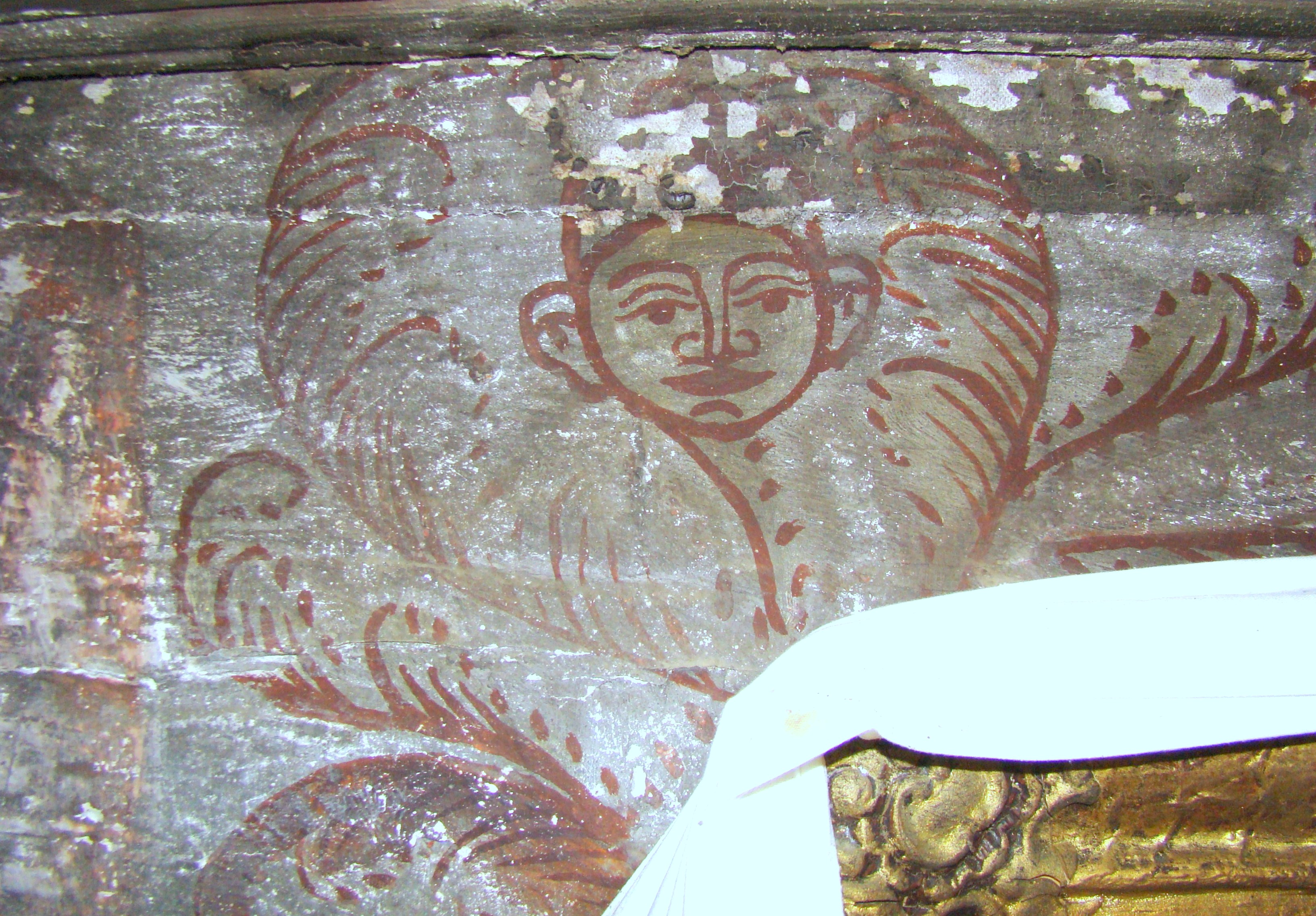
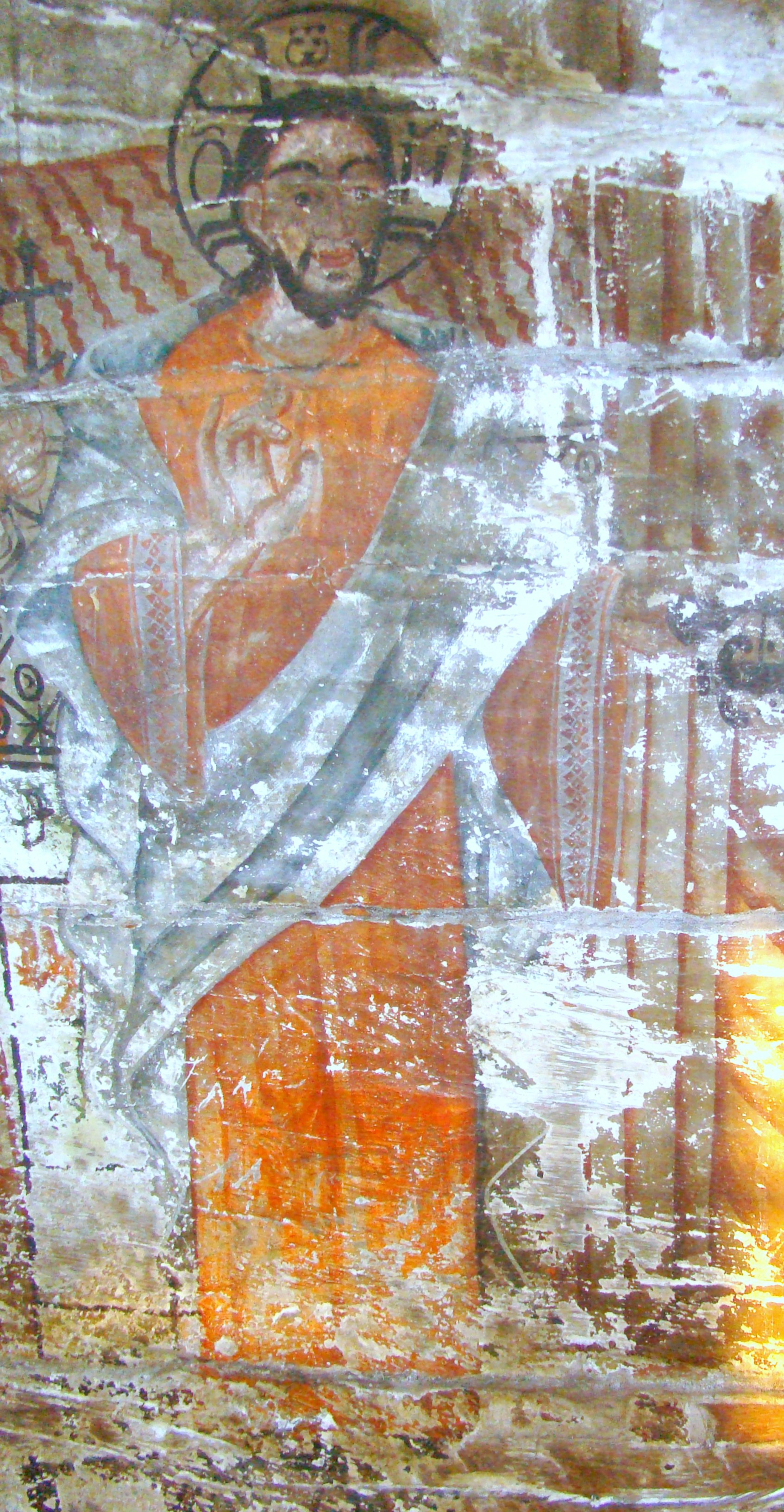
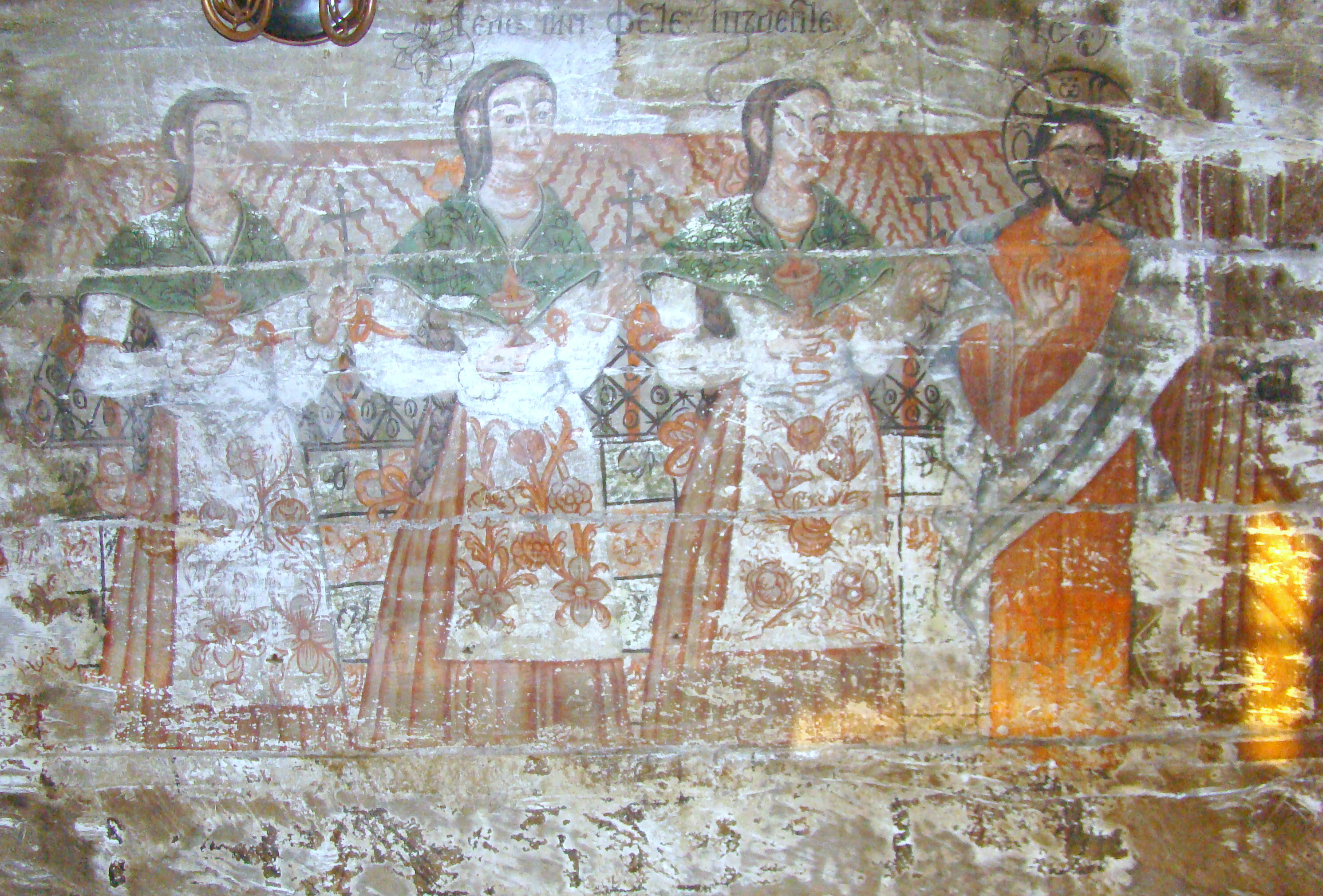
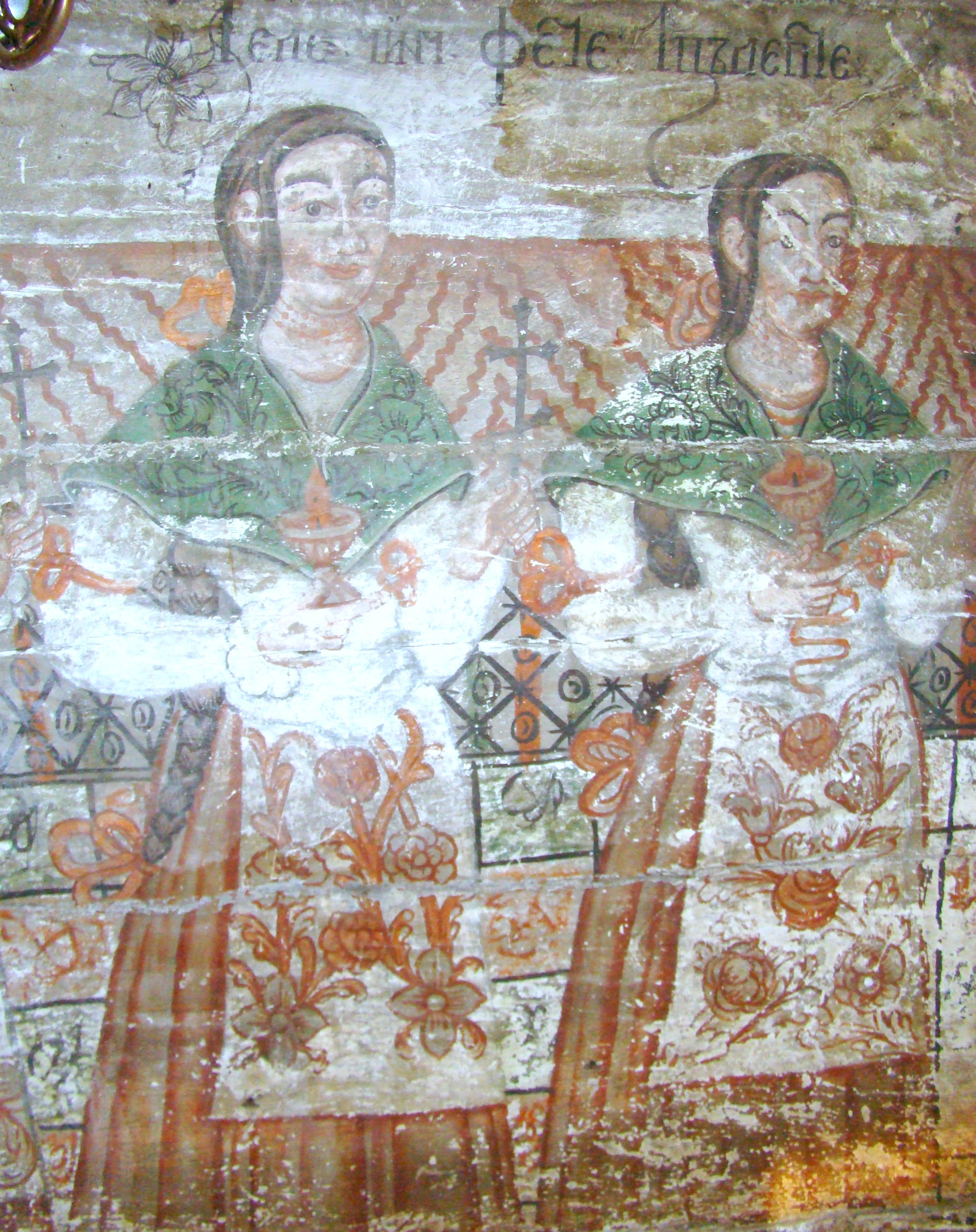
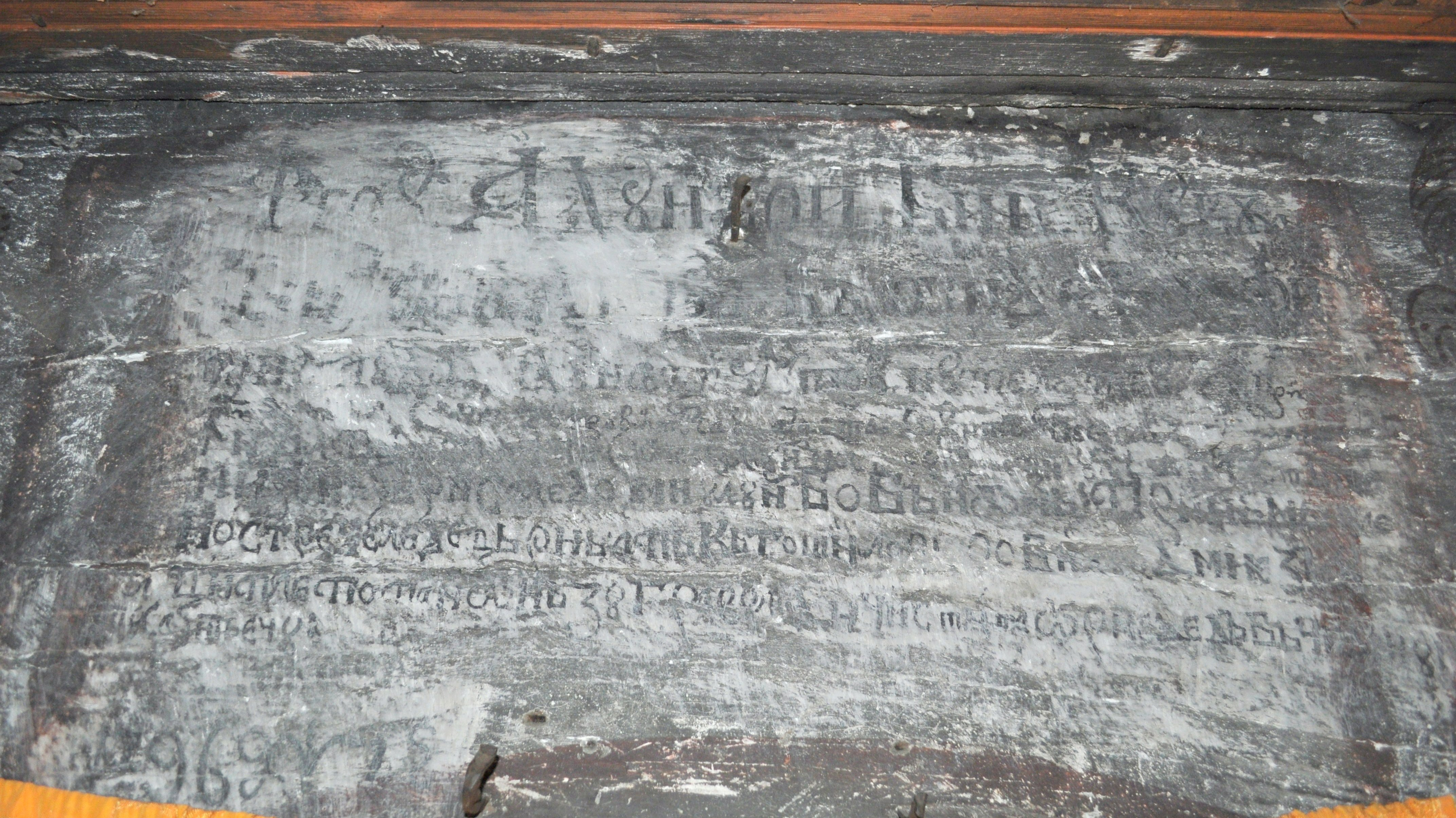
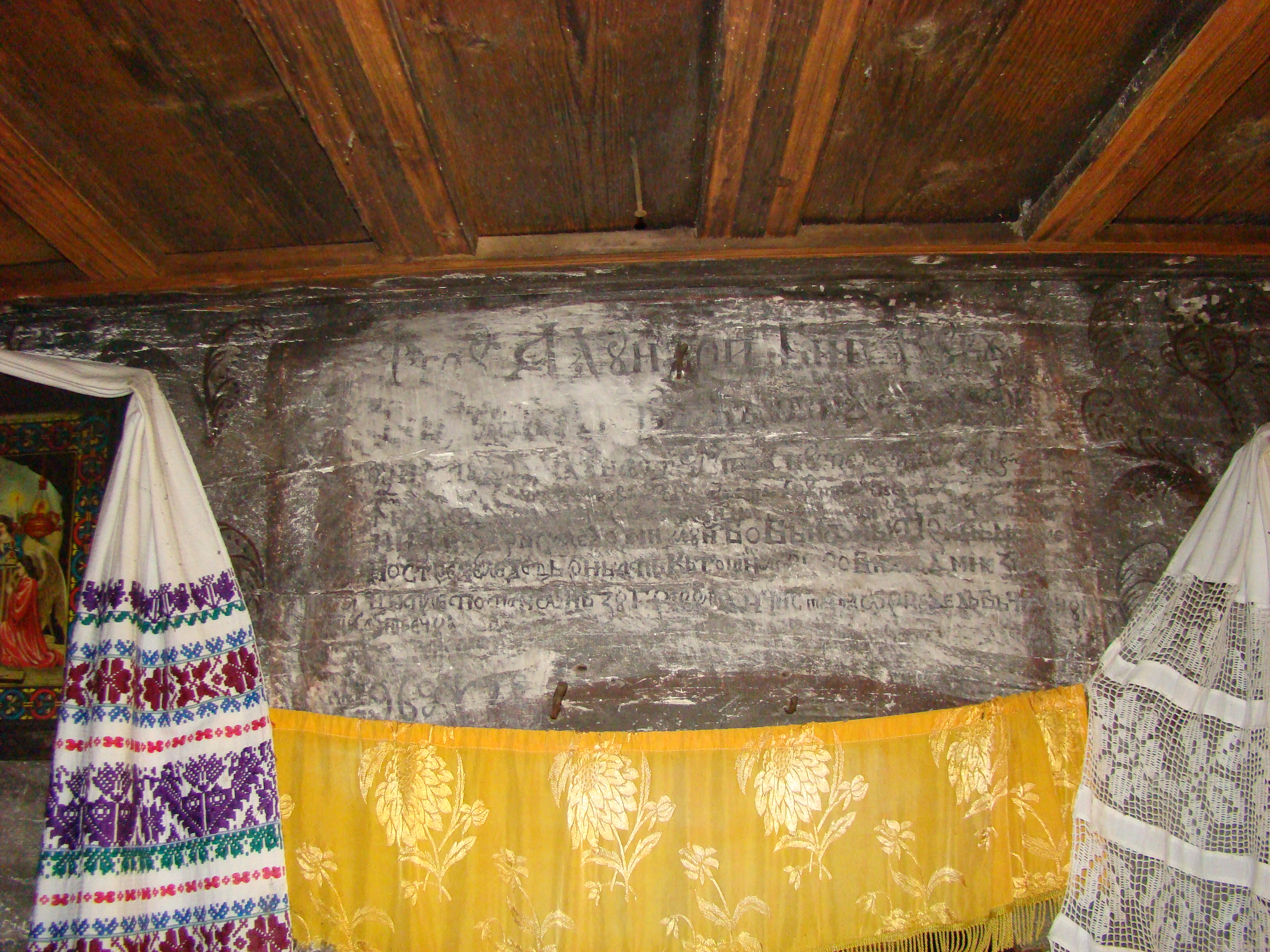
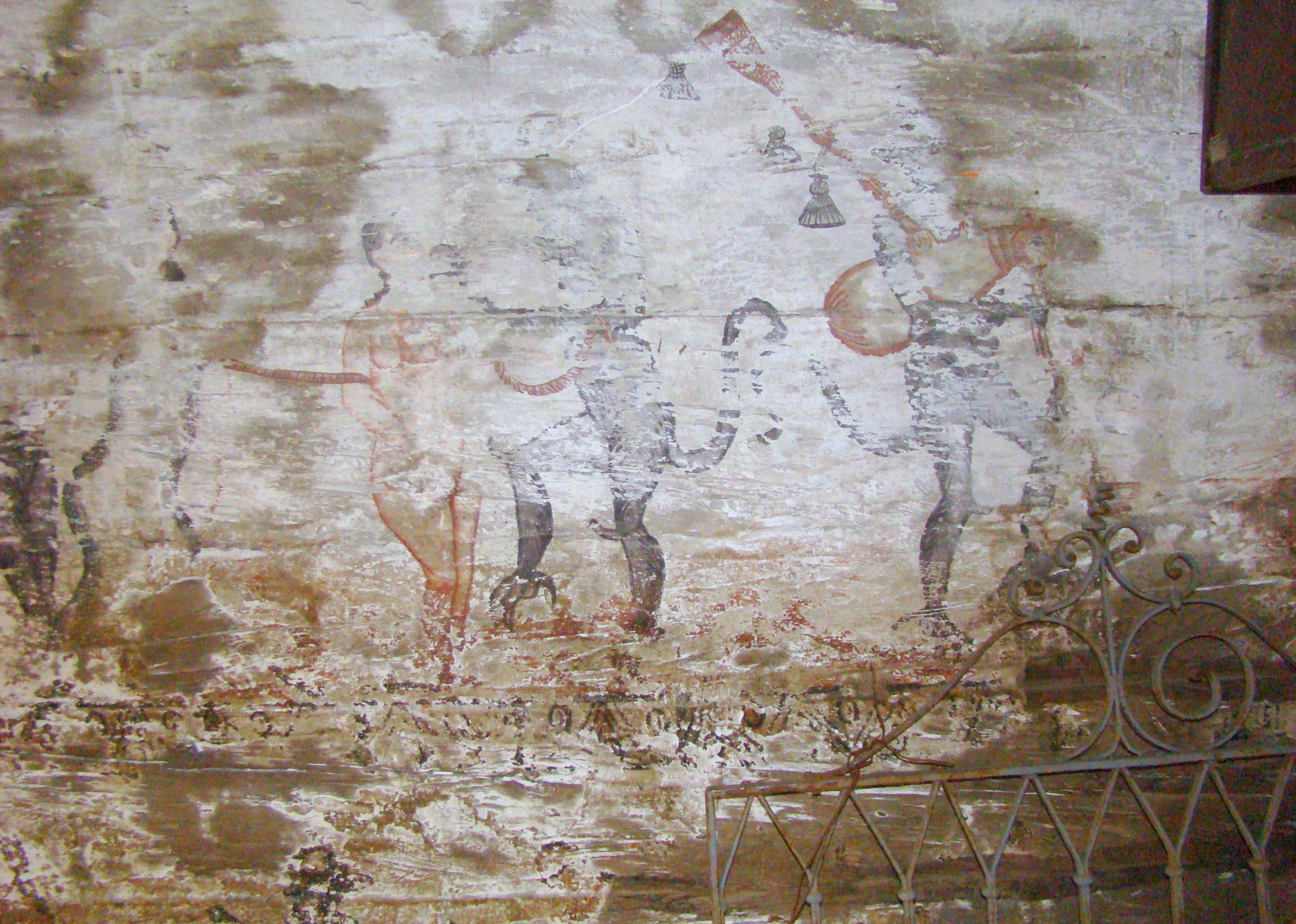
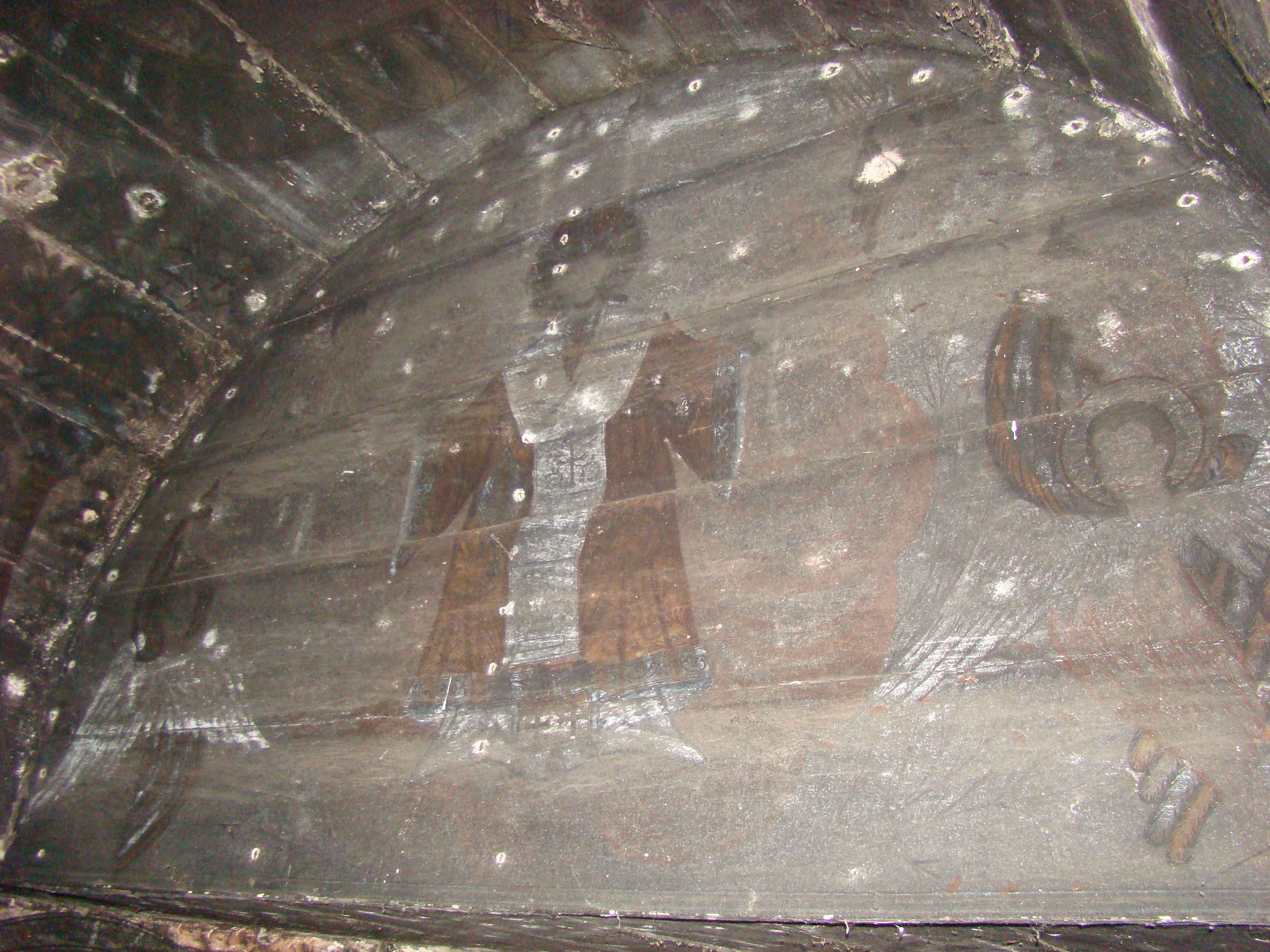
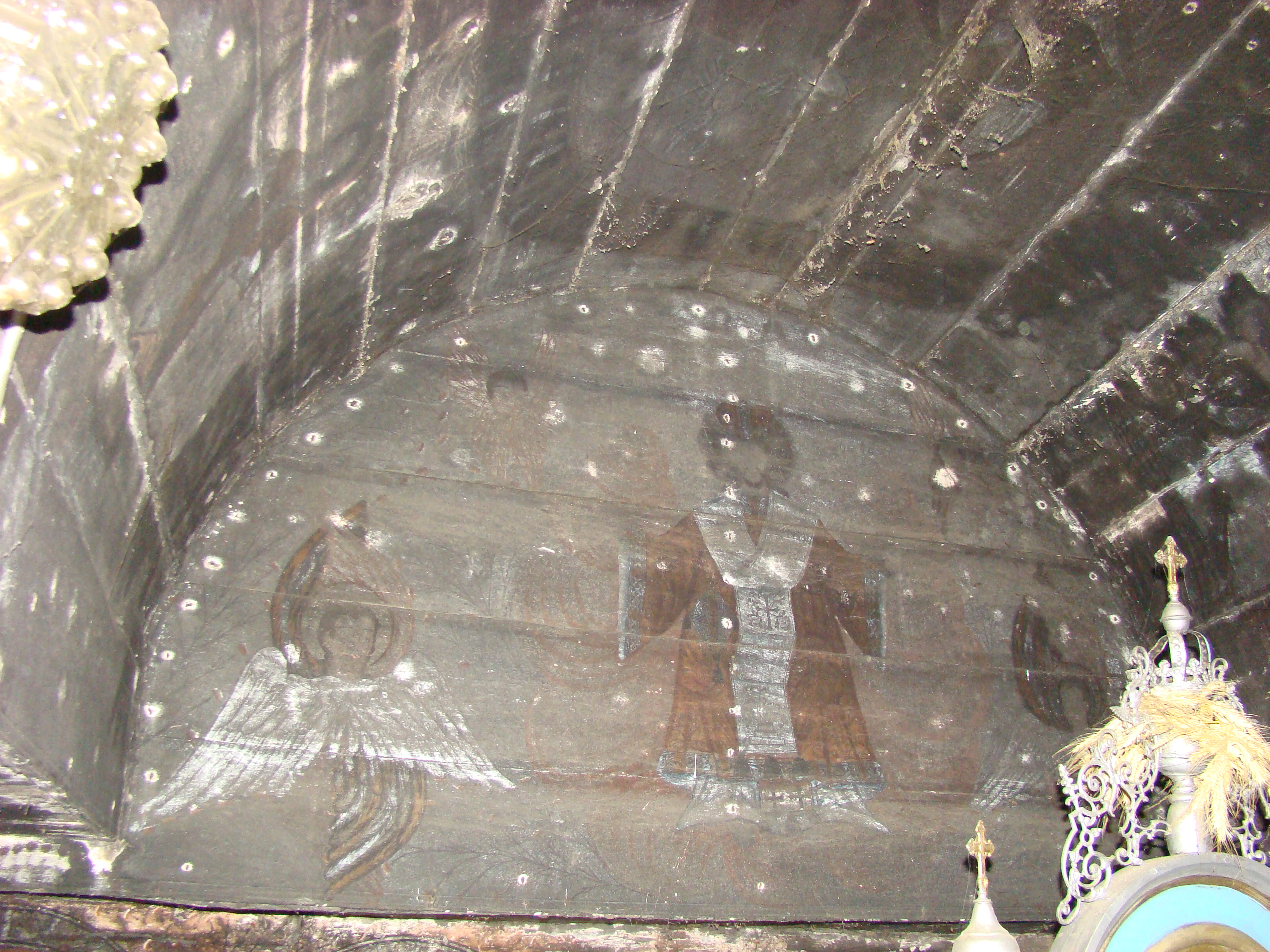
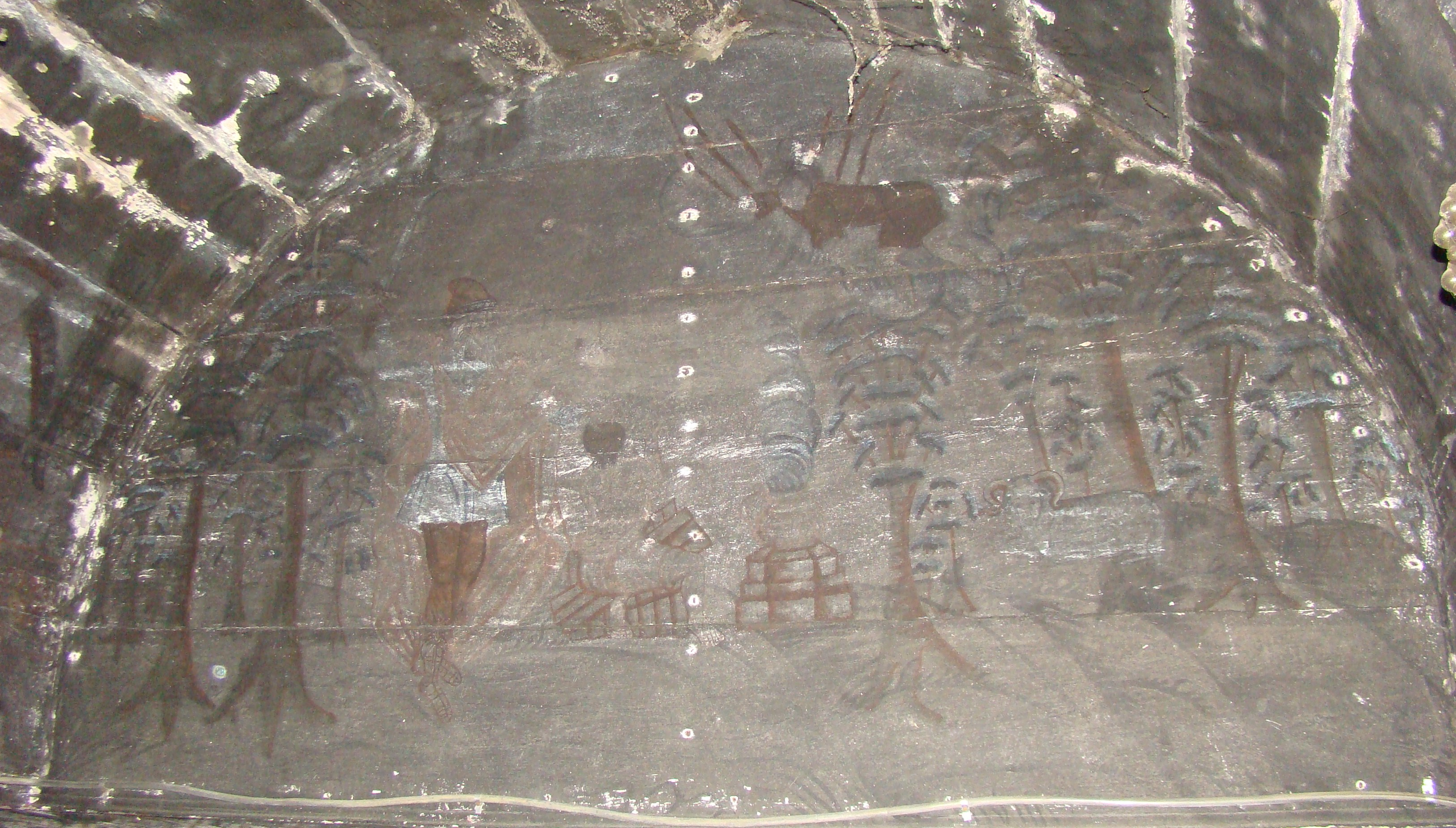
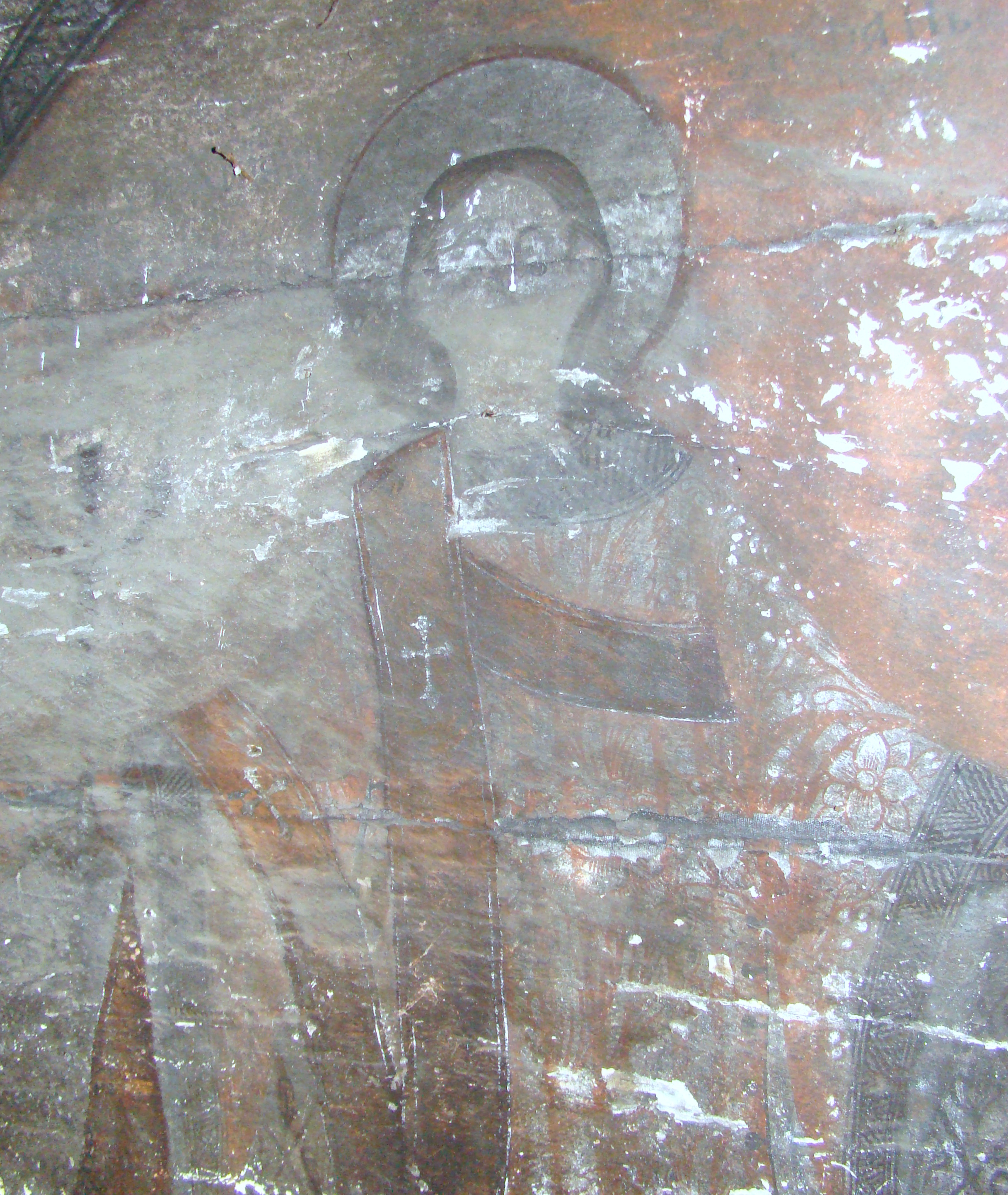
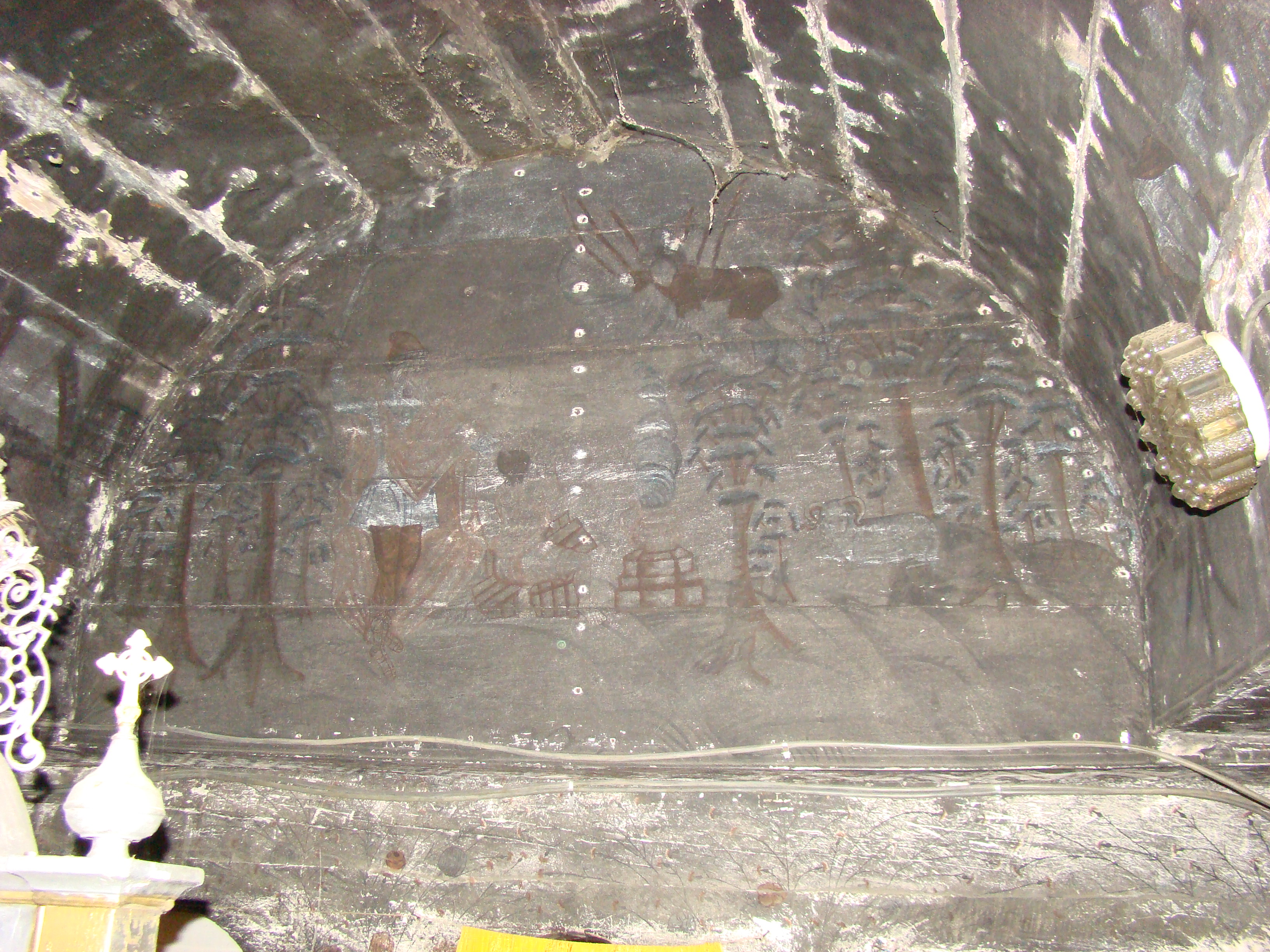
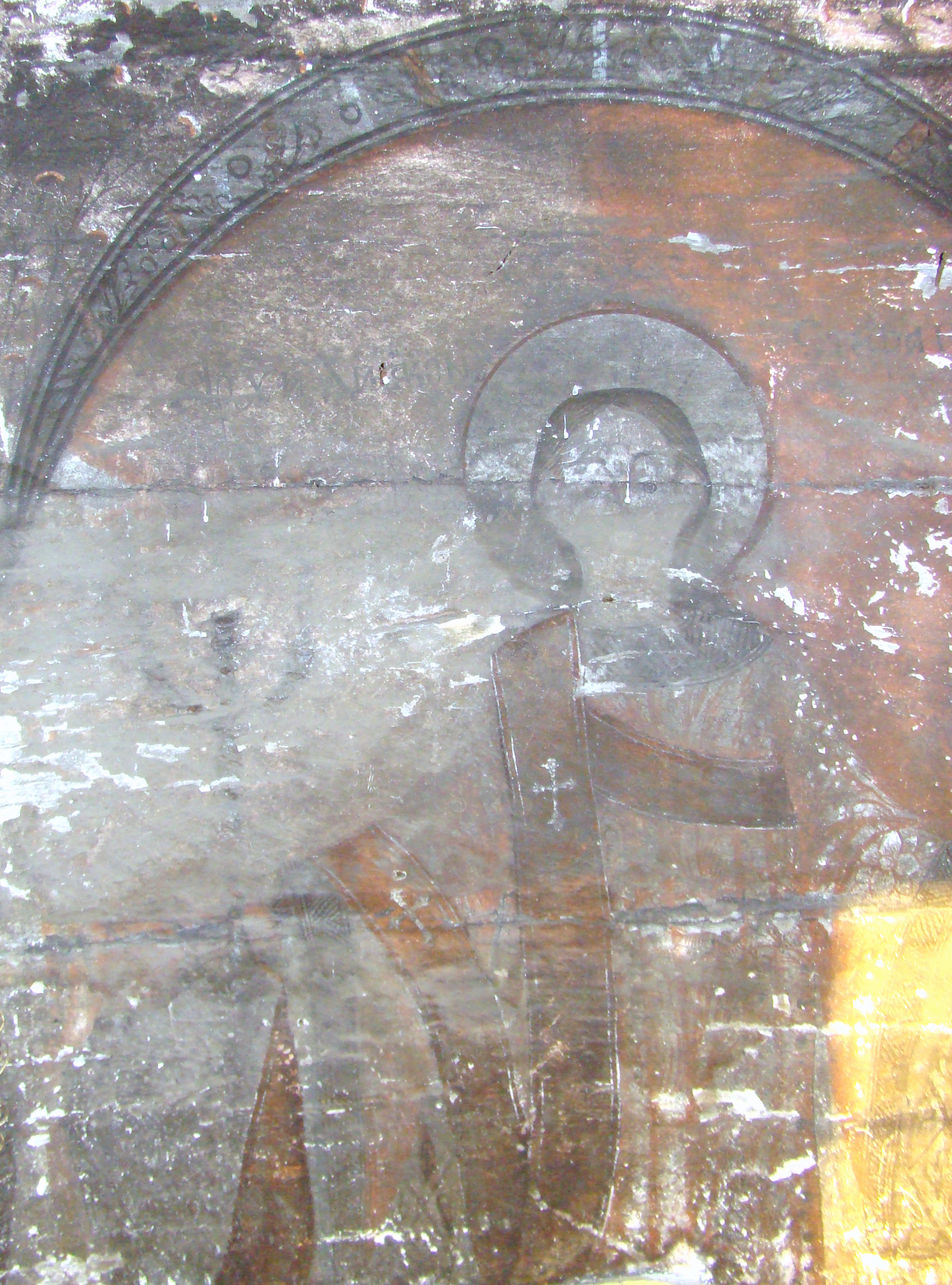
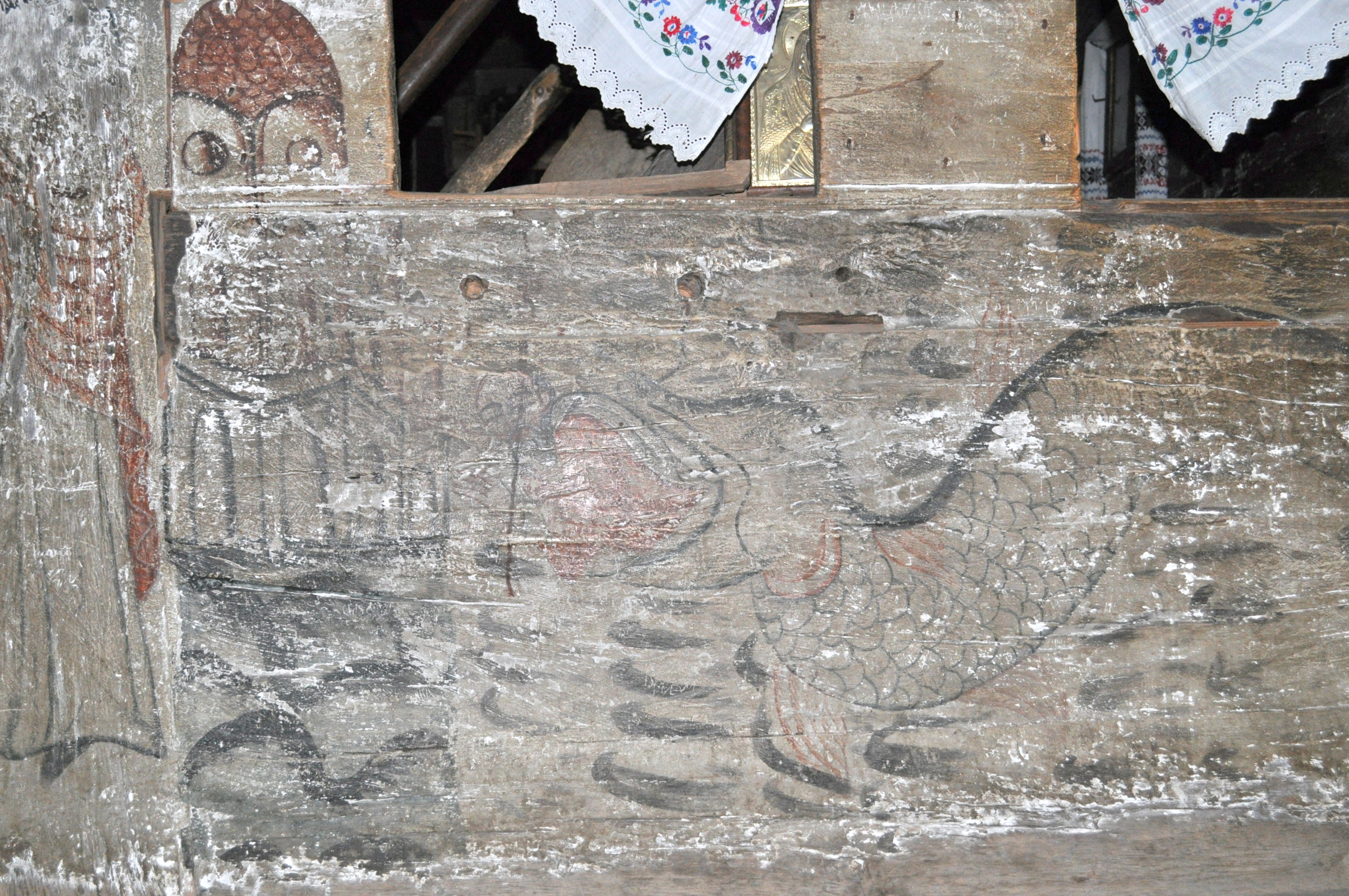
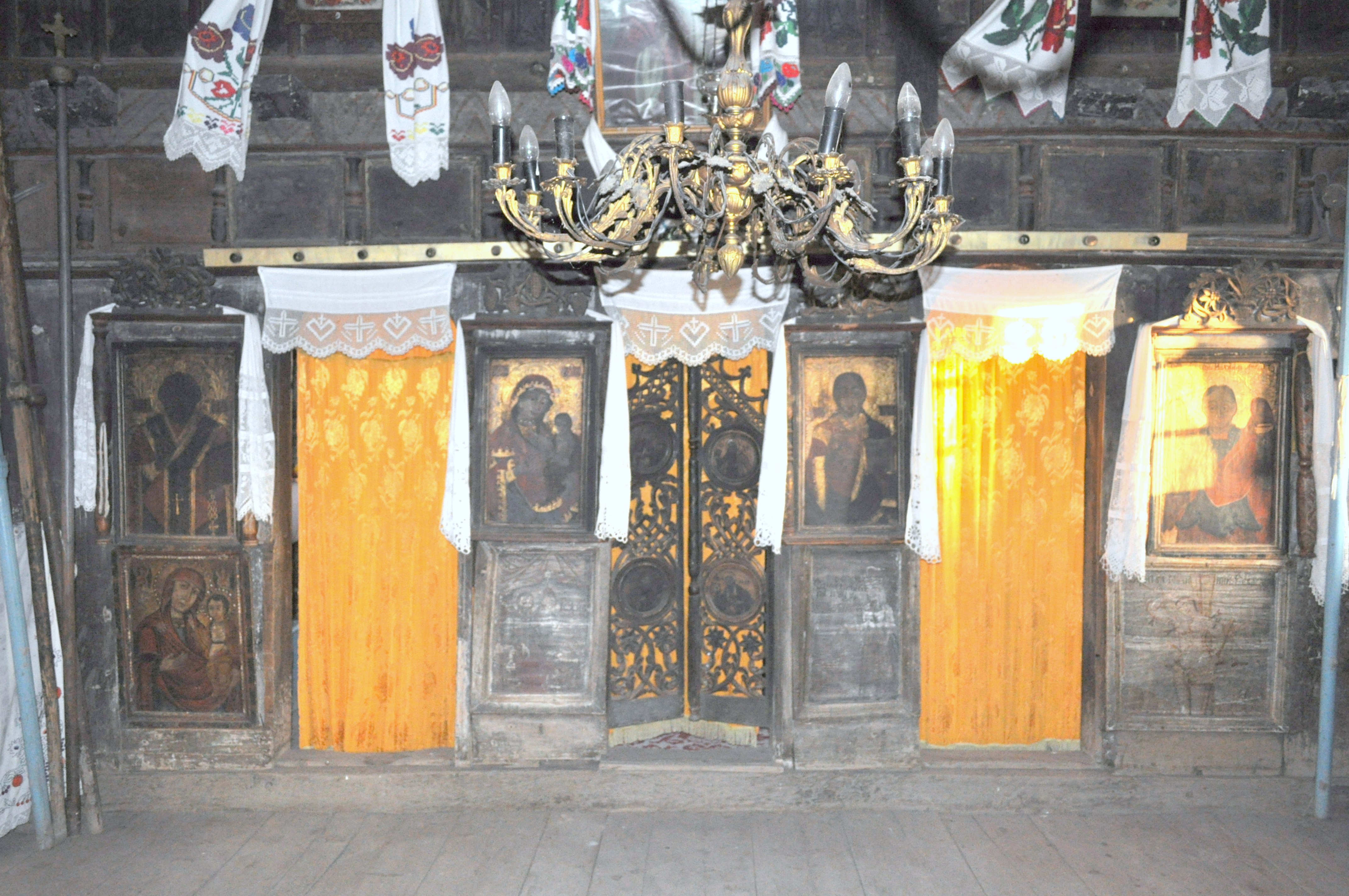
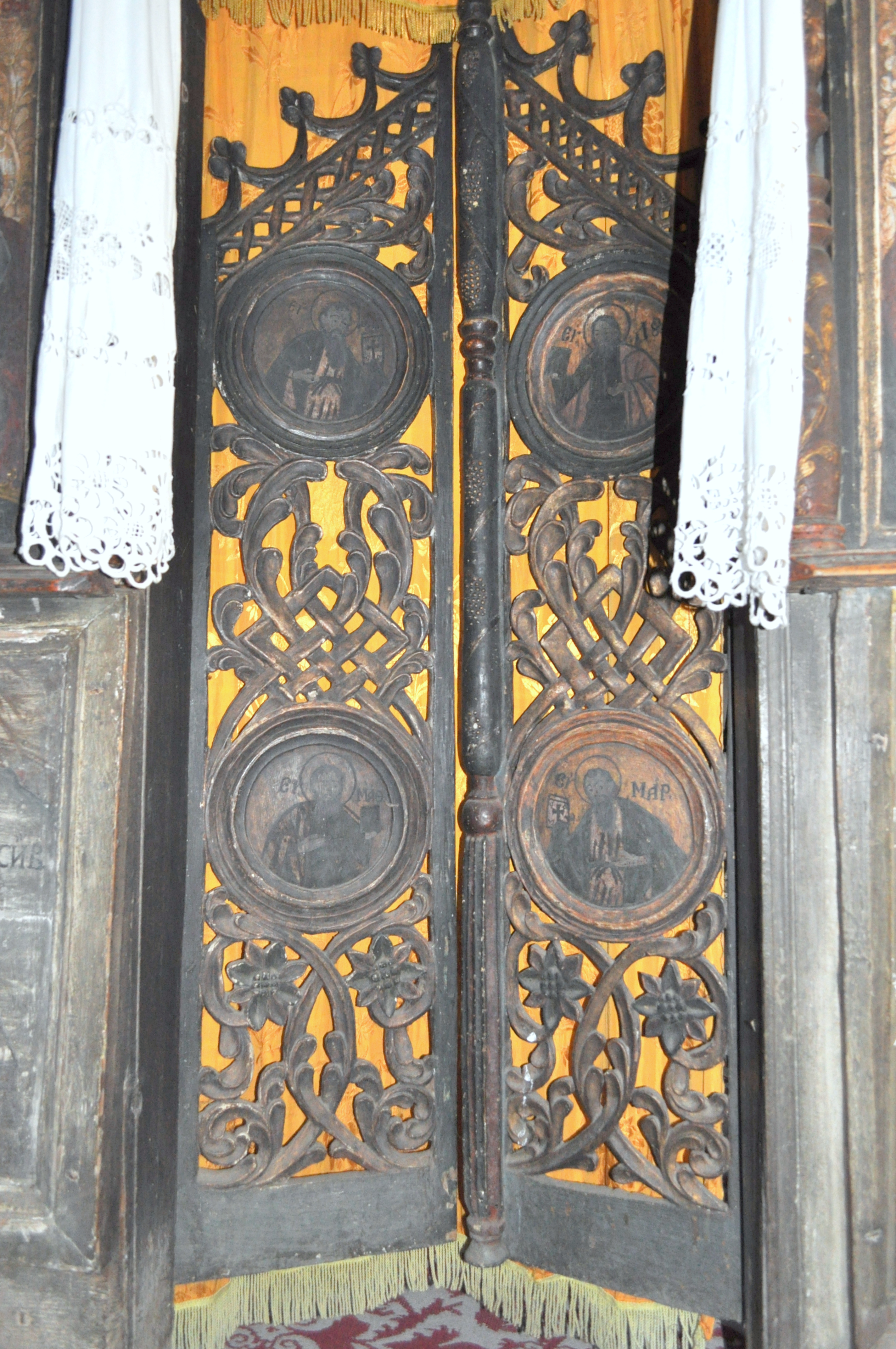
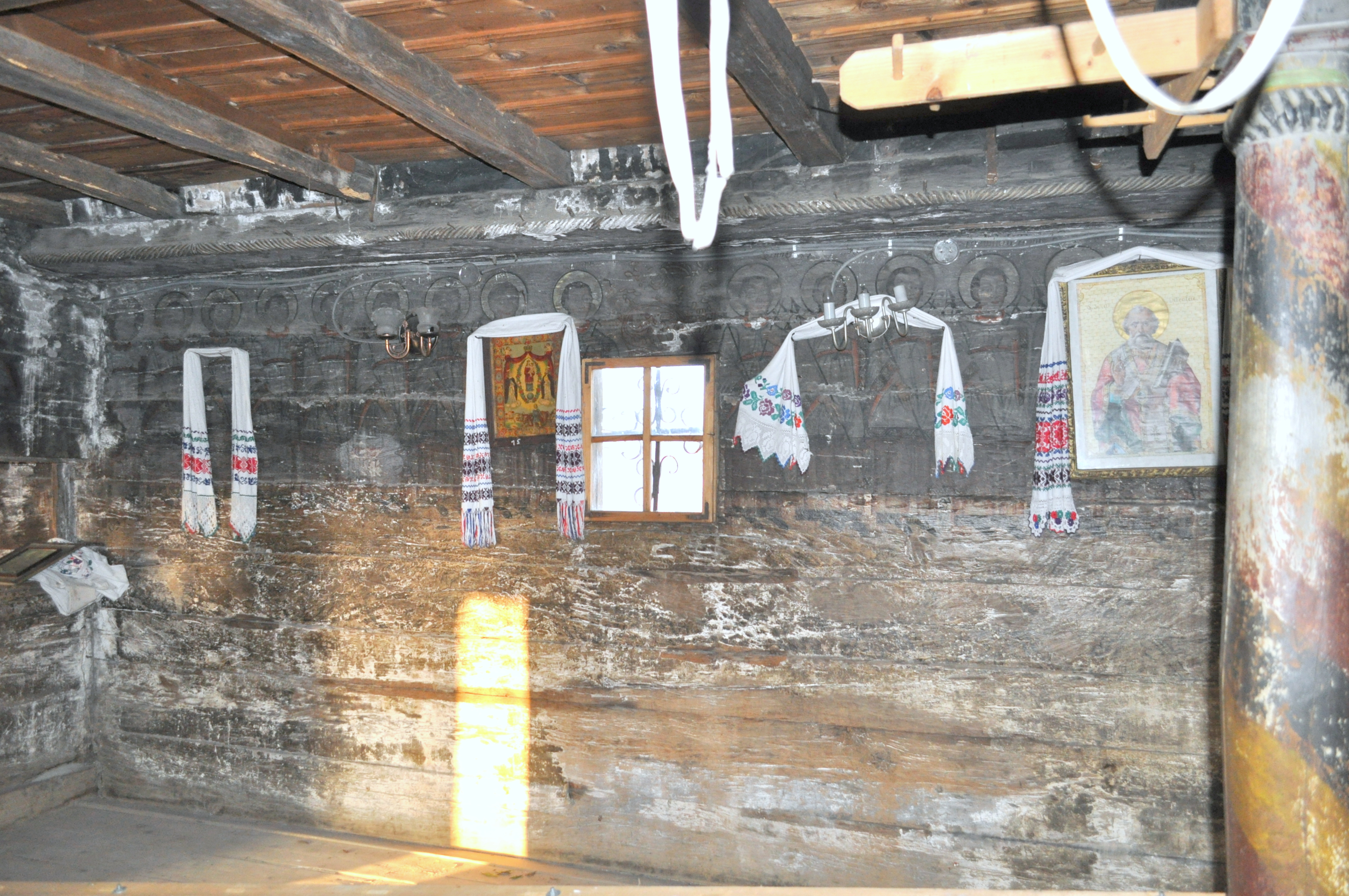
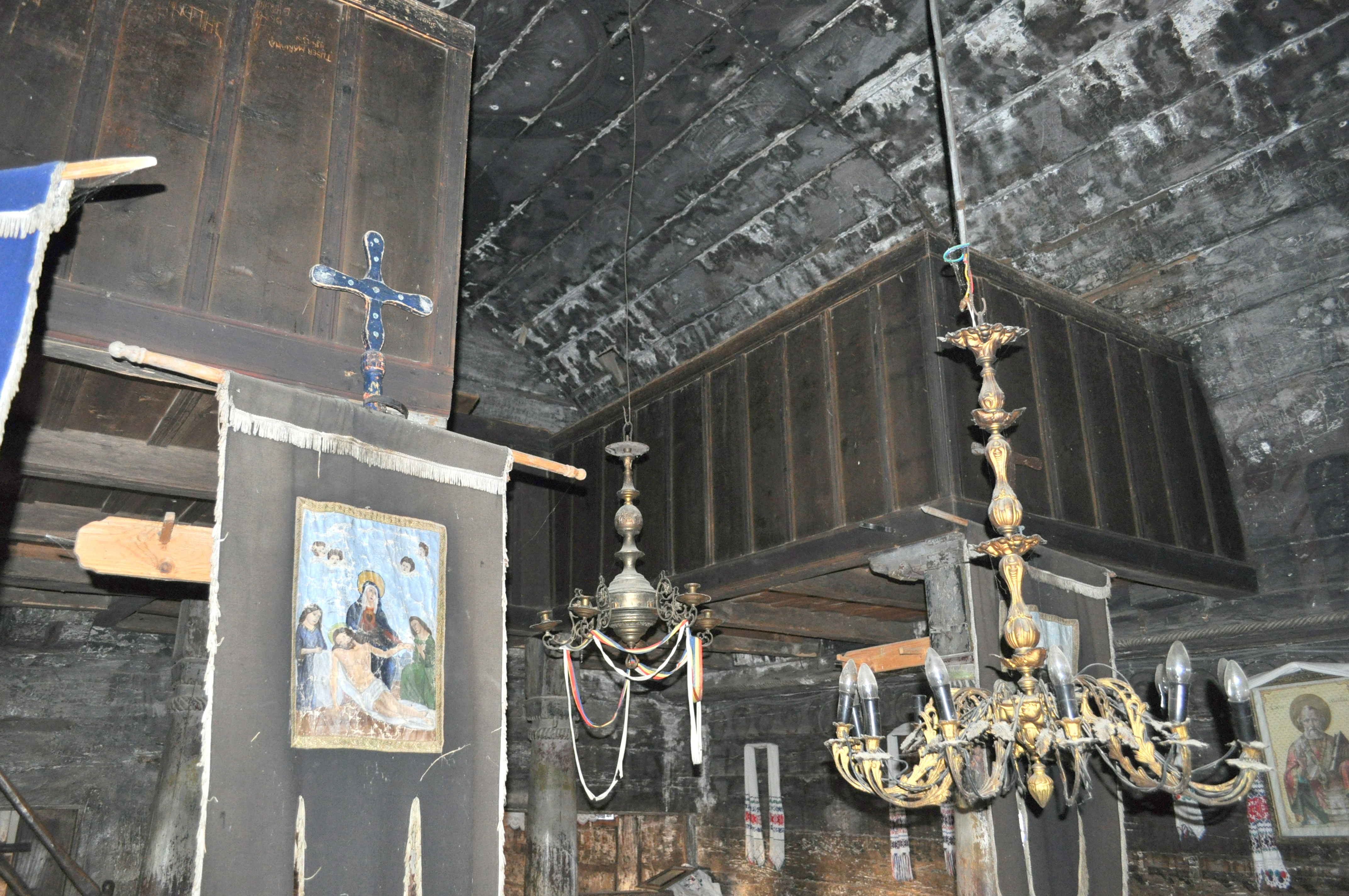
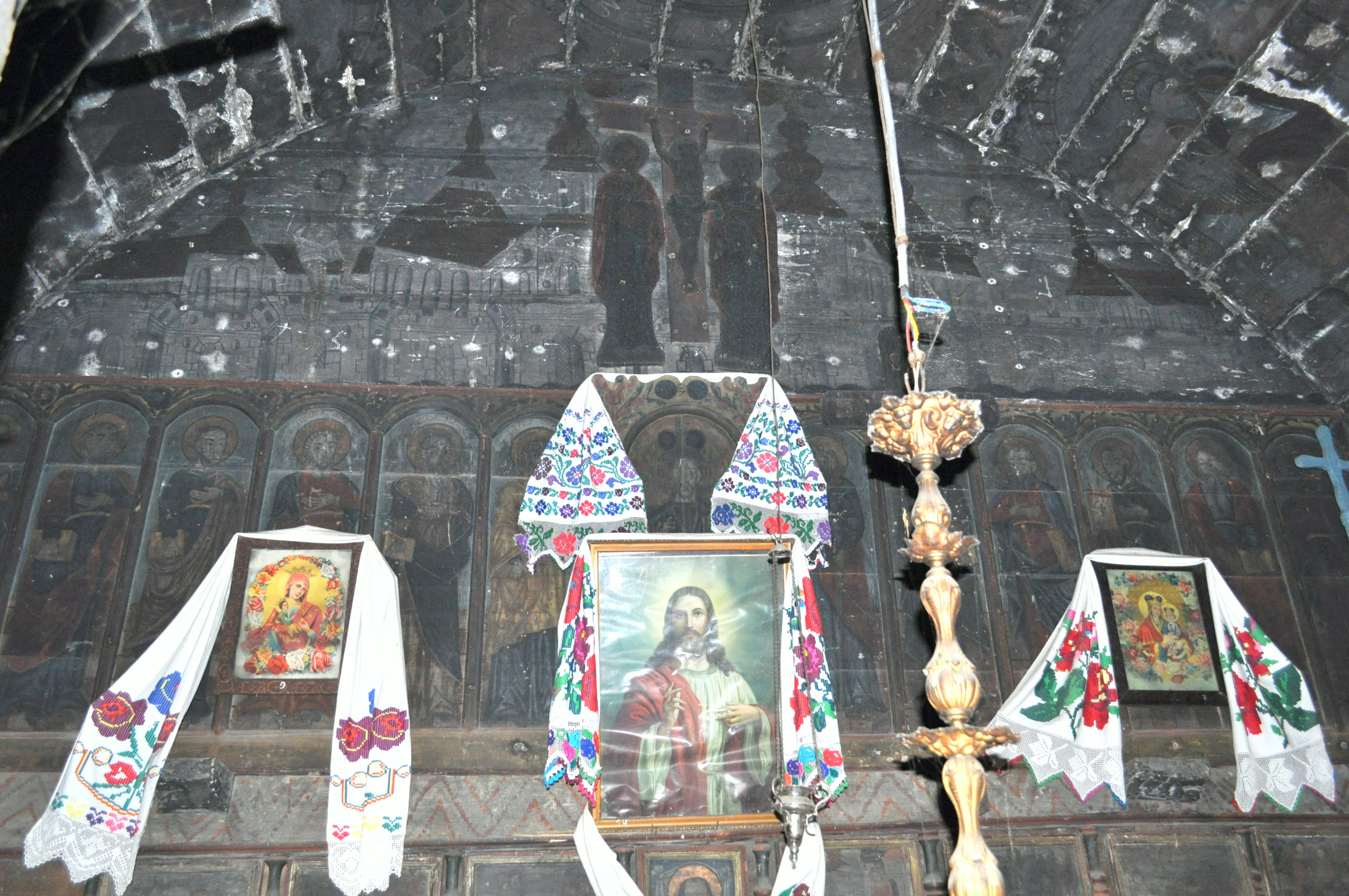
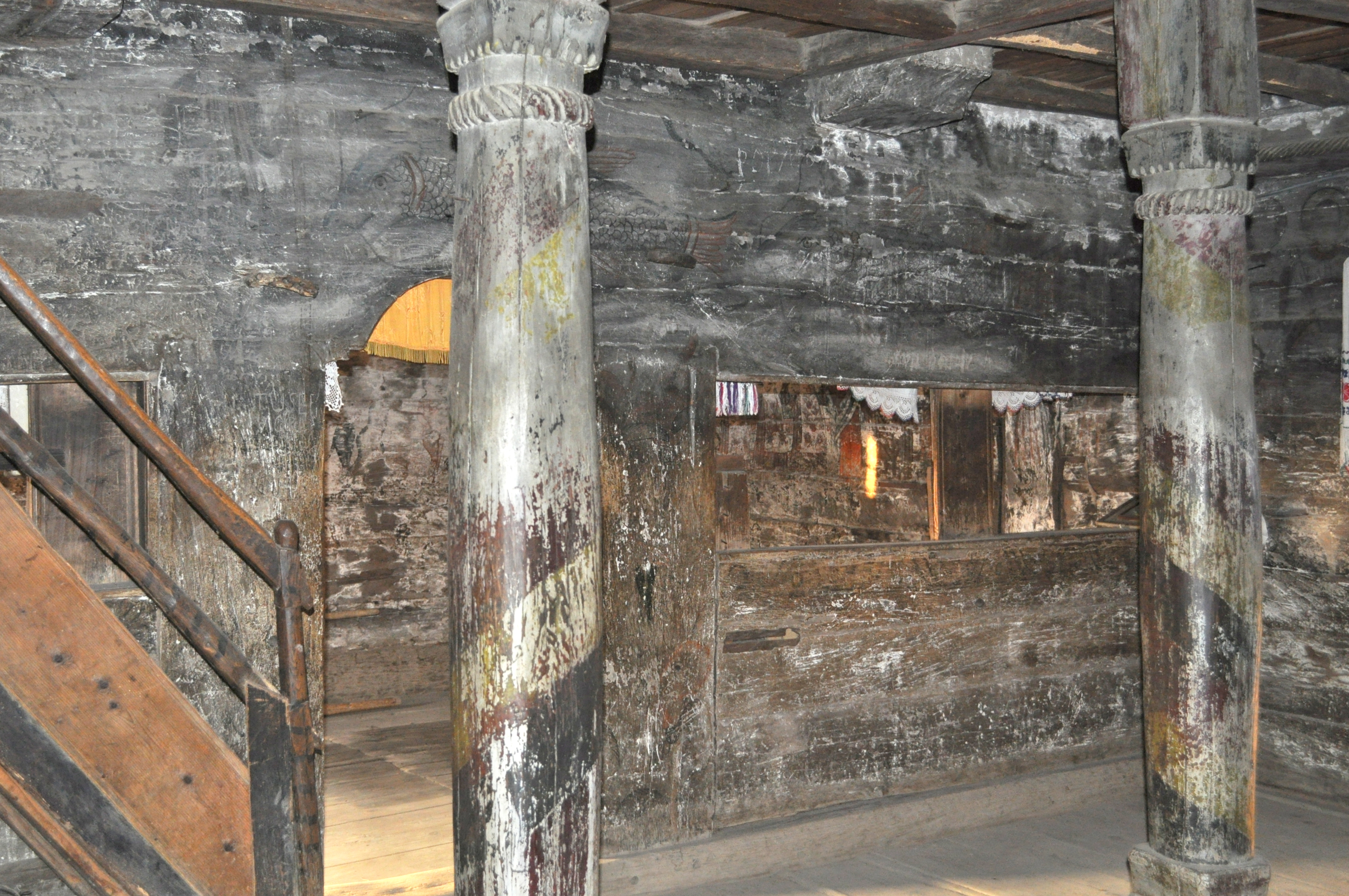
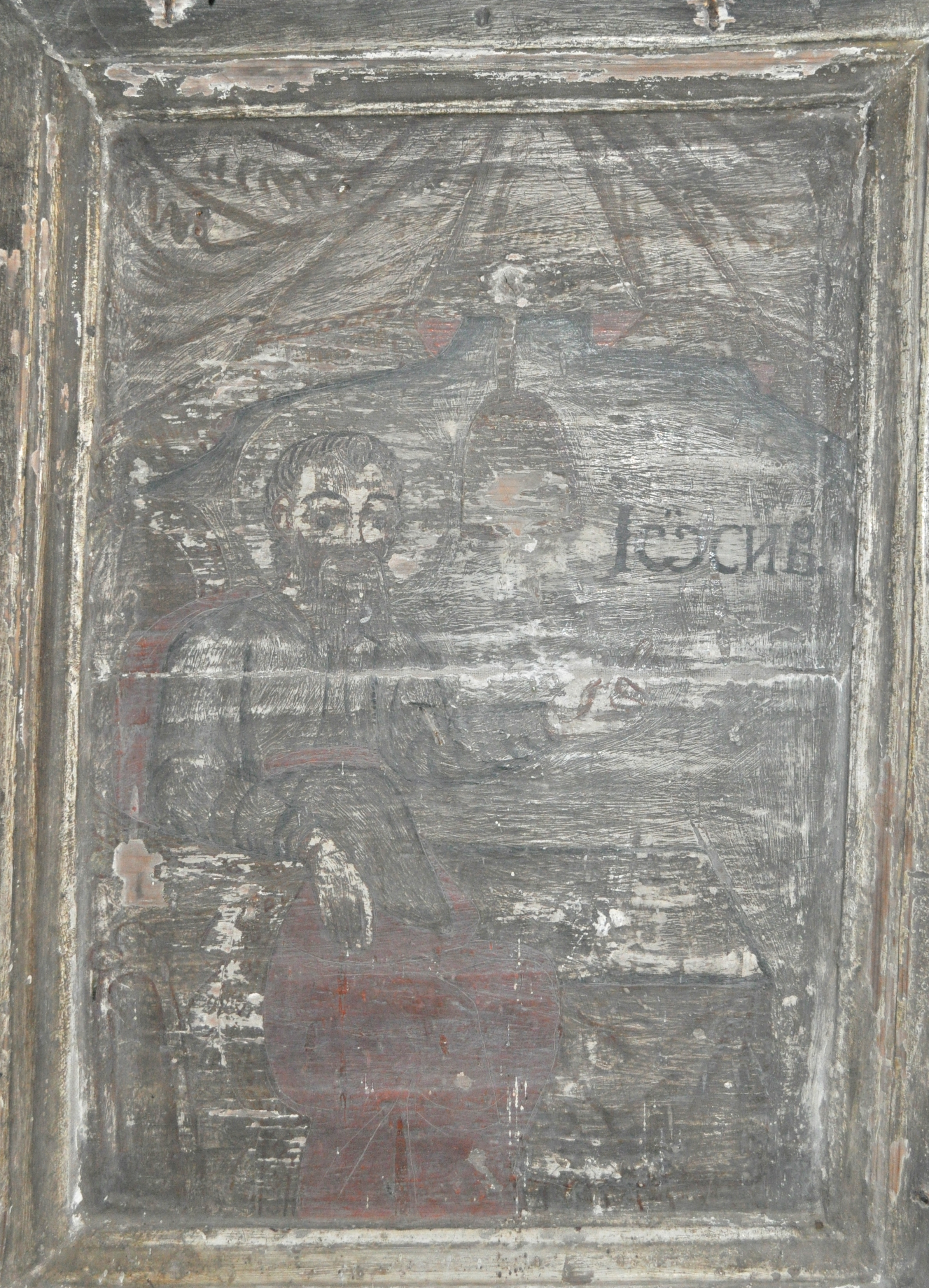
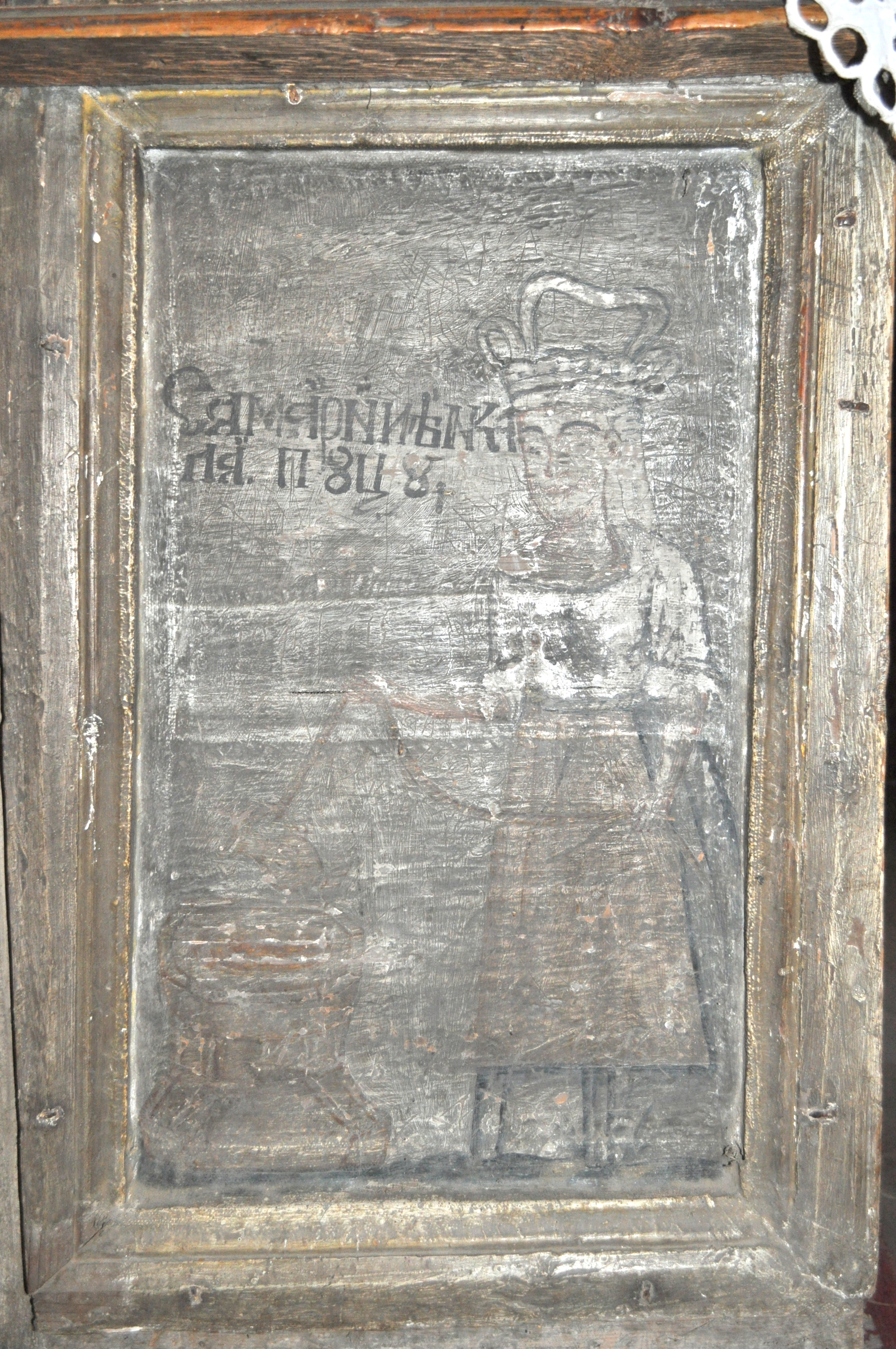
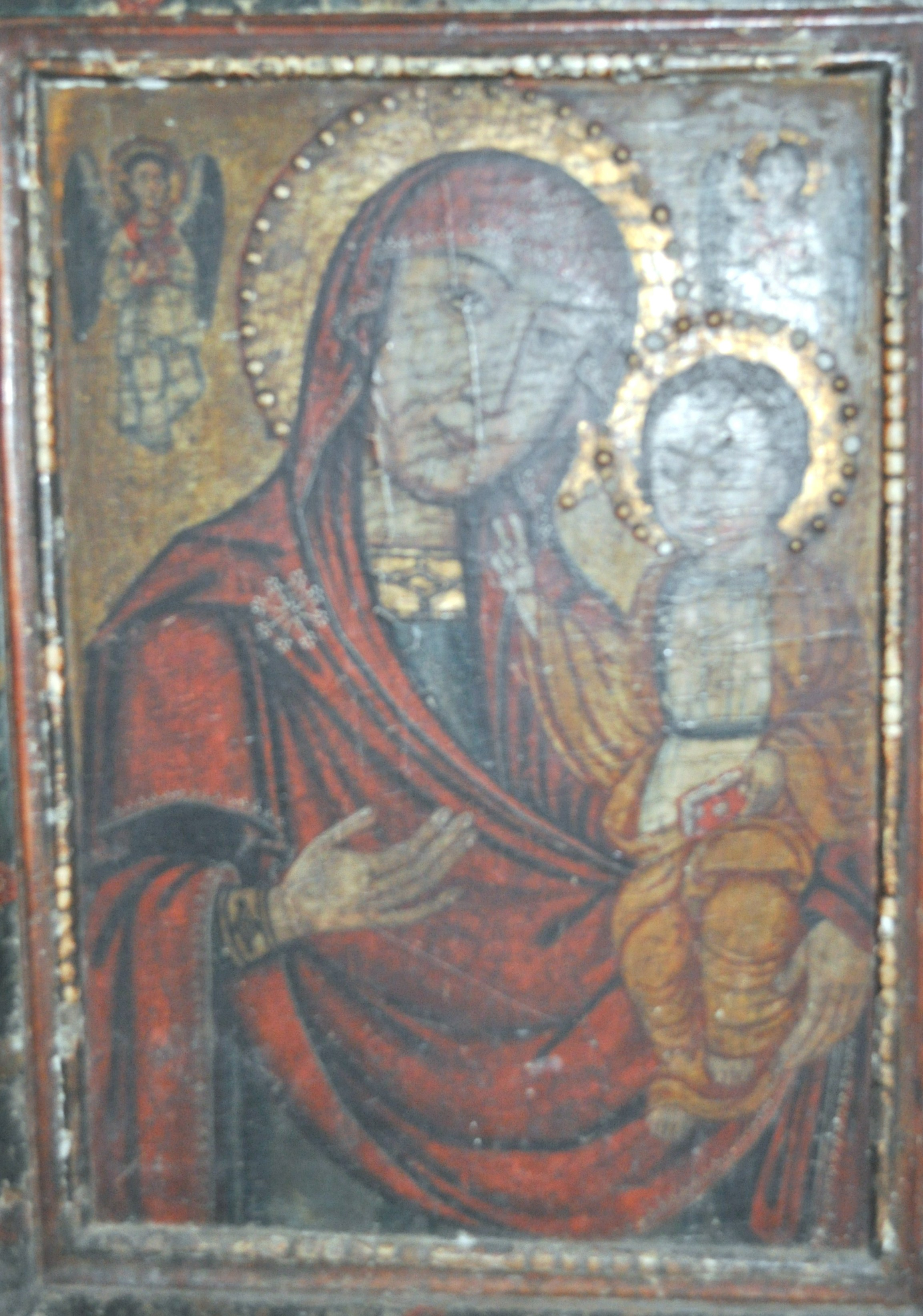
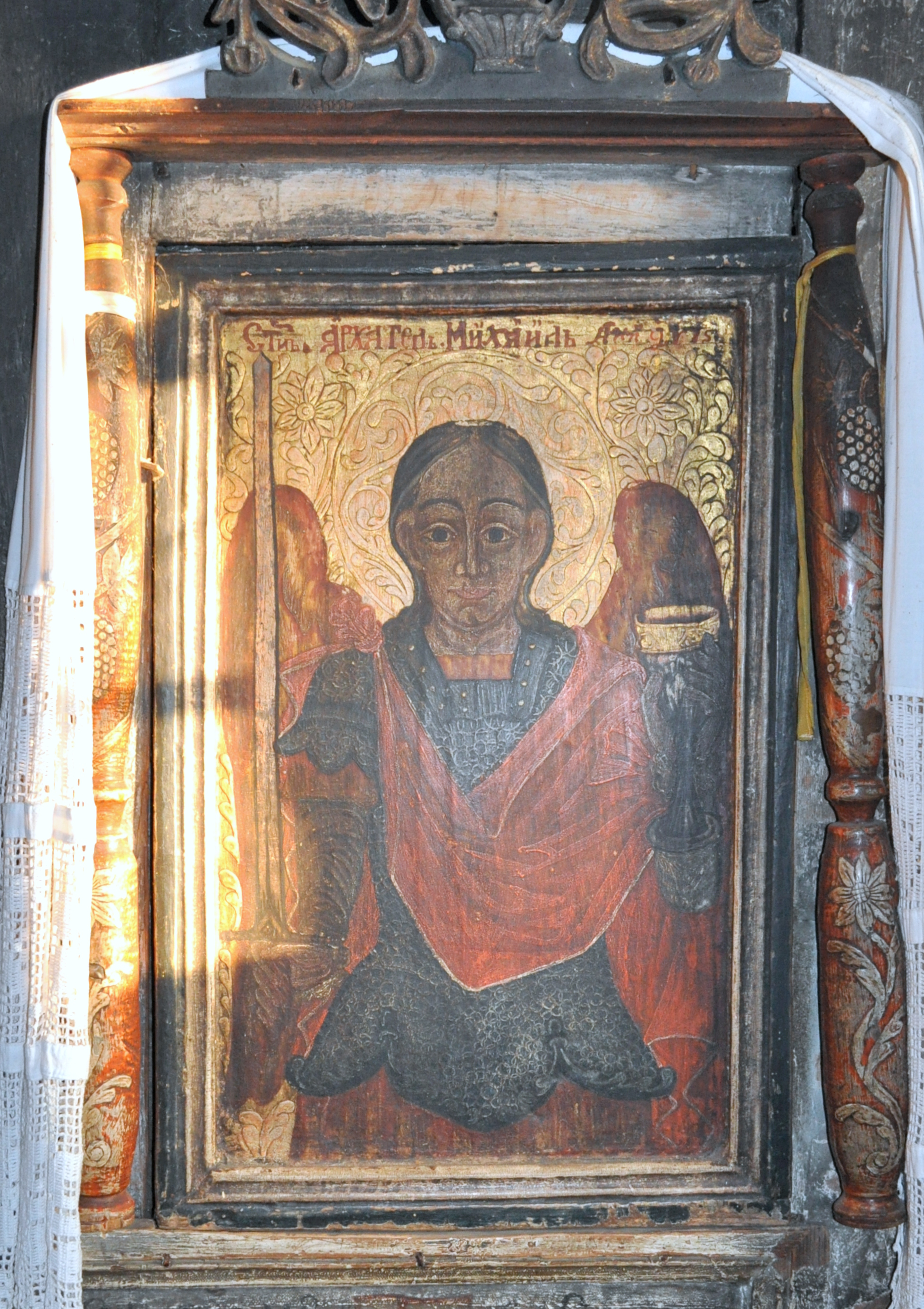
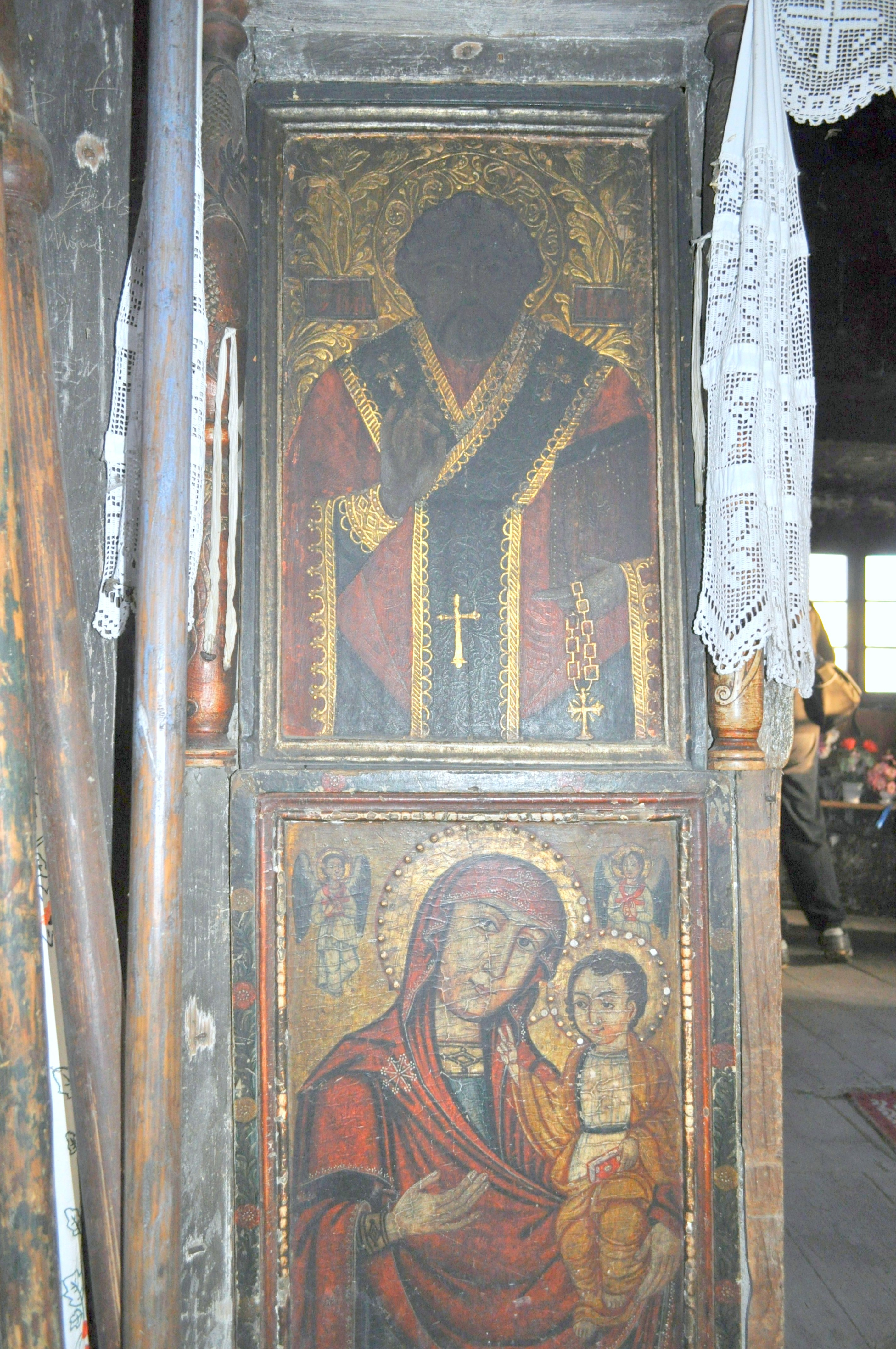
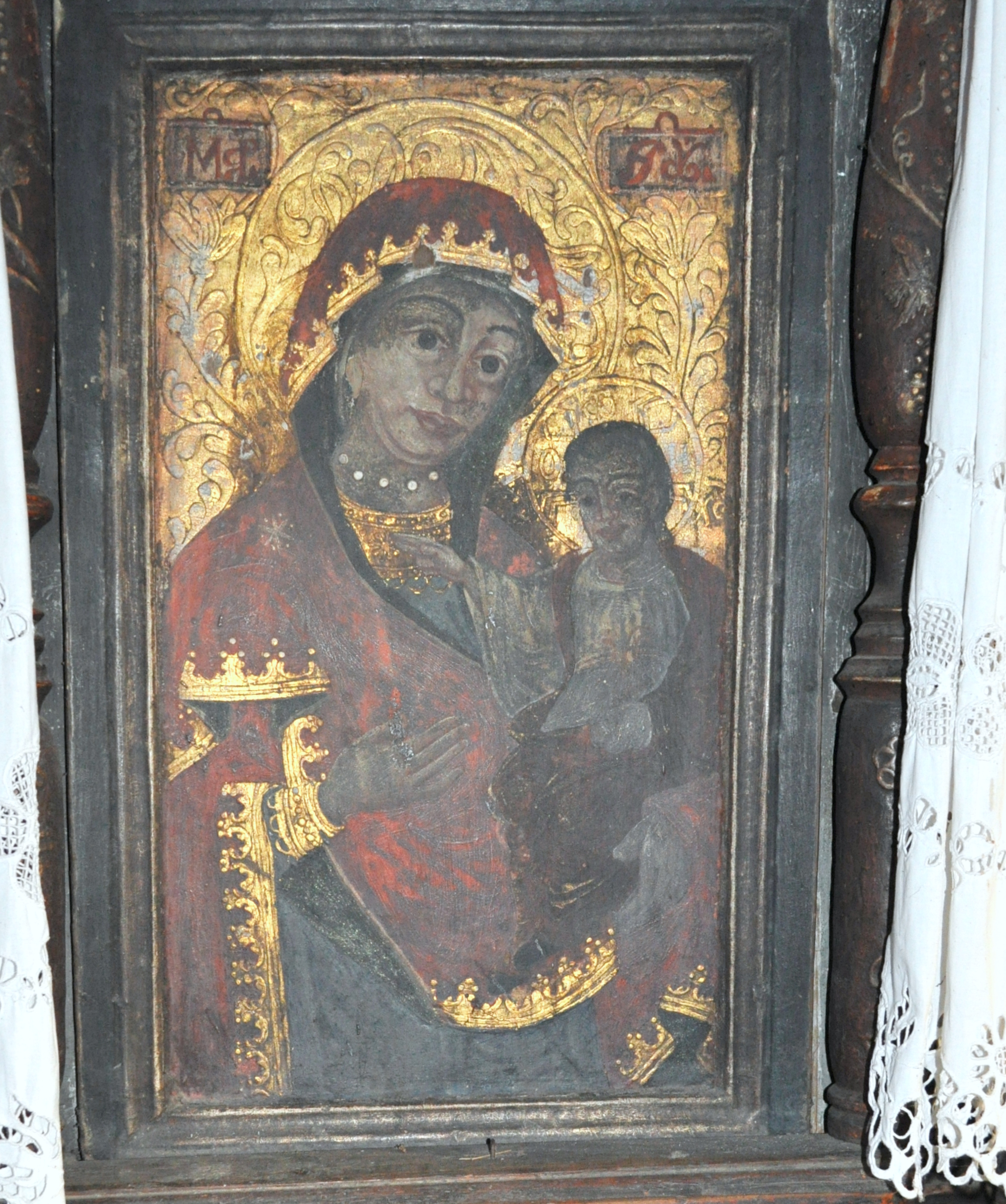
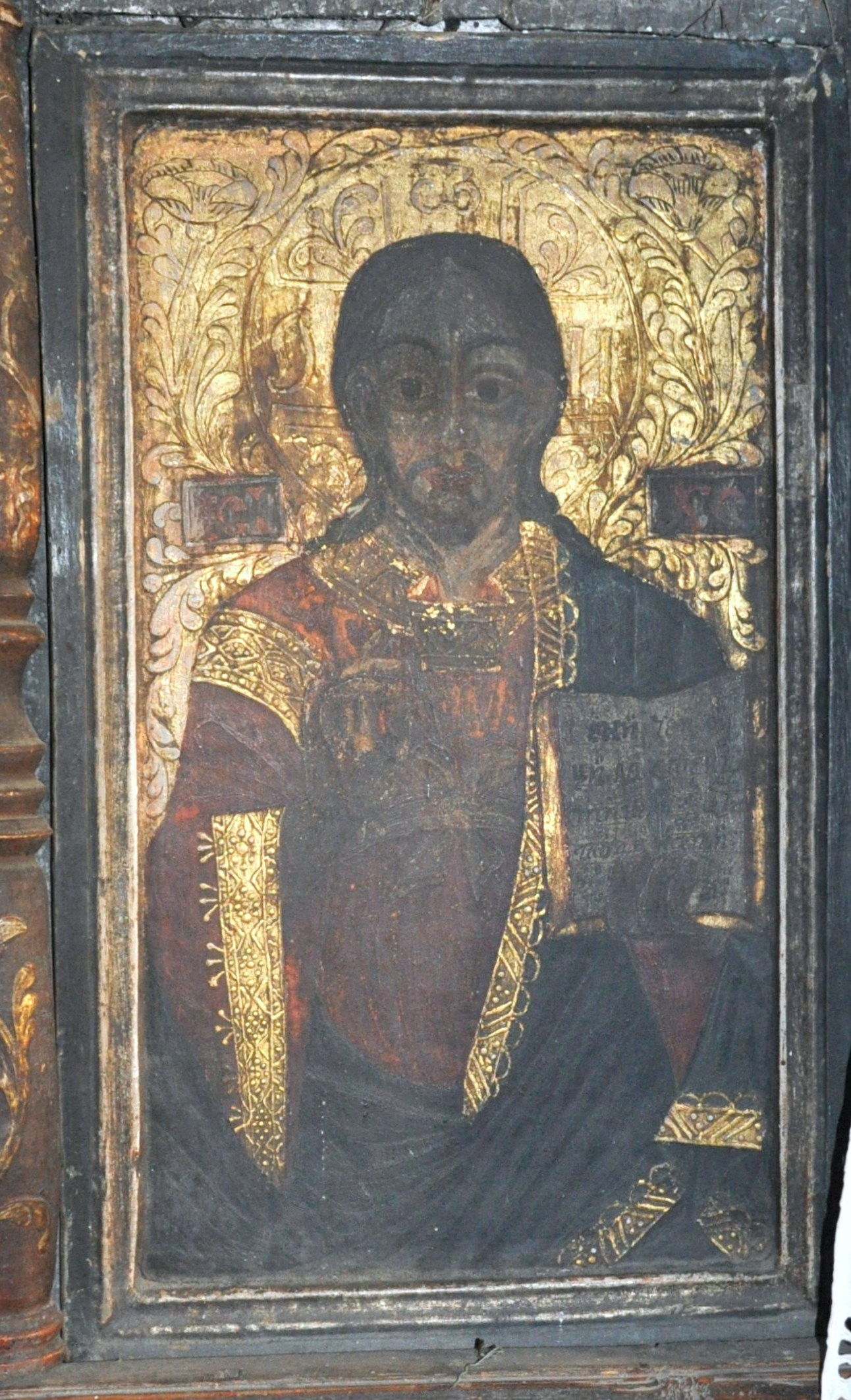
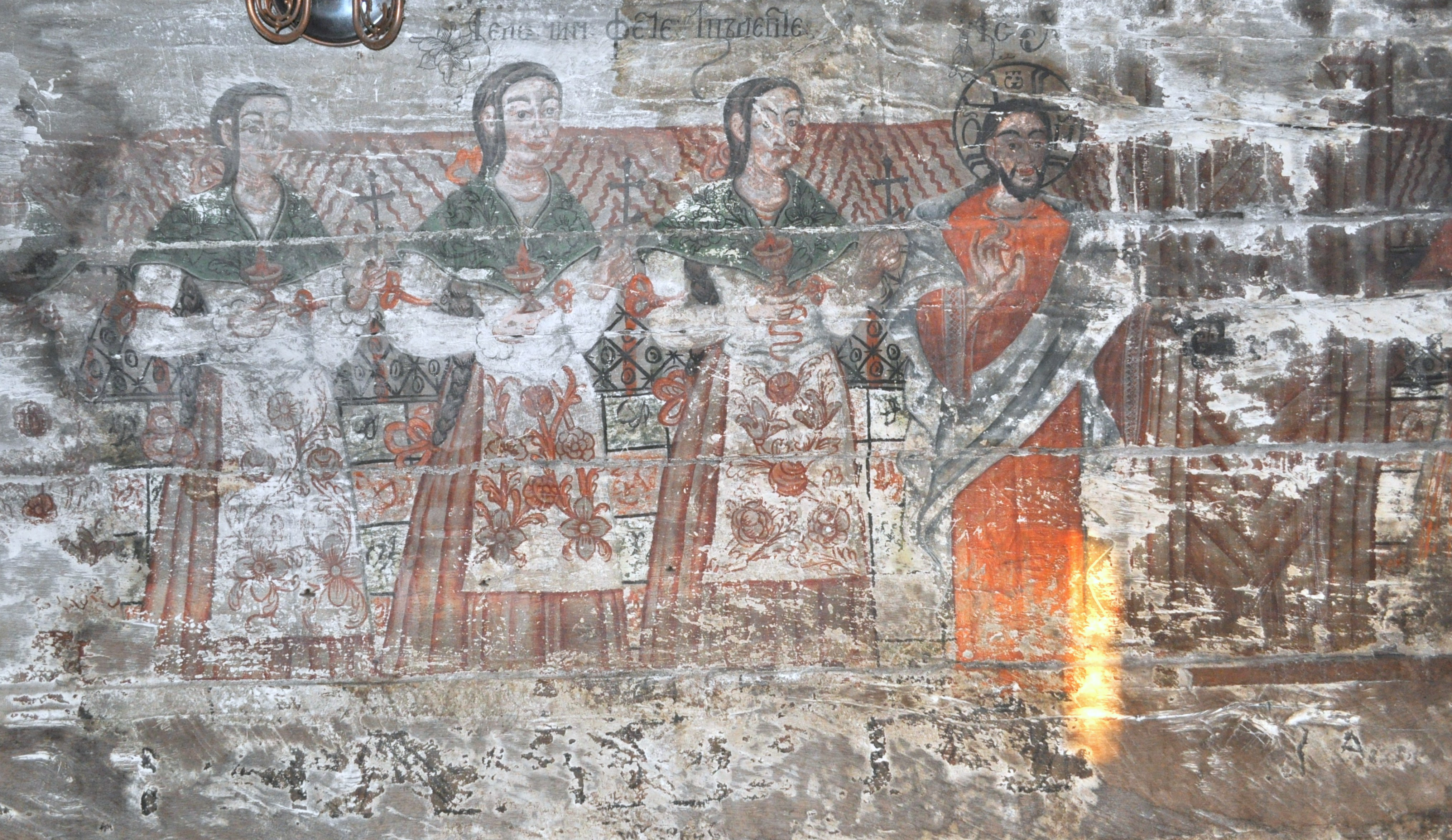
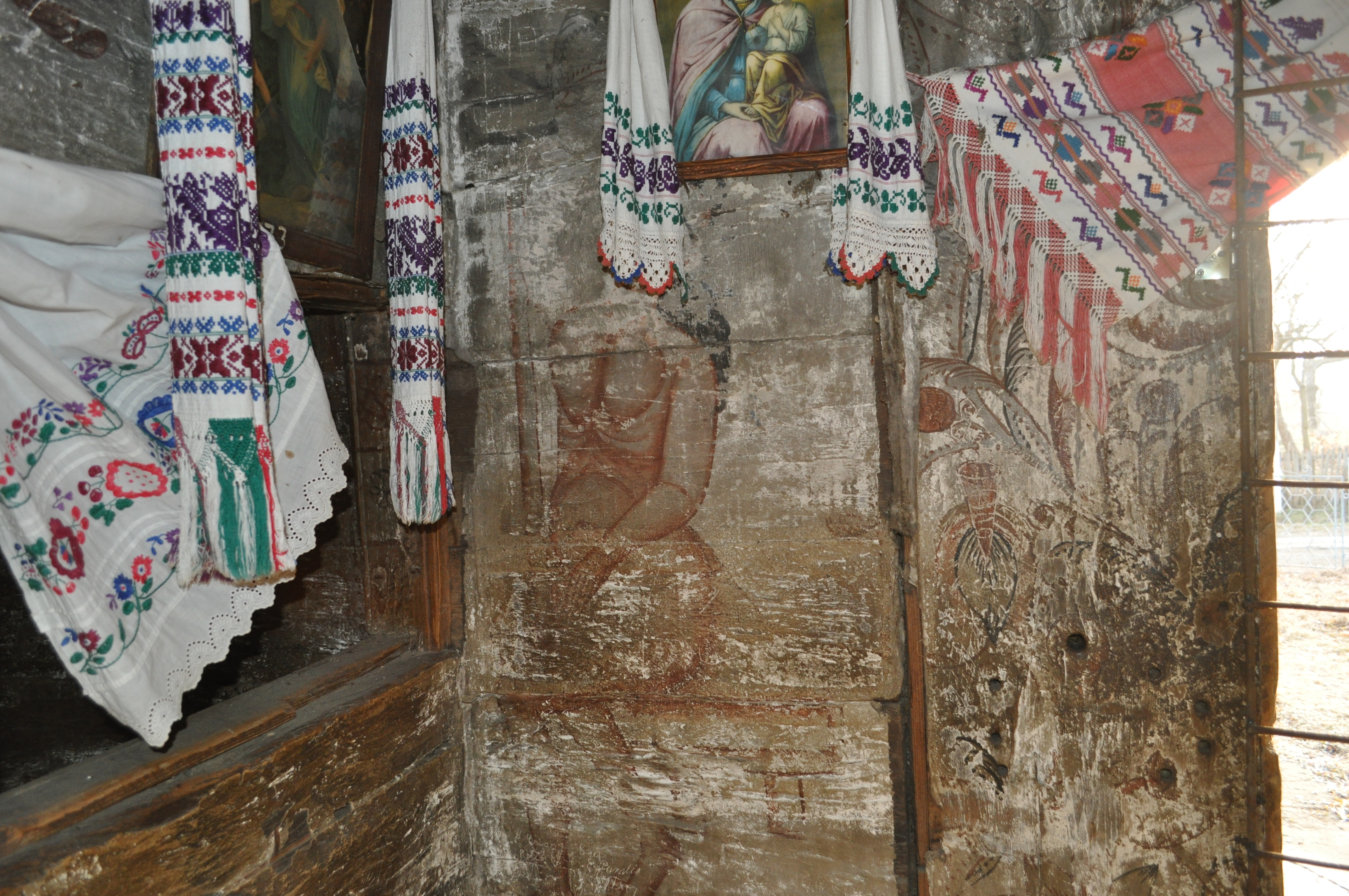
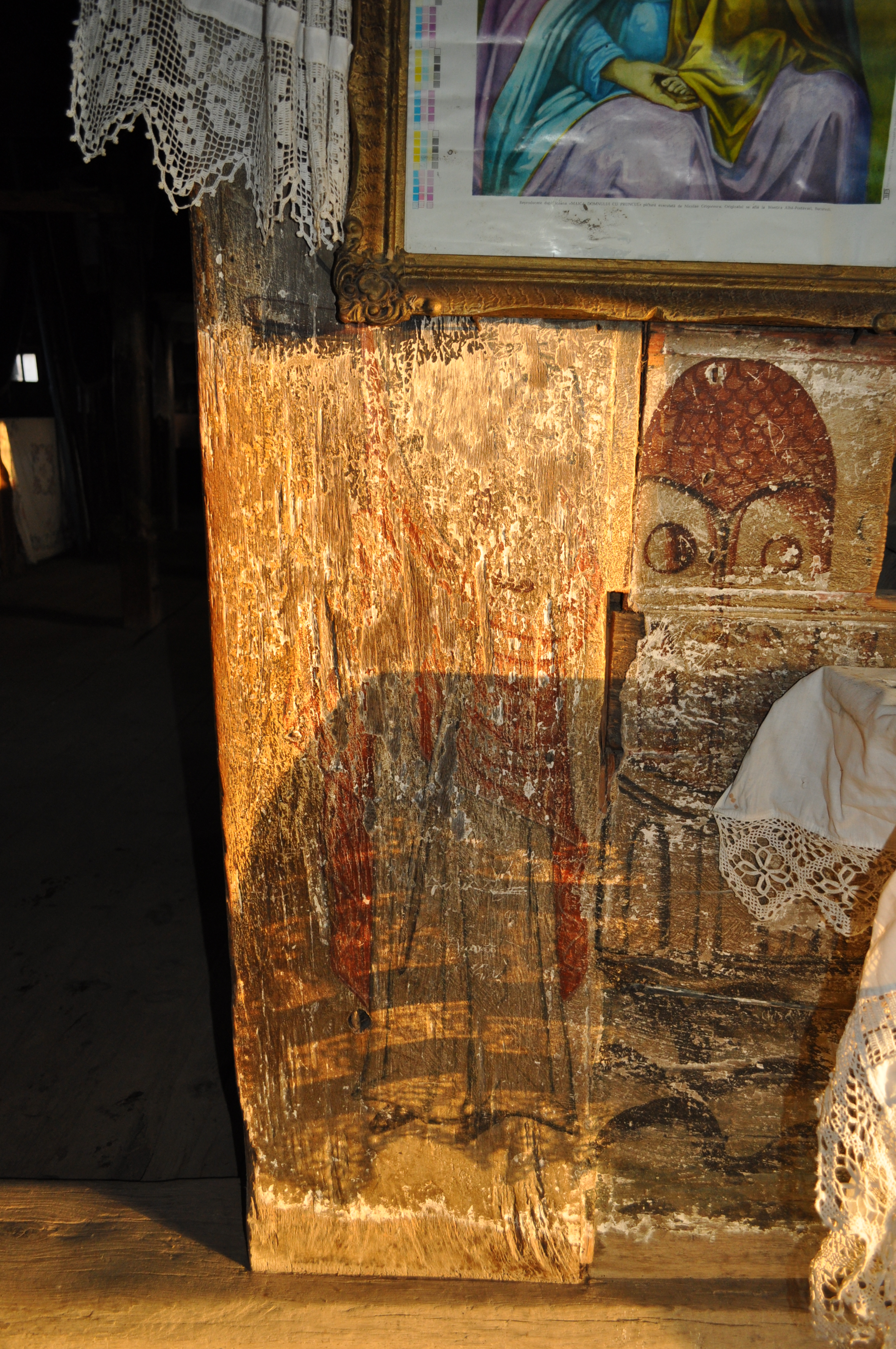
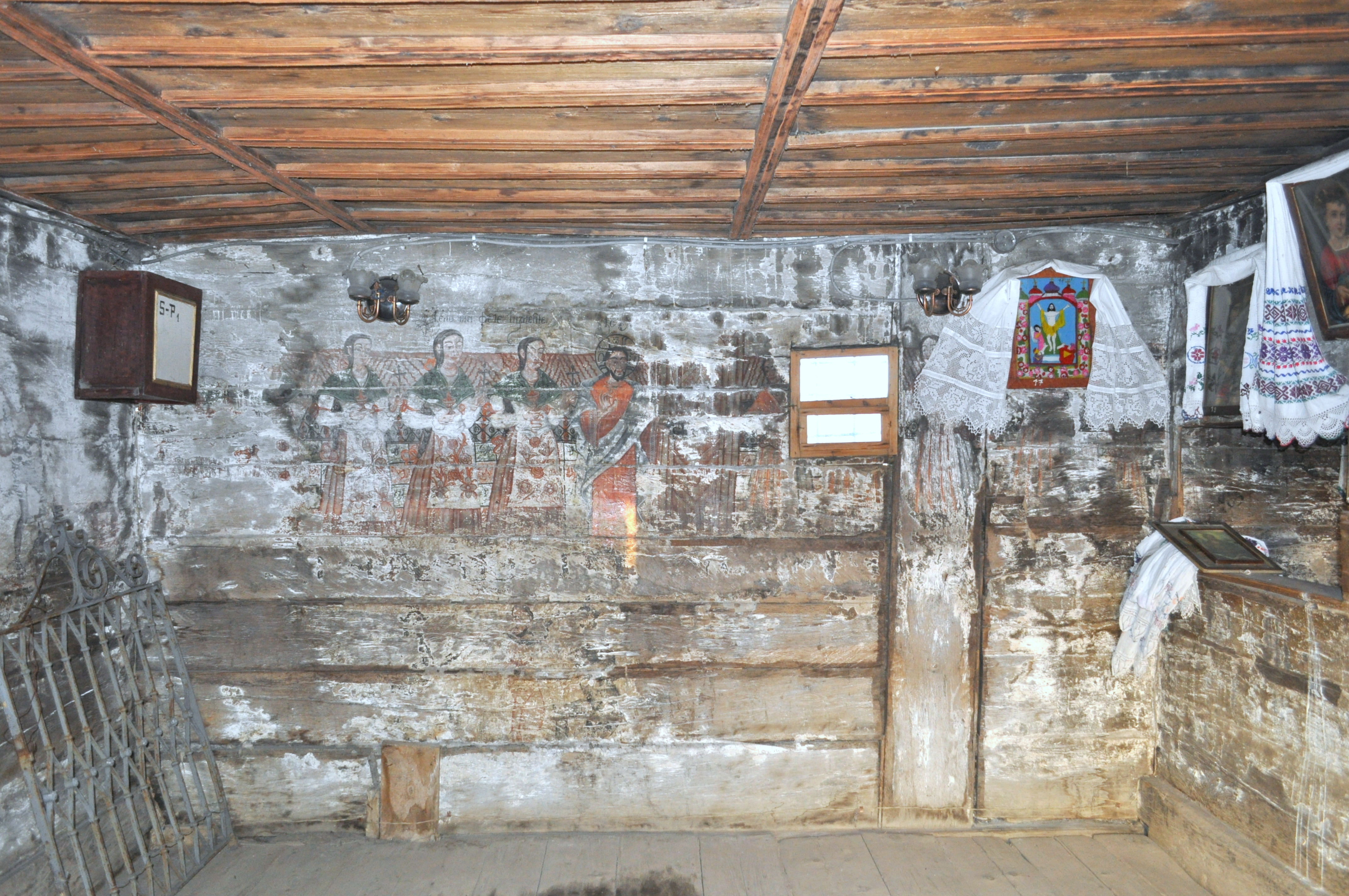
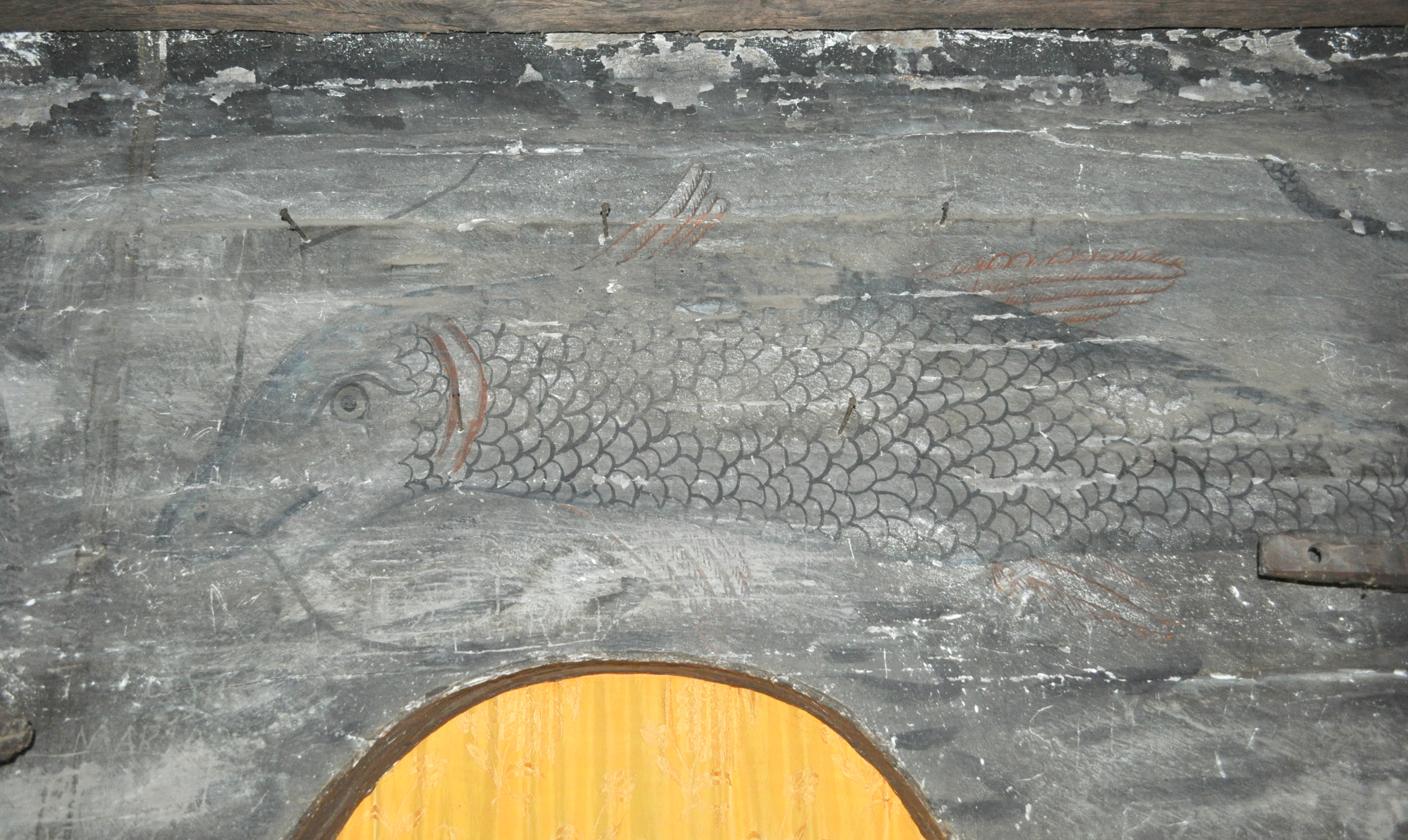
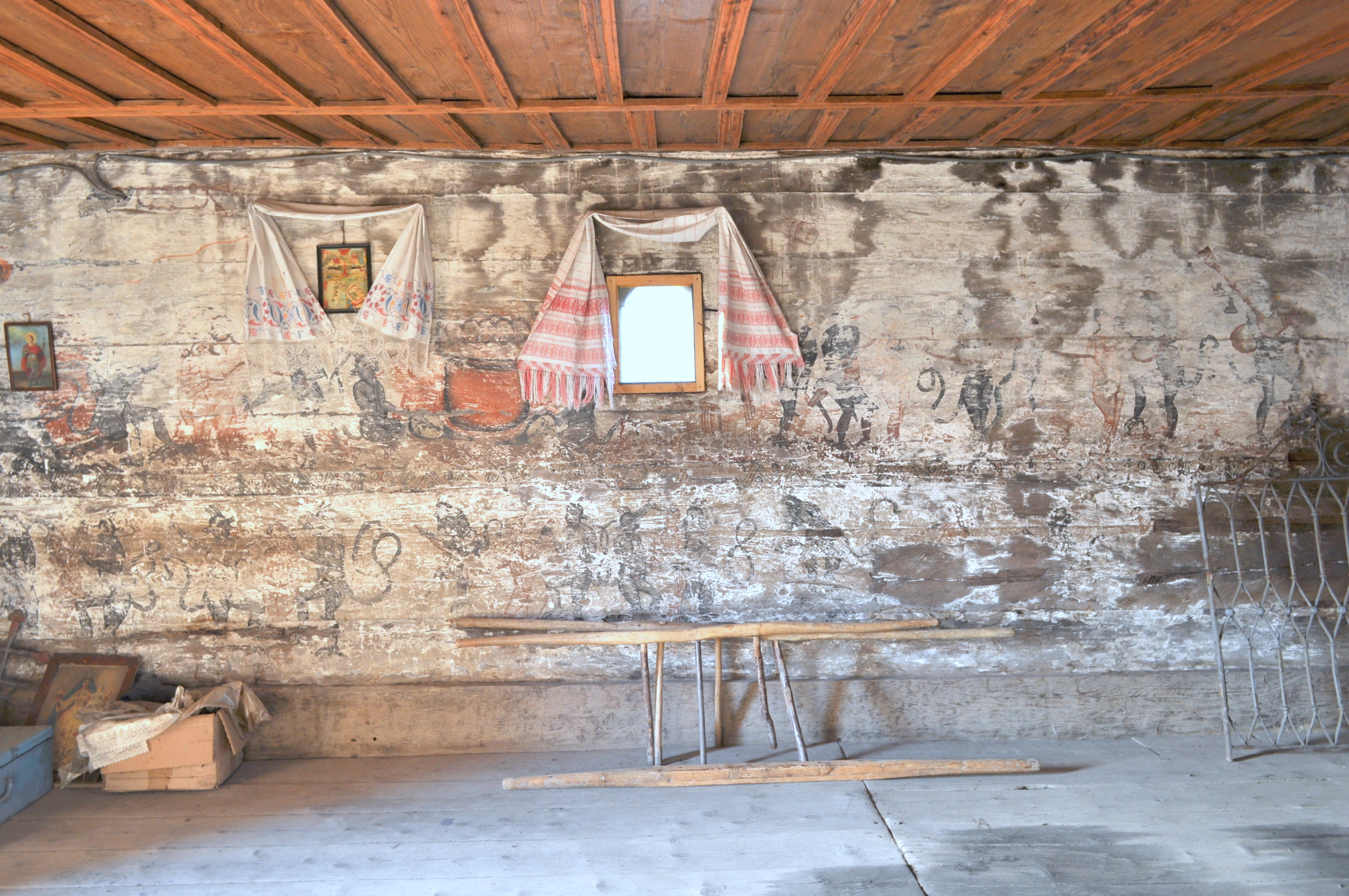
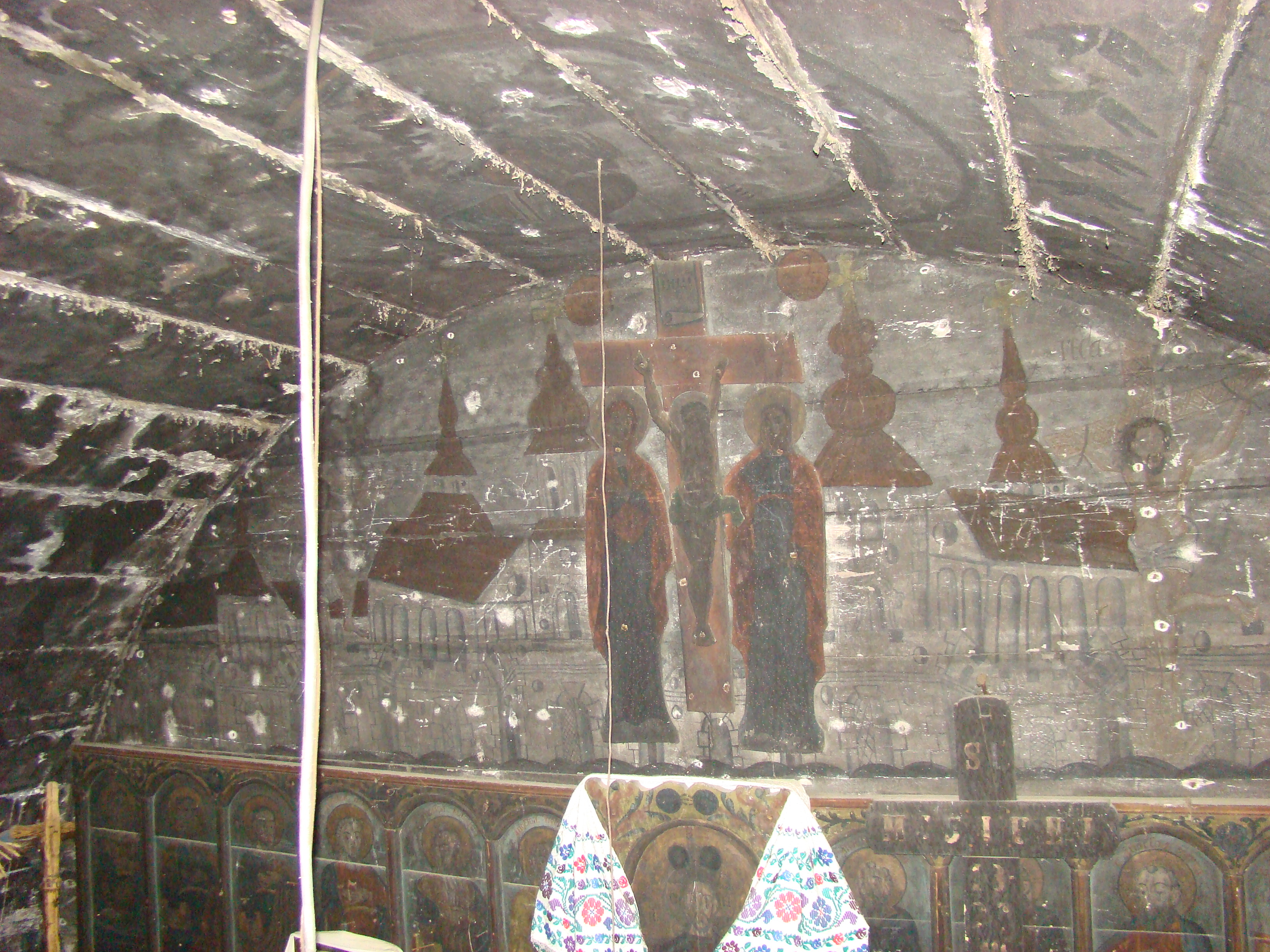
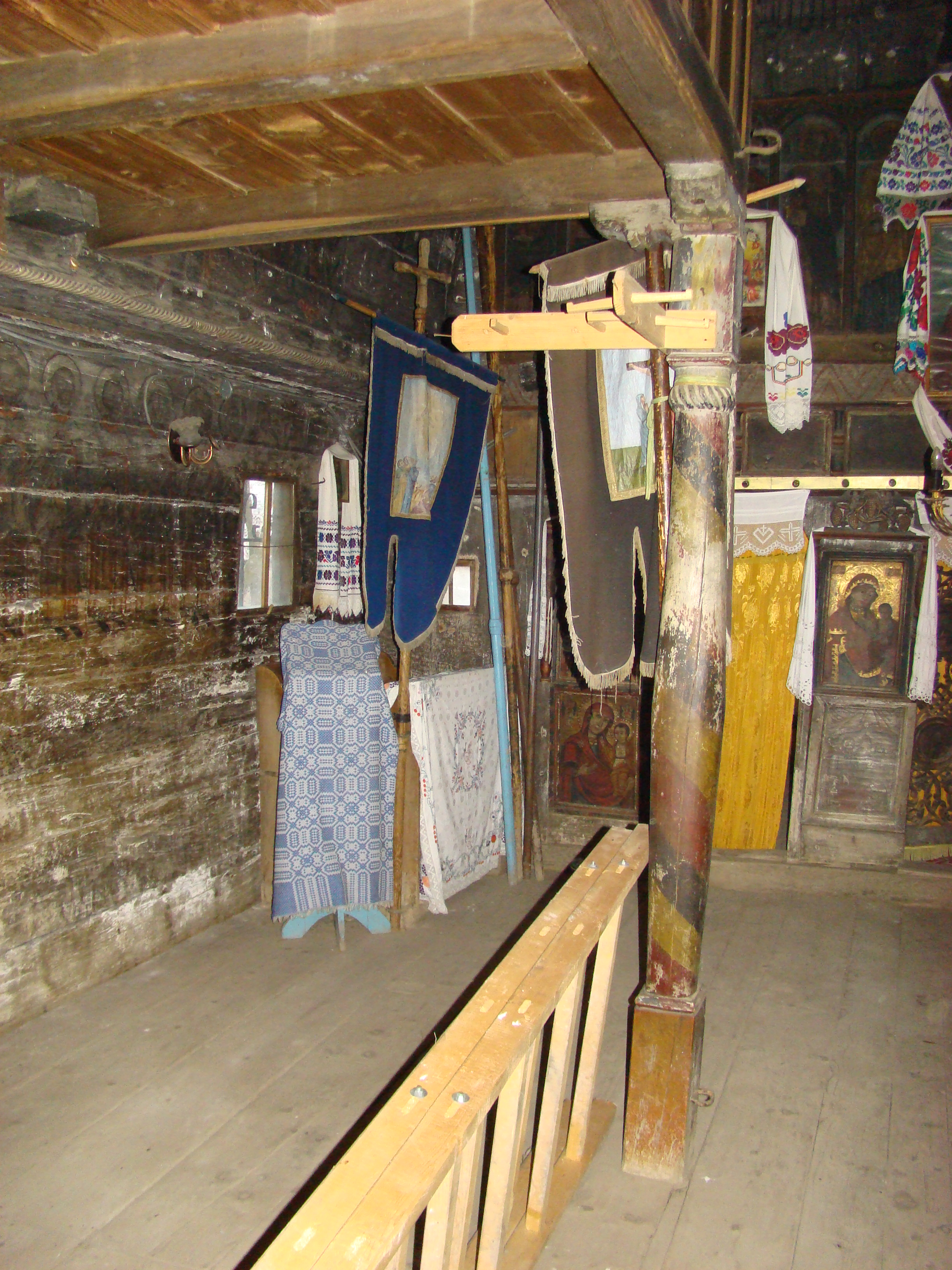
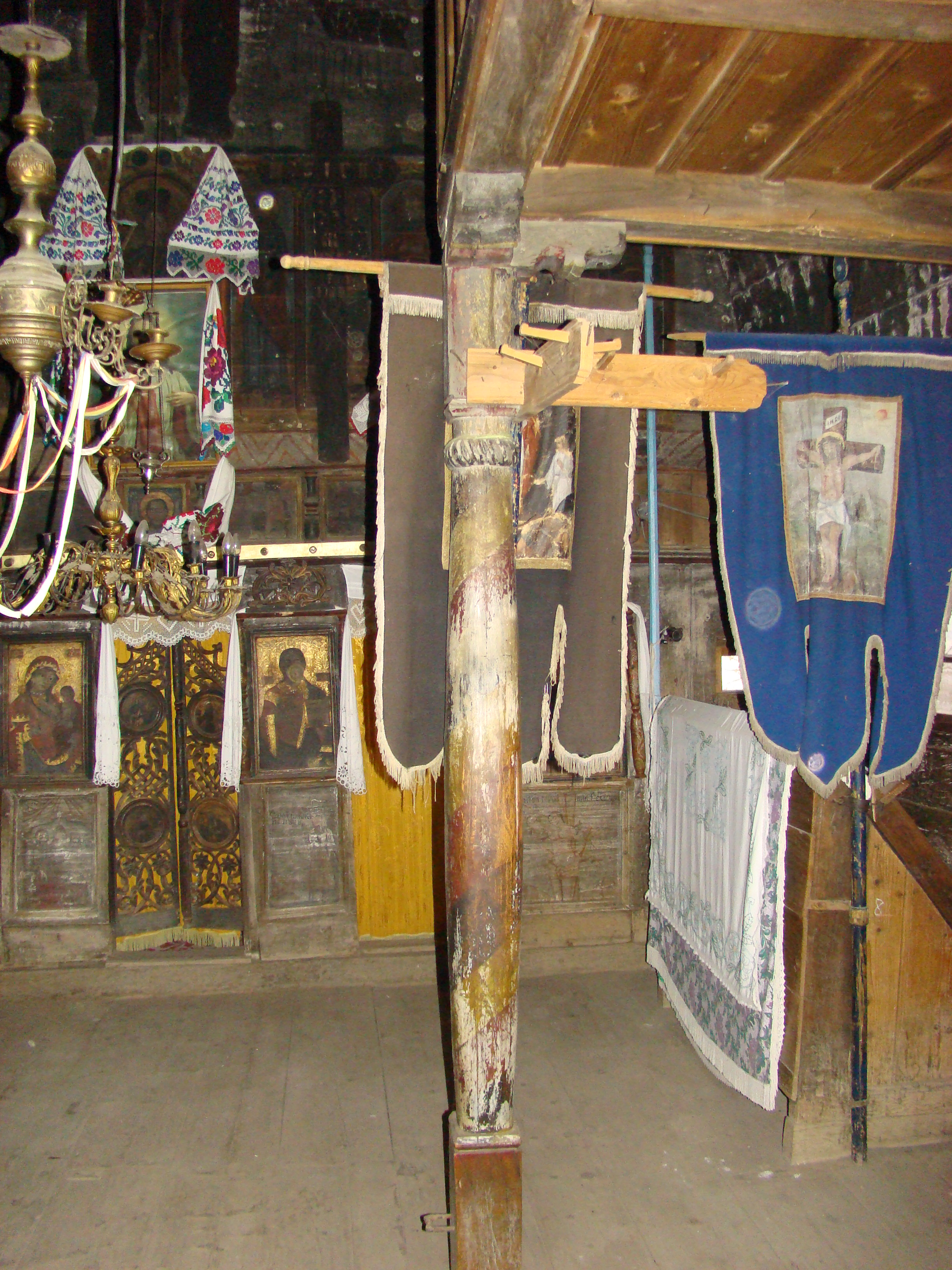
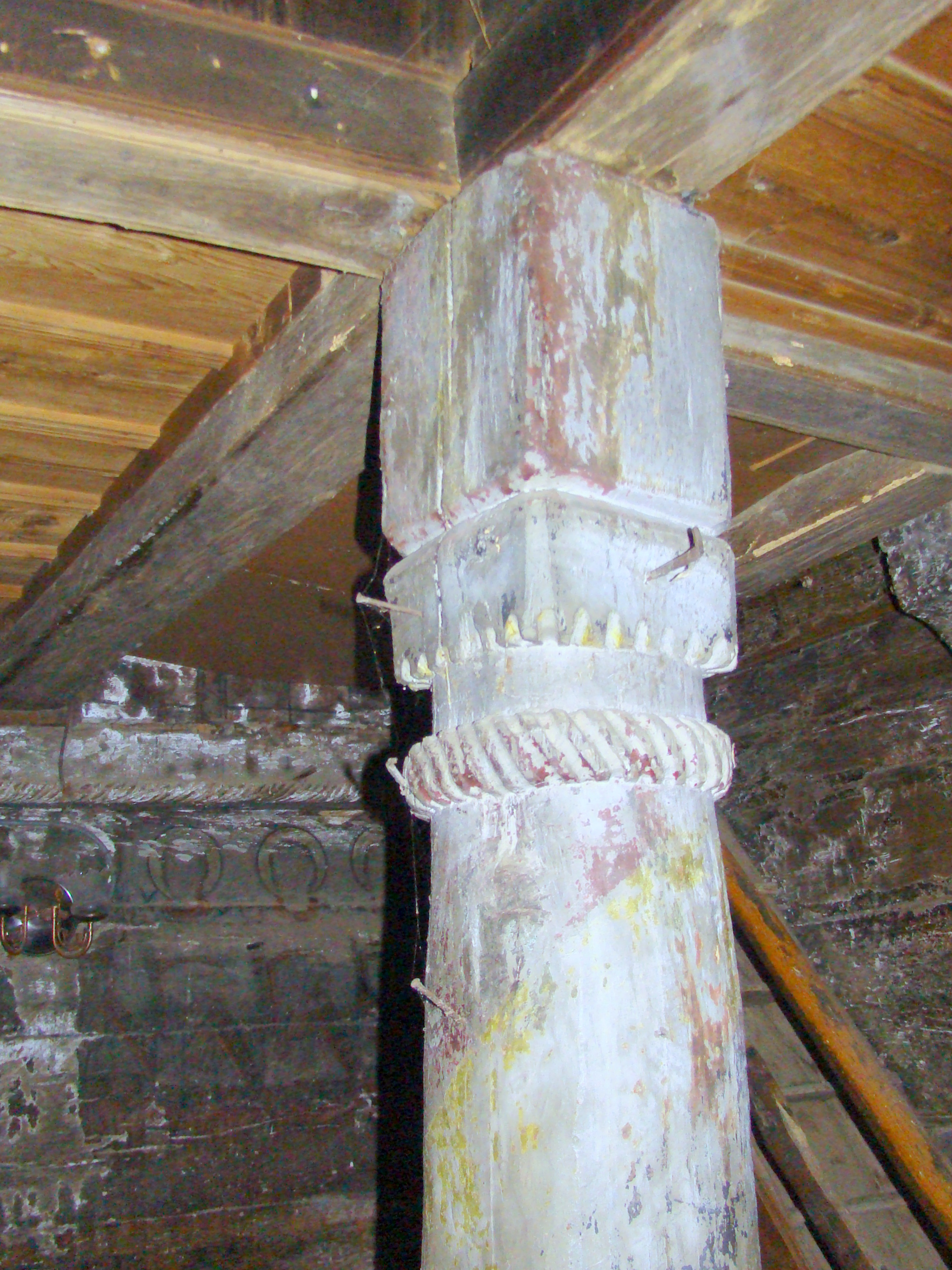
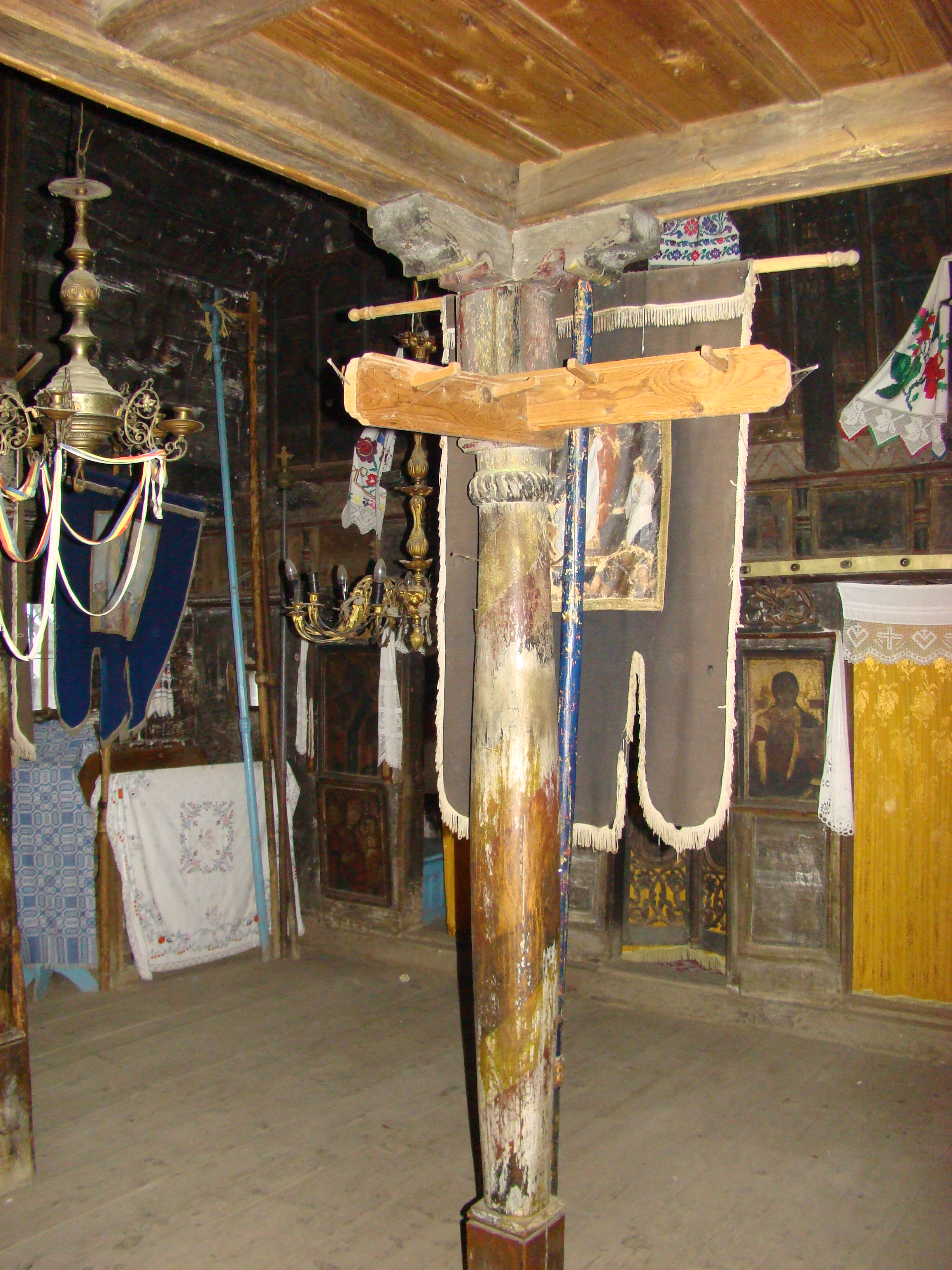
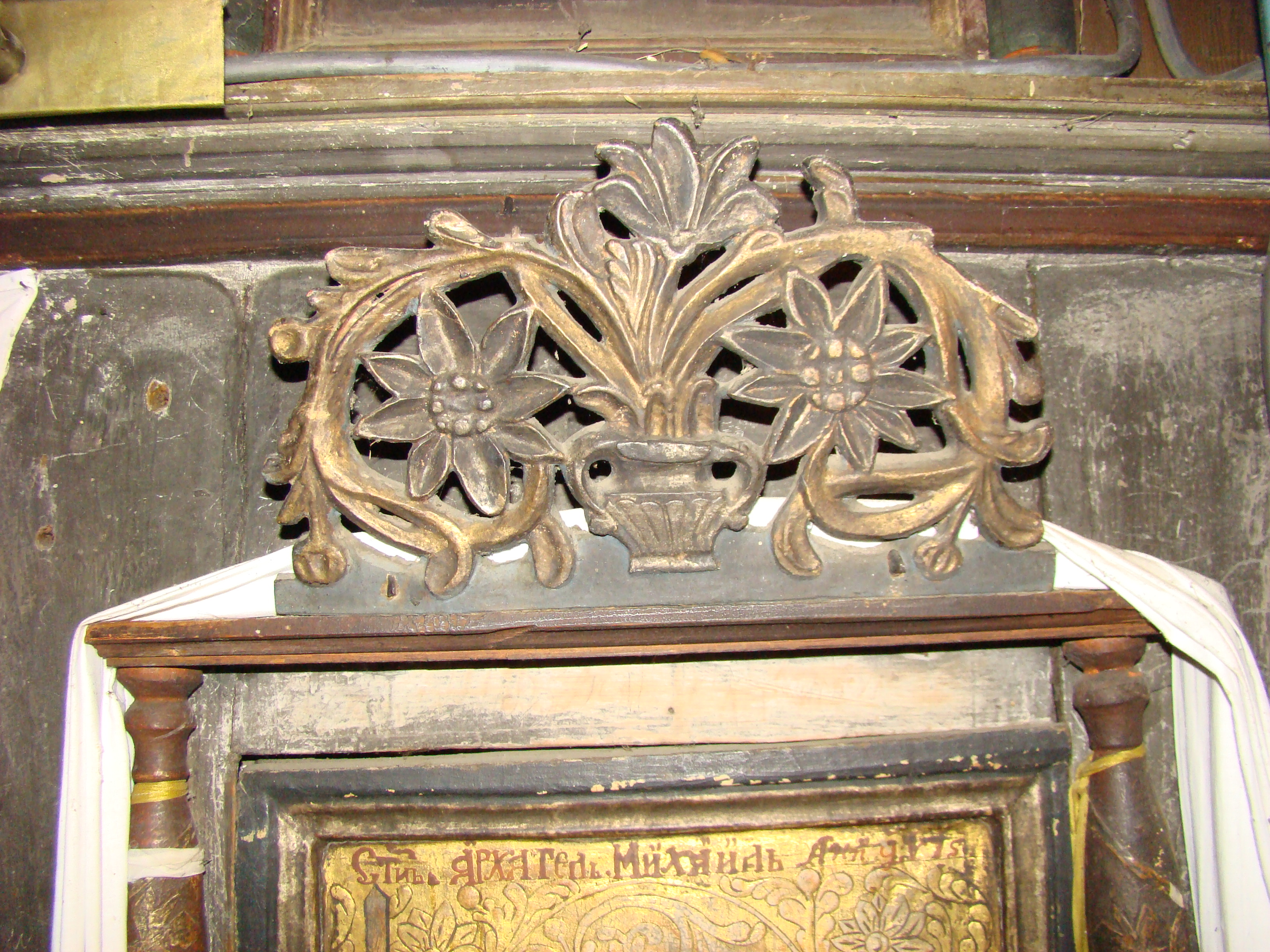
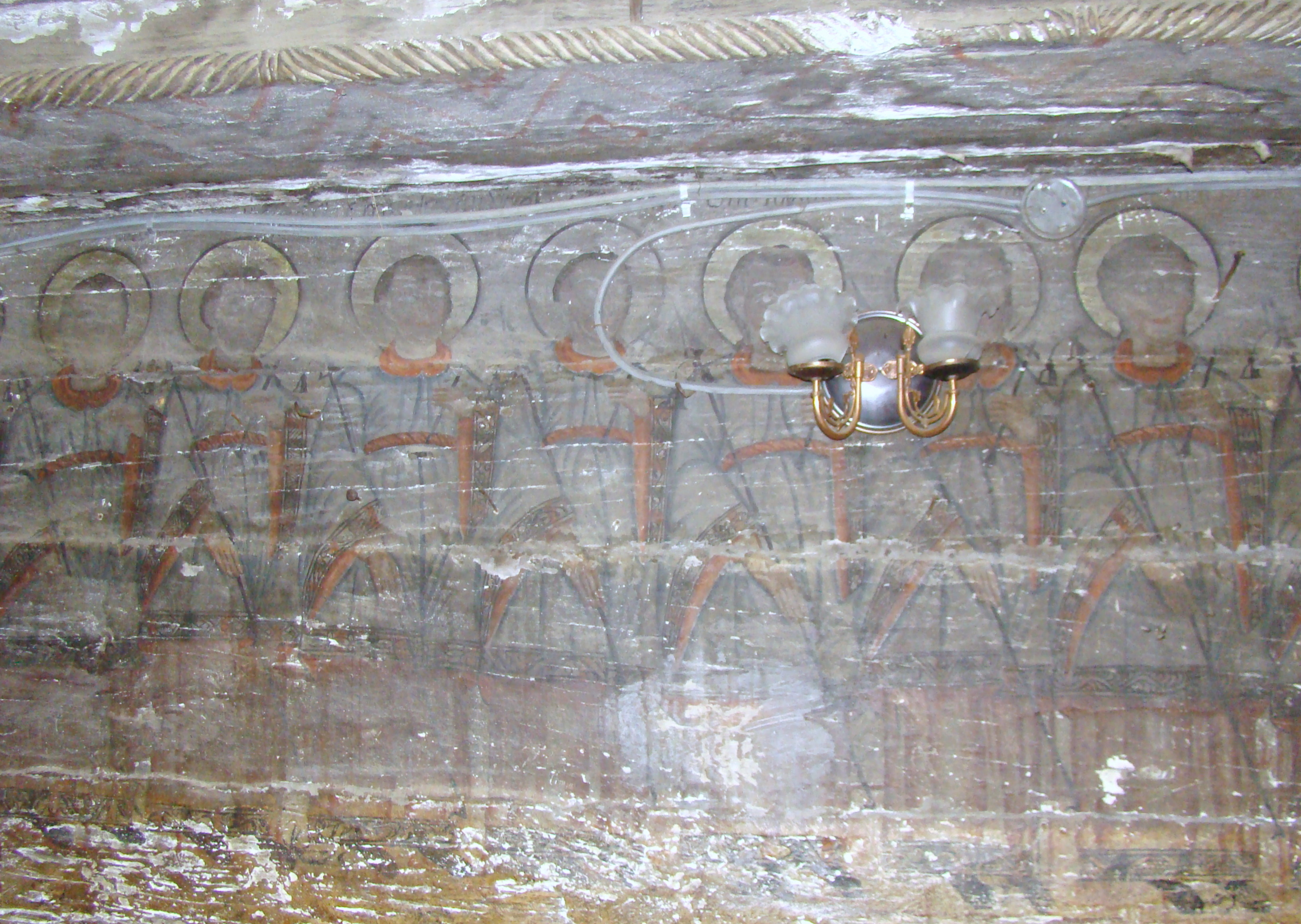
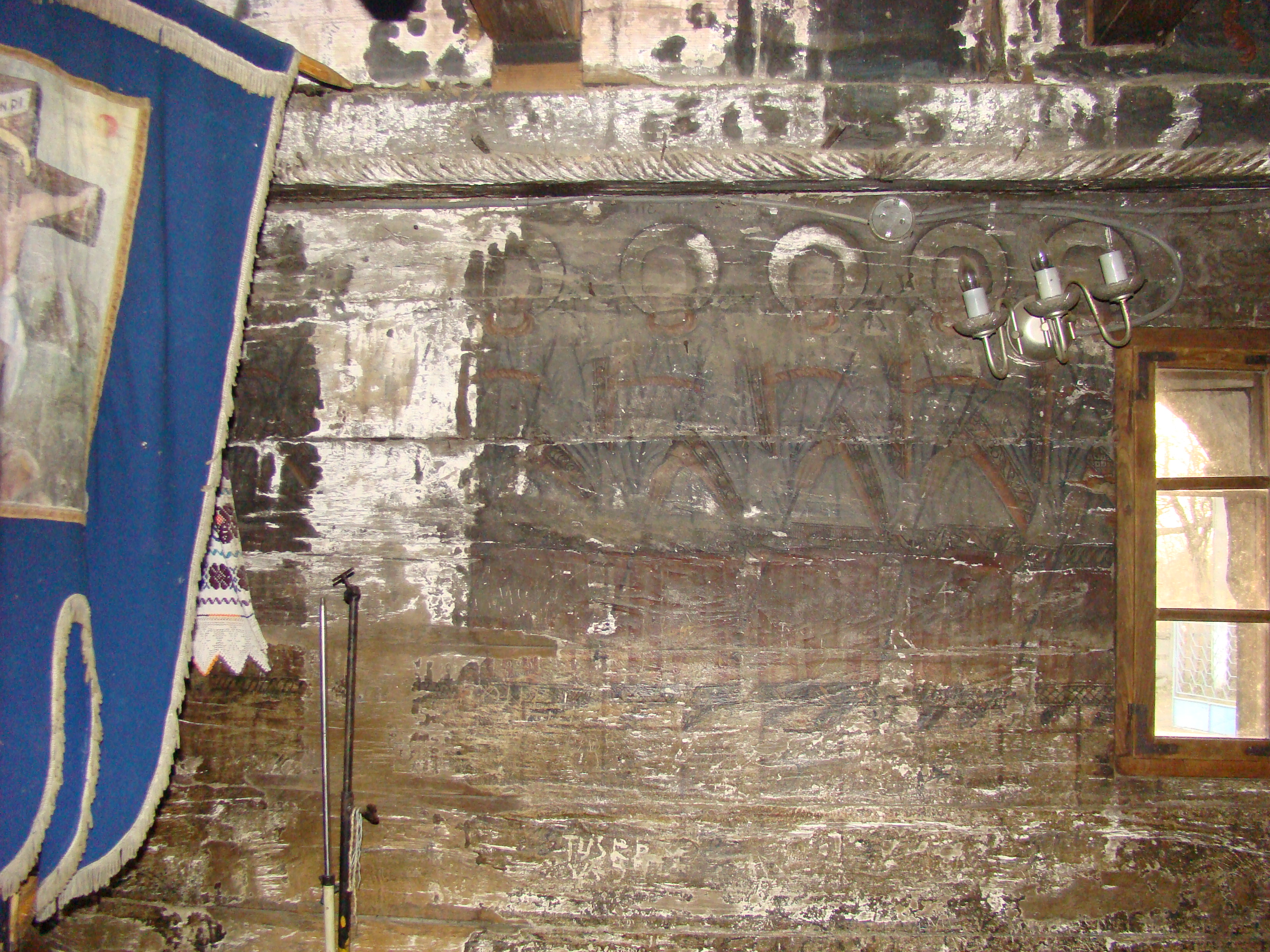
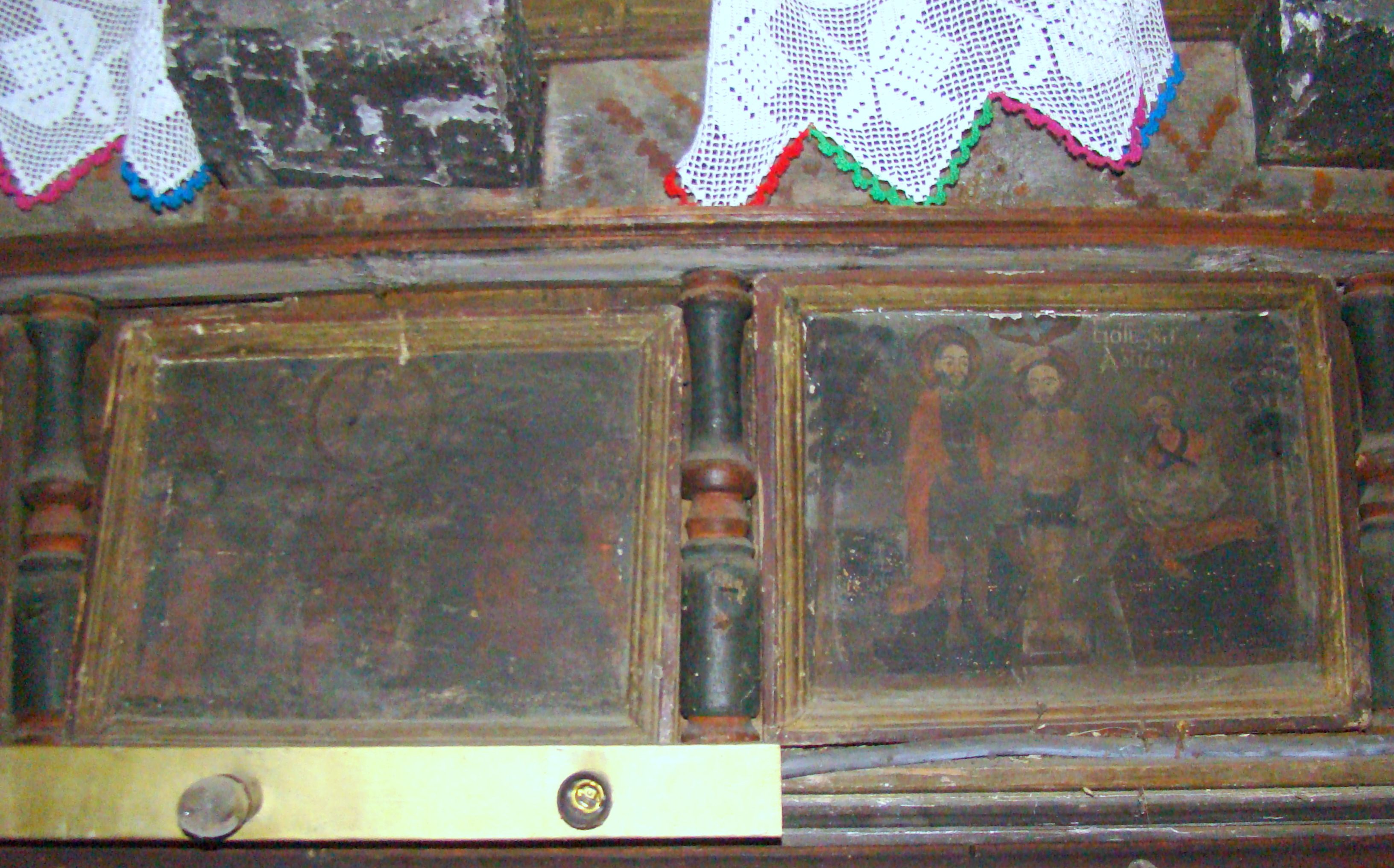
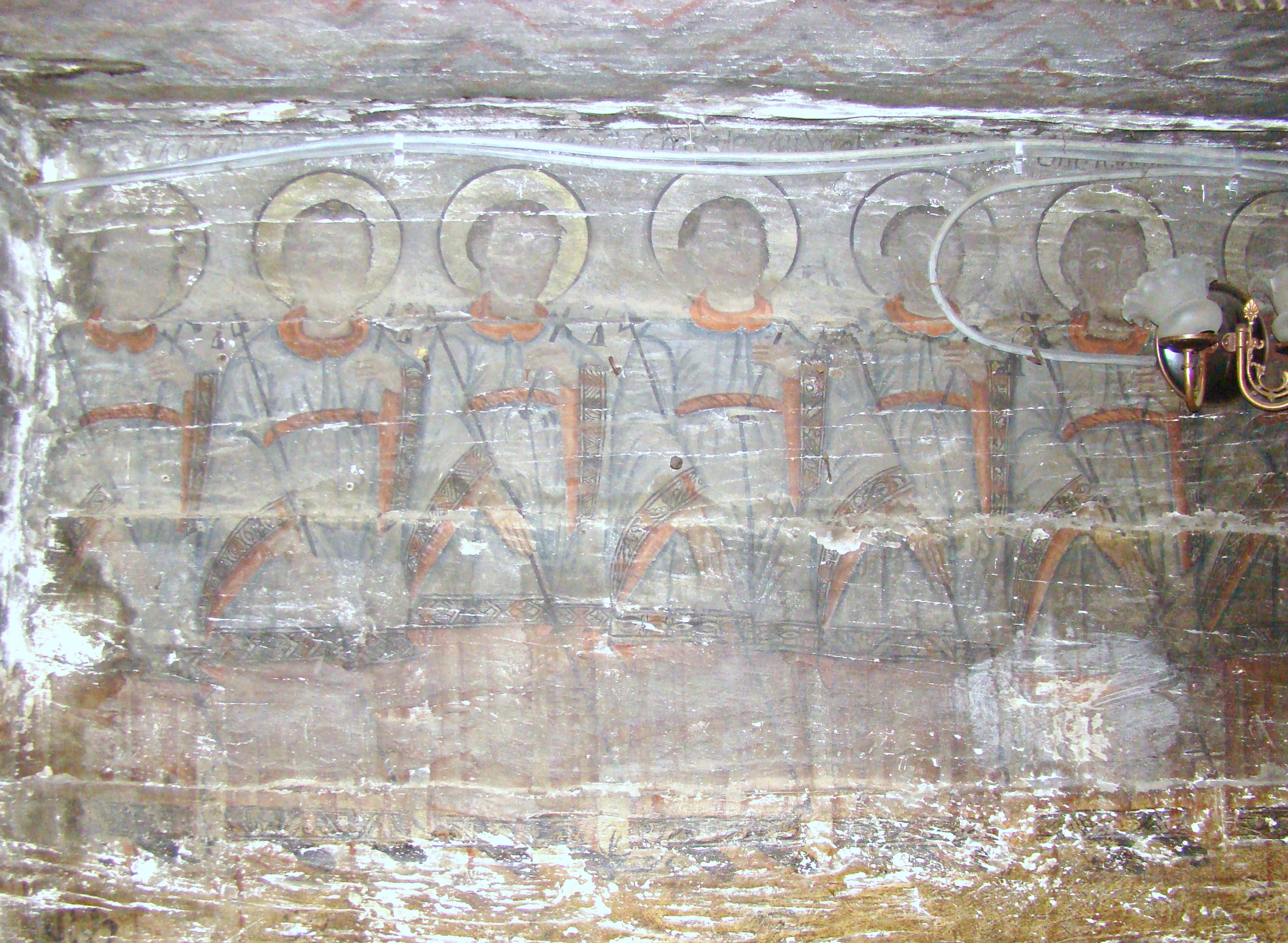
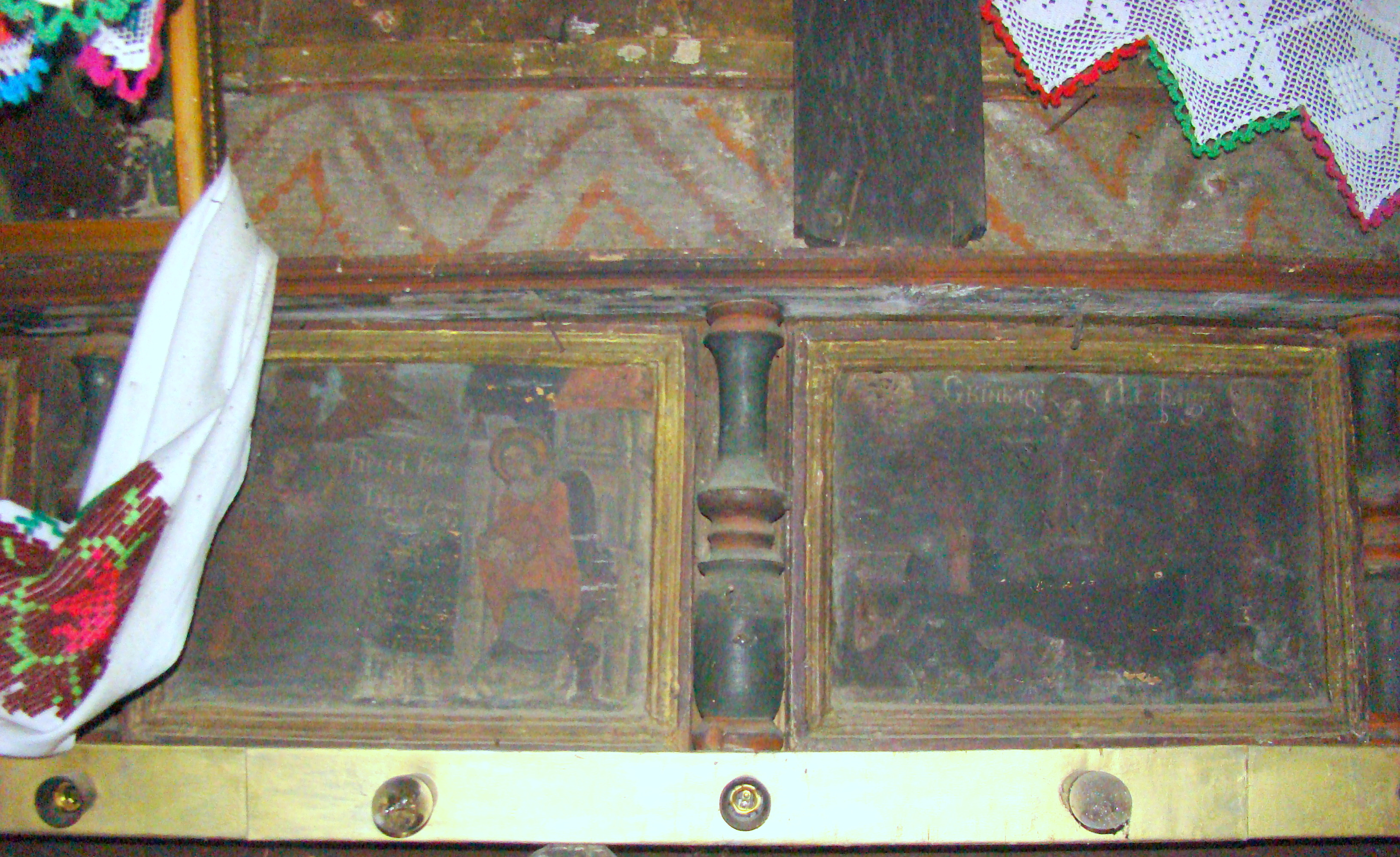
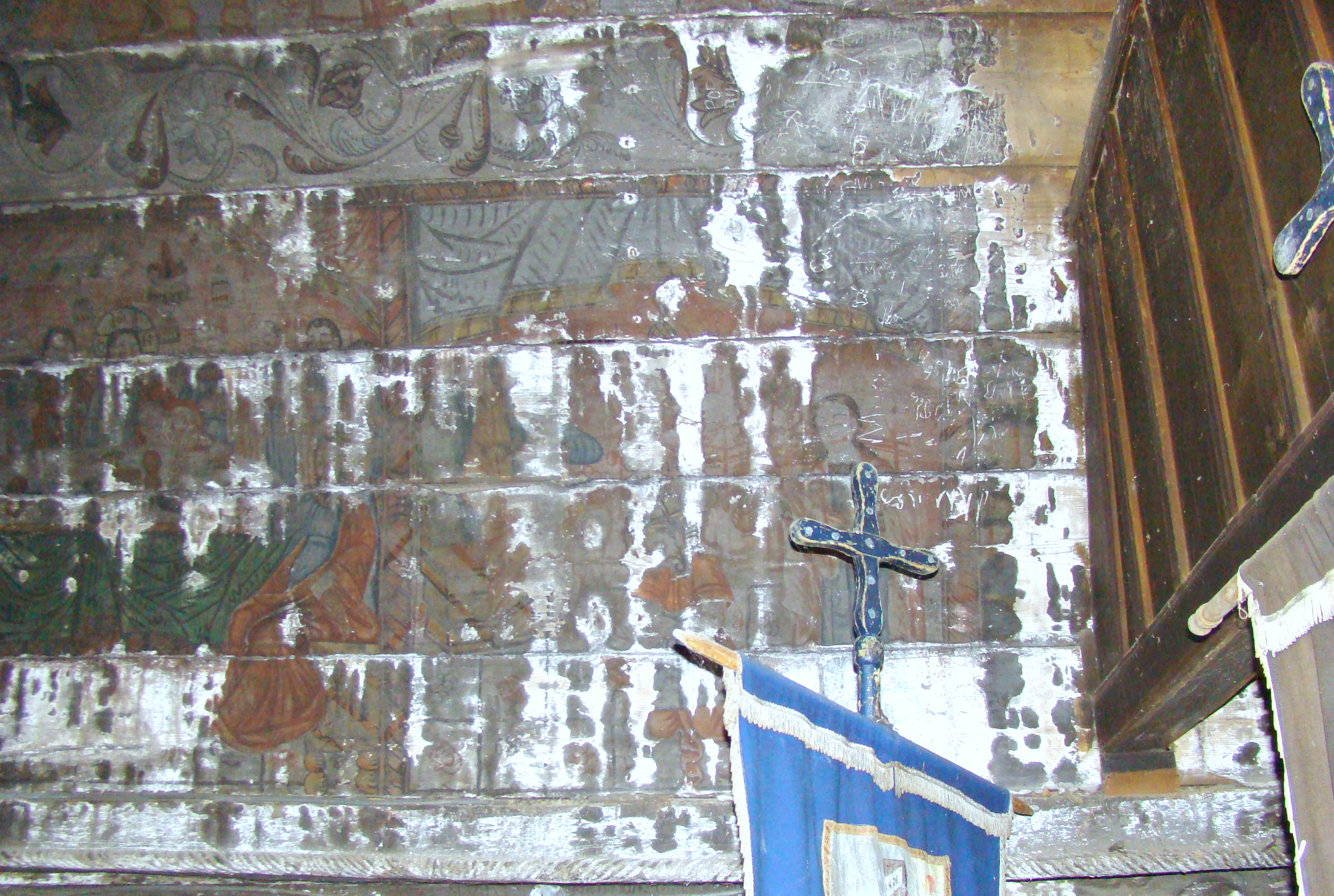
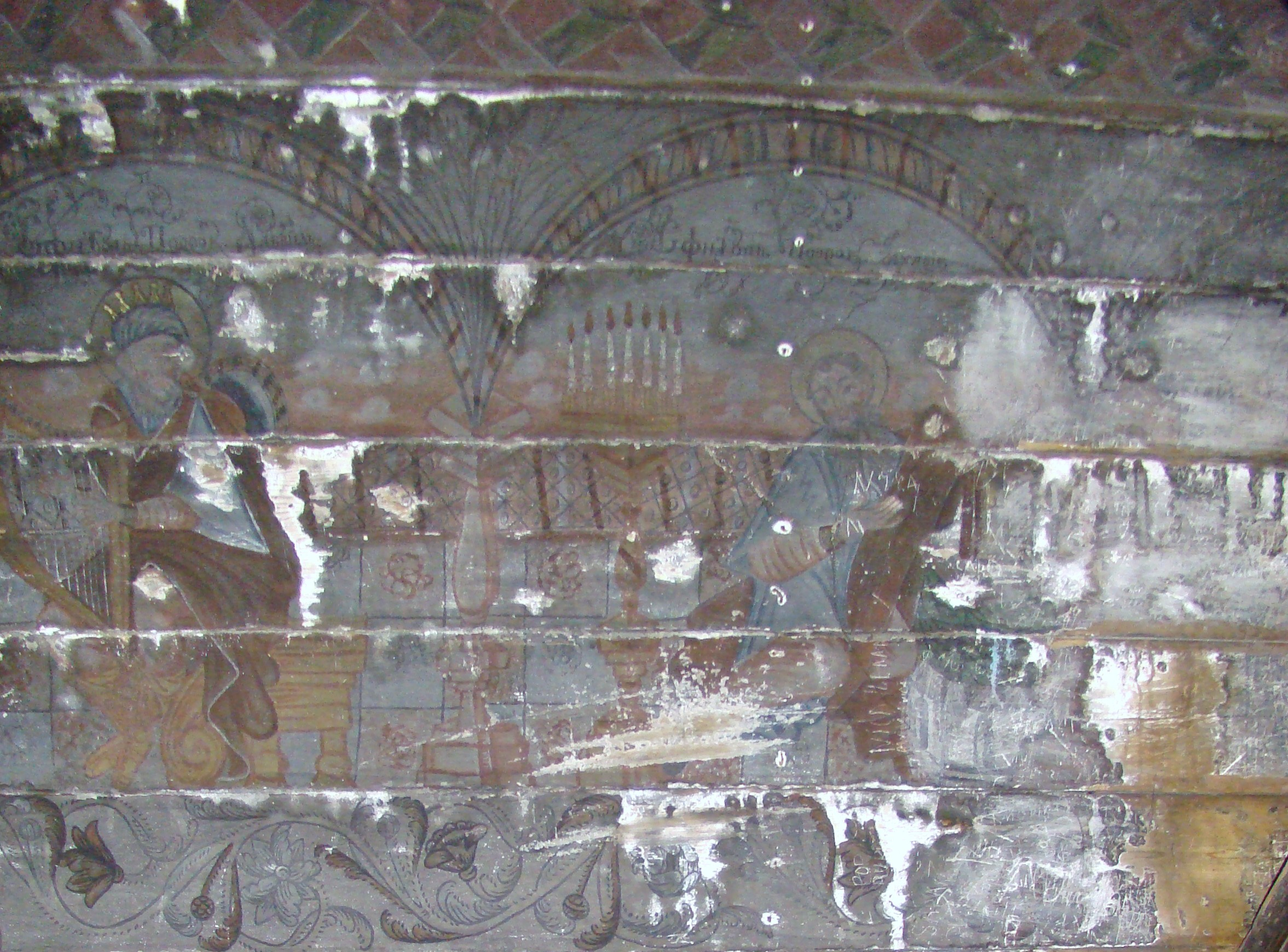
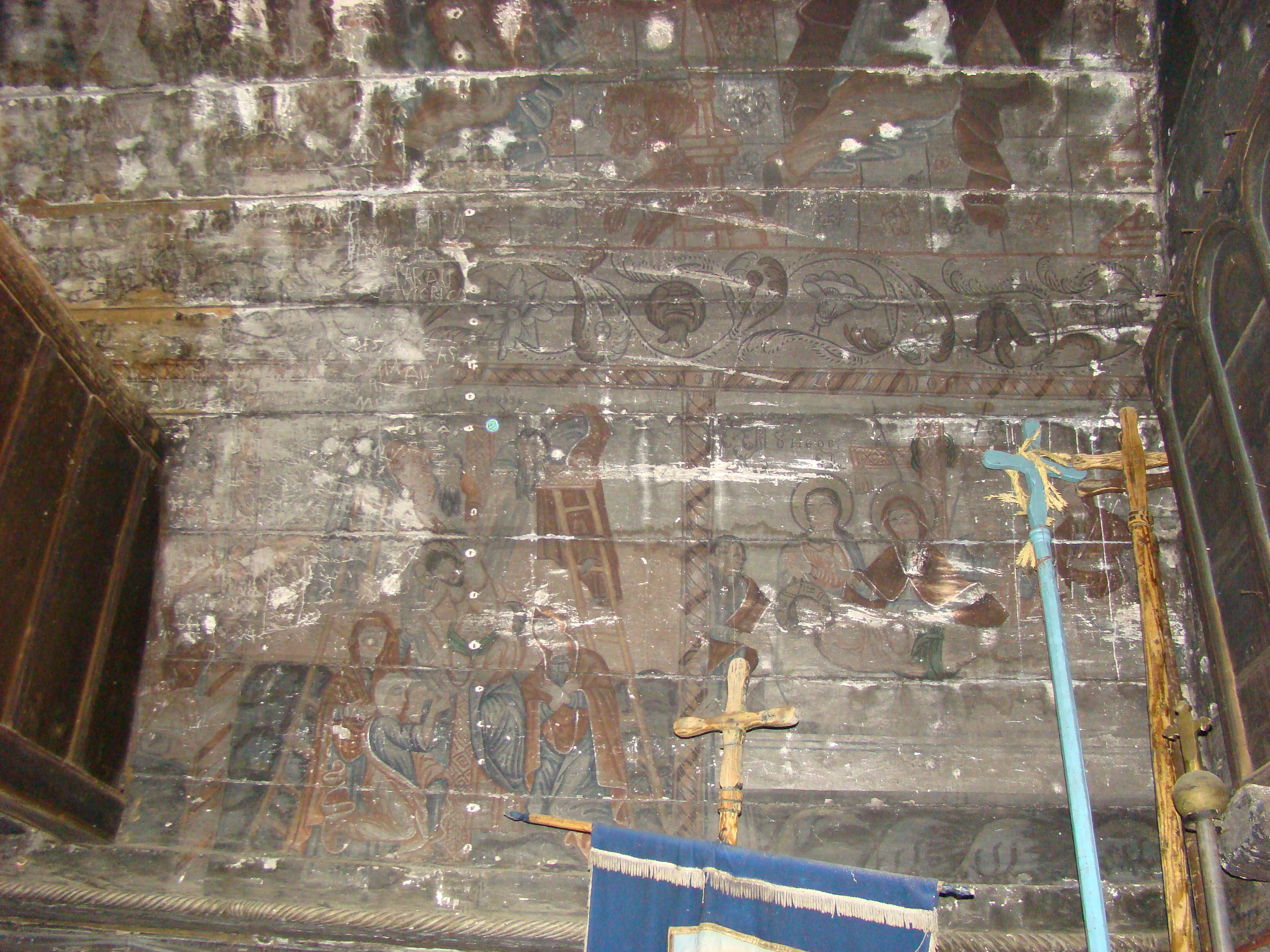
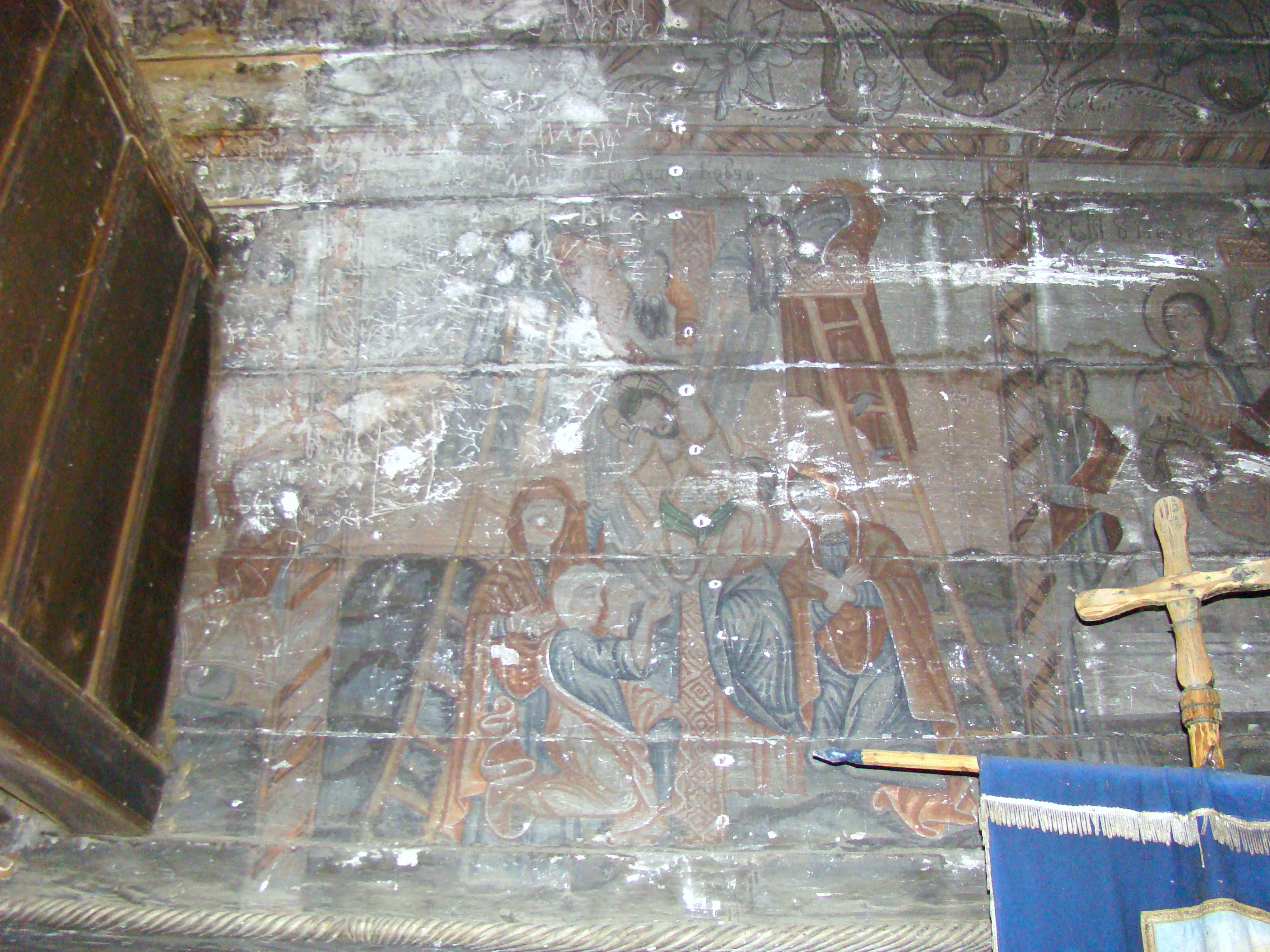
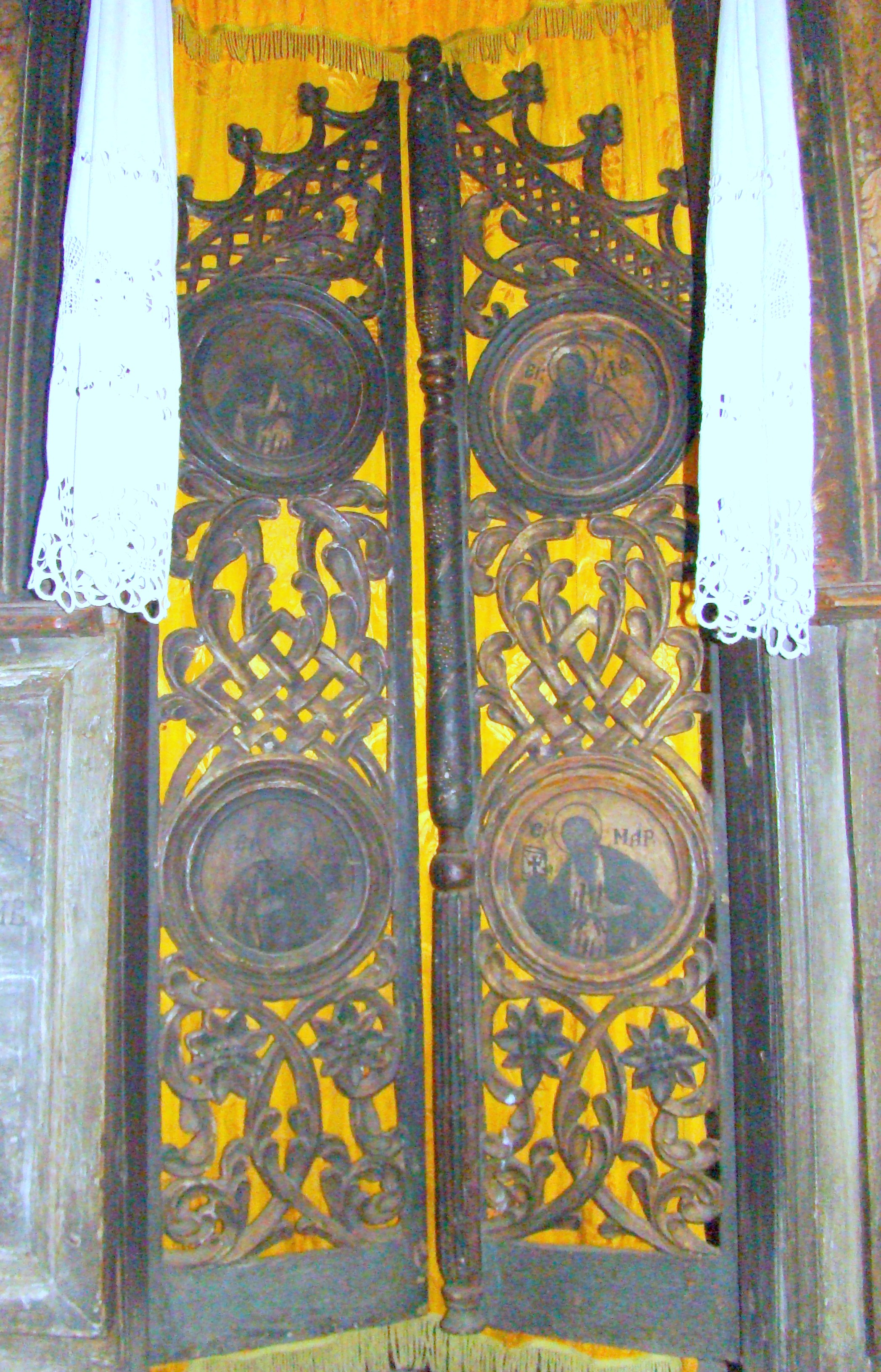
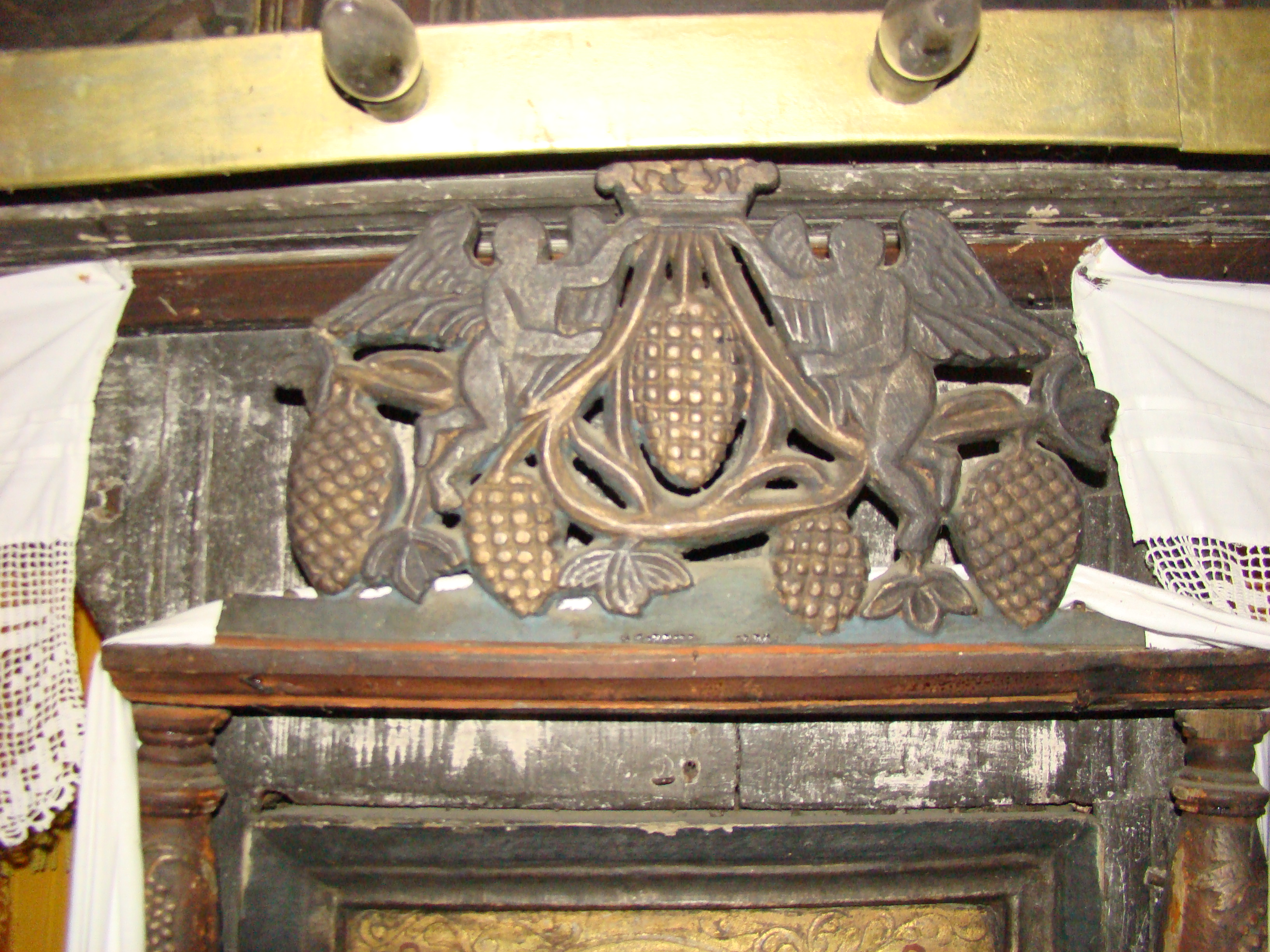